# レイテ沖海戦

日米双方の艦隊の航路図

レイテ沖海戦（レイテおきかいせん、英語: Battle of Leyte Gulf）は、第二次世界大戦中の1944年10月20日から25日にかけて、フィリピン周辺の広大な海域を舞台に日本海軍とアメリカ及びオーストラリア両海軍からなる連合軍との間で交わされた一連の海戦の総称である。フィリピン奪回を目指して侵攻する連合軍を、日本海軍が総力を挙げて迎撃する形で発生した。
本項では、レイテ島を巡る一連の戦いのうち海上での戦い「レイテ沖海戦」を主に取り上げ、陸上での戦いについては要点のみ説明する。陸戦の詳細については、「レイテ島の戦い」を参照のこと。
「レイテ沖海戦」という呼称は、揚陸地点に定めた作戦上の要地であるレイテ湾にちなんで命名されたアメリカ側の呼称で、日本ではフィリピン沖海戦が正式名であるが、現在はアメリカ側呼称の方が一般的になっている。双方合わせて20万人以上の海上兵員が参加し、日米共に稼働艦艇と航空機を総動員した膨大な数の兵器が投入されている点から史上最大の海戦と称されることもある。
この6日間の海上戦役は、シブヤン海海戦、スリガオ海峡海戦、エンガノ岬沖海戦、サマール沖海戦といった四つの海戦で構成されており、その他に基地航空部隊による交戦も頻繁に行われていた。また、神風特別攻撃隊が初めて組織的に運用されている。連合艦隊の残存戦力の全てをつぎ込んだこの海戦は「捷一号作戦」として発動された。日本海軍はこの海戦を最後にして事実上消滅し、侵攻した連合国軍の最高指揮官マッカーサーは、25日に同島に司令部を設置した。

## 両軍の作戦計画

### 日本

#### マリアナ沖の大敗
侵攻するアメリカ艦隊を懐に誘い込んで一大決戦を行い、これを壊滅することを意図したあ号作戦は、マリアナ沖海戦で日本機動部隊が空母3隻と艦載機、搭乗員の大半を失うという大敗北で終わった。大本営では直ちにサイパン島救援策が検討されるが、正規空母約10隻・特設空母約15隻・戦艦10隻以上・巡洋艦10隻内外・駆逐艦数10隻と見積もられたアメリカ軍機動部隊に立ち向かえる戦力は海軍にはすでになかった。
それでもマリアナ諸島の失陥は本土防衛に重大な支障が生じることから、軍令部は反撃計画を企図するが陸軍にはそのような余力はなく、連合艦隊も実施が困難と難色を示したため計画は頓挫、6月24日サイパン島救援は中止となり、見捨てられた形となった同島は7月9日に陥落した。

#### 作戦の立案
7月18日、軍令部は次期作戦の指導大綱の作成研究を開始する。21日には「大本営作戦指導大綱」が決定し、24日に裁可された。同日中に軍令部主催の図上演習が4日間にかけて行われ、それらの研究を元に26日に大海指第435号をもって次期作戦の呼称を「捷号作戦」とし、作戦区分が決定された。
侵攻する連合国軍の強力な空母機動部隊を迎え撃つのに、第一機動艦隊は航空戦力を損耗していて中核戦力として期待はできなかった。そのため捷号作戦では、空母機動部隊よりも再建が安易な基地航空隊を戦力の中核とし、決戦予想時期までに海軍1,300機・陸軍1,700機を整備する計画をたてるが、それでも予想される連合軍の3分の1でしかなかった。
捷号作戦では、限られる航空戦力を最大限に生かすため、陸海軍航空部隊の間で見解を統一し、その統合発揮を図るべく大本営陸海軍部で協議がなされた。海軍は従来通り敵機動部隊を主目標とする考えだったが、陸軍は上陸部隊を搭載する船団及びその護衛艦艇を主目標とするべきと提案し、議論は平行線となった。しかし以前より海軍が敵機動部隊への攻撃を重視しながら一向に効果を挙げられず、いざ敵が上陸する頃には戦力が枯渇して上陸を許してしまっている事態が頻発したことや、あ号作戦も結局は大敗してサイパン島を見殺しにする結果となったことなどを陸軍側に指摘されると、海軍側も「敵機動部隊への攻撃優先」をそれ以上主張することはできなかった。
7月24日「捷号航空作戦に関する陸海軍中央協定」が締結され、空母機動部隊への攻撃は極力抑えて戦力温存を図り、海軍側が空母攻撃、陸軍側が攻略部隊攻撃及び陸戦の航空支援と役割を取り決めることとし、陸軍側の主張が貫かれた。

#### 作戦の詳細
8月4日、連合艦隊は「機密GF命令作第85号」をもって「連合艦隊捷号作戦要領」を発令、作戦についての概要を告知する。そのうち「作戦要領」については以下の通りとなっている。
1. 基地航空隊は、当初敵機動部隊からの攻撃を回避し、戦力を集中するため適宜前進基地に進出する。水上部隊も同様適宜進出し上陸地点に殺到する。敵上陸点への海上部隊の突入は敵上陸から2日以内に実施する。基地航空隊は水上部隊突入の2日前より航空撃滅戦を実施する。それでも上陸された場合、敵増援を撃滅してそれを阻止し、地上部隊と呼応して敵を水際で殲滅（）する。
  - 基地航空隊は第一第二航空艦隊の全力を投入。第二航空艦隊は本土西部に展開し比島に展開できるようにする。その時期は連合艦隊司令部が指示する。また、第三第十二航空艦隊は予備戦力として本土にて待機する。
  - 基地航空隊の攻撃目標は敵空母、輸送船とするが、航空兵力中、新鋭最強兵力は敵空母攻撃に充てる。
  - 敵機動部隊単独での攻撃の場合は極力損耗を避ける。但し好機があれば基地航空部隊独力で敵機動部隊を攻撃する場合があり、連合艦隊より「基地航空部隊捷一号作戦」を発動するので攻勢にでる。
2. 水上部隊は第一遊撃部隊（栗田艦隊）はリンガ泊地、第二遊撃部隊（志摩艦隊）、機動部隊本隊（小沢艦隊）は内地にあり、作戦発動と共に第一遊撃部隊はブルネイ又はコロン、ギマラス方面に、第二遊撃部隊は内海西部または南西諸島方面に、機動部隊本隊は内海西部において出撃準備を整え特令によって出撃する。
  - 敵が上陸したなら第一遊撃部隊は基地航空隊の航空攻撃に策応して上陸地点に突入する。
  - 第二遊撃部隊と機動部隊本隊は敵艦隊を北方に誘致するのを建前とする。
3. 潜水部隊は敵の来攻を予期されれば指定海面に進出または集中して、敵の上陸前に主として輸送船団を捕捉撃滅し、その後敵の増援輸送を遮断するに努める。

「基地航空部隊捷一号作戦」の発動については、連合艦隊が陸軍や大本営に諮ることなく独自判断で発動できるというものであり、戦機を逃さず即応するという面では間違ってはいないが、海軍、しかも現地部隊が独断で捷号作戦を発動できるというのは、一歩間違えると陸海軍の戦力を統合して実施する捷号作戦の根底を覆すことにもなりかねなかった。
また、軍令部では捷号作戦必成を期すため、下記の特別措置も併せて実施している。
1. 連合艦隊司令長官の全海軍部隊の統一指揮[10][注釈 5]。
2. 基地航空隊の空地分離方式の採用[11][注釈 6]。
3. 必死奇襲戦法の採用、特攻兵器の開発[12][注釈 7]。
4. 対潜水艦専門部隊の創設[13][注釈 8][注釈 9]。

「連合艦隊捷号作戦要領」発令を受け、8月10日に機動部隊指揮官の小沢治三郎中将より「機動部隊命令作第76号 機動部隊捷号作戦要領」が発令され、機動部隊所属の各隊に対してより具体的な行動指針が指示された。その内容（捷一号作戦に限る）は以下の通り。
1. 機動部隊の作戦は友軍（基地航空隊や潜水部隊など）と緊密に協力しつつ敵艦隊及び攻略部隊を撃滅する。
2. 捷一号作戦
  - 友軍はまず基地航空隊が敵機動部隊の初動攻撃を回避しつつ全戦力を展開、敵を引き付けてから上陸前日もしくは当日に敵機動部隊並びに攻略部隊に対して総攻撃を実施する。潜水艦部隊も敵の邀撃に努め、守備部隊は敵を水際で撃滅、上陸した場合は敵の飛行場占領使用を阻止するべく死力を尽くす
  - 第一遊撃部隊は敵の上陸の意図が判明次第出撃し、ブルネイ又は比島中北部に進出補給の上、敵攻略部隊の上陸時に上陸地点に到着することを目途として出撃。友軍航空隊の圏内を進撃し、基地航空部隊の総攻撃に連携して敵機動部隊の攻撃を排除しつつ進撃。まず突入を阻止しようとする敵水上部隊と決戦してこれを撃滅し、その後上陸地点にて敵船団及び上陸軍を攻撃撃滅する。
  - 機動部隊本隊は第一遊撃部隊に呼応して出撃し、敵機動部隊を北東に牽制して第一遊撃部隊の突入を容易にしつつ、敵機動部隊の一翼に対して攻撃を行う。敵補給部隊を発見し、これへの奇襲攻撃に成算がある場合はこれを撃滅する。
3. 母艦航空部隊は状況によっては基地航空兵力として展開、作戦参加する場合がある。
4. 状況によっては飛行機を搭載していない空母も随伴させ、牽制機動させる場合がある。その際は特令をもって指示する[注釈 11]。
5. 当初計画する各隊兵力配置

| 所属部隊     | 指揮官     | 兵力                                                                | 主要任務                                                                                  |
| ------------ | ---------- | ------------------------------------------------------------------- | ----------------------------------------------------------------------------------------- |
| 機動部隊本隊 | 小沢治三郎 | 第三艦隊 ・第一航空戦隊（雲龍欠） ・第三航空戦隊 ・第四航空戦隊     | 一、訓練 整備 二、特令により一部作戦参加                                                  |
| 第一遊撃部隊 | 栗田健男   | 第二艦隊 第十戦隊（一部欠） ・最上、秋津洲                          | 一、敵機動部隊及び上陸兵団撃滅 二、海上機動兵団輸送又は護衛 三、海上交通保護 四、訓練整備 |
| 第ニ遊撃部隊 | 志摩清英   | 第五艦隊 第十一水雷戦隊 第六十一駆逐隊（涼月欠） ・雪風、扶桑、山城 | 一、敵機動部隊及び上陸兵団撃滅 二、海上機動兵団輸送又は護衛 三、海上交通保護 四、訓練整備 |

注、本部署は8月下旬までとし、特令を以て第二兵力部署に移行する
| 所属部隊     | 部隊名       | 指揮官     | 兵力                                                                    | 主要任務                                                                                  |
| ------------ | ------------ | ---------- | ----------------------------------------------------------------------- | ----------------------------------------------------------------------------------------- |
| 機動部隊本隊 | 甲部隊       | 小沢治三郎 | 第一航空戦隊 （雲龍欠）                                                 | 一、敵機動部隊及び上陸兵団撃滅 二、海上機動兵団輸送又は護衛 三、海上交通保護 四、訓練整備 |
| 機動部隊本隊 | 乙部隊       | 大林末男   | 第三航空戦隊                                                            | 一、敵機動部隊及び上陸兵団撃滅 二、海上機動兵団輸送又は護衛 三、海上交通保護 四、訓練整備 |
| 機動部隊本隊 | 丙部隊       | 松田千秋   | 第四航空戦隊                                                            | 一、敵機動部隊及び上陸兵団撃滅 二、海上機動兵団輸送又は護衛 三、海上交通保護 四、訓練整備 |
| 機動部隊本隊 | 第二遊撃部隊 | 志摩清英   | 第五艦隊 ・第二一戦隊 ・第一水雷戦隊 第十一水雷戦隊 第六十一駆逐隊 最上 | 一、敵機動部隊及び上陸兵団撃滅 二、海上機動兵団輸送又は護衛 三、海上交通保護 四、訓練整備 |
| 第一遊撃部隊 | 第一遊撃部隊 | 栗田健男   | 第二艦隊 第十六戦隊 第十戦隊（駆逐艦2欠） 扶桑、山城、秋津洲            | 一、敵機動部隊及び上陸兵団撃滅 二、海上機動兵団輸送又は護衛 三、海上交通保護 四、訓練整備 |

注1、特令により、8月下旬頃本兵力部署に移行す
注2、捷号作戦緊迫すれば、特令により第三兵力部署に移行す
| 所属部隊     | 部隊名       | 指揮官     | 兵力                                                                                                  | 主要任務                                                                                  |
| ------------ | ------------ | ---------- | --- | ----------------------------------------------------------------------------------------- |
| 機動部隊本隊 | 乙部隊       | 小沢治三郎 | 第三航空戦隊 第五艦隊 ・第二十一戦隊の駆逐艦2欠 ・第二十一駆逐隊欠 第十一水雷戦隊 第六十一駆逐隊 最上 | 一、敵機動部隊及び上陸兵団撃滅 二、海上機動兵団輸送又は護衛 三、海上交通保護 四、訓練整備 |
| 機動部隊本隊 | 丙部隊       | 松田千秋   | 第四航空戦隊 第二十一戦隊の駆逐艦2 第十一水雷戦隊より駆逐隊1 第二十一駆逐隊                           | 一、敵機動部隊及び上陸兵団撃滅 二、海上機動兵団輸送又は護衛 三、海上交通保護 四、訓練整備 |
| 第一遊撃部隊 | 第一遊撃部隊 | 栗田健男   | 第二艦隊 第十六戦隊 第十戦隊（駆逐艦2欠） 扶桑、山城、秋津洲                                          | 一、敵機動部隊及び上陸兵団撃滅 二、海上機動兵団輸送又は護衛 三、海上交通保護 四、訓練整備 |

注、本兵力部署は8月下旬以降捷号作戦に於いて、主に本隊航空機動戦実施中に適用する
| 所属部隊     | 部隊名       | 指揮官     | 兵力                                                                    | 主要任務                                                                                  |
| ------------ | ------------ | ---------- | ----------------------------------------------------------------------- | ----------------------------------------------------------------------------------------- |
| 機動部隊本隊 | 乙部隊       | 小沢治三郎 | 第三航空戦隊 第十一水雷戦隊 第六十一駆逐隊 最上                         | 一、敵機動部隊及び上陸兵団撃滅 二、海上機動兵団輸送又は護衛 三、海上交通保護 四、訓練整備 |
| 機動部隊本隊 | 丙部隊       | 隼鷹艦長   | 航空母艦「隼鷹」「龍鳳」 六三四航空隊の大部分 第十一水雷戦隊より駆逐艦3 | 一、航空機動戦 二、水上戦闘部隊推進援護                                                   |
| 第一遊撃部隊 | 第一遊撃部隊 | 栗田健男   | 第二艦隊 第十六戦隊 ・第十戦隊（駆逐艦2欠） 扶桑、山城、秋津洲          | 一、敵機動部隊及び上陸兵団撃滅 二、海上機動兵団輸送又は護衛 三、海上交通保護 四、訓練整備 |
| 待機部隊     | 待機部隊     | 待機部隊   | 出撃不能の各部隊、艦船                                                  | 一、訓練整備 二、待機                                                                     |
| 補給部隊     | 補給部隊     | 補給部隊   | 編成は別令                                                              |                                                                                           |

注、本兵力部署は8月下旬以降捷号作戦に於いて主に本隊水上戦闘実施中に適応する
となっていた。

#### 機動部隊本隊の作戦準備
機動部隊本隊にはこの時点で空母は瑞鶴・瑞鳳・龍鳳・隼鷹・千歳・千代田の6隻に航空戦艦が伊勢・日向の2隻。これに8月上旬に雲龍・天城が、10月中には信濃が完成予定であり、日本が予想していた米軍侵攻期日である11月中に艦隊戦力はある程度揃う予定だった。しかし艦載機と搭乗員の補充錬成が間に合うかは絶望的な状況であった。
それでも8月10日より急速錬成が開始された。その再建目標は、
1. 第一航空戦隊：雲龍、天城、第六〇一海軍航空隊 294機（再建目標12月）
2. 第三航空戦隊：瑞鶴、千歳、千代田、瑞鳳、第六五三海軍航空隊 182機（再建目標10月）
3. 第四航空戦隊：伊勢、日向、隼鷹、龍鳳、第六三四海軍航空隊 132機（再建目標8月末）

とされた。錬成は飛行機補充の遅滞などで遅れ気味ではあったが、それでも第三・四航空戦隊で9月末までに240機の航空戦力が作戦可能になる目途がついていた。
要領では機動部隊本隊は敵機動部隊を北東方面におびき出し、それが敵全体またはその一部のどちらかであっても空母対空母の決戦を挑むとされ、機動部隊をあくまでも攻撃戦力として使うことが示されていた。また小沢中将の指揮する第一機動艦隊が全般の作戦指揮を行うようになっていた。だが小沢中将自身は第一遊撃部隊と機動部隊本隊は2600浬も離れて行動することになるので作戦指揮は不可能だと考えていた。
9月10日、小沢中将は連合艦隊司令部に以下の点を意見具申した。
1. 第一機動艦隊が第一遊撃部隊を指揮するのは不可能。機動部隊本隊、第一遊撃部隊、第二遊撃部隊に軍隊区分して連合艦隊が指揮統率するのが作戦指導上適切である。
2. 機動部隊(本隊と第二遊撃部隊)の作戦は、現状では所望の時期に機動作戦成果を上げて第一遊撃部隊の作戦を必成させるのは至難
3. 第一遊撃部隊の突入を成功させるためには、同部隊の水上戦力強化と直接協力する航空戦力の確保が必要
4. そのため機動部隊本隊は航空戦力が整うまでは牽制を主任務とし、兵力縮小もやむを得ないので第一遊撃部隊には航空戦隊を1個、及び第二第十戦隊を早急に配属すべき
5. 第一航空戦隊の再編ができたら、機動部隊本隊の兵力を充実し南北から攻撃する二個機動部隊の作戦とするべき

だが連合艦隊司令長官豊田副武大将は9月中旬に参謀高田利種少将を小沢中将のもとに派遣して、改めて小沢の統一指揮を要望した。しかし小沢は賛同せず、議論は平行線となった。この問題は10月の台湾沖航空戦で、機動部隊本隊の航空兵力を陸上基地に転用してしまい、艦載機が120機ほどしかない状態で捷号作戦に挑む羽目になったことで、機動部隊本隊が攻撃主力を担う事が不可能となったため、第一遊撃部隊が機動部隊から離れて連合艦隊直率となり、指揮権に関しては小沢の進言通りになることとなった。

#### 第一遊撃部隊への作戦説明
この時期、第一遊撃部隊はリンガ泊地にいた。マリアナ沖海戦の失敗後、6月23日に内地に帰還した同隊は次の作戦指示を待ちつつ出撃の準備を行っていた。第二艦隊参謀長小柳冨次少将は上京し、空母部隊が壊滅した現状において今後第一遊撃部隊をどう作戦させるのか中央の意向を確認し、それに合わせた作戦準備と訓練を行おうとした。しかし大敗直後の軍令部はごった返して今後の作戦方針の見通しも立っておらず、連合艦隊司令部に出向いても同様であった。この際小柳は、かねてから懸案されていた第一遊撃部隊の旗艦について、大和型戦艦に変えたいと希望を述べたが賛同を得られなかった。
小柳帰着後の6月28日、連合艦隊と第一機動艦隊より第一遊撃部隊のリンガ泊地進出の内意を受けた。未だ次期作戦の詳細は決まっていなかったが燃料の不足する内地に居続けるより豊富なリンガ泊地に移動して次期作戦に備えて訓練に励む方が良いと判断されたのである。遊撃部隊は7月1日より南方に向けた輸送物資人員の搭載を行い随時進発、第一戦隊にはビルマに派遣される歩兵第百六連隊及び大東島に至った歩兵第三六連隊を乗せ7月8日に出撃した。
リンガ泊地はシンガポールの南約100浬に位置するスマトラ島やリンガ諸島などに囲まれた海域で、水深平均20 - 30メートルの平穏な泊地だった。整備補給地点であるシンガポールやパレンバン油田に近く、水深が浅いので潜水艦の侵入がしづらく警戒しやすい、広い海域なので訓練がしやすいなど、艦隊が拠点とするにはうってつけの場所であった。
第一遊撃部隊は主力を甲乙2部隊に分けて出撃、栗田自身が率いる主力の甲部隊は7月16日にシンガポール着、物資人員を降ろしたのち18日にリンガ泊地に移動、その後乙部隊や別行動中の他艦艇も8月中にはリンガ泊地に集結を済ませている。
連合艦隊は8月1日、旗艦大淀にて内地在泊の各部隊司令官や参謀長・各艦長らを集めて作戦会議を開いたが、第一遊撃部隊はリンガ泊地にいたので参加できなかった。このため連合艦隊参謀神重徳大佐と軍令部参謀榎尾義男大佐がマニラに飛び、同地の南西方面艦隊司令部で三川軍一司令長官以下司令部要員、第一遊撃部隊から小柳参謀長と作戦参謀大谷藤之助中佐がマニラまで来て、8月10日に会議を行った。
第一遊撃部隊を船団攻撃のためレイテ湾に突入させるという作戦を聞いた小柳は、神と以下の議論をしたと証言している。
この後、翌11日まで南西方面艦隊司令部員と打ち合わせが行われ、リンガ泊地に帰着後翌日に第一遊撃部隊所属の司令官・艦長らに作戦説明が行われた。従来の方針から大きく異なる水上艦艇による輸送部隊攻撃の作戦に現場指揮官達は唖然とし、不満、非難の声がでたが、それを抑えて泊地内に突入して攻撃することを念頭に置いた訓練計画を作成。小柳の陳述では下記の5種に区分して実施したと述べている。
1. 湾内投錨艦船への攻撃法
2. 夜戦訓練
3. 対空戦闘訓練
4. 電探射撃訓練
5. 夜戦での星弾使用法

それでも指揮官たちの中には輸送船団攻撃で水上部隊をすり減らすことに納得していない者もいた。例えば第一戦隊司令宇垣纏中将は、自身の日誌『戦藻録』の9月20日の記述で、自身の座乗する戦艦大和に小柳と参謀山本祐二大佐が来艦したので、自身の意見として「輸送船団を攻撃するよりも敵主力部隊との決戦を模索すべき」と述べたと記述している。利根艦長として参加した黛治夫も栗田司令部が25日昼にレイテ湾突入を取りやめて敵主力部隊攻撃に向かう決断をしたことを「当然である」と戦後に述べており、戦隊司令や艦長といった指揮官クラスの中にも、レイテ湾に突入して輸送船団と刺し違えることに完全に納得はしていない者もいたことは小柳も証言している。こうした現場指揮官たちの不満を抑えながら、今まで前例のない任務に向けての訓練を実施しつつ、当日を迎えることとなった。
なお連合艦隊と第一遊撃部隊は、8月10日の作戦説明以降は会合の機会を得ぬまま10月18日の作戦発動を迎えた。そのため、作戦内容に対する問題提起などを第一遊撃部隊側からは行うことは難しかった。一方、直接の上級司令部であり、内地にある第一機動艦隊より、前述のように小沢の名で9月10日に意見具申が行われ、その中で第一遊撃部隊の水上戦力の強化と、直接航空支援を行う航空戦隊1個の配属の要望がなされた。しかし水上戦力の強化は第二戦隊（戦艦山城・扶桑）と本来機動部隊の護衛部隊として編成されていた第十戦隊（旗艦矢矧、第17駆逐隊）の第一遊撃部隊への編入が行われたのみで、その後の戦局の緊迫もあり航空戦隊の配属は遂に認められなかった。

#### 第二遊撃部隊の作戦準備
あ号作戦さなかの6月17日、第五艦隊は待機する大湊から横須賀への移動が命じられ、艦隊司令長官志摩清英中将は直ちに準備を開始、19日に大湊を出港して横須賀に向かった。旗艦那智を先頭に第二十一戦隊、木村昌福少将指揮の第一水雷戦隊・第十八駆逐隊が出撃、3日遅れで第七駆逐隊・第二十一駆逐隊が出港する。21日豊後水道に入った同艦隊は作業船と接触、同船に乗り込んだ工員たちは第五艦隊各艦に乗り込むと航行しながら工事を開始し対空火器を次々と増設、旗艦の那智は25mm機銃を約100丁も増設、艦橋上部には電探も搭載された。しかしマリアナ沖海戦の敗北とサイパン島放棄により、第五艦隊の投入は中止され搭載予定だった陸軍部隊を小笠原諸島の父島と硫黄島に輸送して戦力増強をすることになり、同艦隊より木曾・多摩・初春・若葉が参加、第十一水雷戦隊（高間完少将指揮）と共に28日に東京湾を出港、「伊号作戦」とされたこの輸送作戦は成功し、7月3日に帰投した。
この様な状況の変化を受けて第五艦隊の横須賀進出は解除され、電探装備工事のため残る阿武隈から木村は旗艦を薄雲に移し28日に出港、志摩も翌日には残りを率いて出港し7月1日には大湊に帰還した。第五艦隊司令部では、切迫した戦況から次の作戦には第五艦隊も投入されるだろうと推測し、陸奥湾において猛訓練を開始した。
その後、第五艦隊は正式に第二遊撃部隊として第一機動艦隊の傘下に入り捷号作戦に参加することが決まる。しかしこの時艦隊は各地の船団護衛に出動しており、まず艦隊主力（第二十一戦隊・第一水雷戦隊）は7月31日より出港して機動部隊本隊の在泊する瀬戸内海に向かい8月2日には到着、作戦参加に向けての準備を開始した。他に第七駆逐隊は8月12日、第二十一駆逐隊は13日、第二十一戦隊の木曾・多摩、第十八駆逐隊は14日にそれぞれの輸送任務を終えて到着している。また当初は横須賀方面海軍諸学校の練習艦を務めていた山城と、マリアナ沖海戦に出動せずにダバオに待機し続ける扶桑を第二遊撃部隊の直率として加える予定で、両艦とも9月5日からの第二遊撃部隊総合出動訓練に参加している。しかし小沢中将の第一遊撃部隊への編入が妥当の意見具申を受け、両艦と第一戦隊の長門を加えて第二戦隊を編成、第一遊撃部隊への配備が9月10日に決定する。しかし長門の第二戦隊編入に関しては第一遊撃部隊や第一戦隊からの反対があり、結局第一戦隊の所属のまま当日を迎えている。

#### 基地航空隊の作戦準備
水上艦隊が次期作戦に向けての急速錬成に入っていたのと同様に、基地航空隊も再建に奔走していた。マリアナ沖海戦では、第一航空艦隊は未完成のままアメリカ軍の反攻を迎え撃ち壊滅した。テニアンに司令部を置いていた同艦隊は、テニアン玉砕と共に角田覚治中将以下司令部全員が戦死した。このため連合艦隊は8月7日、寺岡謹平中将を新司令長官に第一航空艦隊を再建し司令部をダバオに設置、航空戦力の増強と基地の整備に当たった。寺岡中将は精力的に再建に取り掛かり、着任時は輸送機など含めて約300機程度だったのを9月8日には500機近くまで揃え、何とか戦力を整えた。
一方6月15日に新設されていた第二航空艦隊は、「捷号作戦部隊の主力部隊」と位置づけられ、第一航空艦隊と共に米機動部隊撃滅の任を与えられていた。艦隊司令長官福留繁中将の元、九州南部で兵力整備に努めていたが、まだまだ実戦参加できる状況ではなかった。そのためフィリピン方面を防衛する航空部隊は一航艦しかいない状況であり、同艦隊に対する期待はいやが上にも高かった。しかしアメリカ軍は断続的にダバオに対して大型爆撃機やP-38などの陸上戦闘機で空襲を仕掛けて日本側の防衛体制確立を妨害し、飛行場の整備状況は良好ではなかった。部隊も空襲を受ける同基地に展開するのは危険だったため、周囲のサンボアンガやセブ島、北フィリピンなどに分散して配置せざるを得ず、実戦での作戦指揮に支障が出る恐れがあった。

### アメリカ
守りに回った日本側の戦略目的がある意味で明快になりうる環境にあったのに対し、アメリカのフィリピン奪回のスケジュールは対日反攻が相当進展してからも紆余曲折をたどった。その理由は陸海軍、統合参謀本部などの主要指揮官の間の意見の違い、ヨーロッパ戦線との兵力配分、秋のアメリカ大統領選挙を睨んだ主要アクターの行動、対日戦終結後の中華民国の蔣介石政権支援のための大陸への兵力展開といった要素が絡んで考慮されたからであった。
1943年11月のカイロ会談で中部太平洋進攻とニューギニアからフィリピン方面への進攻の両者を進める方針が定まり、概略の順番も示されたが、優先度は中部太平洋の方が上であり、海軍作戦部長アーネスト・キング大将は中華民国との兼ね合いを重視してフィリピンよりは台湾より廈門に至るルートに拘りを見せていた。
1944年3月12日、キング海軍作戦部長、チェスター・ニミッツ太平洋艦隊司令長官兼太平洋方面最高司令官、そしてリチャード・サザランド南西太平洋方面軍参謀長などによる討議の後、統合参謀本部は当面の攻略予定を決めた。その中にはダグラス・マッカーサー南西太平洋方面最高司令官の推すハルマヘラ、ミンダナオなど、南西太平洋から南部フィリピンに至るものも含まれていた。
しかし6月の段階でも統合参謀本部はフィリピンを素通りしたい意向を示し、キングは上記2箇所への進攻を中止し、彼の持論である台湾へ進攻することを提案した。キングの方針は3月12日決定での中国本土接岸目標にも合致していた。
統合参謀本部は戦争終結を早めるべく、6月13日にマッカーサー、ニミッツの両者に対して、
1. 台湾攻略までの既定計画の促進
2. 途中の目標を素通りして一気に台湾を攻略する
3. 既定計画を中止し、日本本土攻略を含む新計画を策定

これら3つの案での対日進攻の再検討を命じた。
しかし、両者ともこれらの計画は急進的に過ぎると考えた。ジョージ・C・マーシャル陸軍総参謀長は6月24日、マッカーサーに沖縄進攻を提案した。その意図はマッカーサーの面子を潰さずに中国沿岸に接岸し、かつアメリカ本土に残されているヨーロッパ用の予備兵力をキングの台湾進攻案に使わせないためであった。だがマッカーサーはマーシャルの提案に反対し、統合参謀本部の案を更に短縮し、1945年5月ルソン島に進攻するレノ5号（Reno-V）計画を提出した。
マッカーサーは軍事的理由として、フィリピンはもともとアメリカの植民地であり親米ゲリラの助力を期待できること、島嶼への海上進攻と比較し地上拠点も複数確保できることを挙げていた。
だがキングはマッカーサー大将の提唱するレノ5号は対日戦早期終結に役立たないと批判した。一方、ニミッツは1945年2月に台湾南部に進攻するグラニット2号計画 (Granite-2) を持っていたが、既定路線の維持が妥当と考え、7月4日に統合参謀本部へ予定通りに進攻が進まなくても既定の作戦計画を遂行することと、マッカーサー大将の主張する機動部隊と陸上基地とを連携させた作戦が適切である旨の2点を回答した。その理由として、
1. サイパン攻略時の抵抗が予想より大
2. 連合艦隊の脅威
3. 日本陸軍の大陸での進撃による中国沿岸での作戦活動の困難
4. 1月に既にキング大将に対して8月までの戦力の用意はあるが以降は補強が必要である旨を伝えたが
  - マッカーサー大将の戦力を指揮下に置くことは期待できない
  - オーバーロードの進展からして戦力が必要な時期までに太平洋に移動することは期待できない

を挙げている。こうした意見を踏まえ、統合参謀本部は7月11日、ヨーロッパ情勢と絡め次の提案をし、パラオ占領（当時の予定では9月15日）とミンダナオ攻略の間に決定するとした。
1. ドイツが打倒され、日本海軍を壊滅させた場合は日本本土への直接進攻（その際硫黄島、沖縄進攻を提起）
2. ドイツ打倒も日本海軍撃滅もできていない場合にはミンダナオ→ルソン→台湾→沖縄→九州→本州の順に進攻
3. ドイツを打倒していないが日本海軍を撃滅した場合はミンダナオを迂回

キングはこの後エニウェトクなどを視察、17日にサイパンには飛び、レイモンド・スプルーアンス第5艦隊司令長官、上陸戦の指揮を取っていたリッチモンド・K・ターナー第51任務部隊指揮官に次期進攻はどこが望ましいかを尋ねたたが両者ともフィリピンと答え、スプルーアンスはその理由としてサイパンのような島嶼よりも港湾向きの地形が多く、マニラ湾などを活用できることを挙げた。キングは理解は示しつつも、持論を棄てようとはしなかった。

#### ハワイ会談
一方、フランクリン・ルーズベルト大統領はマッカーサーが共和党の大統領候補になることを警戒し、これまで余り手柄を立てさせないようにしてきた。しかし、マッカーサーは4月末に不出馬を宣言し、ルーズベルトは7月初旬の民主党大会で大統領候補に指名されることが確実となり、20日に指名を受けた。その後ルーズベルトは選挙遊説を行い、その一環として重巡洋艦ボルチモアでオアフ島ホノルルに赴いた。
7月26日、現地資産家の邸宅で軍関係者を招いての夕食会を開き、その後ウィリアム・リーヒ陸海軍参謀長会議議長、マッカーサー、ニミッツの4者で会談をおこなった。マッカーサーはミンダナオからレイテを経てルソンに至るコースを示して持論を述べ、
1. アメリカの植民地であったフィリピンはゲリラ協力が期待できる
2. 一方台湾は半世紀も日本の統治下にありむしろ住民が日本側へ協力する
3. キリスト教徒が多くを占めるフィリピンの住民は1942年に裏切られたと思っている
4. フィリピンを見捨てることはアメリカの名誉に大きな汚点となる

などと述べて大統領にフィリピン侵攻を迫った。
ニミッツは台湾には固執していなかった。キングの提唱する台湾進攻には5 - 10個の陸軍師団が必要と見られ、陸軍の協力が不可欠だったからである。マッカーサーはルーズベルトと会談後寝室に続く廊下で2人きりになった時、「国民の激しい怒りは、この秋の選挙時に閣下への反対票となって返ってくることになる」と脅した。これに対しルーズベルトは「フィリピンを迂回しない」ことを認め、「これからキングとやり合わねばならない」と述べた。会談はその後も同艦が出港する29日まで続いた。キング、スプルアンスの後任予定だったウィリアム・ハルゼー・ジュニア大将もそうした中で討議の一部には参加あるいは意識していた。
結局台湾進攻とルソン進攻案との関係は後回しとされ、9月のケベック会談でウィンストン・チャーチル英首相と協議した結果により決める事になった。この会談に対し統合参謀本部は不満で、キングは即時台湾攻略を主張し、ニミッツに対して「人事を扱う航海局の出身だから妥協ばかりする」と怒りを露にした。一方で海軍内でもハルゼーはフィリピン攻略の意義を認める進言をし、前述のようにスプルーアンスやターナーが次期進攻目標としてフィリピンを推すなど、海軍も一枚岩ではなかった。いずれにせよフィリピン進攻決定は高度の政治性を含むものとなっていたのである。

#### 8月以降
8月に入りテニアン、グアムが相次いで陥落、マリアナ諸島を完全に占領したアメリカ軍は、ペリリュー島、ヤップ、タラウド諸島などが次の目標として見えてきた。
8月16日、マーシャルはスケジュールを短縮できると説明していたマッカーサーに計画の再提出を命じた。マッカーサーは作戦名称をマスケーティア（Musketeer ）と改名し27日に計画を提出し、この一部を統合参謀本部は採用した。キングはなおも台湾に拘りマッカーサーはレイテ、海軍と海兵隊は台湾を攻略するよう提案し、暗にレイテ上陸への非協力をほのめかしたが最終的にはレイテ上陸を後回しにすることで折れた。
9月9日、統合参謀本部はミンダナオ島攻略予定を11月15日、レイテ島を12月20日とし、それぞれ「キングI」「キングII」と命名した。が、その後ルソンと台湾のどちらに進攻するかは未定であった。
キングII作戦では、作戦区域が南西太平洋軍と南太平洋軍が合流する位置にあることから、連合幕僚長会議（Combined Chiefs of Staff）は統一行動のために指揮権の改定を行い、作戦の最高指揮官をマッカーサーとした。まずフィリピン周辺の広範囲に亘る日本軍拠点を攻撃して露払いを行い、その後レイテ島に上陸する。陸軍部隊の上陸作戦支援は、トーマス・C・キンケイド中将の第7艦隊が担当し、艦船による砲火支援、輸送艦船の護衛などを行なう。ハルゼーの第3艦隊もこれを掩護するということに決まった。

## 9月の情勢推移
8月29日、第3艦隊はエニウェトクより最初の出撃を行い、31日、第38任務部隊第4群が硫黄島を空襲し、続いて小笠原諸島を襲った。9月4日、第3艦隊（ウィリアム・ハルゼー・ジュニア大将）が直接指揮する残りの3つの群はニューギニアのマヌス島から出撃し、9月6日よりパラオ周辺、続いてフィリピンを空襲（下記「ダバオ事件」の項参照）、第4群もヤップを叩きつつパラオに向かい、入れ替わりに空襲を加えた。ただし、この段階では日本軍はセブ島を中心に航空兵力を配置して敵の攻撃を控え、温存策をとっていた。このために150機分の囮が各基地に配置されていた。
一方、アメリカ軍は空襲と併行しながら9月15日、モロタイ島、ペリリュー島へ上陸した（ペリリューの戦い）。17日にはアンガウルに上陸した（アンガウルの戦い）。9月23日にはウルシー環礁を占領しており、後に後方の補給拠点として使用された。第38任務部隊はペリリュー、モロタイ上陸作戦を支援した後、小笠原諸島やヤップを空襲し、9月21日にはフィリピン・マニラを、続いて沖縄を襲って日本軍機200機以上を破壊する戦果を挙げた。

### ダバオ誤報事件と「対機動部隊戦闘協定」
ダバオはアメリカ軍上陸の可能性が高いと見られており、捷一号作戦では敵来寇の第一候補地に挙げられていた。9月に入ると連日のようにビアク島の基地航空隊による空襲を受けるようになり、9日から10日にかけ第38機動部隊によるダバオを中心にミンダナオ島各所への空襲が行われた。
日本側は事前の空襲のため警戒を強めていたが、10日午前4時、一航艦司令部にサランガニ見張所が「湾口に敵上陸用舟艇が見える」と報告してきた。夜明けを待って偵察機で情報を確認することにしたが、夜明を待たずに現地の第32特別根拠地隊が具体的な続報を送ってきたため、寺岡謹平司令長官は航空機をセブ島に退避させ、司令部のバレンシア後退を指示する。
しかし敵上陸に確信が持てなかった猪口力平首席参謀が、ダバオ第1飛行場に残った零戦で湾内を偵察するように指示した。それとは別に201空副長玉井浅一中佐も零戦で偵察飛行をした結果、夕方になって敵上陸はまったくの誤報であることがわかり、「敵上陸の報告は全部取り消し」と慌てて全部隊に打電する事態となった。この誤報によりセブ島に集中していた航空機はダバオに戻る事になったが、帰還の遅れた約100機が12日に空襲を受け、地上で80機を撃破されてしまっている。後にこの事件は「ダバオ誤報事件」と呼ばれるようになった。
この戦いで日本側は一方的に攻撃を受けるだけで基地上空での迎撃に終始し、敵に打撃を与えることはできなかった。反面一航艦の実働兵力は250機から63機に激減し、艦船も駆逐艦皐月や水上機母艦秋津洲といった艦艇7隻、船舶31隻を損失、第一遊撃部隊の出撃時に補給する燃料としてマニラに準備するはずの燃料3万トンも失われた。陸軍のバコロド基地も同時にアメリカ軍艦載機の奇襲攻撃を受け、合計40機が撃墜・撃破されるという損害を被っている。
現地陸軍を統括する南方総軍はこれら一連の攻撃からアメリカ軍が跳梁跋扈（）する現状を再認識し、従来の「航空隊は敵攻略部隊攻撃を優先する」という方針よりも、海軍と協力して米機動部隊殲滅を図る方が良いのではと考えが大勢を占めるようになり、大本営にその旨意見具申するが承認されるところまでには至らなかった。だが24日に中部フィリピンへの空襲が再度起こると第四航空軍に対して迎撃強化を下令するとともに機動部隊攻撃の必要性を再度意見具申した。大本営は当初は従来通り空母機動部隊への攻撃を控えるよう指示していたが、その後参謀を派遣して現地視察を行った結果、要望も無理からぬことと判断しこれを容認する。
19日、第一航空艦隊と陸軍第四航空軍は現地協定「対機動部隊戦闘協定」を結び、陸軍航空兵力も敵機動部隊攻撃に使用することを可能とした。これにより「捷号作戦に関する陸海軍中央協定」で取り決められた攻撃目標の分担は形骸化する。
誤報騒ぎから始まる一連の戦闘により、マリアナ諸島などでの防衛作戦で受けた打撃から再建途上にあった一航艦は再び甚大な被害を受けた。また、激化するフィリピンへの攻撃からアメリカ軍がフィリピンに侵攻するのは間違いないと判断したが、正確な日程と地点を確信するには10月まで待たなければならなかった。
一方、ダバオ空襲を行っていたハルゼーは日本軍の反撃力が極めて弱く、またレイテ島に日本軍が存在しないという情報を得た。13日、ハルゼーはニミッツにヤップ島及びパラオの攻略計画を取りやめ、日本軍の反撃力が回復しないうちにレイテ島を攻略することを進言した。ニミッツはこのうちヤップ攻略の取り止めに同意し、11日から英首脳との第2回ケベック会談に臨んでいたルーズベルト大統領、12日から開かれていた米英軍事会議に出席していたキングにこの意見を伝えた。マッカーサーも14日、タラウド諸島、ミンダナオ島迂回をマーシャル陸軍参謀総長に進言した。ルーズベルトは攻略繰上げによる選挙戦への好影響も考慮してこの意見に同意し、上記2カ所に加えミンダナオへの上陸計画も取りやめとなった。15日、統合参謀本部は計画を2カ月繰り上げて10月20日にレイテ島を攻略することに変更し、ヤップ攻略用に準備されていた第24軍団が攻略部隊に繰り入れされた。タイムスケジュールなどを改定したキングII作戦計画は9月26日付で第7艦隊、27日にはニミッツより第3艦隊にも通達された。

### 台湾沖航空戦
第38任務部隊は南部フィリピン攻撃後、パラオ作戦の支援に第4群を残して残りの3群は一旦後退した。10月7日、マリアナ諸島の西で合流した同部隊はフィリピン奪回の陽動攻撃の意味も込めて10日に南西諸島を空襲、12日から14日には台湾を空襲。一連の戦闘を「フォルモサの戦い」としている。日本の航空部隊は応戦し、アメリカ軍に多大な損害を与えたものと判断したが、実際はアメリカ軍はほとんど損害を受けておらず、逆に航空戦力が消耗しただけに終わった。そしてこの戦果誤認が、後の日本軍の艦隊総出撃という積極的な行動要因の一つとなる。第38任務部隊が陽動を行っている間の10月11日から15日にかけて、ニューギニアのホーランディアとマヌス島に集結していた上陸部隊は続々と出撃していた。
連合艦隊司令部は台湾沖航空戦の大戦果を信じ、引き続き基地航空部隊に敵機動部隊への攻撃を命じた。第一機動艦隊でも連合艦隊司令部からの「当分空母を作戦に投入しない」と言明されたことを受けて、練成途上の艦載機隊を基地航空部隊の指揮下に移して沖縄へ展開させ、戦場に投入した。また、敵残存空母を掃討するために、志摩清英中将の第二遊撃部隊を出撃させた。だが健在な敵機動部隊の反撃を受け第一機動艦隊派遣の航空隊は大打撃を受けてしまう。第二遊撃部隊は戦果誤報に気付いたため奄美大島へ撤退するが、その途上新たな反攻の予兆が見られたので、途中で台湾の馬公に向かわせ、所属を機動部隊から南西方面艦隊に移した。

## 10月17日から22日まで

レイテ湾に向けて出港する上陸部隊を載せた輸送船団

### アメリカ軍の進攻

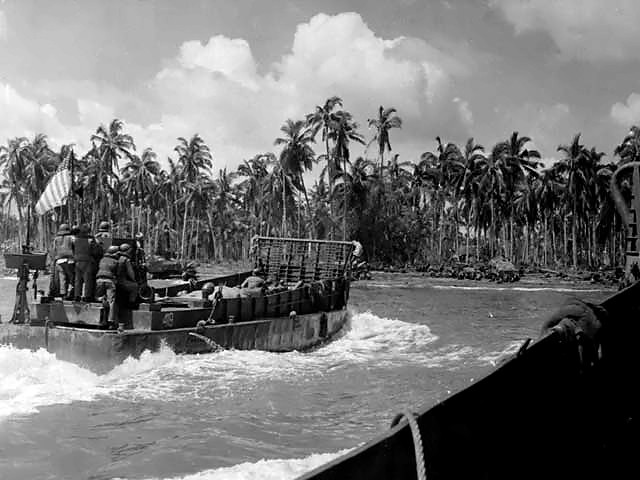
10月20日、上陸舟艇よりレイテ湾の海岸を望む

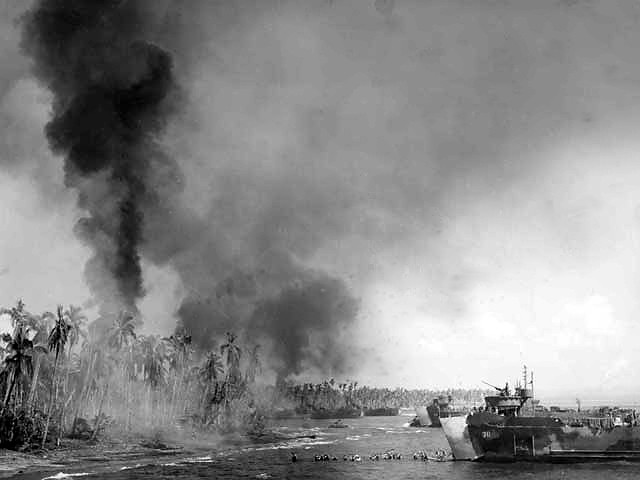
10月20日、硝煙が燻る中上陸を開始するアメリカ軍

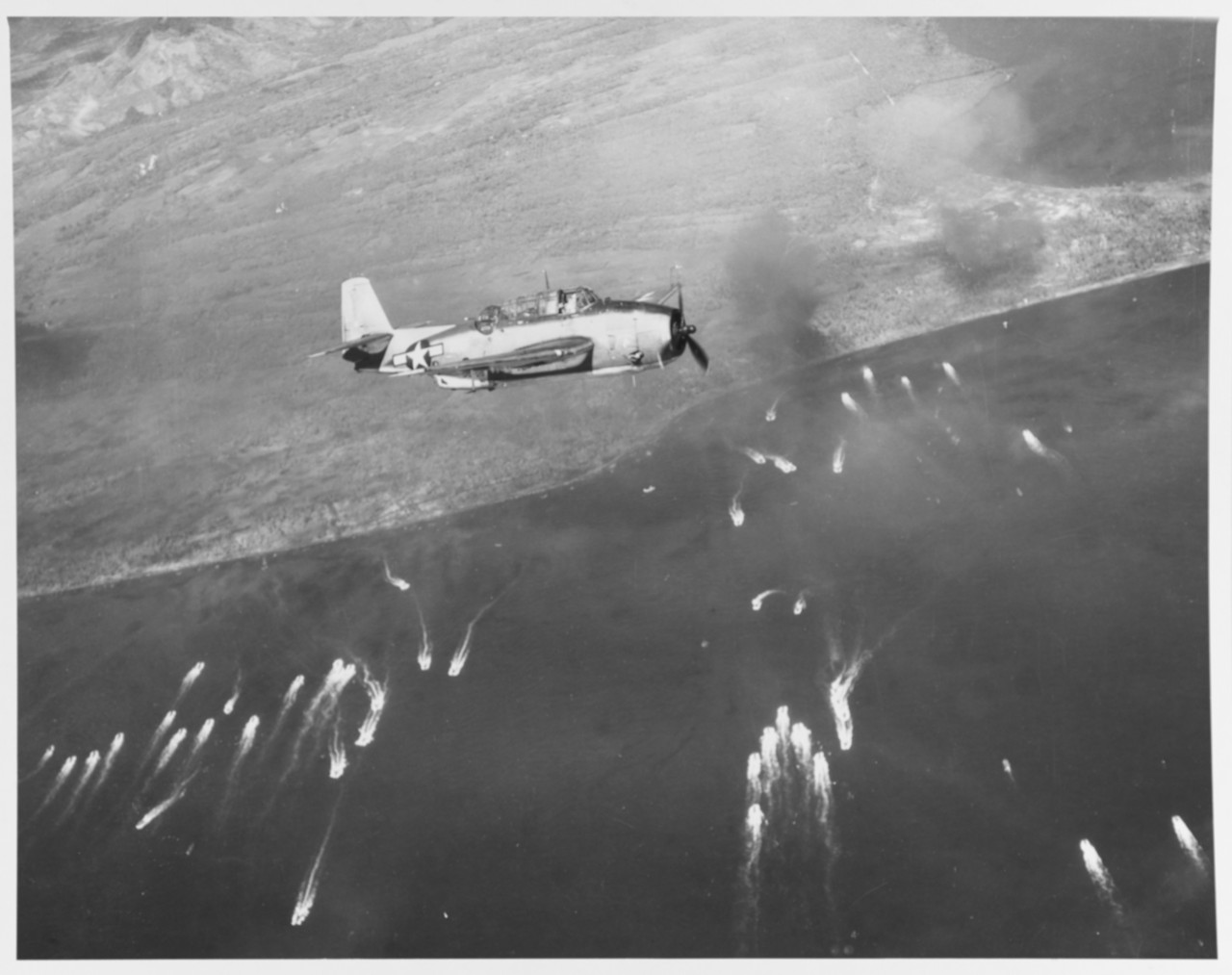
タクロバン上陸地点を上空より撮影。

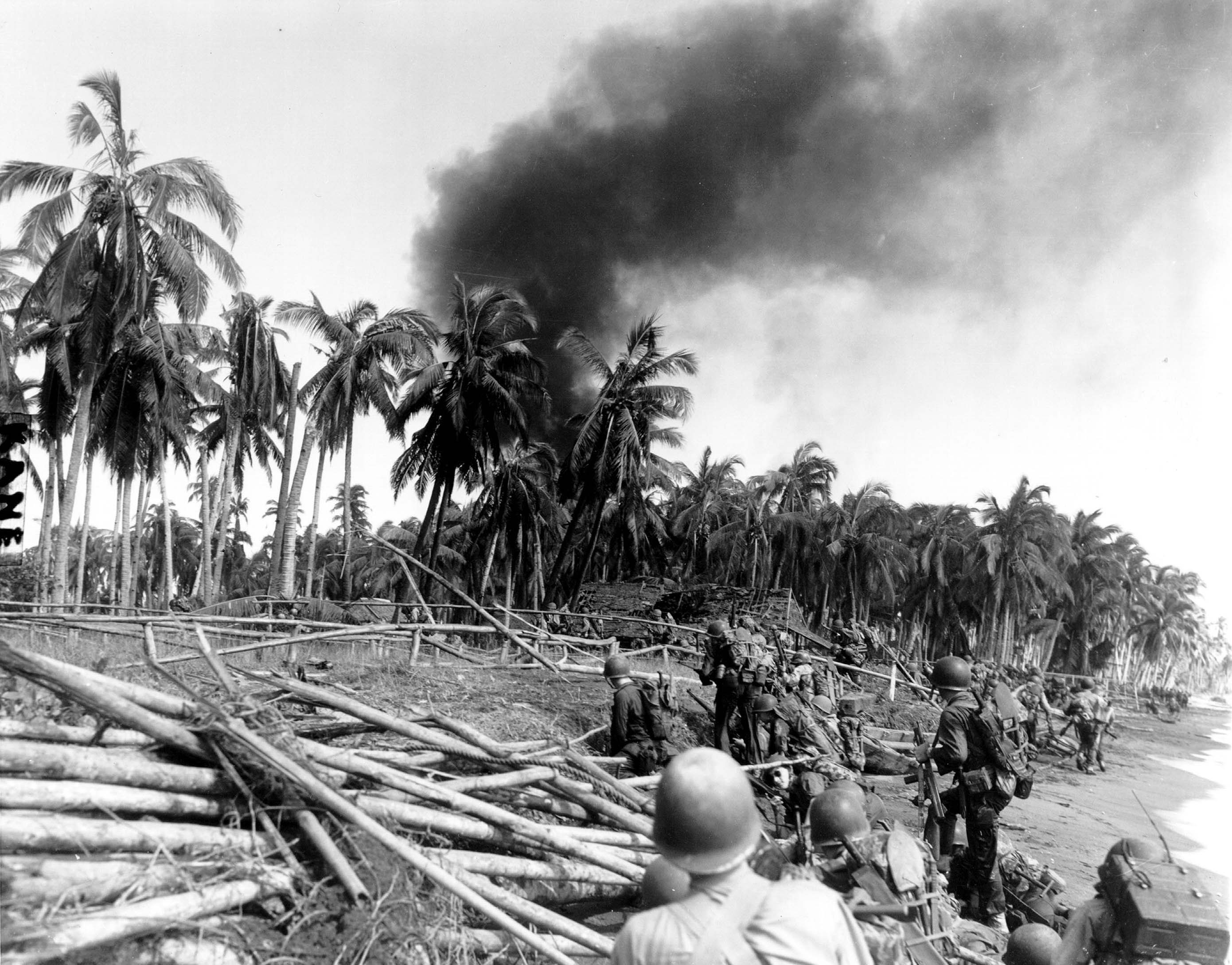
20日、レイテ湾ドラグ方面に上陸する第1騎兵師団第7騎兵連隊E中隊

10月17日8時20分頃、レイテ湾東湾口に浮かぶ小島スルアン島に軽巡洋艦2、駆逐艦4、輸送駆逐艦8、掃海艇3の支援のもと、第6レンジャー大隊D中隊が上陸した。監視員程度しか駐留していない同島は簡単に制圧され連絡は途絶えた。同時刻にはマニラやダバオなどにも第38任務部隊第1群による空襲が行われ、13時には台湾南部にB-29による空襲が行われた。そしてスルアンを占領した攻略部隊は、レイテ湾への侵入を開始した。
現地部隊はアメリカ軍の接近を察知できず、スルアン島への上陸は寝耳に水だった。三川軍一中将は第五基地基地航空部隊指揮官寺岡謹平中将に対して航空偵察を命じ、陸軍も第十六師団から情報参謀自ら偵察機に乗り込み、空中偵察を行うが天候が悪化して敵を発見できなかった。第四航空軍も偵察機を出すが敵を発見できなかった。それでも富永恭次第四航空軍司令は各地の空襲状況から本格的な上陸もしくは有力な一部部隊の上陸と判断し、同日夜に南方軍司令官寺内寿一大将に対し捷一号作戦の発動を要請している。
対して南部フィリピン防衛を担当する第三十五軍は当初は海軍見張所からの情報を信じなかった。理由は、
- レイテ方面は天候が悪く敵機が行動していない。
- 台湾沖航空戦での大戦果が報告された直後だったので敵の上陸作戦は考えられない。
- ダバオ誤報事件の二の舞を演じていないか。

というものであり、第十六師団の敵情偵察の報告もその疑念を深くさせていた。
そのころ連合艦隊では豊田司令長官が前線視察で台湾の高雄におり、参謀長の草鹿龍之介中将が通信情報や現地部隊の索敵情報などから敵は2部隊で進攻してきていると判断。沖縄寄りのをハルゼーの部隊、比島寄りの部隊をマーク・ミッチャー中将率いる部隊と考え、マッカーサーの攻略部隊も付近に存在していると判断した。豊田大将はただちに「0809発GF軍令作特第14号 捷一号作戦警戒」を発令し、日吉の連合艦隊司令部でも26分後に同様に発令した。

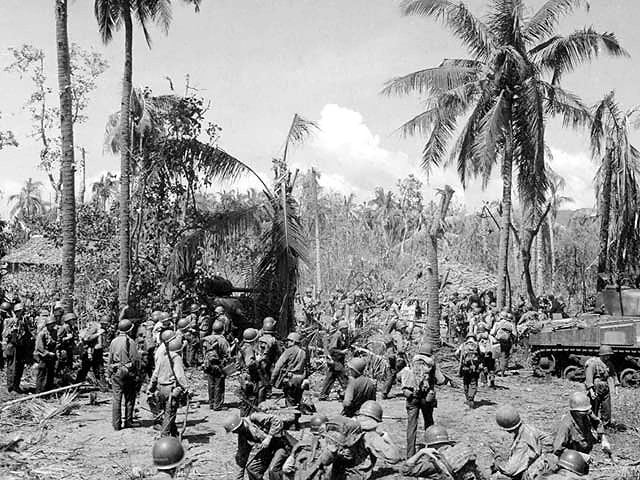
レイテ湾に上陸して橋頭保を築くアメリカ軍

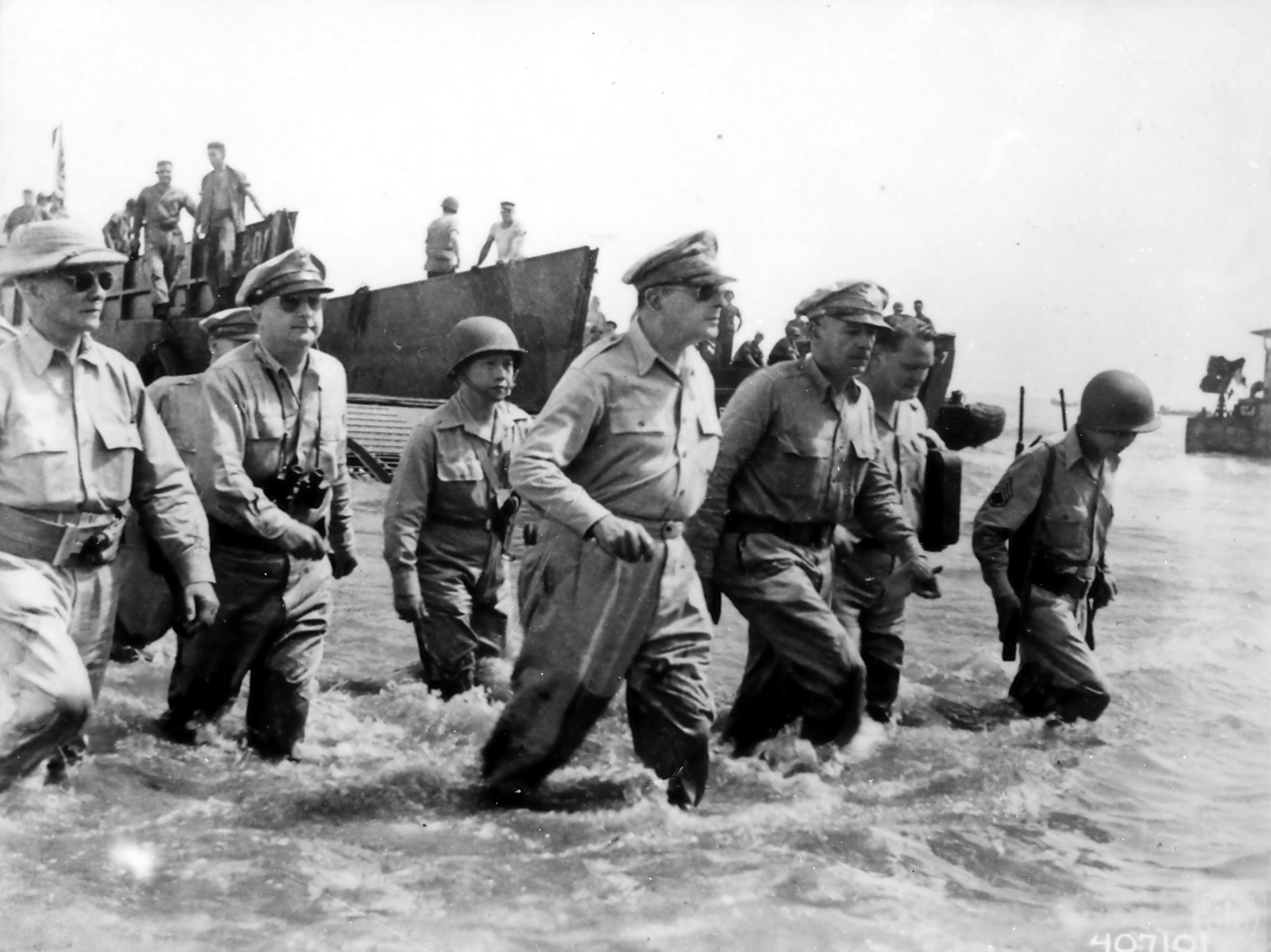
部下を従えて上陸するマッカーサー大将が本格的に司令部をレイテに置くのは、25日になってからだった

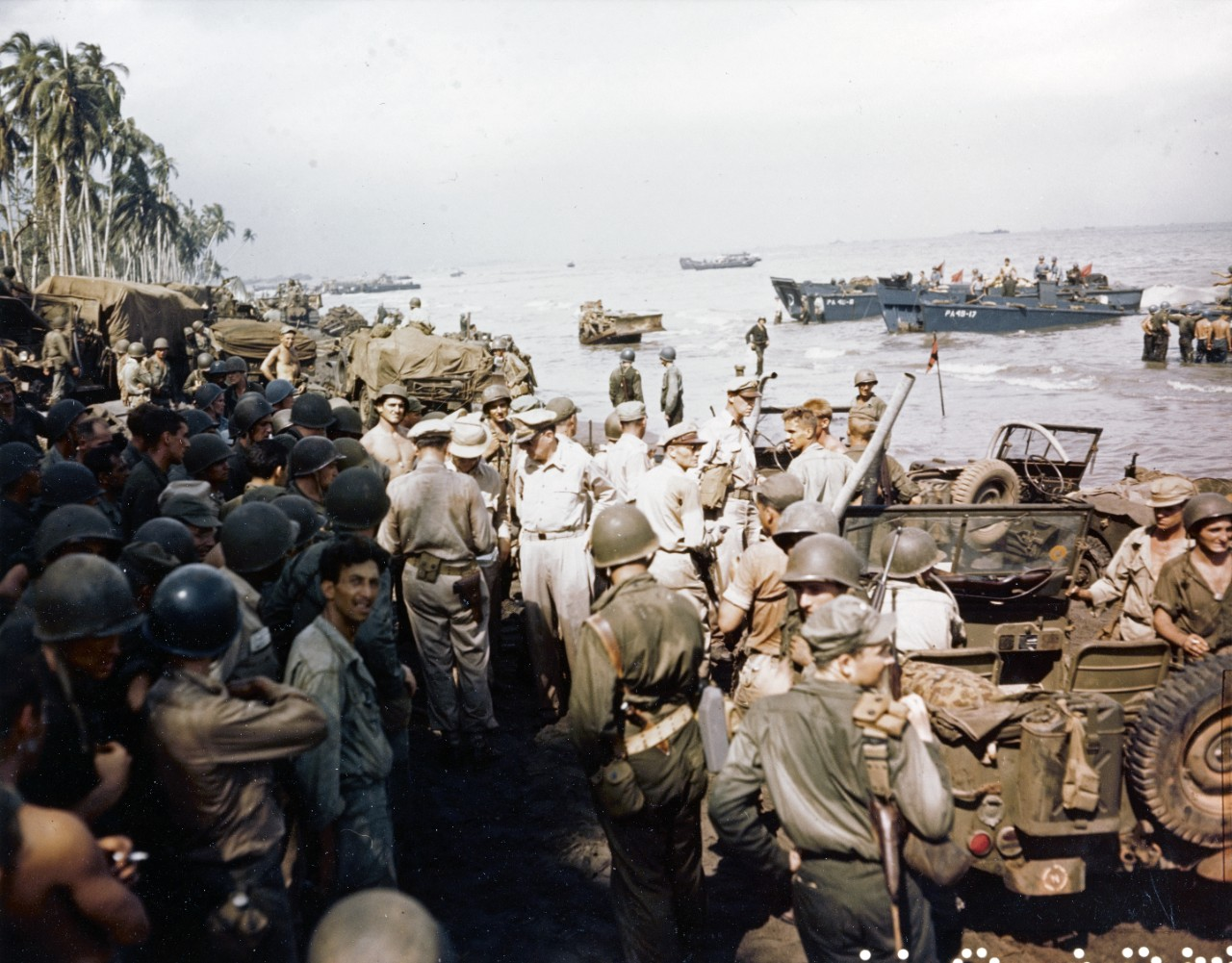
10月20日のレイテ湾上陸地点の様子。上陸地点がジャングルが海岸近くまで迫る地形であることが読み取れる。

8時48分、連合艦隊より潜水艦部隊への進出命令を皮切りに、各部隊への出撃準備が命令される。特に連合艦隊司令部から「今後当分空母は使用しない」という言明を受け、台湾沖航空戦に航空戦力を投入してそれを磨り潰していた機動部隊本隊にとって、本作戦への参加の発令は寝耳に水だった。これは「敵機動部隊を牽制する作戦」というよりも、「機動部隊本隊は囮となる」と言っているに等しいからであった。
この場当たり的ともいえる連合艦隊司令部の作戦指導に、機動部隊司令部ではやりきれない怒りを抱く者もいた。小沢は囮とする着想は豊田大将の発想だと戦後アメリカの質疑に対して述べている。だが出撃するにしても前衛となる筈の第二遊撃部隊が台湾沖航空戦の残敵掃討で出撃しており、警戒戦力が不足していた。そこで連合艦隊は対潜哨戒部隊である第三十一戦隊（司令官：江戸兵太郎少将）を機動部隊に急遽編入させ、第二遊撃部隊の代行をさせることにした。
10月18日、中比方面の天候が回復し、レイテ島は終日に渡って敵艦載機の猛攻にさらされた。現地の第十六師団では、11時半にタクロバン沖を南下する敵艦艇を確認し、牧野四郎師団長は「敵艦艇多数湾内に侵入せり。敵の進攻なりや、或いは暴風雨を避難せるものなりや、また台湾沖航空戦の損傷艦艇の進入せるものかは不明」と打電し、敵の企図を図りかねていた。
14時、接近する連合軍艦艇よりドラグ方面に対して艦砲射撃が開始、次いで15時半に一部部隊が上陸して地形偵察を行ったのちに撤退する。これらの情報を得た南西方面艦隊司令部では敵上陸間近と判断して、貴下部隊に同方面への邀撃配備を指示した。だが比島東方海域は相変わらず天候が不良であり、基地航空隊の索敵及び攻撃は不活発に終わった。
軍令部にはこの時点では敵の「本格的な進攻」を推察できる情報は届いておらず、本格的攻略作戦とは判断していなかった。大本営はアメリカ軍が台湾沖の大敗北を隠すために強引に比島を攻略してきたと判断、捷一号作戦を発動する時機だと判断した陸海両総長はただちに参内して作戦発動を上奏した。上奏は裁可され、17時1分に捷号作戦を比島方面の一号とする総長指示が関係各部隊に通報、17時32分に連合艦隊司令部より「捷一号作戦発動」が発令された。豊田司令長官は台湾を離れて内地に向かうが、悪天候で大村に不時着し、20日になってようやく日吉に帰着している。
帰着した豊田長官は、08時13分にGF電令作第363号（GF機密第200813番電）を発令、基地航空部隊による総攻撃を24日、第一遊撃部隊のレイテ湾突入を25日と定め関係各部隊に通達する。
その20日7時、戦艦ミシシッピ、ウェストバージニア、メリーランド他、駆逐艦6隻による艦砲射撃と艦載機による空爆が始まり、9時43分にはロケット砲装備の上陸用舟艇の先導のもと約300隻の大部隊が北のタクロバン、南のドラッグに分かれて上陸を開始した。これに対して第十六師団は主力をドラッグ正面に置き、タクロバンには師団司令部や後方施設を配置させていた。そのためアメリカ軍が予想に反してタクロバンにも大兵力を投入してきたので混乱を生み、21日には早くも師団司令部をタガミに後退させた。一方アメリカ軍のこの上陸での戦死者は49名であった。マッカーサーは20日の14時に新しい軍服にフィリピン軍元帥の軍帽をかぶってタクロバン南方に上陸し、有名な「私は帰ってきた」の解放演説を行い、軽巡洋艦ナッシュビルに戻った。
第十六師団は上陸部隊の攻勢を支えきれず、23日に南北の防衛線が突破され、歩兵第20連隊長の鉾田慶次郎大佐、歩兵第33連隊長の鈴木辰之助大佐が戦死、上陸から3日で基幹の3個歩兵連隊の長のうち2名を失うという大打撃を受けてしまう。そのため戦線は崩壊し、アメリカ軍はピカス、サンパブロまで進出した。

#### 参加各水上部隊への燃料問題
10月10日以来、台湾周辺や南西諸島への米軍の航空攻勢から敵攻勢が近いと判断した第一遊撃部隊は、訓練を中止して出撃準備を始めていた。だが捷一号作戦が発動した10月18日の時点で日本側の作戦計画は当初の予定と大きく違ってしまい、ブルネイで第一遊撃部隊に補給する燃料が欠乏していた。
4月下旬以降米潜水艦部隊が積極的な攻撃で船団を護衛する駆逐艦や海防艦が損耗に通商破壊作戦を実施しだしており、捷号作戦で計画されていた戦力、補給準備に重大な悪影響を与え、参加部隊への補給を担当する油槽船不足につながっていたのである。
台湾沖航空戦終盤の10月16日、軍令部と海軍省は陸軍側への折衝を開始し、タンカー2隻(東亜丸と八紘丸)の海軍編入を打診した。この時は陸軍側は了承し、翌17日にタンカー2隻の海軍使用に同意した。
だが、この17日に米軍のスルアン島侵攻、そしてレイテへの本格的な侵攻が判明したことで状況が急転する。連合軍のレイテ侵攻を受けて水上部隊のほぼすべてを出撃させる決断をした連合艦隊は、必要な燃料を再検討した結果、以下の通りとなった。
| 部隊名       | 必要量   | 艦隊保有量 | 必要補給量 |
| ------------ | -------- | ---------- | ---------- |
| 第一遊撃部隊 | 105,000t | 45,000t    | 60,000t    |
| 機動部隊本隊 | 35,000t  | 10,000t    | 25,000t    |
| 第二遊撃部隊 | 60,000t  | 20,000t    | 40,000t    |

これにより必要補給量は計約12万トンに達し、更にタンカーが必要となった海軍は18日夕刻になって17日段階で同意を得ていた2隻を含む6隻のタンカーを海軍で使用する事を陸軍に求めた。現時点で海軍所属タンカーと海軍が提供を打診した6隻のタンカーの状況は以下の通りである。
| 船名     | 現在地       | 状況                       | 利用目的             |
| -------- | ------------ | -------------------------- | -------------------- |
| 厳島丸※  | シンガポール | ヒ78船団参加のため準備中   | 第一遊撃部隊への補給 |
| 雄鳳丸※  | シンガポール | ヒ78船団参加のため準備中   | 第一遊撃部隊への補給 |
| 萬栄丸※  | シンガポール | ヒ78船団参加のため準備中   | 第一遊撃部隊への補給 |
| 日栄丸※  | 南シナ海     | ヒ76船団として行動中       | 第二遊撃部隊への補給 |
| 良栄丸※  | 南シナ海     | ヒ76船団として行動中       | 第二遊撃部隊への補給 |
| 日邦丸※  | シンガポール | 第一遊撃部隊所属として待機 | 第一遊撃部隊への補給 |
| 八紘丸   | シンガポール | ヒ78船団参加のため準備中   | 第一遊撃部隊への補給 |
| 御室山丸 | シンガポール | ヒ78船団参加のため準備中   | 第一遊撃部隊への補給 |
| 黒潮丸   | 南シナ海     | ヒ76船団として行動中       | 第二遊撃部隊への補給 |
| 東邦丸   | 南シナ海     | ヒ76船団として行動中       | 第二遊撃部隊への補給 |
| たかね丸 | 本土         | 待機中                     | 機動部隊本隊への補給 |
| 仁栄丸   | 本土         | 待機中                     | 機動部隊本隊への補給 |

この申し出に陸軍側(参謀本部及び陸軍省)は大きく反発した。特に東邦丸、黒潮丸が内地に向けて運んでいる石油が届かなくなるというのは、軍だけでなく民間にも影響を与えるものであった。
交渉は19日夕刻より陸海両作戦部長以下が集まり議論されたが長期化し、翌20日夕刻になって漸く陸軍より3つの条件を海軍がのむことで了承が得られた。その条件は
1. 黒潮丸、東邦丸の海軍使用により生ずる内地の不足分は海軍が貯蔵する石油から建て替えること
2. 海軍が使用したタンカーは、カラになり次第速やかにシンガポールに戻す。またその護衛は海軍が行う
3. 他のタンカーの護衛に影響を与えない事。使用済みタンカーの解放を厳格に実行する事

であった。因みにこの会議の際、陸軍より制空権が敵にあることを理由に艦隊の突入自体に反対し、現存艦隊主義をとって、船団についてはフィリピンが落ちたあとのことを考慮して本土に油を還送するべき意見がでている。
このようになんとか手配できたタンカーではあったが、既に捷一号作戦は発動し、各水上部隊が準備行動を開始しているなかで、肝心の燃料補給の確定が中々決まらなかったことは、作戦運用の面(第一遊撃部隊のレイテ湾突入日時の決定など)で大きく支障が出た。
第一遊撃部隊では16日の通達で6隻の油槽船の編入の通告を受けていたが、17日の警戒発令後も前述のように陸軍側との折衝が続いていたため、連合艦隊からは何ら指示はなかった。そのため18日にリンガ泊地をでて補給地点であるブルネイに向かっても、果たしてそこに油槽船がいるのか不確定な状況となっていた。
そこで栗田長官の判断で、17日にシンガポールにいた油槽船のうち、雄鳳丸と八紘丸に燃料を満載のうえブルネイに回航するよう指示、その護衛として第4駆逐隊から満潮、野分を派遣する措置をとっている。これにより連合艦隊の油槽船6隻の第一遊撃部隊への編入の正式指令がでる18日よりもはやくに2隻の油槽船は準備を開始でき、第一遊撃部隊がブルネイに到着した1日遅れで到着して補給をすることができ、作戦日時の遅延を最小限で済ますことができた。だがそれでも当初必要としていた補給量60,000tよりもはるかに少ない約15,800tの補給しかできず、これが艦隊の作戦行動(特に駆逐艦などの小型艦艇)に大きな制約を課すことになってしまう。
上記12隻のタンカーの補給活動は最終的には下記のような結果となった。
| 船名     | 補給対象     | 実際の動向 |
| -------- | ------------ | --- |
| 厳島丸   | 第一遊撃部隊 | シンガポールを19日に出港しブルネイには22日夕方に到着。 24日にコロン湾に向かうが同港が空襲を受ける危険が出てきたので26日にコロン入港が中止となる。 ブルネイへ引き返すも道中空襲を受け大破。28日マルズ湾に避難するも11月1日に空襲を受け沈没する。              |
| 雄鳳丸   | 第一遊撃部隊 | 21日11時20分ブルネイ着。第一遊撃部隊への補給を行う。 24日出港してミリにて燃料を搭載、改めてブルネイに向かう。 28日に帰還した第一遊撃部隊に補給。31日早朝に出港し同日中にミリに帰還した。                                                                     |
| 萬栄丸   | 第一遊撃部隊 | シンガポールを19日に出港しブルネイに22日昼に到着。 出撃前の補給は間に合わなかったがそのまま在泊し続け、28日に帰還した第一遊撃部隊に補給。 31日早朝に雄鳳丸らと共に出港し同日中にミリに帰還した。                                                             |
| 日邦丸   | 第一遊撃部隊 | 20日にシンガポールを出港し、23日にブルネイ着。 24日に厳島丸と共にコロン湾に向かうが26日コロン入港が中止となり引き返すも空襲を受け沈没する。 |
| 八紘丸   | 第一遊撃部隊 | 21日11時20分雄鳳丸と共にブルネイ着。第一遊撃部隊へ補給を実施する。 そのまま居残り28日に帰還した第一遊撃部隊へ補給を行い、30日にブルネイを出港、同日中にミリに帰還する。                                                                                      |
| 御室山丸 | 第一遊撃部隊 | 20日にシンガポールを出港、23日にブルネイに入港する。 そのまま居残り28日に帰還した第一遊撃部隊に補給。 30日にブルネイを出港し11月1日シンガポールに帰着した。                                                                                                  |
| 日栄丸   | 第二遊撃部隊 | 18日三亜を出港しコロン湾に向かうも空襲を警戒してパラワン島ウルガン湾に変更、22日に到着。 24日同地を出港し翌25日にコロン湾に到着、同地に帰還した第二遊撃部隊や一部第一遊撃部隊の艦艇への補給を行う。 空襲の激化に伴い28日に出港、翌29日にマニラ湾に到着する。 |
| 良栄丸   | 第二遊撃部隊 | ヒ76船団から離れ20日09時頃馬公に入港。1時間前に入港していた第二遊撃部隊に補給を行う。 26日に馬公を出港、シンガポールに帰還する。 |
| 黒潮丸   | 第二遊撃部隊 | ヒ76船団として18日三亜を出港し22日馬公に入港する。 第二遊撃部隊への補給は間に合わず、船団と別れ同地に燃料重油約15,000キロを陸揚げ。 31日に同地を出港しシンガポールへ。                                                                                       |
| 東邦丸   | 第二遊撃部隊 | 動向については黒潮丸と同じ。 |
| たかね丸 | 機動部隊本隊 | 21日徳山発、沖ノ島に寄り22日に出港。23日に奄美大島古仁屋沖に到着。 27日帰還した機動部隊本隊に補給。29日奄美大島を発、呉に向かうが31日深夜に米潜水艦の雷撃を受け沈没する。                                                                                    |
| 仁栄丸   | 機動部隊本隊 | 24日呉を出港、沖ノ島に寄り25日0時に出港する。 だが4時過ぎより米潜水艦の追撃を受け04時35分に雷撃を受け沈没したため、補給活動はできなかった。 |

### 第一遊撃部隊の出撃準備
捷一号作戦発令時、第一遊撃部隊には上陸地点への突入期日（X日）は22日と指示されていた。しかし現状では22日中に突入することは不可能であった。そのため第一遊撃部隊は「24日夕刻に水道東口に到着予定」と状況を報告、連合艦隊へX日の変更を間接的に要請している。
シンガポールで修理中だった重巡洋艦青葉、軽巡洋艦能代には修理を中断してリンガ泊地に帰投、出撃に備えるよう指示がだされた。また比島沖で行動中だった第2駆逐隊の早霜、秋霜、パラオにいた駆逐艦時雨には直接ブルネイに向かうように指示がでている。
第一遊撃部隊は予定通り18日1時にリンガ泊地を出撃する。この時点での第一遊撃部隊の編成は以下の通りである。
| 部隊名   | 指揮官   | 戦力 |
| -------- | -------- | --- |
| 第一部隊 | 栗田健男 | 第四戦隊（愛宕、高雄、摩耶、鳥海） 第一戦隊（大和、武蔵、長門) 第二戦隊（山城、扶桑) 第五戦隊（妙高、羽黒、最上) 第十六戦隊（青葉、鬼怒、浦波） 第二水雷戦隊（能代、島風、時雨） ・第二駆逐隊（早霜、秋霜、清霜） ・第三十一駆逐隊（ 岸波、沖波、朝霜、長波） ・第三十二駆逐隊（浜波、藤波） |
| 第ニ部隊 | 鈴木義尾 | 第三戦隊（金剛、榛名） 第七戦隊（熊野、鈴谷、利根、筑摩） 第十戦隊（矢矧） ・第四駆逐隊（満潮、朝雲、山雲、野分） ・第十七駆逐隊（浦風、浜風、磯風、雪風） |

18日晩、大和の檣楼に一羽の鷹が留まり乗員がこれを捕獲する。縁起が良いと艦橋では喜ばれ、宇垣纏中将も日誌にわざわざ「戦勝のマスコット」と記述している。20日、米軍が上陸を開始。栗田艦隊は予定通りブルネイに向かい12時に全艦艇がブルネイに入港する。

#### 突入計画の最終決定

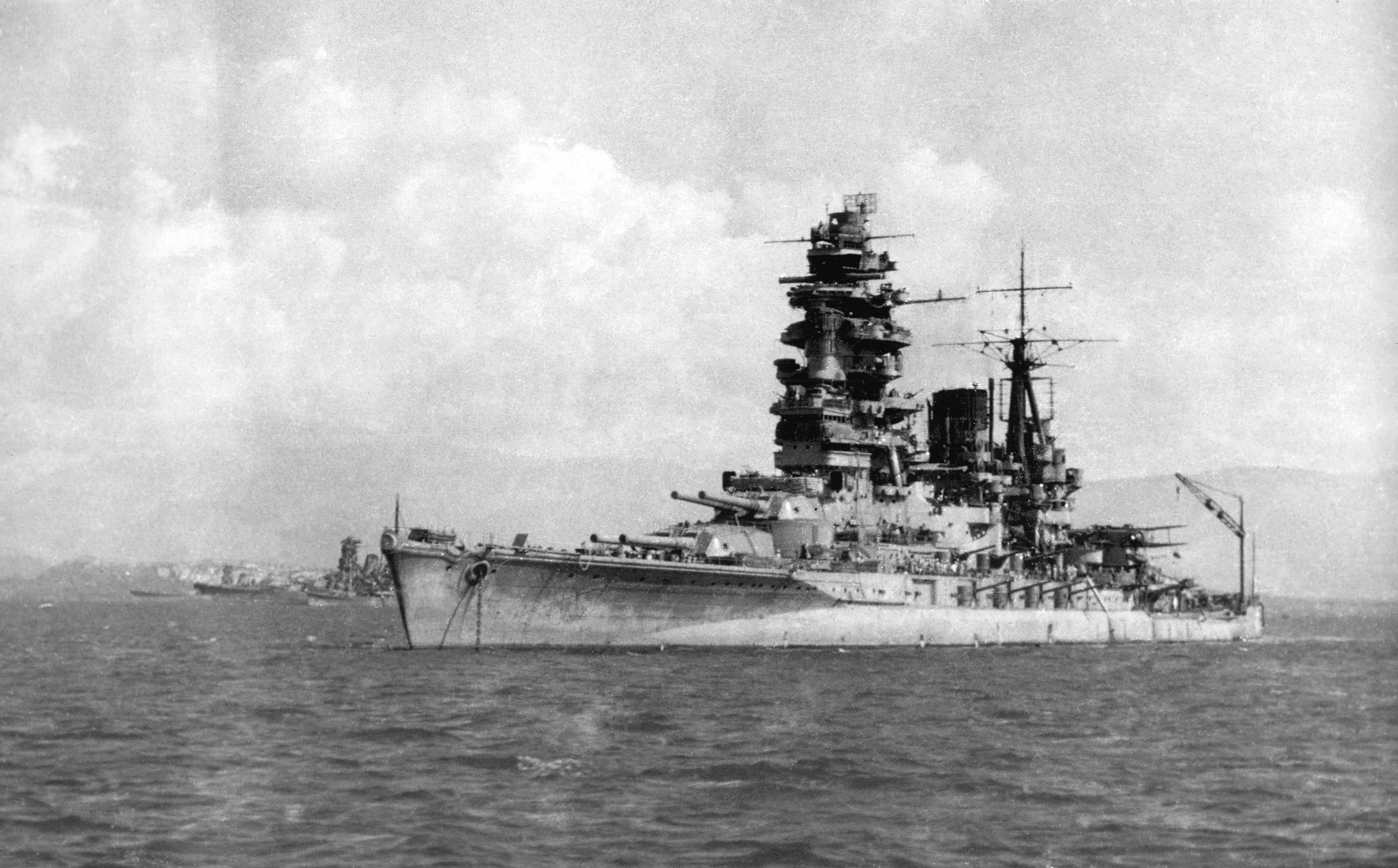
出撃を待つ戦艦「長門」(10月21日)

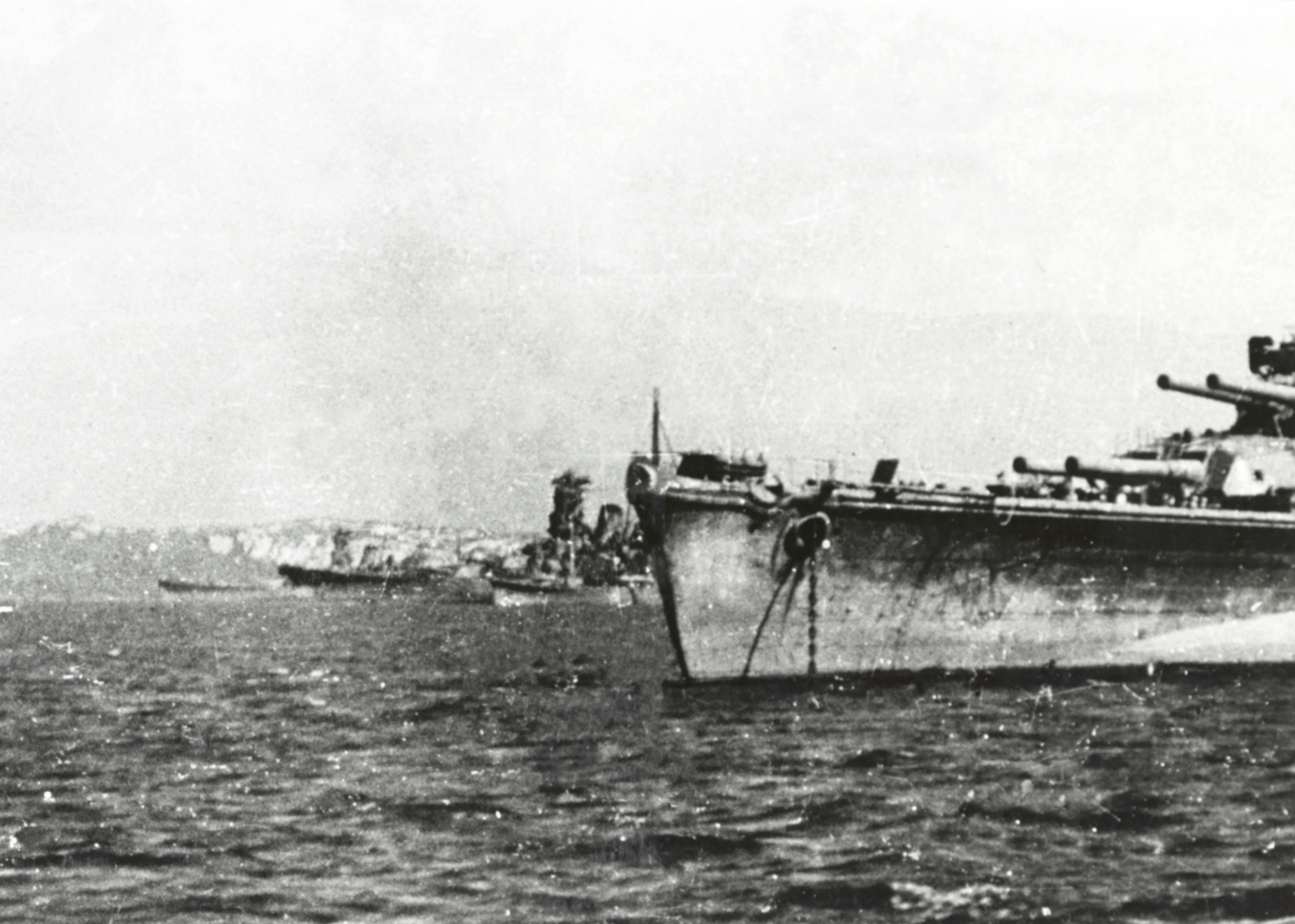
前出写真の長門艦首部分の拡大写真。長門艦首の向こうに見えているのは重巡洋艦最上、ついで戦艦武蔵、大和

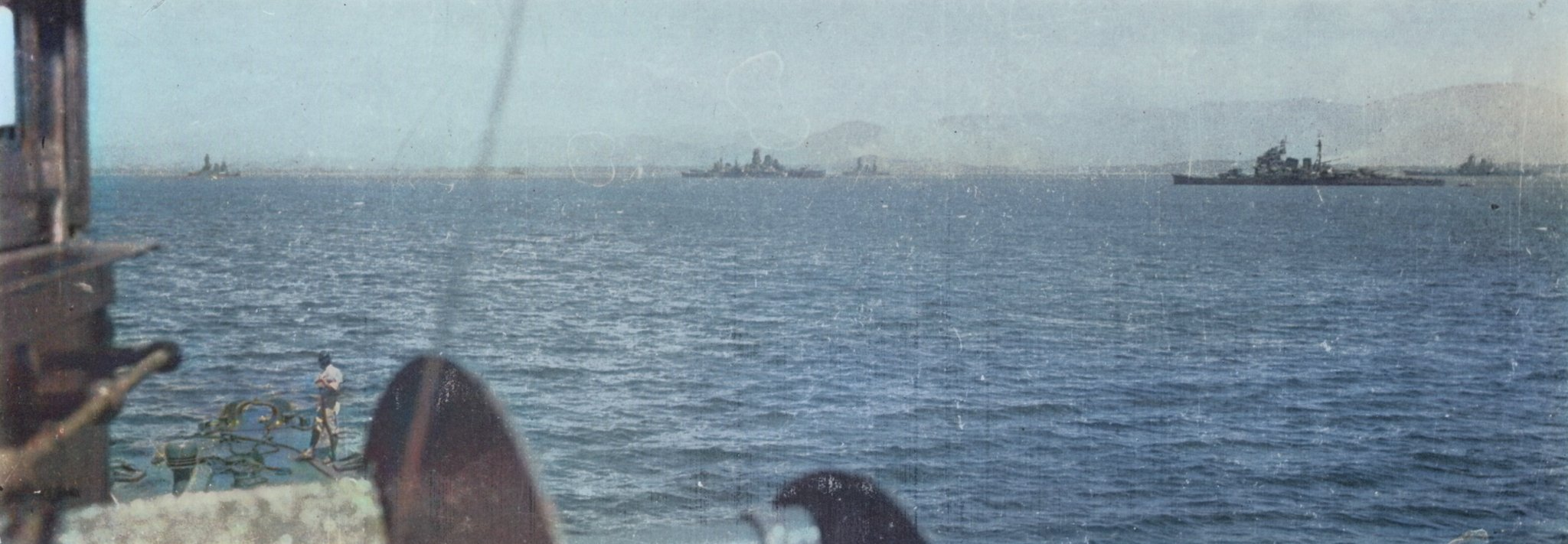
駆逐艦磯風より撮影された栗田艦隊。写っているのは左より扶桑、隣接して停泊している最上、武蔵、山城、鳥海、大和

ブルネイ到着後、第十六戦隊が第二遊撃部隊に編成替えとなり21日にブルネイより出港、第二遊撃部隊と落ち合うべくマニラに向かう。しかし23日4時頃ルソン島西方でアメリカの潜水艦ブリームの雷撃で旗艦青葉が大破、航行不能となった青葉を鬼怒が曳航して夜にはマニラ湾に入港した。
到着後、連合艦隊より「爾後の作戦指導の腹案」を知らされ、X日は24日に変更された。しかしブルネイには予定されていた油槽船が間に合っておらず、栗田の判断で手配した2隻が翌21日に到着する予定という状態で、24日の突入すら不可能となっていた。
油槽船の到着の遅れを知らされた栗田はブルネイ入港前の20日10時25分、「1YB信令第183号」にて麾下艦艇への急速補給を指示する。その方法は、
1. 第二水雷戦隊は大和から補給
2. 第十戦隊（満潮、野分欠）及び鳥海は武蔵から補給
3. 第四戦隊第一小隊（愛宕、高雄）は摩耶から補給
4. 第五戦隊（妙高、羽黒）は最上から補給
5. 第七戦隊（熊野、鈴谷、筑摩）は利根から補給
6. 利根は第七戦隊への補給を終え次第武蔵から補給
7. 満潮は金剛、野分は榛名から補給
8. 油槽船到着次第、八紘丸は武蔵、最上に、雄鳳丸は大和、摩耶に補給
9. その他戦艦群に対しては後令

とあり、大和ら戦艦と最上、摩耶に補給すれば済む状態で油槽船らを迎えれるように準備することとした。
15時半頃、GF電令作第363号により第一遊撃部隊はX日が更に25日に変更になったことを知った。
21日11時20分、栗田の手配した油槽船雄鳳丸と八紘丸がブルネイに到着、直ちに補給が済んでいない艦艇への燃料補給が開始され、22日5時までに補給は完了した。
X日が25日黎明と決定したことをうけ、栗田は17時に第一遊撃部隊各級指揮官および関係科長を旗艦愛宕に召集、レイテ突入の具体的要領が初めて指示された。燃料未達による遅延で突入に時間的余裕がなくなったこともあり、全艦隊を一方向から進出させるよりも南北に分かれて進出することが決まった。

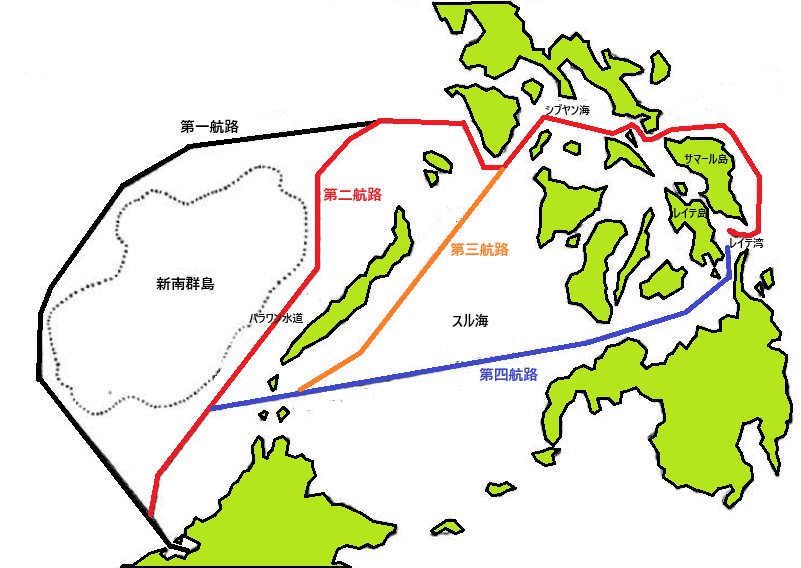
第一遊撃部隊の進撃ルート案

そこで第二戦隊（司令：西村祥治中将）を基幹に航続力の劣る白露型、朝潮型の駆逐艦などから第三部隊が新たに編成され、4つある航路のなかで最短ルートのスリガオ海峡を通過する第四航路から進撃、残りの本隊は期日内に突入でき、かつ敵制空圏にギリギリまで近づいて突入できるパラワン水道を通過する第二航路から進出することとなった。
第三部隊の新設により、第一遊撃部隊は機密1YB命令作第4号にて編成及び突入計画を明示、これが今作戦における第一遊撃部隊の最終的な行動計画となった。
会議後、第一遊撃部隊は連合艦隊及び関係各部隊に対して行動予定を通達(ラブアン基地機密212053番電)する。内容は機密1YB命令作第4号に準じたものであるが、泊地突入はX日4時と、より細かい行動報告となっている。

### 機動部隊本隊の出撃
17日の捷一号作戦警戒の報を受けた際、骨抜き状態だった機動部隊本隊は19日には出撃するよう通知を受け空母搭載兵力の確保を急いだ。当時司令部は大分基地にあったが、直ちに麾下の部隊に集結を命じ、艦載機も練成未了で台湾沖航空戦に出撃しなかった六〇一空から空母の発着経験のある者と、台湾進出に間に合わなかった六五三空・六三四空の残余機を含めて116機を確保した。
各空母の搭載機数は以下の通り
| 空母   | 零式艦上戦闘機 | 零戦(爆装) | 天山艦攻 | 九七艦攻 | 彗星艦爆 | 計  |
| ------ | -------------- | ---------- | -------- | -------- | -------- | --- |
| 瑞鶴   | 28             | 16         | 14       |          | 7        | 65  |
| 瑞鳳   | 8              | 4          | 5        |          |          | 17  |
| 千歳   | 8              | 4          | 6        |          |          | 18  |
| 千代田 | 8              | 4          |          | 4        |          | 16  |
| 合計   | 52             | 28         | 25       | 4        | 7        | 116 |

これで機数上、瑞鶴はマリアナ沖海戦時と同程度、他の3空母も搭載定数の半数は確保した。
部隊は18日から19日夕刻にかけて大分沖と八島沖に分かれて集結し、呉からの燃料補給を受けて出撃準備を済ませた。第二遊撃部隊の代打として配属された第三十一戦隊は整備中であった軽巡洋艦五十鈴および駆逐艦秋風・桐に出動を指示、五十鈴と桐は19日までに進出したが秋風は間に合わず、機動部隊の補給部隊（油槽船2隻・海防艦6隻）に回された。

機動部隊本隊の編成・軍隊区分は以下の通りとなる
。
| 部隊名     | 隊名         | 指揮官     | 兵力                                                                                            | 主要任務                                     |
| ---------- | ------------ | ---------- | ----------------------------------------------------------------------------------------------- | -------------------------------------------- |
| 主隊       | 第三航空戦隊 | 小沢治三郎 | 瑞鶴、瑞鳳、千歳、千代田                                                                        | 敵機動部隊撃滅・牽制・機動 ※主に航空戦を担当 |
| 主隊       | 第四航空戦隊 | 松田千秋   | 日向、伊勢                                                                                      | 敵機動部隊撃滅・牽制・機動 ※主に航空戦を担当 |
| 巡洋艦部隊 | 巡洋艦部隊   | 山本岩多   | 多摩、五十鈴                                                                                    | 敵機動部隊撃滅・牽制・機動 ※主に警戒を担当   |
| 警戒隊     | 第一駆逐連隊 | 江戸兵太郎 | 大淀、槇、杉、桐、桑                                                                            | 敵機動部隊撃滅・牽制・機動 ※主に警戒を担当   |
| 警戒隊     | 第二駆逐連隊 | 天野重隆   | 初月、秋月、若月、霜月                                                                          | 敵機動部隊撃滅・牽制・機動 ※主に警戒を担当   |
| 補給部隊   | 補給部隊     | 田村保郎   | 秋風、仁栄丸、たかね丸、海防艦22号、海防艦29号、海防艦31号、海防艦33号、海防艦43号、海防艦132号 | 補給                                         |

| 部隊名 | 隊名         | 指揮官     | 兵力                     | 主要任務                                                     |
| ------ | ------------ | ---------- | ------------------------ | ------------------------------------------------------------ |
| 主隊   | 第三航空戦隊 | 小沢治三郎 | 瑞鶴、瑞鳳、千歳、千代田 | 一、敵機動部隊撃滅 ニ、牽制機動 航空機動戦                   |
| 主隊   | 巡洋艦部隊   | 山本岩多   | 多摩、五十鈴             | 一、敵機動部隊撃滅 ニ、牽制機動 航空機動戦                   |
| 主隊   | 第一駆逐連隊 | 江戸兵太郎 | 大淀、槇、杉、桐、桑     | 一、敵機動部隊撃滅 ニ、牽制機動 航空機動戦                   |
| 前衛   | 第四航空戦隊 | 松田千秋   | 日向、伊勢               | 一、敵機動部隊撃滅 ニ、牽制機動 分離機動、敵機動部隊牽制誘導 |
| 前衛   | 第二駆逐連隊 | 天野重隆   | 初月、秋月、若月、霜月   | 一、敵機動部隊撃滅 ニ、牽制機動 分離機動、敵機動部隊牽制誘導 |

19日13時より、機動部隊本隊の各級指揮官が旗艦瑞鶴に集まり作戦の打ち合わせが行われた。この際の説明がいかなるものであったかは記録がないが、同日告示された「機動部隊本隊捷一号捷二号作戦要領」は要略すると以下の通りであった。
20日、早朝より艦隊は伊予灘に出動し、各空母は大分基地より飛来した艦載機を着艦収容し、9時30分に小沢提督は関係部隊に機動部隊本隊の行動予定を打電する。豊後水道を通過時に連合艦隊よりX日が25日に変更されたことを知らされたが予定通り行動することにする。
艦隊は21日より艦載機による偵察を開始、天山艦攻9機が出動するが瑞鳳の1機が未帰還、もう1機が天候不良で沖縄に不時着後23日に帰還した。また対潜警戒の艦攻も述べ10機出動させているが、瑞鳳の天山1機が墜落している。なお、千代田の動向については同艦が戦没した際に乗員が総員戦死しているため記録はなく、索敵機や対潜警戒機についての記録は残っていない。
22日、この日は2回に分けた航空偵察を実施、1回目として5時49分に瑞鶴6機、千歳3機の天山艦攻が出動、次いで11時5分に瑞鶴から5機が出動する。だがこの日も発見できず、しかも出動した14機中5機が未帰還、1機が着艦するも大破亡失となった。
またこの日は瑞鶴や瑞鳳・千代田・大淀から小型艦艇への洋上補給が実施される。だが訓練未熟状態で航空偵察期の出動と併せての補給作業は困難を極め、19時30分に危険のため作業を中止した。結局各艦の補給状況は以下の通りとなった。
| 艦名   | 計画搭載量(t) | 移載元の艦名 | 実際の搭載量(t) |
| ------ | ------------- | ------------ | --------------- |
| 多摩   | 200           | 瑞鳳         | 210             |
| 五十鈴 | 200           | 千歳         | 75              |
| 杉     | 100           | 千代田       | 115             |
| 桑     | 100           | 千歳         | 75              |
| 槇     | 100           | 千代田       | 97              |
| 桐     | 100           | 大淀         | 30              |

補給部隊に関しては、10月17日に連合艦隊よりGF機密第171338電をもって海防艦又は駆逐艦4隻の配置を通告されていたが、肝心の油槽船の配属通知は遅れ、18日にたかね丸、仁栄丸の配属が内示される。小沢は正式通知を待たずに2隻の油槽船に配属された4隻の海防艦、これに第三十一戦隊の駆逐艦秋風、2隻の海防艦を加えて補給部隊を編成、田村保郎大佐を指揮官に任命する。2部隊に分かれて奄美大島に向かった部隊は道中で仁栄丸を米潜水艦の攻撃で失い、海防艦1隻が大破するが他は無事に奄美大島古仁屋沖に到達し、そこで機動部隊本隊の帰還を待つことになる。

### 第二遊撃部隊の出撃準備
台湾沖航空戦の残敵掃討に出動していた第二遊撃部隊は17日に奄美大島に入り補給を開始した。入港に先立ち志摩清英中将は捷一号作戦警戒発令と機動部隊本隊の作戦参加を知るが、第二遊撃部隊への今後の作戦行動については特に指示が無かった。そこで同日夜半、連合艦隊に対して第二遊撃部隊独自の作戦要領を打電するが回答は得られなかった。翌18日に艦隊は当初の指示に従い馬公に向かうが、その途上で第十六戦隊の第二遊撃部隊への編入と機動部隊本隊から南西方面部隊への所属替え、高雄で補給の上マニラへ進出するように命令を受ける。艦隊は直ちに高雄に進路をとるが、夕刻には南西方面艦隊より馬公に待機するよう指示が出て再度馬公に向かう。以後第二遊撃部隊の使い方に関して連合艦隊と南西方面艦隊とで異なった指令が飛び交い、同隊を混乱させた。馬公で補給の上、20日に内地を出撃する機動部隊本隊へ復帰するべきであるという意見が艦隊内でもでた。しかし20日8時30分に馬公入港直後に連合艦隊から「第二遊撃部隊は南西方面部隊指揮下に入り海上機動反撃作戦を決行せよ」との命令を受け、機動部隊本隊復帰はご破算となる。
馬公入港後、三亜から移動してほぼ同時に入港した良栄丸より給油を受けた。しかし第二遊撃部隊をどう使用するかについてなかなか決定をみず、その間に第二航空艦隊から駆逐艦3隻の高雄への派遣要請を受け、第21駆逐隊（初春・若葉・初霜）を割くことになる。結局第二遊撃部隊がレイテ湾に突入することが決まったのは21日午後となった。南西方面部隊から23日までにマニラ進出を命じられた志摩中将は16時に馬公を出港するが、この時点で第二遊撃部隊は第一遊撃部隊の行動予定の詳細は知らされていなかった。21日夜半にようやく通報を受けるがマニラによっていたら時間の余裕があまり無いことが判明し、行き先を油槽船日榮丸がいるはずのコロン湾に変更する。22日朝、連絡書を載せた水偵をキャビテに向け発進させた。連絡書の中には栗田艦隊へ向けた行動予定書も含まれていたのだが連絡は叶わなかった。同隊は23日18時にコロン湾に入るが期待の油槽船の姿は無く、やむなく重巡洋艦から駆逐艦に燃料が分配される。
一方で、第一遊撃部隊から第二遊撃部隊への配置換えとなり、23日夜にマニラ湾に入っていた第十六戦隊はオルモック湾への2個大隊緊急輸送の任を与えられる。マニラ湾への道中、敵潜水艦の雷撃で旗艦青葉が大破したため、旗艦を鬼怒に変更し、24日0640時にマニラを出撃、陸軍部隊の待つガヤンに向かった。
23日12時以降、第二遊撃部隊の編成・軍隊区分は以下の通りとなる。
| 部隊名   | 隊名       | 戦隊名       | 指揮官           | 兵力                                                                                            | 主要任務                     |
| -------- | ---------- | ------------ | ---------------- | ----------------------------------------------------------------------------------------------- | ---------------------------- |
| 本隊     | 本隊       | 第二十一戦隊 | 志摩清英         | 那智、足柄                                                                                      | 敵攻略部隊撃滅               |
| 本隊     | 本隊       | 第一水雷戦隊 | 木村昌福         | 阿武隈 ・第七駆逐隊（曙、潮） ・第十八駆逐隊（霞、不知火） ・第二十一駆逐隊（若葉、初春、初霜） | 敵攻略部隊撃滅               |
| 警戒部隊 | 本隊       | 第十六戦隊   | 左近允尚正       | 鬼怒、浦波、青葉                                                                                | オルモックへの兵員・物資輸送 |
| 警戒部隊 | 第一輸送隊 | 第一輸送隊   | 第十号輸送艦長   | 第六号輸送艦、第九号輸送艦、第十号輸送艦                                                        | オルモックへの兵員・物資輸送 |
| 警戒部隊 | 第二輸送隊 | 第二輸送隊   | 第百一号輸送艦長 | 第百一号輸送艦、第百二号輸送艦                                                                  | オルモックへの兵員・物資輸送 |

こうして第二遊撃部隊は燃料にいささかの不安を残しながら、予定通りの24日2時にコロン湾を出撃、西村部隊の後方から進撃を開始した。

### 基地航空部隊及び陸軍航空隊の準備・行動

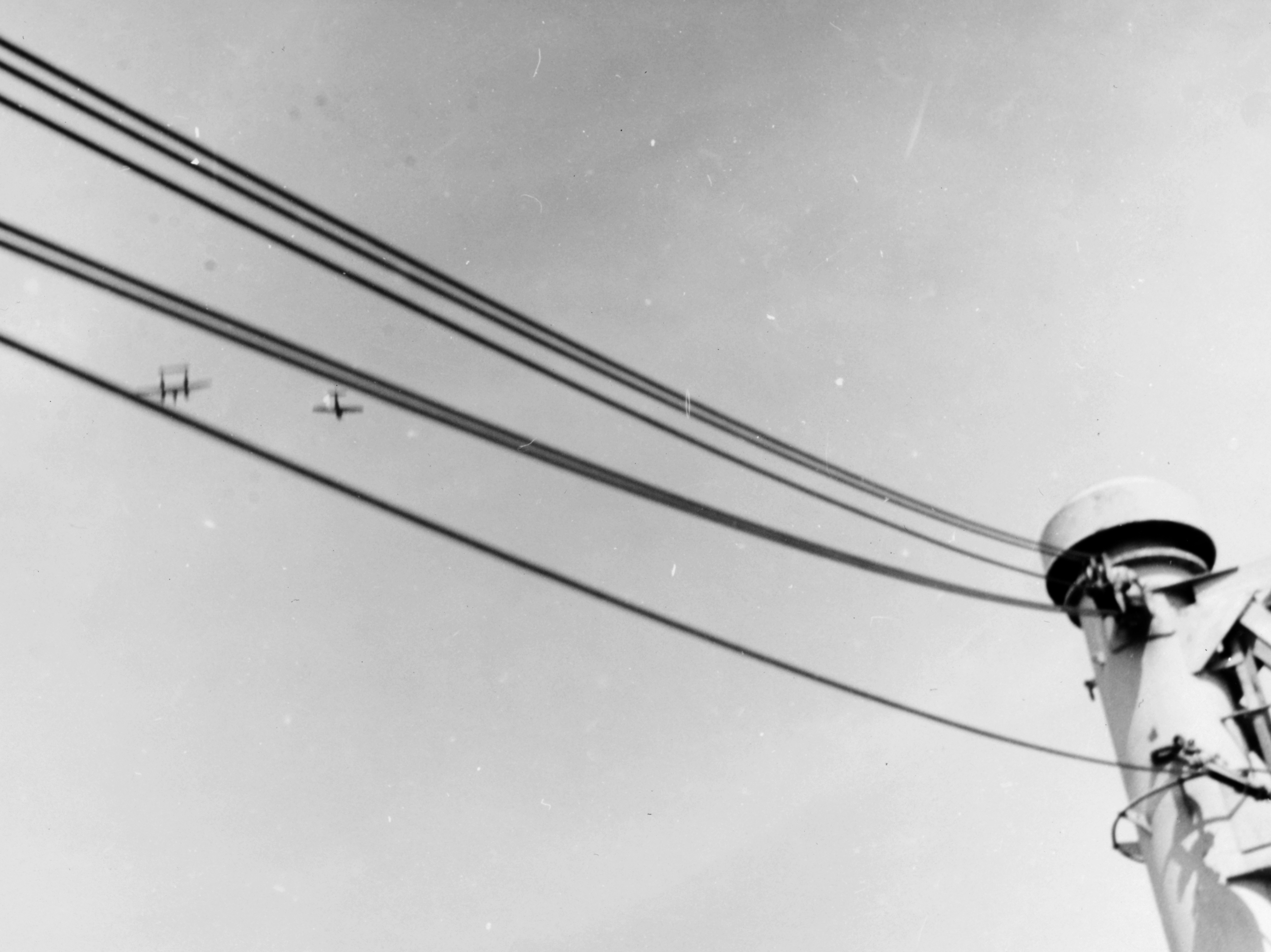
レイテ島上空でのアメリカ軍戦闘機P-38と日本軍機（機種不明）の空中戦

航空総攻撃日が決定するまでの間、第5基地航空部隊では19日にアメリカ艦隊がレイテ湾に現れたことを受け、13時30分、クラーク基地を出撃した彗星1、爆装零戦4の攻撃隊がレイテ方面の敵艦隊を攻撃し、陸軍航空隊も反撃をを行い護衛空母サンガモン他1隻が損傷している。21日には神風特別攻撃隊が初出撃するも未帰還機1機を出して敵情を得なかった。22日・23日は攻撃作戦は実施しなかった。
GF電令作第363号で基地航空部隊の統一指揮を命じられた三川軍一南西方面部隊指揮官は、21日にNSB電令作第679号を発令、指揮下各部隊に24日をもって敵機動部隊、次いで敵攻略部隊への攻撃撃滅を下令した。各部隊は24日の航空総攻撃に向け、台湾沖航空戦で散り散りとなった航空隊の集結や、損耗した部隊の補充を開始する。
第5基地航空部隊では20日、寺岡第一航空艦隊司令長官が転出となり、後任の大西瀧治郎中将がこの日着任した。この時点で第5基地航空部隊は大きく損耗しており、実働兵力は40機（戦闘機24機、攻撃機15機、偵察機1機）に過ぎなかった。大西は差し迫るY日の航空総攻撃で、一時的にでも敵空母の活動を封じるため、体当たり攻撃しかないと判断、関行男大尉を長とする24名からなる「特別攻撃隊」を編成した(詳細は後述)
一方台湾にあった第6基地航空部隊は、直前の台湾沖航空戦で損耗したT攻撃部隊は連合艦隊より17日付で第6基地航空部隊から連合艦隊直率となり編成から除かれてしまう。それでも19日の時点で393機（戦闘機303機、攻撃機85機、偵察機7機）が台湾にあり、適時比島に進出していった。指揮官の福留繁第二航空艦隊司令長官は22日夕刻マニラに進出、23日までに384機（下記参照）が展開を終えていた。
| 部隊名       | 部隊指揮官       | 隊名             | 隊指揮官         | 所属航空隊              | 戦力              | 配備基地                    |
| ------------ | ---------------- | ---------------- | ---------------- | ----------------------- | ----------------- | --------------------------- |
| 第一攻撃集団 | 江間保少佐       | 前路索敵隊       | 渡邊大尉         | 653空 634空             | 天山艦攻5機       | クラーク北                  |
| 第一攻撃集団 | 江間保少佐       | 制空隊           | 小林少佐         | 221空                   | 零式艦戦30機      | マルコット                  |
| 第一攻撃集団 | 江間保少佐       | 制空隊           | 小林少佐         | 341空 （戦闘701含む）   | 零式艦戦約40機    | マルコット                  |
| 第一攻撃集団 | 江間保少佐       | 制空隊           | 小林少佐         | 252空                   | 零式艦戦32機      | マバラカット西              |
| 第一攻撃集団 | 江間保少佐       | 制空隊誘導隊     | 小林少佐         | 653空                   | 天山艦攻2機       | マバラカット西              |
| 第一攻撃集団 | 江間保少佐       | 遊撃隊           | 戦闘303飛行隊長  | 戦闘303                 | 零式艦戦20機      | クラーク南                  |
| 第一攻撃集団 | 江間保少佐       | 第一攻撃隊       | 221空司令        | 221空 ※直掩担当         | 零式艦戦32機      | クラーク南                  |
| 第一攻撃集団 | 江間保少佐       | 第一攻撃隊       | 221空司令        | 221空 ※爆撃担当         | 爆装零戦8機       | クラーク南                  |
| 第一攻撃集団 | 江間保少佐       | 第二攻撃隊       | 大淵大尉         | 攻撃3 攻撃5 634空 653空 | 彗星艦爆12機      | マバラカット西              |
| 第一攻撃集団 | 江間保少佐       | 第三攻撃隊       | 鴛淵孝大尉       | 戦闘304 634空 653空     | 零式艦戦50 - 60機 | バムバム 一部マバラカット東 |
| 第一攻撃集団 | 江間保少佐       | 第三攻撃隊       | 江間保少佐       | 701空 634空             | 九九式艦爆34機    | マバラカット東              |
| 特第一攻撃隊 | 木村大尉         | 木村大尉         | 木村大尉         | 634空 偵察              | 天山艦攻13機      | クラーク北                  |
| 特第ニ攻撃隊 | 田村大尉         | 田村大尉         | 田村大尉         | 634空                   | 瑞雲水爆19機      | キャビデ                    |
| 特第ニ攻撃隊 | 田村大尉         | 田村大尉         | 田村大尉         | 偵察301                 | 瑞雲水爆12機      | キャビデ                    |
| 陽動隊       |                  |                  |                  | 141空                   | 夜戦月光14機      | 第一ニコルス                |
| 薄暮触接隊   | 第21航空戦隊司令 | 第21航空戦隊司令 | 第21航空戦隊司令 | 763空                   | 陸爆銀河4機       | クラーク中 ※中継基地として  |
| 第二攻撃集団 | 第21航空戦隊司令 | 第21航空戦隊司令 | 第21航空戦隊司令 | 攻撃702                 | 一式陸攻24機      | クラーク中 ※中継基地として  |
| 第二攻撃集団 | 第21航空戦隊司令 | 第21航空戦隊司令 | 第21航空戦隊司令 | 901空                   | 大艇6機           | キャビデ ※中継基地として    |

陸軍側では第4航空軍が指揮下の第2飛行師団に迎撃準備をするよう命じたが、指揮系統の混乱で準備に数日を要してしまい、わずか50機での迎撃に留まった。だが20日の攻撃で軽巡洋艦ホノルルを雷撃して大破(戦死約60名)させ、続く21日には第5巡洋隊旗艦オーストラリアを攻撃、被弾した1機がそのまま体当りを行い艦橋に命中、艦長と副官を含む30名が戦死し指揮官のジョン・A・コリンズ司令官も負傷する。両艦は駆逐艦リチャード・P・リアリー、ワラムンガと共に21日午後にはパラオ諸島に向けて撤退している。

### 作戦計画への影響
上記のように捷号作戦計画の基本は1944年の7月から8月に立てられた。その中で小沢中将などの意向により機動部隊は艦隊戦における中核兵力という位置づけが維持され、侵攻が12月まで延期されればリンガに派遣した遊撃部隊も本土に戻し合同して大規模な迎撃作戦を発動したい意向があった。しかし、計画策定後に前線で立て続けに敗北を重ね基地航空部隊、特に第一航空艦隊が壊滅的打撃をうけ、小沢機動部隊も台湾沖航空戦に投入し消耗してしまった。
その結果、第一遊撃部隊と策応する航空戦力はほぼ枯渇し、予定した戦力と実際の戦力に大きなずれが生じた。さらに台湾沖航空戦の直後からアメリカ軍のレイテ侵攻が始まったため、日本側は作戦計画を根本的に修正する余裕がなくなり、小沢中将などから指摘され改善を求められていた「敵が制空権を得てる中で水上部隊が敵攻略部隊に対して航空支援なしに突入しても勝算はない」という問題は、何の対応策も行わないまま実施することとなった。
消耗した小沢機動部隊では、第四航空戦隊が航空母艦隼鷹・龍鳳が搭載機が確保できずに出撃が見送られ、航空戦艦日向、伊勢のみの出撃となった。第一航空戦隊を編成していた雲龍・天城は竣工して間がなく、訓練未了を理由にこれも出撃は見送られた。これらの戦備が完全に整っていればマリアナ沖海戦並の艦隊航空兵力によって牽制を行えたことになるが、実際には燃料の不足などによる搭乗員大量養成訓練の遅延、アメリカ軍の急激な反攻などにより台湾沖航空戦以前にも行われていた（あるいは行わざるを得なかった）ずさんで刹那的な兵力投入での損耗などで、既に想定よりも大きく戦力は低下しており、台湾沖航空戦でとどめを刺された形となった。
そして稼動機の激減が、基地航空部隊側に航空機の体当たり攻撃、即ち特別攻撃隊の編成を決断する決定打となった。※特別攻撃隊に関しては後述

## 10月23日

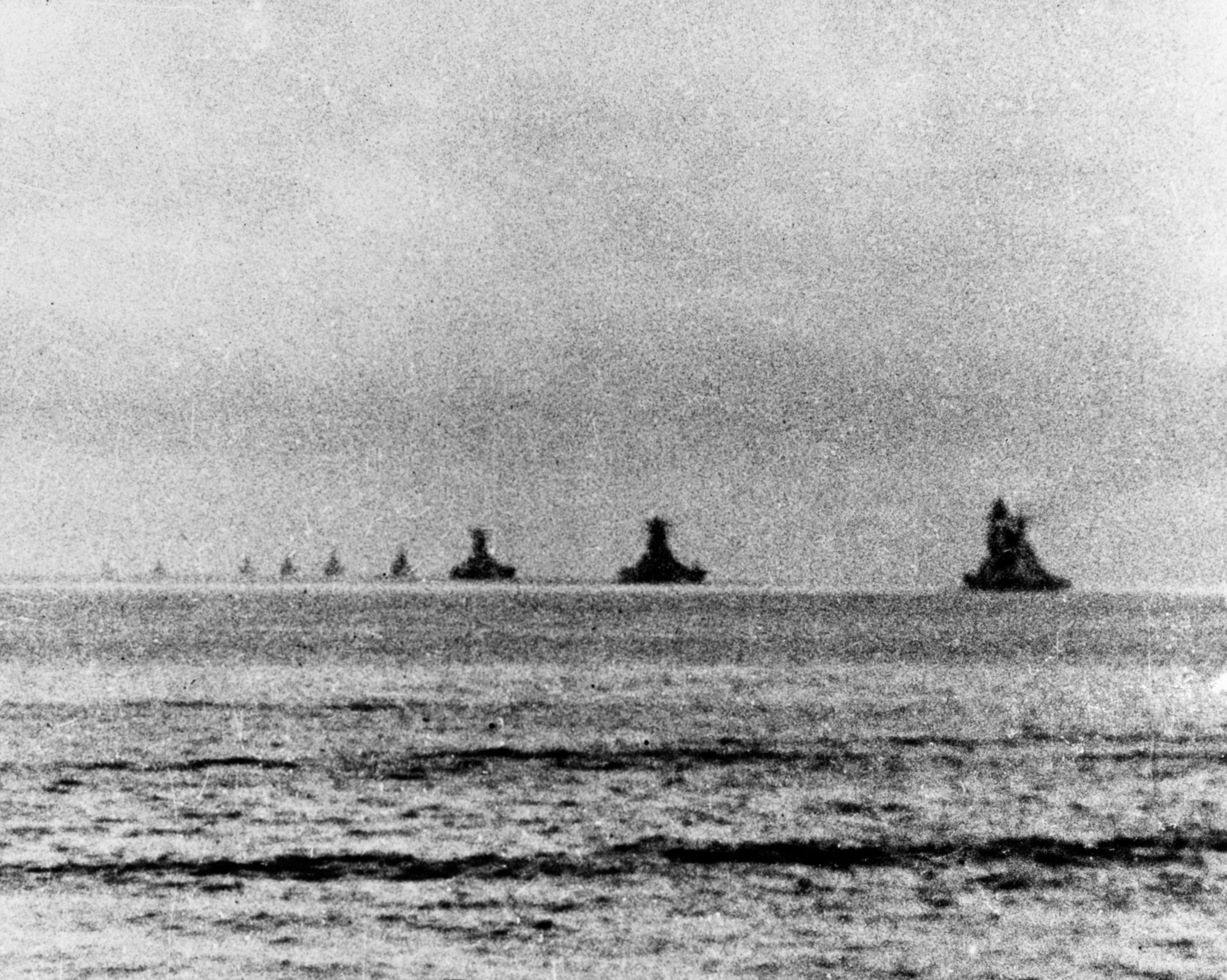
ブルネイを出港する第一遊撃部隊主隊。右から戦艦長門、武蔵、大和、重巡摩耶、鳥海、高雄、愛宕、羽黒、妙高

### 第四戦隊の壊滅
10月22日8時、第一遊撃部隊主力（通称：栗田艦隊）はブルネイを出撃、期日に余裕が無いため危険が予想されたパラワン水道を通過するコースを取る。少し遅れて支隊（通称：西村部隊）が15時30分にブルネイを出撃、スリガオ海峡を通過するコースを取る。7時47分、ニミッツはハルゼーに対し日本の機動部隊が20日に日本を出航したことを連絡する。深夜、潜水艦シードラゴンが空母を攻撃し損害を与えたと報告する。同じく潜水艦シャークが7隻からなる敵艦隊発見をハルゼーに報告。潜水艦アイスフィッシュも前日9時30分に重巡洋艦2隻、駆逐艦3隻発見と報告する。だがこれは10月20日にマニラを出航し、高雄市に向かっていた輸送船団だった。
出撃した第一遊撃部隊主力は18ノットに増速し対潜哨戒を厳にした。14時31分に能代、15時35分に高雄、17時35分に愛宕がそれぞれ潜水艦発見を報じたが流木の誤認だった。17時52分には対潜哨戒中の九六式陸上攻撃機から敵潜水艦発見の報を受けている。
10月23日0時、パラワン水道の入り口に達する。この直前に大和田通信隊より敵潜水艦の緊急通信を探知した旨の報告があり、司令部は全艦に通報、対潜警戒を一層厳重にする。1時16分、ちょうど会合中であった潜水艦ダーターとデイスが第一遊撃部隊主力をレーダーで発見、これを司令部に報告すると2隻は接近を開始する。

1944年10月23日黎明。旗艦愛宕被雷時の第一遊撃部隊第一部隊の隊形

6時32分、ダーターは愛宕に対し艦首発射管の魚雷6本、急旋回して艦尾発射管の魚雷4本を高雄を、それぞれ目標にして発射した。この時愛宕は総員配置につきながら早朝訓練を実施していた。乙字運動後の定針直後の6時33分、艦首に1発、中央に2発、後部に1発の魚雷計4本が相次いで命中する。ダーターの攻撃ポイントが愛宕に非常に近く愛宕乗員は誰一人として潜望鏡も雷跡も発見報告できなかった。艦長の荒木伝大佐は直ちに左舷注水区画などへの注水を命じるが傾斜を止めることはできず機関も停止、栗田は旗艦変更を決断する。駆逐艦岸波、朝霜が救援に駆けつけるが愛宕の傾斜は23度を超えており横付けは不可能だった。傾斜はなおも止まらず54度に達したので荒木は艦の復旧は不可能と判断し総員退艦を指示、栗田ら司令部要員も海に飛び込み泳いで岸波に移乗するが、この際小柳参謀長が右上腿部を負傷した。6時53分に愛宕は沈没、機関長以下360名が戦死。艦長以下492名が朝霜に、221名が岸波に救助された。
愛宕被雷後、後続していた高雄は直ちに取舵を行い愛宕に命中しなかった魚雷2本をかわすことに成功する。だが6時34分、ダーターの第二射のうち2本が艦橋下右舷と後部右舷に命中した。主機械が停止し航行不能となったが火災は発生せず、左舷に注水が行われ傾斜も復元した。浸水は罐室などにも及ぶが食い止めることに成功するが舵などが故障してしまい行動不能となってしまう。その間、駆逐艦長波が近づき周囲を警戒した（後に朝霜も合流する）。この被雷により高雄では33名が戦死し31名が負傷した。
愛宕と高雄の被雷を確認した次席指揮官の宇垣纏第一戦隊司令官は直ちに全艦に一斉回頭による回避を命じた。その後過度の避退も危険と判断し、6時51分に基準針路に戻り乙字運動を再開する。その直後の6時57分、今度は重巡洋艦摩耶に潜水艦デイスの放った魚雷4本が命中する。
摩耶では被雷前に水測員が右舷後方に怪しい音源があるという報告を受け、右舷側に警戒の目がいっていた。ところが左舷側より接近する魚雷を発見。艦長の大江賢治大佐は面舵を指示するが航海長の独断で取舵一杯が行われる。しかし転舵の効果が出る前に魚雷が次々と命中した。艦はたちまち左舷に傾斜し副長が防水を下令したが手を尽くすまもなく被雷から8分後の7時5分に沈没した（沈没は7時8分ともいわれる）。艦長以下336名が戦死。短時間での沈没であったが副長以下769名もの乗員がかけつけた駆逐艦秋霜に救助されている。
摩耶被雷を受けた頃、後続する第二部隊がこの海域にさしかかる。栗田らを収容し将旗を掲げた駆逐艦岸波から、7時頃に大和に通信の代行と、第四戦隊で唯一健在の鳥海の第五戦隊への編入が命じられる。続いて8時30分に旗艦を戦艦大和に移すことが指示されるが、敵潜水艦発見の誤報が各艦から相次ぎ、移乗するのは16時23分となった。
旗艦移乗後、艦隊はレイテ湾に向かって進撃を再開する。大和戦闘艦橋には右側に栗田を中心とする艦隊司令部が、左側に宇垣の第一戦隊司令部が陣取り、森下信衛艦長など大和幹部は別の場所に分散移動するなど、異様な空気が漂ったという。
愛宕、摩耶の生存者のうち、岸波が救助した栗田ら司令部要員含む221名は大和に、秋霜に救助された摩耶生存者全員は武蔵にそれぞれ収容されたが、朝霜に収容された艦長以下492名は21時40分、自力航行可能となった高雄を朝霜・長波、駆けつけた南西方面艦隊所属の水雷艇鵯が護衛してブルネイに向け避退したた際に共に退避することになった。この際朝霜に大部分が収容されていた艦隊司令部の通信要員も退避して大和に合流できなかったため、以後の第一遊撃部隊司令部の通信能力に重大な影響を与えることになった。
一方、第四戦隊を壊滅させる戦果を挙げたダーターは退避する高雄を追跡中に座礁してしまい、自沈処分となる。ダーターの乗組員はデイスに移乗し、デイスはオーストラリアへと撤退した。
序盤に敵潜水艦の奇襲を受け重巡洋艦3隻を失い、出鼻をくじかれた日本側であったが、連合艦隊司令部は17時10分に参謀長名で参加部隊に情況判断と以後の方策を指示。作戦の継続を指示するとともに、
- 機動部隊本隊を以て極力敵機動部隊を北方に吸引しこれを攻撃。水上部隊（栗田艦隊）の劣勢を補うこと
- 対潜対空警戒を更に厳とすること
- 敵機動部隊が水上部隊を攻撃する好機を見計らって基地航空隊を以て敵空母を撃滅すること

の3点を重視するように指示を出している。

### その他の部隊の行動

#### 機動部隊本隊
この日も気胴縁あ本隊は対潜警戒、対空警戒を厳にしつつ、米機動部隊捕捉と24日黎明に予定している米機動部隊への攻撃のための予定地点に向けて進撃していた。
この日の索敵は瑞鶴から8機(天山艦攻6機、彗星艦爆2機)が出動すも1機発動機不調で引き返したので、瑞鳳の1機が代わりに発進している。また天山艦攻1機が対潜警戒機として、零戦3機が上空直掩機として出動している。
11時30分、伊号第四十一潜水艦より北上中の艦上機2機発見の報が届き、小沢は敵機動部隊の位置を南方約400浬と推察し進撃を続けるも、この日は懸念された空襲はなく、一方で14時には第一遊撃部隊よりパラワン水道での悲報を入電した。
これらの情報から、小沢は夕刻に24日の作戦要領として「情況判断並びに24日作戦指導要領に関する決心」を麾下部隊に指令、作戦通り敵を発見次第航空攻撃を仕掛けると共にこれを北方に誘致する事を周知した

#### 第二遊撃部隊

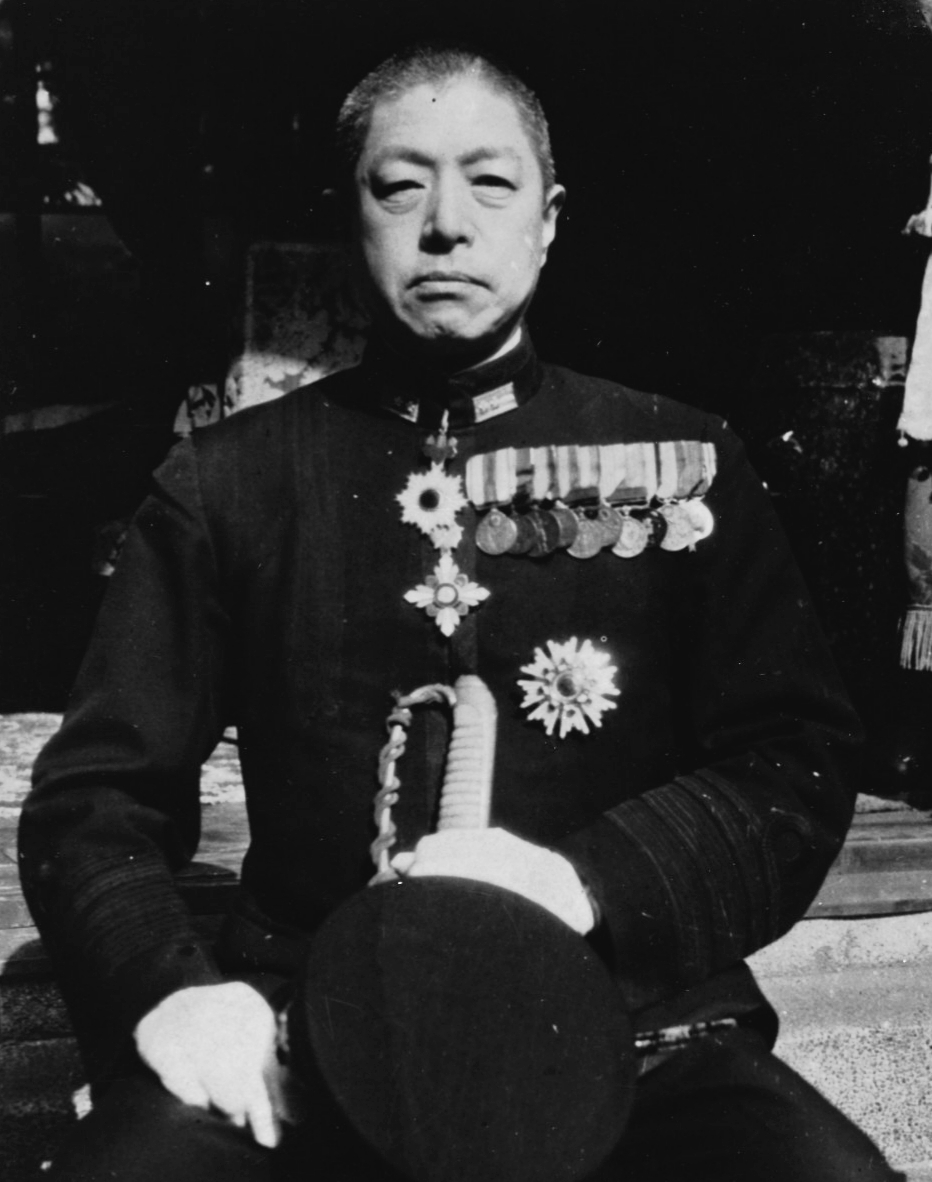
志摩清英
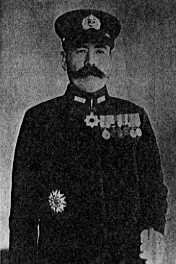
木村昌福
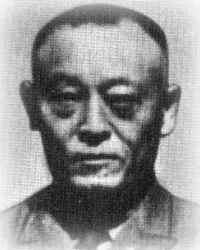
左近允尚正

第二遊撃部隊との合流を目指してブルネイからマニラに移動中の第十六戦隊は22日午前4時頃、旗艦青葉が潜水艦ブリーム の魚雷攻撃を受け航行不能となる。鬼怒は青葉を曳航し、駆逐艦浦波と共に退避、22時45分にマニラ湾に到着した。その後旗艦を鬼怒に変更する。だが第二遊撃部隊はマニラに寄港せず、直接コロン湾に向かったため、第十六戦隊は合流を諦めレイテへの陸兵輸送の護衛につくことになる。
10月24日午前2時、西村部隊所属の重巡洋艦最上から水上偵察機が索敵のため夜間発艦。6時50分にレイテ湾上空に到達し偵察に成功。湾内の敵戦力についてブーラン基地を経由して打電後、西村部隊上空に戻り報告球を投下しサンホセ基地に向かった。本海戦を通じレイテ湾内の状況の偵察に成功したのはこの最上搭載機だけだった。この報告は全艦隊に送信され日本軍にとっての貴重な情報になった。
その頃、第十六戦隊は輸送船団（第六・九・十・一〇一・一〇二輸送艦）を引き連れて、午前7時頃にカガヤンの陸軍兵をレイテに移送すべく出撃した。ミンダナオ島へ向かうが、直後にアメリカ軍機約100機の空襲を受けた。しかし損害はなく予定通りミンダナオ島に向かった。
同時期の陸軍航空隊による迎撃について

#### 基地航空部隊
2日後に迫ったX日の必成を期すため、第六基地航空部隊はこの日より航空総攻撃を実施しようとしたが、肝心の米機動部隊の動静が20日以来天候不良のため索敵が成果を挙げず全く不明であった。それでも攻撃隊は戦闘機約100機、99式艦爆38機、天山艦攻6機の計約150機からなる集団攻撃隊と、単独での索敵襲撃を企図した彗星5機からなる索敵攻撃隊の2隊に分かれ、6時53分より各基地より出撃する。
依然洋上の天候は不良であったが航空隊は上空で敵機動部隊発見の報を待つがその報告はなく、集団攻撃隊は攻撃を断念して帰投する。一方の索敵攻撃隊は2機が故障のため引き返しもう1機はそのまま未帰還となるが、1機がレイテ湾の上陸部隊を偵察し帰還した。それによると湾内に認められた敵艦船は戦艦又は巡洋艦4隻、大小油槽船13隻であった。

#### 米海軍の動向
トーマス・C・キンケイド中将はブリームからの報告を受け、当初は大規模な東京急行の前兆と誤断していた。ハルゼーは日本軍が第一次ソロモン海戦の再現を狙っていると見抜き、第38任務部隊第3群（シャーマン隊）をルソン島東方140km、第2群（ボーガン隊）をサンベルナルジノ海峡、第4群（デヴィソン隊）をスリガオ海峡に配置した。第1群（マケイン隊）は補給のためにウルシーへ向かった。

## 10月24日

### シブヤン海海戦

1944年10月24日。対空戦闘時の第一遊撃部隊主隊の隊形

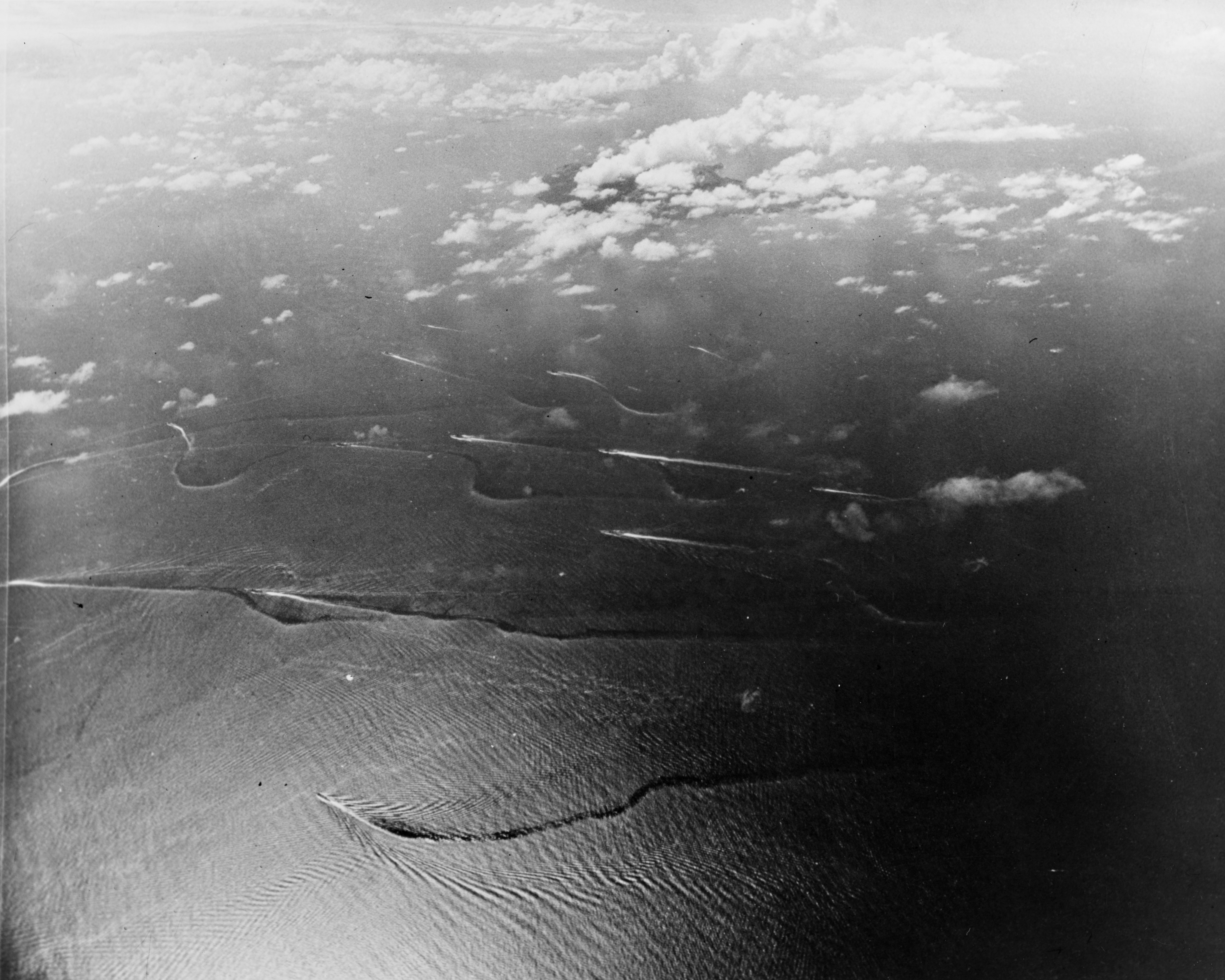
1944年10月24日8時頃タブラス海峡を通過する第一遊撃部隊。USSイントレビット（CV-11）偵察機からの撮影

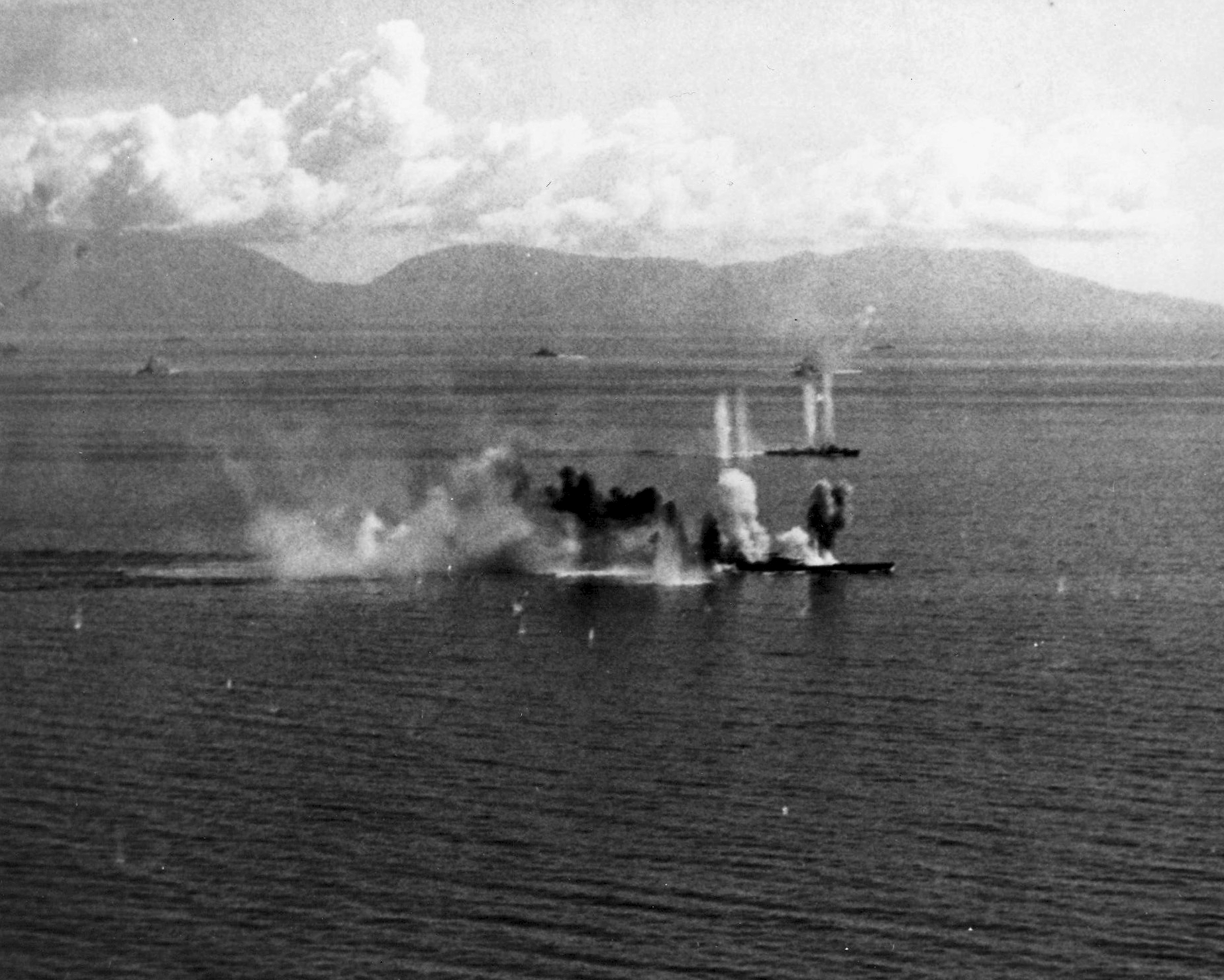
攻撃を受けている戦艦武蔵、奥は護衛に付けられた駆逐艦の清霜

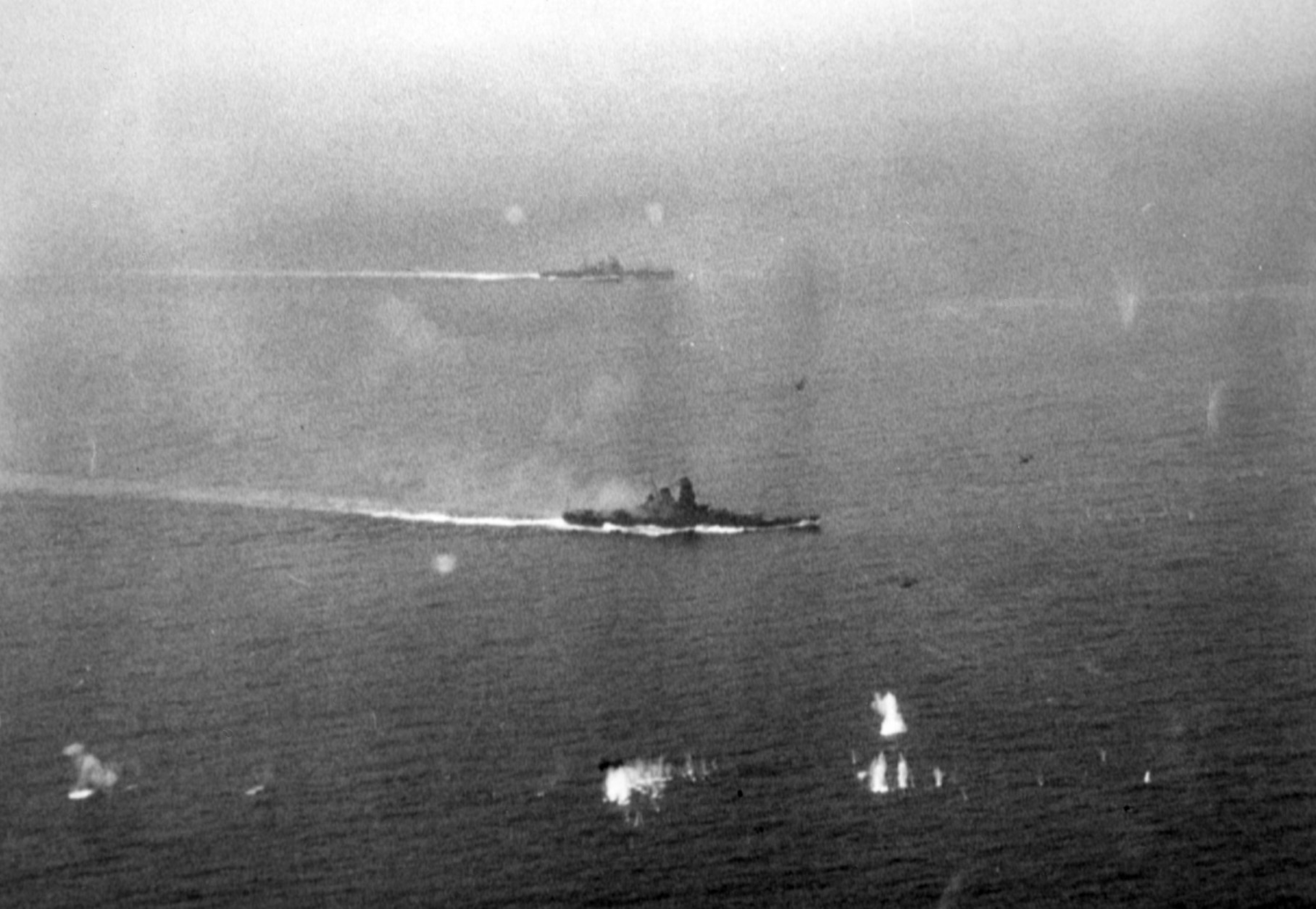
シブヤン海海戦時の武蔵（手前）と重巡洋艦利根（奥）（10月24日15時過ぎ）

24日になり、基地航空隊の黎明索敵により、6時頃より相次いで米機動部隊発見の報告が入る。
7時6分頃、栗田長官は麾下の艦艇に信号で空母を含む敵部隊がサンベルナルジノ海峡付近に発見したことを通達、サンベルナルジノ海峡東方海域の敵機動部隊の索敵のため急遽7機の索敵機を出す。そのうち1番索敵線を飛んでいた榛名の偵察機が9時40分と12時10分に敵艦隊（第2群の一部）を発見し報告、矢矧の偵察機も11時に敵艦隊を発見（第1群）している。
シブヤン海に差し掛かった栗田艦隊は24日8時10分、大和の見張り員が敵偵察機を発見。敵に見つかったことを知る。この機は第38任務部隊索敵隊（カボット、イントレピッド）の機で、同乗のモート・エスリック中佐は8時20分、「戦艦4隻・重巡洋艦8隻・駆逐艦13隻」と報告する。この時第38任務部隊は第2群がサンベルナルジノ海峡付近に、第3群がルソン島の東に、第4群がレイテ島付近にいた。ハルゼーは第2・3・4群の3個群を以って栗田艦隊に対し攻撃を開始することを決める。
栗田艦隊側は敵の通信を妨害するため武蔵が電波妨害を実施、アメリカ軍機もこれに対応して使用電波を変更するなどして対抗する。

#### 第一次対空戦闘

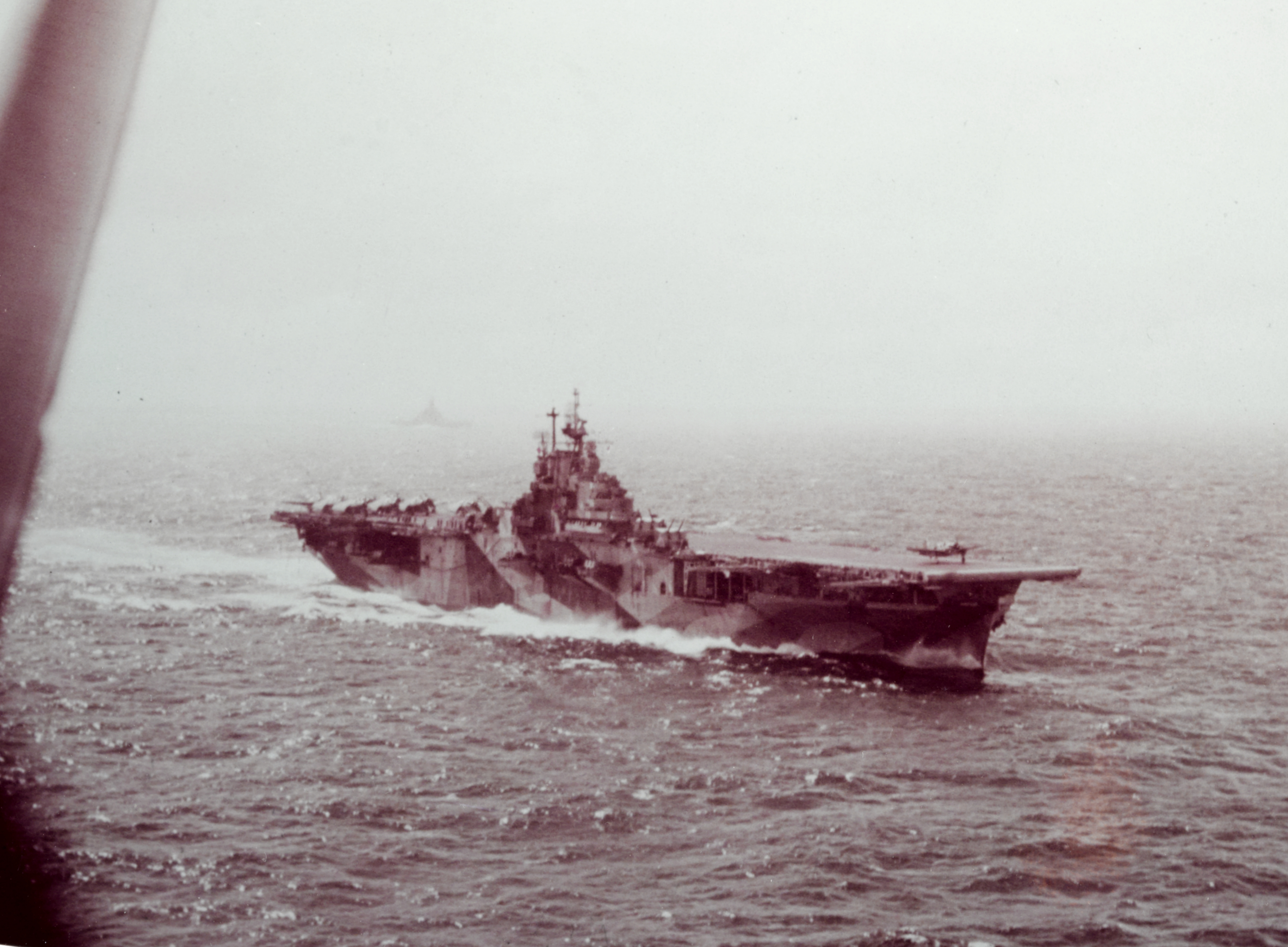
攻撃隊を発進させる米空母イントレピッド(10月24日)。

10時8分、能代の電探がアメリカ攻撃隊を探知。その後も他艦艇の電探が相次いでアメリカ攻撃隊を探知する。栗田は直ちに24ノットへの増速を指示する。
10時17分、第七戦隊では第三偵察隊の残余機を空襲による被害から防ぐために全機発艦させる。熊野機1機、利根・筑摩各2機の計5機は米軍の空襲が始まる10時24分に出発し、他の偵察機が退避しているサンホセ基地に向かった。これで栗田艦隊が各艦で搭載している偵察機は、大和に搭載している3機のみとなる。
10時26分、第2群の空母イントレピッド、カボットから出撃した第1次攻撃隊45機（戦闘機21、爆撃機12、雷撃機12）が攻撃を開始する。栗田艦隊も大和が発砲し、各艦続いて砲火を開いた。アメリカ軍機は猛烈な砲火をものともせず第一部隊の大和・武蔵・長門・妙高を攻撃した。
武蔵は10時29分頃に急降下爆撃を受け、推定60キロの爆弾が一番砲塔天蓋に命中した。しかし爆弾は跳ね返され、空中で爆発した。他にも前部艦首付近と中央両舷に各1発が至近弾となり、漏水を発生させた。続いて魚雷3本が接近し、1本が命中した。浸水自体は大したものではなく速力も落ちなかったが、この際の衝撃で主砲の前部方位盤が故障し旋回不能となり、砲撃に支障をきたすことになる。
10時29分、妙高に対して3機が雷撃を実施、2本は回避したが1本が右舷後部に命中。後部発電機室、右舷機械室などが満水となり6分後には傾斜が12.5度となり速力も徐々に低下。10時40分には速度18ノットまで低下し、乗艦していた橋本信太郎第五戦隊司令官は11時38分に旗艦を羽黒に変更する。妙高は単独で列を離れ後退を開始し、必死の応急処置で傾斜も6度ほどにまで回復する。栗田は高雄の護衛についていた駆逐艦長波を分離させ、妙高の護衛に向かうよう指示する。
第一次攻撃隊撤退後、栗田艦隊はアメリカ潜水艦を発見し一斉回頭を何度か行ったが、すべて流木の誤認であった。駆逐艦が爆雷攻撃をおこなったことも記録されている。第七戦隊では、シブヤン海にアメリカ潜水艦1隻ないし2隻が存在していると考えていた。

#### 第二次対空戦闘
11時56分、武蔵の電探が敵機を探知する。栗田は24ノットへの増速を指示、12時6分にイントレピッドからの第2次攻撃隊33機（戦闘機12・爆撃機12・雷撃機9）が攻撃を開始した。
今回も目標は栗田艦隊の第一部隊であり、その攻撃は大和と武蔵に集中した。アメリカ軍機の攻撃開始と同時に長門が発砲を開始、激烈な対空戦闘が始まった。大和への攻撃は12時7分から15分ほどまで続き、雷撃は全て回避するも至近弾2発を受けた。
武蔵にはアメリカ軍機16機が襲い掛かり、うち7機を撃墜するが雲を利用した艦首尾両方向からの爆撃により2発が命中し5発が至近弾。続いて左舷方向からの雷撃を受け3本が命中した。この攻撃で武蔵の速度は22ノットに低下し左に5度傾斜、第二水圧機室が浸水するも右舷への注水により傾斜は1度まで復原した。2発の直撃弾のうち左舷に命中した1発は中甲板まで貫通し炸裂。その火炎が第2機械室、第10・12罐室に侵入し設備を破壊した。第2機械室では蒸気管が一部破壊され蒸気が噴出、第2機械室は放棄され武蔵は3軸運転を余儀なくされる。以後、武蔵は艦首をやや下げた状態となり速力が低下、艦隊から次第に落伍し始める。
第二次空襲は8分ほどで終わったが、攻撃は武蔵に集中し損害は甚大だった。栗田は12時25分に関係各隊に敵機襲来とその撃退を報告する。13時15分、武蔵艦長猪口敏平少将より今までの武蔵の損害が報告され、主隊と行動するには致命的損傷を受けたことを知る。しかし、武蔵に対する決断を下すよりも早く第三次空襲が開始される。

#### 第三次対空戦闘

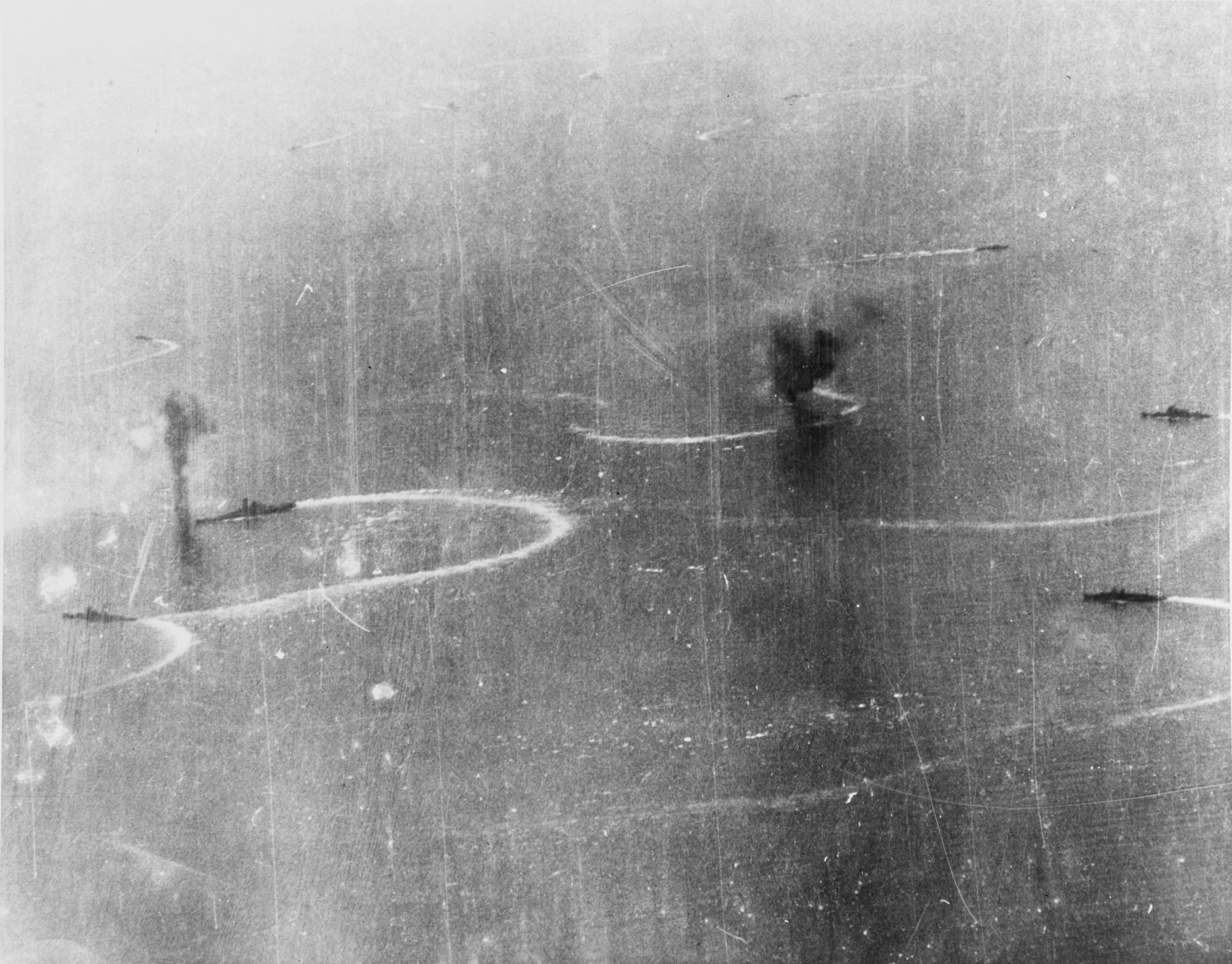
空襲を受ける第一遊撃部隊第一部隊。中央右寄りで黒煙を上げているのは武蔵。その左側で急旋回しているのは大和と羽黒。右側には鳥海（上）、能代（下）が見える。後方の2隻は駆逐艦浜波及び藤波、沖波のうちのどれかと思われる。さらにその遠方には第二部隊も見えている。

12時54分、艦隊の先頭を進む駆逐艦島風の電探が敵飛行機と思われる物体を探知する。13時12分に大和見張り員が敵機を発見。3度にわたるアメリカ編隊の襲来に友軍の航空攻撃が奏功していないのではと懸念した栗田は、13時15分に南西方面艦隊司令部と機動部隊本隊に対して督促の意味もこめて「敵艦上機我に雷爆撃を反覆しつつあり、貴隊触接さらに攻撃状況速報を得たし」と電報を打つ。13時19分、第3群の空母レキシントン、エセックス からの攻撃隊83機が攻撃を開始。部隊は二手に分かれて第一第二両部隊に殺到。13時23分、第二部隊第七戦隊が砲撃を開始し、13時31分には第一部隊も砲撃を開始する。
第二部隊への空襲は27分ほど行われ、13時28分に矢矧への急降下爆撃で至近弾が1発。これにより矢矧の艦首が満水となり水測室などが使用不能。速力も22ノットまで低下する。
第一部隊には約20分ほど空襲が行われ大和と武蔵が標的となる。大和には13時40分に急降下爆撃により1発が右舷前部に命中し火災が発生、更に1発が右舷に至近弾となる。しかし、損害は軽微で火災も10分ほどで鎮火された。
なお、武蔵の損害状況はこのあとの第五次対空戦闘での艦橋への命中弾による航海科の壊滅により、この頃より記録が錯綜し他艦の記録と整合しない点が出てくるが、戦史叢書での記録によると武蔵への攻撃は13時50分までの間に2回行われたとある。
1回目の13機は雷爆同時攻撃となる。急降下爆撃により3発至近弾、2発が右舷と艦尾に命中、艦尾のジブクレーンの支柱を破壊した。雷撃は1本が右舷に命中し測距儀室などを破壊した。武蔵側は来襲機13機のうち5機の撃墜を記録している。
続く2回目の攻撃は約20機による攻撃となり、爆弾4発命中、魚雷4本命中と一度の攻撃では最大の被弾を被った。2回にわたる空襲で武蔵は合計9本の魚雷が命中し両舷の注水区画は満水となる。特に前部の浸水は甚だしく、艦首は水面近くまで沈み艦隊から急速に落伍し始めた。

#### 第四次対空戦闘

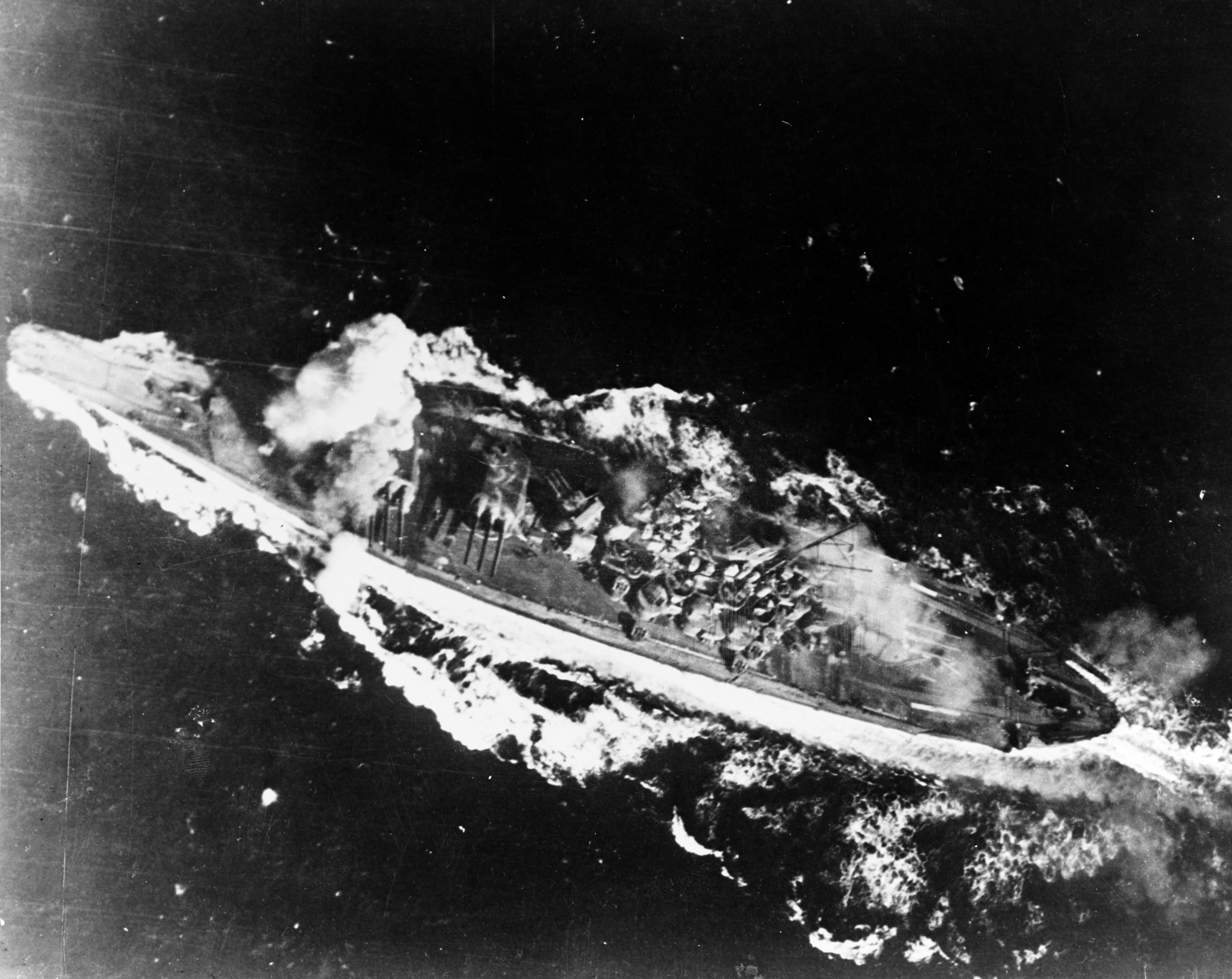
前甲板に爆弾を受ける戦艦大和。

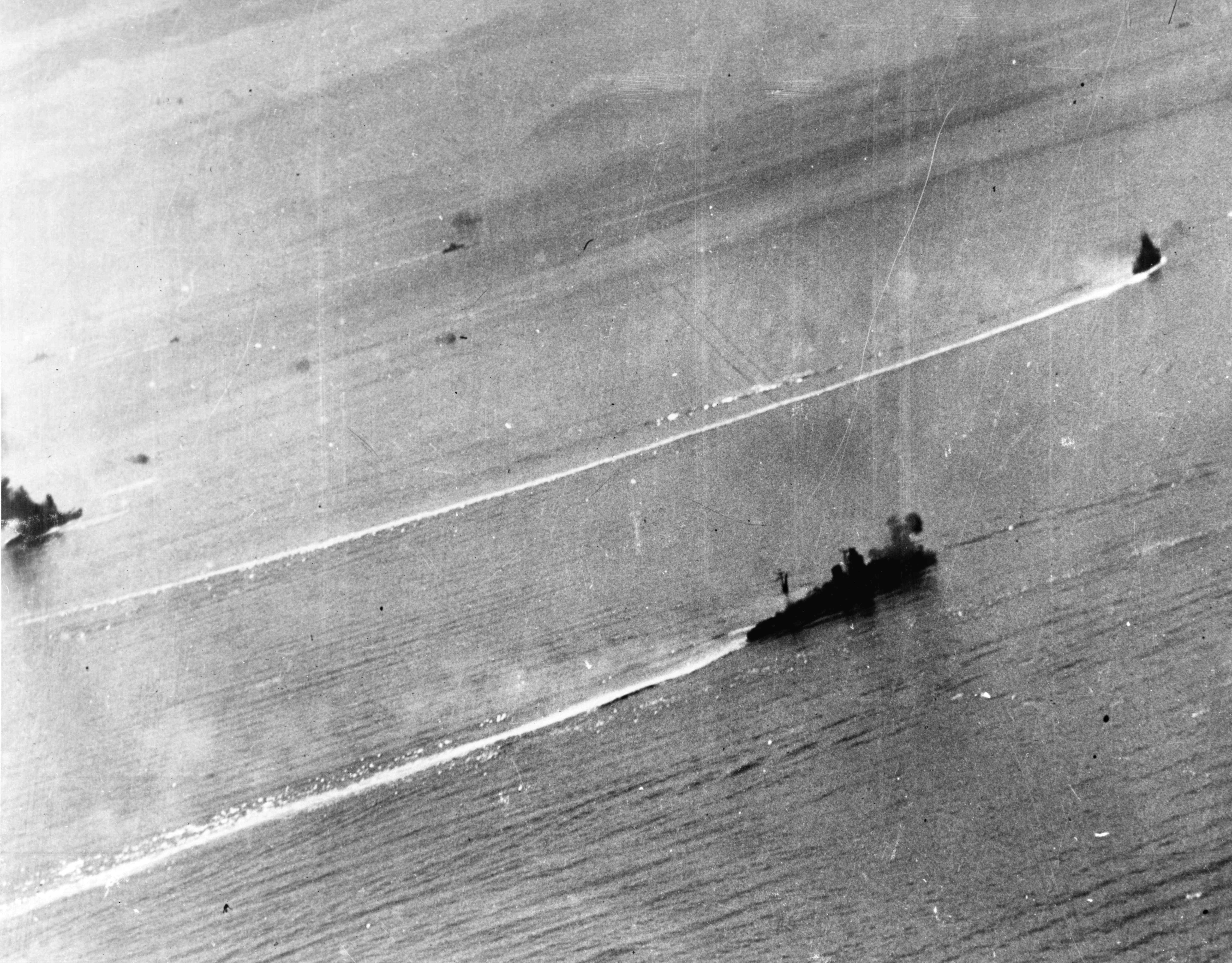
シブヤン海で対空戦闘を行う日本艦艇。左端には被弾し黒煙を上げる長門。手前は能代。

栗田は武蔵の深刻な損害を鑑み、共に進撃することは不可能だと判断した。その間にもアメリカ艦載機の攻撃は続き、第三次空襲から間もない14時15分、第4群の空母フランクリンからの第4次攻撃隊65機が来襲した。
この攻撃隊は落伍した武蔵は狙わず第一部隊の大和と長門を攻撃した。長門には14時16分に米空母フランクリンとカボットからの攻撃機により2発の爆弾を受ける。1発は長門の第一缶室換気口を破壊、25分間の軸停止となり、もう1発は無線室と酒保付近を破壊し52名が死亡、106名が負傷した。14時26分にも数機が襲い掛かり爆弾3発が至近弾となっている。大和に対しては14時30分頃より攻撃が始まり、爆弾1発が前甲板に命中する。フランクリン攻撃隊の報告では武蔵に最低でも爆弾4発、魚雷3本命中と報告している。エンタープライズ攻撃隊は武蔵に爆弾と魚雷を集中、利根に爆弾2発命中、駆逐艦2隻に爆弾命中を主張している。
空襲は14時40分過ぎには終了する。栗田は武蔵のコロン回航を決断し14時50分に指示、護衛に駆逐艦清霜をつける。14時52分、各隊にその旨を打電し敵の空襲がなお熾烈であることを知らせる。また重巡洋艦利根艦長の黛治夫大佐より鈴木義尾中将（第二部隊指揮）宛に第二部隊全隊での武蔵護衛が意見具申される。しかし、逆に利根単独での武蔵護衛が指示され護衛に向かっている。

#### 第五次対空戦闘

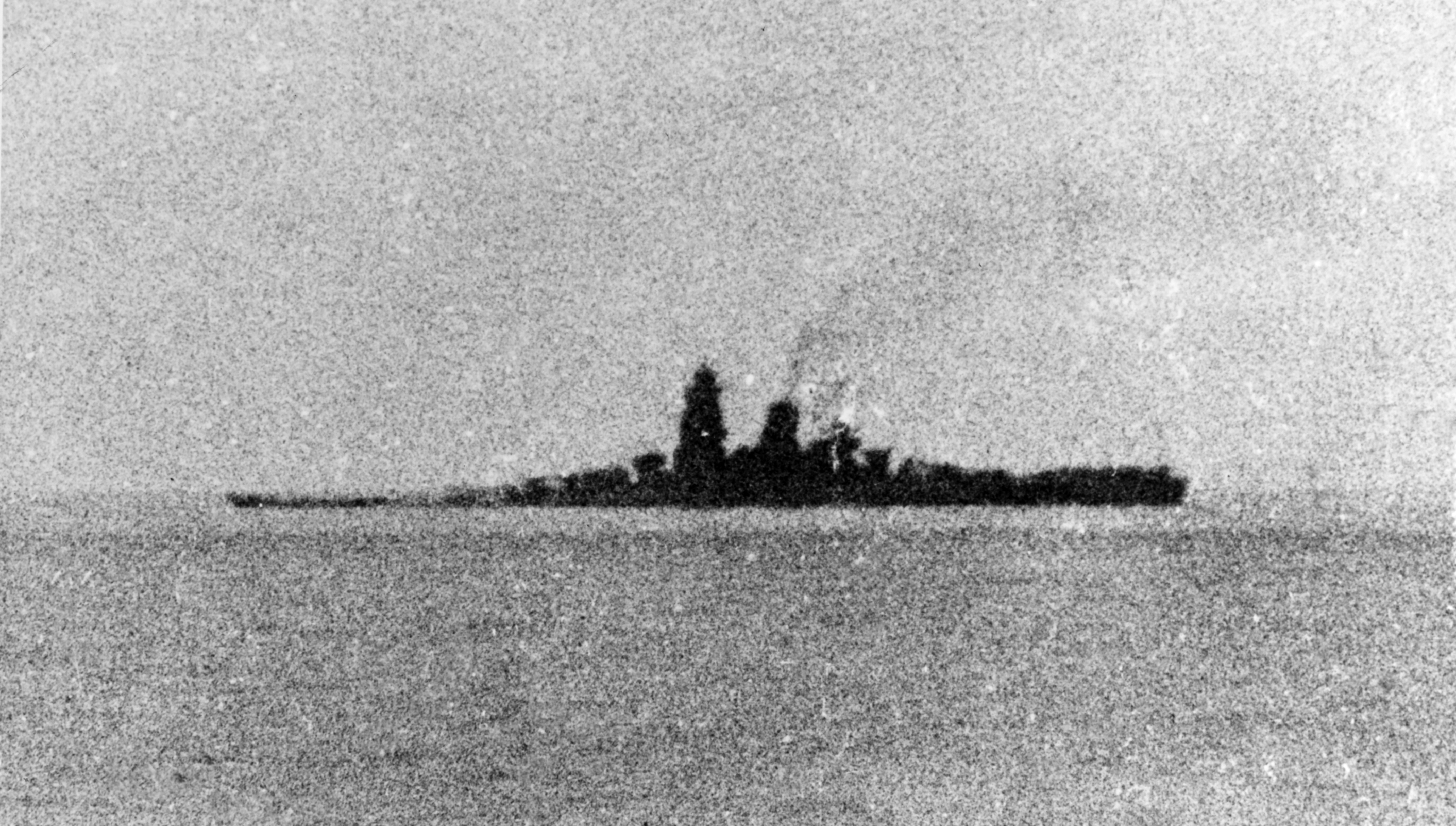
大破し艦首を大きく沈下する戦艦武蔵。第一遊撃部隊が一時退避した際にすれ違った駆逐艦磯風の水雷長が撮影した。

艦隊は第四次空襲後も速力22ノットを維持していた。しかし空襲終了からわずか15分後、武蔵が接近する敵編隊を探知。14時59分、第2群の攻撃隊30機（戦闘機15・爆撃機12・雷撃機3）が来襲する。この攻撃は武蔵に集中したが他の艦艇にも一部攻撃が行われ損害が出ている。長門は15時20分に25機の急降下爆撃を受け2発が命中、3発が至近弾となる。このため3軸運転となり速力は21ノットにまで低下する。駆逐艦藤波は、15時15分頃に前部砲塔右舷に損害を受けたことが羽黒の戦闘詳報に記載されている。また駆逐艦浜風も至近弾1発を受けて速力が28ノットに低下している。武蔵を護衛する利根は15時17分に至近弾2発、続いて直撃弾2発を受け、清霜も15時15分頃に至近弾5発、命中弾1発を受けるが命中弾は小型爆弾だったため致命的損傷とはならなかった。
武蔵は艦隊から孤立していたこともあって最も激しい攻撃を受けた。敵機の大半である75機近くが武蔵を攻撃し、武蔵も16機撃墜（うち不確実10機）を報告している。損害は命中弾10発・至近弾6発・魚雷命中11本を数えるが、命中弾の最初の1発は防空指揮所右舷に命中し下の第一艦橋で炸裂、指揮所右舷を吹き飛ばし第一艦橋と作戦室を大破、火災を発生させた。指揮所にいた高射長、測的長が戦死。猪口艦長は右肩に重傷を負うが、辛くも一命を取り留めていた。第一艦橋では航海長、作戦室でも昨日救助された摩耶副長が戦死。下士官兵も含めると78名が死傷して一時防空指揮と操艦が不能になってしまう。防空指揮所および第一艦橋は使用不可能となり、猪口艦長は副長のいる第二艦橋へ移動、同所で指揮を執る。死亡した航海長の代理として通信長が任命されている。
第五次空襲で武蔵は各部に深刻な損傷を受け、第4機械室は浸水し使用不能、2軸運転となり速力は6ノットに低下する。傾斜は左舷に6度まで回復するが前への傾斜は増大し前部喫水線の8m付近まで傾斜した。

#### 一時反転
5度にわたる空襲で武蔵が大損害を被り、他の艦艇にも損害が続出したことで、栗田艦隊司令部では基地航空隊や機動部隊本隊の支援攻撃はどうなっているのか問題となった。両隊からの状況報告はなかなか届かず、第一報は12時41分に受電した機動部隊本隊発「1KdF機密241138番電」の敵機動部隊に向けての攻撃隊発進の報だったが、その後の戦果報告はなく、16時3分になって「1KdF機密241439番電」を受けただけだった。
基地航空隊からは15時30分受電で「クラーク基地機密241145番電」、16時40分受電で福留長官宛て発信者記録なしの「241207番電」、そして16時52分に受電した「六FGB機密241548番電」の3通が届いており、これらの情報から航空部隊の攻撃はまだ功を奏するには至っていないと判断せざるを得なかった。
そこで栗田は一時的に反転して激化する敵の空襲をかわし、味方航空隊の更なる攻撃を待つことを決断。15時30分、艦隊に対して一斉回頭を下令。16時には連合艦隊司令長官宛てに「1YB機密第241600番電」を打電し、暗に連合艦隊司令部に作戦内容の変更を具申する。反転した栗田艦隊は左に傾斜して停止する武蔵に接近。武蔵の状況を直接確認した宇垣は栗田に護衛駆逐艦の増派を要請、栗田もこれを受け駆逐艦島風を新たに護衛につける。

#### 再反転
栗田の意図に反し、ハルゼー機動部隊からの空襲は反転後から止まってしまう。ハルゼーは小沢艦隊の前衛を発見しこれを攻撃するために北上を開始。16時20分、栗田艦隊に張り付けていた偵察機も帰還させた。16時55分以後、友軍機らしき機影は大和をはじめ複数の艦艇が探知しているが敵機は一向に来る気配を見せなかった。その後連合艦隊からの返電がないまま、17時14分（17時45分とする文献もあり）、栗田中将の意思により栗田艦隊は再反転しレイテ湾への進撃を再開する。
連合艦隊司令部では次々と入電する栗田艦隊からの情報により被害が続出していることを知り悲壮感に打たれ憂色を覆うべくもなかった。機動部隊本隊や基地航空隊からもこれといった成果報告もなく、憂色を増していた。そうした状況下で苦戦する参加各部隊に連合艦隊司令長官の意思が不動のものであることを明確に表明しておく必要があると判断し、18時13分にGF機密第241813番電、いわゆる「天佑を信じ全軍突撃せよ」の電令を発した。一方栗田の一時反転電は遅達して着電は18時55分前後となった。このため連合艦隊内では「この電報が241813番電が打たれる前の電文なのか？」「241813番電に対する返電なのか？」について混乱が起こった。対して栗田艦隊の方では突入を再開して1時間半も経過した18時55分に「全軍突撃せよ」の電を受電し、これを1YB機密第241600番電の返電と解釈したが、栗田艦隊に有益な敵情報告など一切含まない闇雲な突入命令と捉えられ、艦隊側はその処置に困惑した。
栗田の一時反転報告と意見具申に対して、連合艦隊の一部参謀にも作戦を一時中止したほうが良いという意見がでた。しかし高田利種参謀副長の強硬論に豊田も同意し現計画通り作戦を継続することが再確認され、19時55分に「GF機密電第241955電」を、更に参謀長名義で別電「GF機密電第241600電」をだし、突入の継続を通知した。栗田艦隊は241955電は受電しているが参謀長名義の別電はどの記録にも記録されておらず、説明が伝わっていたのかは不明である。だが、結局栗田艦隊は既に再反転して突入を再開しており、連合艦隊司令部も栗田艦隊が反転否認を意味する電文により進撃を再開したと考えたため、特にこれ以上の混乱を生むことはなかった。
栗田艦隊が再進撃開始をすぐには報告しなかったことも、連合艦隊司令部との意思疎通に一時的な混乱を生んだ理由のひとつだが、これは敵の無線傍受を警戒したための措置であった。栗田艦隊が明確に再進撃を開始したことを他隊が判断できる電報を打つのは19時39分、出撃後サンホセ基地に帰還していた水上機の指揮官へ宛てた「1YB機密241939番電」が最初である。また小沢艦隊所属の第四航空戦隊司令官松田千秋少将は戦後「（作戦後中城湾に帰着した際）小沢長官は栗田が再反転した事を知らなかったと述べていた」と証言しており、小沢中将にこの情報が届いていなかった可能性もある。

#### 武蔵沈没
栗田艦隊が再反転してレイテ湾に向かった頃、停止する武蔵では乗員の必死の応急処置も空しく浸水を止めることができず、傾斜も徐々に増大していた。18時20分、栗田中将は損傷した駆逐艦浜風と武蔵護衛についている無傷の島風を交代するように指示。この時点で島風には武蔵に乗艦していた摩耶の生存者を移乗させており、それらを乗せたまま島風は戦列に復帰する。それを見た重巡利根も第二部隊指揮官と第七戦隊司令宛に戦列復帰の懇請が届く。二者は特に返事をしなかったのだが、聞いていた栗田は許可するよう指示し第七戦隊へ利根の戦列復帰を命じる。
19時15分、傾斜が12度を超え、もはや沈没必至と判断した猪口艦長は副長に総員退去用意を指示。遺言をしたためた手帳とシャープペンシルを手渡し第二艦橋に残った。副長は後甲板に乗員を集結させ別れの挨拶をし、軍艦旗を降ろす。この頃には傾斜が30度にも達し19時30分に総員退艦、清霜が武蔵に横付けしようと接近を試みるが果たせぬまま、19時35分に武蔵は沈没した。猪口艦長以下1,023名他が戦死し、清霜は約500名、浜風は約830名を救助する。20時10分に2隻は武蔵沈没と乗員救助中の旨を打電、これにより武蔵の沈没を知った栗田は21時38分に乗員救助後にコロンに向かうよう指示。しかし、その電報が2隻に届くのは翌7時35分となり、救助後の行動について指示を得ていなかった2隻は結局独断でコロンに向かった。

### 第六基地航空部隊（第二航空艦隊）の攻撃

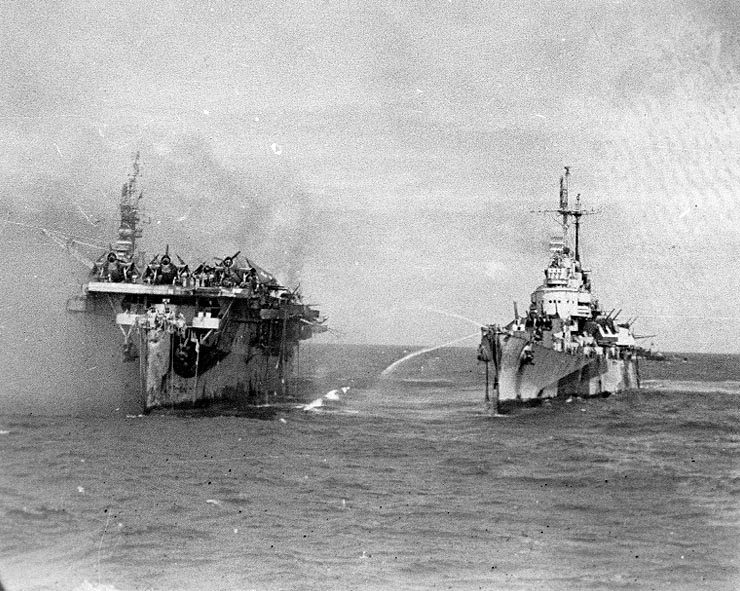
彗星艦爆の攻撃で炎上する軽空母プリンストン（左）と救援に近づく軽巡バーミングハム（右）

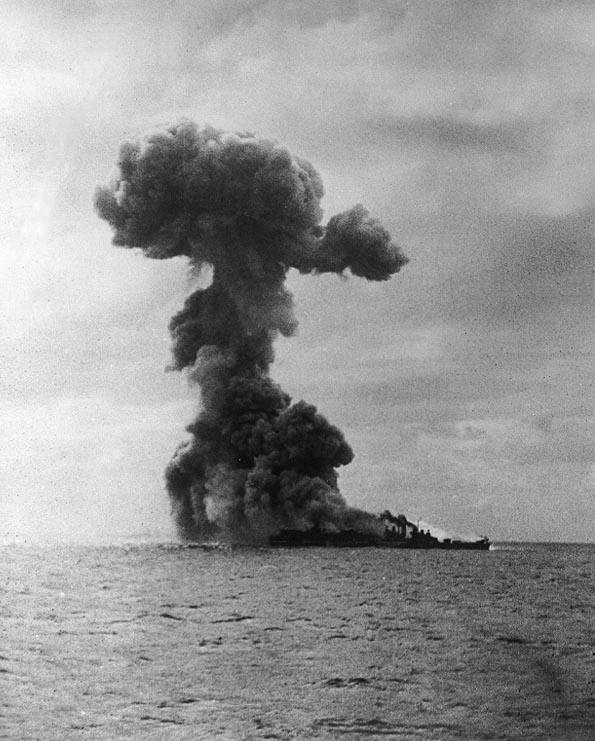
15時23分、隣接中の救援艦をも巻き込む大爆発が発生

基地航空部隊の攻撃は、23日は悪天候で敵を発見できず、「X日の2日前に敵空母部隊を攻撃する」という当初の予定は初日から失敗に終わった。福留繁第六基地航空部隊指揮官は、総攻撃予定日であるY日（10月24日）に期待を寄せ、23日夜よりマニラ東方の海域に3機の夜間偵察機を偵察に向かわせた。そのうちの1機（香田四郎飛曹長指揮の九七式飛行艇）が0時50分、電探で「レラ二シ」に大部隊を探知したと報告して消息を絶った。同機が発見したのはシャーマン少将の第3群で、空母イントレピットの記録には2時27分に夜間戦闘機が日本機を撃墜したと記録されている。
この報告を受け、夜間戦闘機月光および陸上爆撃機銀河からなる2段索敵隊が発進、同時に653空の天山8機と水上爆撃機瑞雲を黎明前攻撃に出撃させる。さらに6時30分から主力である第一攻撃集団（零戦105機・爆装零戦6機・紫電21機・九九艦爆38機）と単機奇襲攻撃任務を帯びた彗星12機を出撃させた。
索敵隊は6時以降、相次いで敵艦隊の発見を報じた。8時35分には最初の空母発見の報告があり、9時にはもう1つの空母部隊発見の報が届いた。これらはすべてシャーマン少将の第3群であった。
その頃、進撃中の第一攻撃集団にアメリカ軍の戦闘機群が襲いかかっていた。小林實少佐率いる制空隊（零戦26機）と、鴛淵孝大尉指揮の掩護隊（零戦51機）に敵戦闘機各50機が攻撃を仕掛け空中戦となり、制空隊は7機撃墜を報じたが小林少佐以下11機が未帰還。掩護隊も11機撃墜を報じたが4機を失った。攻撃の主力である江間保少佐指揮の九九艦爆隊も約100機の敵機と遭遇、進撃を阻まれた。
不調に終わった第一攻撃集団にかわって一矢報いたのが彗星12機からなる奇襲攻撃部隊であった。同隊は単機毎に発進し、その一部がシャーマン隊の上空まで到達。雲の上で旋回し、雲に隠れたりしながら機を窺っていた彗星1機が9時38分、軽空母プリンストンに対して急降下爆撃を仕掛ける。同機は爆弾投下直後に撃墜されるが爆弾は船体中央に命中し、飛行甲板と格納庫を貫通して乗員区画で爆発した。爆発自体による被害は軽微だったが、ちょうど格納庫内で出撃準備中だった雷撃機が誘爆、格納庫内の火災が延焼、魚雷への誘爆による爆発といった想定外の連鎖的破壊が生じた。軽巡洋艦バーミングハムが主導する救援活動により鎮火しつつあったものの、13時30分頃に日本軍の潜水艦等の目撃情報（誤報）があったことから救援活動は一時中断、その間に状況はさらに悪化してしまった。15時23分、魚雷庫に格納されていた大量の爆弾が誘爆し、艦尾を吹き飛ばした。この爆発は隣接中の救援艦をも巻き込み大損害をもたらした。救援活動は約8時間にわたり続けられたが、日本軍の夜間攻撃と任務部隊のさらなる被害が懸念され、ついに放棄せざるを得なくなった。プリンストンは味方艦の雷撃によって処分された。彗星隊は5機が未帰還となった。
福留は攻撃隊が出撃するや直ちに第二次攻撃隊の準備を各基地に命じるが、状況は皆目判らなかった。13時50分、昼までに帰還した第一攻撃集団主力から九九艦爆25機と零戦22機が再度敵機動部隊攻撃に向かうが悪天候に悩まされ、進撃して80海里進んだだけで攻撃を断念するしかなかった。
このように栗田艦隊の進撃を支援するため米機動部隊に繰り返し攻撃を仕掛けた基地航空部隊であったが、発見した第3群をハルゼー機動部隊の全軍だと思い込み、それに攻撃を集中したため残りの第1群・第2群は何の抵抗も受けずに栗田艦隊を攻撃することができた。栗田艦隊に攻撃を加えている機動部隊が他にいることに福留が気づいたのは15時頃で、前述の栗田艦隊も受電していた「241207番電」によってであった。この敵はハルゼーが直接率いている第2群で、栗田艦隊の真正面に位置して日本側の妨害を受けることなく同艦隊を攻撃し続けていた。6時間も遅れて届いた敵情報に色めきたった司令部は直ちに索敵機を出撃させるように指示するが、準備に手間取ったため飛行艇3機が出撃したのは夜半となった。福留は夜間攻撃を準備するとともに状況報告を求めていた栗田艦隊に対してその旨を伝えるが、すでに一時反転したあとであり、栗田艦隊への空襲は終わっていた。
16時15分より薄暮、夜間攻撃の天山艦攻9機が出撃する。また一式陸上攻撃機12機と銀河8機も発進する。一式陸攻隊は敵を発見できずに帰投。銀河隊（指揮官：壱岐春記少佐）8機は敵機の奇襲を受け指揮官機以外は撃墜され、指揮官機も不時着する。結局夜間攻撃は成果を挙げられず、基地航空隊の奮闘は翌日に持ちこされた。
20時30分、台湾東港から九七式飛行艇が1機（山之内茂美大尉機）夜間索敵に出撃、22時15分にはマニラから1機（小林鹿一少尉機）、翌25日0時にもう1機（横尾一中尉機）が夜間索敵に出撃し、計3機の九七式飛行艇がヌロ三ス等の米空母が発見されたフィリピン北東海域の哨戒に当たった。

### 機動部隊本隊の攻撃

1944年10月24日。小沢艦隊の第四警戒航行序列の隊形

小沢率いる機動部隊本隊は、6時には予定地点に到達した。計画に従い偵察機10機（瑞鶴7機・瑞鳳2機・大淀から1機）を出撃させた。8時45分には追加で瑞鶴機1機を出撃させるがこの瑞鶴機が11時15分、待望の敵機動部隊発見の報告をする。小沢はこの部隊を攻撃することにし、11時38分に連合艦隊司令部他関係各部隊に敵機動部隊攻撃を伝達する。
11時58分、機動部隊本隊の各空母から攻撃隊が出撃する。しかしエンジンの不調などにより出撃取り止めや出撃後引き返した機が続出し、瑞鶴隊は24機（零戦10・爆装零戦11・天山1・彗星2）、瑞鳳・千歳・千代田の隊は33機（零戦20・爆装零戦9・天山4）が出撃し、2隊に分かれて進撃した。瑞鳳らの隊は敵戦闘機約20機と遭遇し交戦、8機を撃墜するが敵艦隊を見つけることができずに周辺のツゲガラオ基地に帰還。天山2機、爆装零戦1機、零戦6機が未帰還となった。
瑞鶴隊も相前後してアメリカ軍機の迎撃を受ける。それでも13時50分に敵艦隊を発見、それは第3群で攻撃隊は空母1隻轟沈、1隻沈没を報じたが、実際は沈没した艦はなかった。攻撃隊は天山1機、爆装零戦5機、零戦2機を失い友軍飛行場に退避した。
機動部隊本隊は攻撃隊出撃後の12時24分、索敵機を収容したが14時を過ぎても敵からの空襲の兆候がなく、攻撃隊からの結果報告もなかった。瑞鳳らの隊の機で数機が母艦に帰還したが敵を発見しておらず戦果は不明だった。
その一方、12時頃より栗田艦隊より敵機動部隊からの空襲で損害を被り被害が増大している状況が報じられ、敵機動部隊に対する牽制は成功していないことが明白となった。そこで小沢は艦隊を二分し、前衛部隊を更に南下させることを決定する。
16時41分、瑞鶴は突如アメリカ軍機を発見、砲撃するも逃げられる。敵に発見されたと判断した小沢中将は直掩機を出すが、まもなく日没であり18時8分には全機収容する。この際着艦に失敗した零戦1機が洋上に転落、更に搭乗員を救助しようと飛行甲板の誘導員1名も海に飛び込んだ。直ちに駆逐艦桐、杉が救助に向かう。2隻は日没後に該当海域に到達し漂流者2名を奇跡的に発見し誘導員を救出（搭乗員は人事不省で死亡が確認された）、部隊への合流を図る。だが2隻はなかなか合流することができず、針路を西に変えて航行していると23時頃前方に艦隊を発見する。主隊だと思った2隻はこれに合流するが、直後にこれがアメリカ艦隊であると判断、桐艦長川畑誠少佐は杉と共に反転し退避、難を逃れている。結局2隻はそのまま主隊に合流することなく高雄へ帰投することになり、機動部隊本隊の護衛戦力が低下した。
19時、連合艦隊司令部より「天佑を信じ全軍突撃せよ」の無電を傍受する。ところが20時に栗田が16時に出した一時反転を報じる機密電を受信する。小沢は栗田艦隊が再反転することを期待していたが何時になっても再反転の連絡はなかった。実際には栗田艦隊は再進撃を開始しており、前述のように19時39分発で打電したりしていたが小沢艦隊は傍受できなかった。このため小沢は栗田艦隊は退却したと判断する。そしてこのままでは敵中に孤立すると考え、艦隊を一時反転北上させることにし、前進させていた前衛部隊にも北上を命じた。

### ハルゼー艦隊北上
栗田艦隊のサンベルナルジノ海峡強行突破を危惧したハルゼーは、第38任務部隊から戦艦5隻を中核とする水上砲撃部隊を引き抜いて第34任務部隊(TASK FORCE 34)が編成予定であることを全軍に知らせて迎撃の準備を進めていたが、パイロットの報告から栗田艦隊は大打撃を受けたと判断、反転したこともあり栗田艦隊は撤退していることをニミッツに報告した。15時40分、第3群の索敵機が小沢艦隊を発見、16時40分には「空母4隻、軽巡洋艦2隻、駆逐艦5隻」と続報が入り、これらの報を受けたハルゼーは、この小沢艦隊が日本側の主力部隊だと判断する。ニミッツより「日本艦隊が迎撃に出てきたら優先してこれに当たれ」と命令されていたハルゼーは、反転した栗田艦隊への攻撃を中止し、新たに出現した小沢艦隊への攻撃を決断する。そして別行動中の第34任務部隊第1群を除く3個群を全て率いて北上を開始、19時25分発の無電でキンケイドやニミッツに北上する旨を通達した。
通達を受けたニミッツとキンケイドは、その前にハルゼーから「第34任務部隊編成」の電文を受けていたので、北上するのは3つの空母群のみで第34任務部隊は残ってサンベルナルジノ海峡を防衛すると考えていた。このためキンゲイトはサンベルナルジノ海峡方面の警戒を解き、更に南方から接近する西村部隊に水上部隊のほぼ全力を充てる決断をしてしまい、レイテ湾周辺はがら空きになってしまった。
栗田艦隊は17時15分に再度反転し、ハルゼーにもその報告は届いていたが、栗田艦隊は大打撃を受けており、キンケイドが手持ちの水上部隊のほぼ全力を西村・志摩両艦隊に向けたことを知らないハルゼーは、キンゲイトの自前の戦力でも対処できると判断し、そのまま艦隊集結と北上を続けていた。その後、軽空母インディペンデンスの夜間索敵機が栗田艦隊が12ノットで東進していることを報告し、さらに「ここ数日点灯していなかったサンベルナルジノ海峡の灯台が、今に限ってなぜか点灯している」との報告もあったが、いずれの報告もハルゼーの関心外であった。こうして、栗田艦隊はサンベルナルジノ海峡で待ち伏せに遭うことなく通過し、レイテ湾を目指してサマール島東岸を南下した。

### 10月24日 レイテ上陸地点の戦況
23日に大きな損害を被った第十六師団だが、航空総攻撃が開始されるこの日、牧野師団長は海岸から最大で15km地点にあたるブラウエン、タボンタボン、パロ西方高地などの地点確保を命じた。しかし米軍の侵攻は止まらず、期待された航空攻撃も乏しかった。米軍はブラウエン、ヒンダン、パロ西方高地を24日中には占領、午後には戦車およそ40両を先頭とする2個大隊が、海岸より西へ10kmのブラウエン地区へ進入を開始し日本側と激戦が展開された。

## 10月25日（水上部隊の戦い）

### 飛行艇による夜間索敵

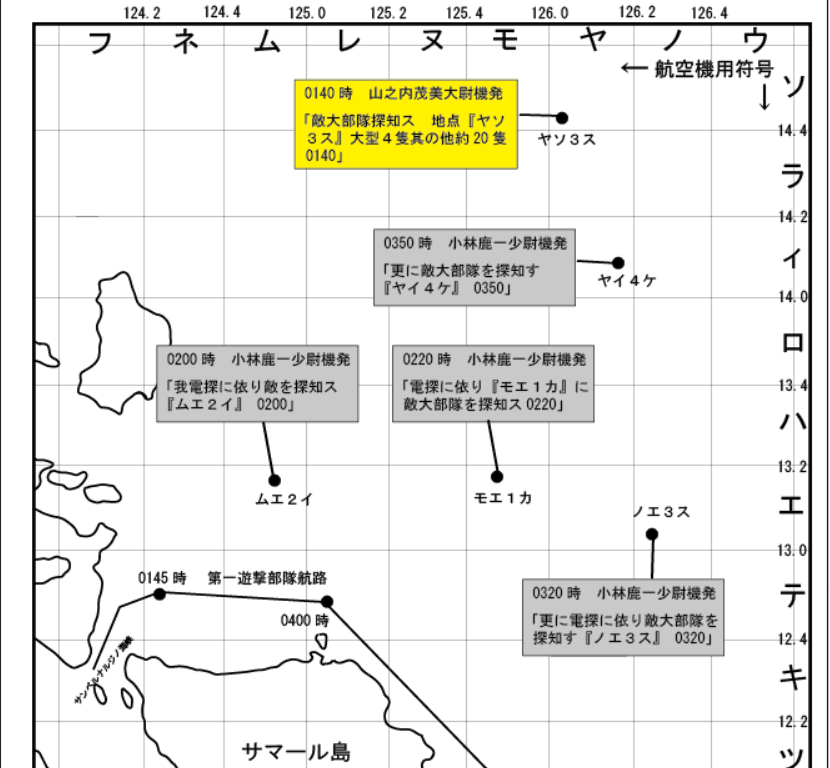
1944年10月25日 第六基地航空部隊による黎明索敵での敵発見情報一覧図

1時40分、夜間索敵に出撃していた九七式飛行艇の1機（山之内機）が「ヤソ3ス（マニラの90度290浬）に大型艦4隻含む約20隻の艦隊発見を報告し消息を絶った。2時にはその南方を飛ぶ小林機より「ムエ2イ」及び「モエ1カ」に搭載電探にて敵影を捉えたと報告があり、その後3時20分に「ノエ3ス」、同50分に「ヤイ4ケ」と、相次いで敵を探知したことを報告する。
これらの報告を受け、第六基地航空部隊は米機動部隊は4 - 5個群に分かれてサンベルナルジノ海峡出口沖合に展開して第一遊撃部隊を包囲しようとしていると考えた。発見された5カ所のうち、小林機がほぼ同時に発見した「ムエ2イ」「モエ1カ」及び「ノエ3ス」は、サンベルナルジノ海峡を越えて東進する第一遊撃部隊を北から半包囲するような位置であった。また0350時発見の「ヤイ4ケ」はそれらと比べて遠く北方に位置しており、山之内機が報告した0140時発見「ヤソ3ス」の敵の位置は2時間ほどで「ヤイ4ケ」にたどり着ける位置関係であったので、この2者を別部隊か、包囲に参加するため「ヤソ3ス」から南下して「ヤイ4ケ」まで来ていた同一の部隊なのか、判断が分かれた。
実際には、山之内機が発見した「ヤソ3ス」の敵以外は米機動部隊は存在していなかった。だが山之内機は発見した敵の針路を報告せぬまま消息を絶ってしまい、その後誤探知情報もあったことから、福留長官らはハルゼー機動部隊はサンベルナルジノ海峡沖合に展開して第一遊撃部隊を包囲するため「南下」していると判断した。
4時44分、福留長官は偵察情報を基に「2AF機密250444番電」を打電、飛行艇索敵による総合情報を関係各部隊に衆知する。だが機動部隊本隊などには朝方等に着電したこの電文は第一遊撃部隊には大きく遅れて1738時の着電となってしまった。以後第一遊撃部隊、機動部隊本隊以外の各日本海軍部隊は、機動部隊本隊からの囮作戦成功の連絡が届いていなかったこともあり、「米機動部隊は第一遊撃部隊を追って南下している」と考えて行動しており、それが後の第一遊撃部隊反転の決断につながることになる。

### スリガオ海峡海戦

1944年10月25日 スリガオ海峡海戦の日米航路図

#### アメリカ軍機の空襲

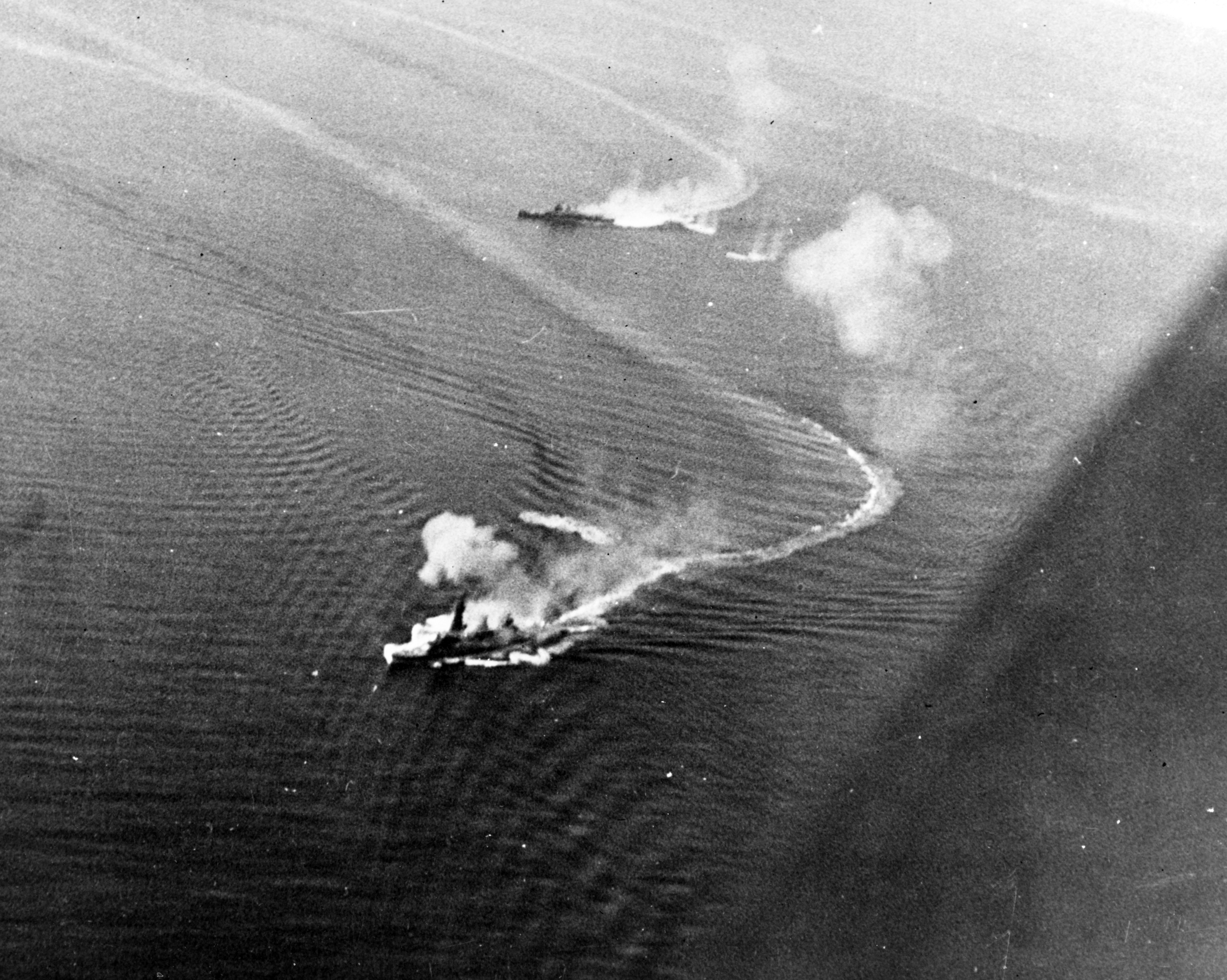
空襲を受ける扶桑、後方には重巡最上が見える

第一遊撃部隊主隊がブルネイを出撃した10月22日の15時30分、主隊に遅れて第一遊撃部隊第三部隊（西村部隊）がブルネイを出撃した。第三部隊の任務は24日日没時にミンダナオ海西口に進出し、25日黎明時に主隊と策応してレイテ湾に突入するというものであった。スールー海に入りスリガオ海峡へ向かった艦隊は24日2時、レイテ湾内偵察のため重巡最上の水偵1機を発進させる。同機は6時50分に湾上空に到達、ルソン島南部のブーラン基地を経由して「ブーラン基地機密第241227電」が転電される。同機はその後第三部隊上空に戻り、12時に山城と最上へ報告球を投下したのち、サンホセ基地に避退した。第三部隊はこの後、15時に薄暮偵察のために最上から水偵を出しているが、此方は出撃後一切の連絡をせぬまま消息を絶ったため、この情報は本海戦においてレイテ湾の状況を知らせる唯一のものとなった。
8時55分、小型機が触接しているのを発見、来襲機はその後数を増し20数機に及んだ。来襲機は第38任務部隊第4群の索敵隊で、9時40分頃空母エンタープライズとフランクリン所属機約20機が攻撃を開始する。この攻撃で扶桑は艦尾に命中弾を受け、搭載水偵2機が炎上、時雨も1番砲塔に小型爆弾が直撃、最上は敵機の機銃掃射をそれぞれ受け死傷者を出した。空襲は5分ほどで終わったが引き続き空襲があると考えた西村は9時50分、最上の水偵2機をサンホセ基地に避難させるべく急遽発進させた。しかし予想に反して以後の空襲はなく、艦隊は何事もなく進撃を続けた。第一遊撃部主隊発見の報を受けたハルゼーが機動部隊第4群を北方に移動させ、第三部隊はキンケイドの第7艦隊に対処させることを決定したからである。11時5分、空襲を受けたことを主隊に報告。さらに西村は麾下の艦艇に「皇国ノ興廃ハ本決戦ニ在リ。各員一層奮励皇恩ノ無窮ニ報イ奉ランコトヲ期セ」と信号を送った。
14時、スルー海東端に到達。主隊がアメリカ軍の空襲にさらされていることを知った西村は14時10分、第三部隊が順調に進撃していることを打電（14時47分着電）。この頃はシブヤン海海戦の真っ只中であり、栗田から西村に対して指示応答は特になかった。
最上機の偵察で敵魚雷艇が集結していることを知った西村は、現状報告の打電と同時に最上と第四駆逐隊の満潮・朝雲・山雲に、日没次第先行して敵魚雷艇を掃討するように命令する。19時、命令に従い掃討隊が先行を開始、本隊はボボール島沿いにミンダナオ海を進撃した。

#### 単独突入を決意
第三部隊は主隊とほぼ同時にレイテ湾に突入する予定であったが、主隊が一時反転したことにより予定より遅れ、同時に突入してアメリカ軍の邀撃戦力を分散するという計画は崩れた。満潮艦長の田中一生少佐は同時突入が困難になったこともあり、西村へ突入中止の意見具申を考えたと戦後の調査の際に供述している。
15時30分、栗田は一時反転を知らせる電文「1YB機密第241600」を関係各部隊に送っている。連合艦隊や機動部隊本隊には着電の記録があるが、第三部隊の重巡洋艦最上、駆逐艦時雨の戦闘詳報には記載がない。
19時0分、連合艦隊司令長官より全軍突撃の電信が第三部隊にも届く。この段階でも連合艦隊や栗田から時間調整の指示は一切なかったため、西村は「帝國海軍のお家芸」とされていた夜戦を企図し、単独でのレイテ湾突入を決断、20時13分付発信の電文にて、25日4時にドラグ沖突入の予定と主隊に通信を送った（主隊には20時20分に着電）。
ブルネイでの作戦説明でも、突入は25日黎明もしくは4時と表現されているので、第三部隊はほぼ予定通りに突入を開始することになる。
この通信に対し、21時45分「予定通りレイテ泊地に突入後、25日0900スルアン島北東10浬付近において主力と合同」と主隊から返信があり、単独突入を容認したうえで主隊と合流するよう指示しているが第三部隊からの返信はなかった。大和は第五艦隊電文（22時45分受信）として「第二遊撃部隊は0300スリガオ水道南口通過速力26ノットで突入予定」を記録している。25日午前1時、西村部隊は「0130スリガオ海峡南口通過レイテ湾に突入、魚雷艇数隻を見たる外敵情不明」と発信、主隊も午前2時に受信した。
一方、キンケイドは第三部隊の接近を察知し、24日12時15分、指揮下の全艦艇に夜戦準備を命令。14時43分にオルデンドルフ少将指揮の戦艦部隊を迎撃に投入した。オルデンドルフは西村部隊のルート上、レイテ湾南方のスリガオ海峡で待ち伏せを行うことにした。その戦力は、戦艦6隻、重巡洋艦4隻、軽巡洋艦4隻、駆逐艦26隻、魚雷艇39隻と大きなものであった。マッカーサーは軽巡洋艦ナッシュビルで観戦することを望み輸送船への移乗を拒んだが、ナッシュビルごと安全な海域に無理矢理移動させられた。

#### 第二遊撃部隊の行動
第二遊撃部隊（通称志摩艦隊）は第三部隊に後続して進撃していた。艦隊司令官の志摩清英中将は主隊の苦戦の情報は得ていたが、第三部隊が空襲を受けたなどの情報は得ていなかった。そのため第三部隊ともどもスリガオ海峡から突入する部隊はまだ敵に発見されていないと判断していた。
志摩は苦戦する第一遊撃部隊主隊との策応を考えるよりも先行する第三部隊と歩調を合わせる方が良いと判断。17時45分突入予定を繰り上げる旨を発信するが、程なく1YB機密第241600番電を受電し、第一遊撃部隊主隊が反転したことを知る。それでも西村は予定通り動いているようだったこともあり、予定行動は変更しなかった。
一方馬公在泊時に南西方面部隊からの要請を受けて第二遊撃部隊と分離別行動をとっていた第21駆逐隊（若葉・初春・初霜、隊司令：石井汞大佐）は任務を終えると23日にマニラを出港、ミンダナオ島付近での第二遊撃部隊との合流を目指していた。しかし24日早朝に敵編隊約20機に捕捉され、7時55分より空襲を受ける。8時13分、司令駆逐艦若葉が直撃弾1、至近弾1を受け航行不能。8時45分に沈没した。石井司令、艦長の二ノ方兼文少佐以下生存者は救助されるが乗員30名が戦死し74名が負傷した。11時52分にも空襲を受け初霜が1発被弾する。健全な艦が初春1隻しかなくなったことを受け、石井はマニラに回航して修理することを決意し北上、艦隊との合流を断念した。

#### スリガオ海峡突入

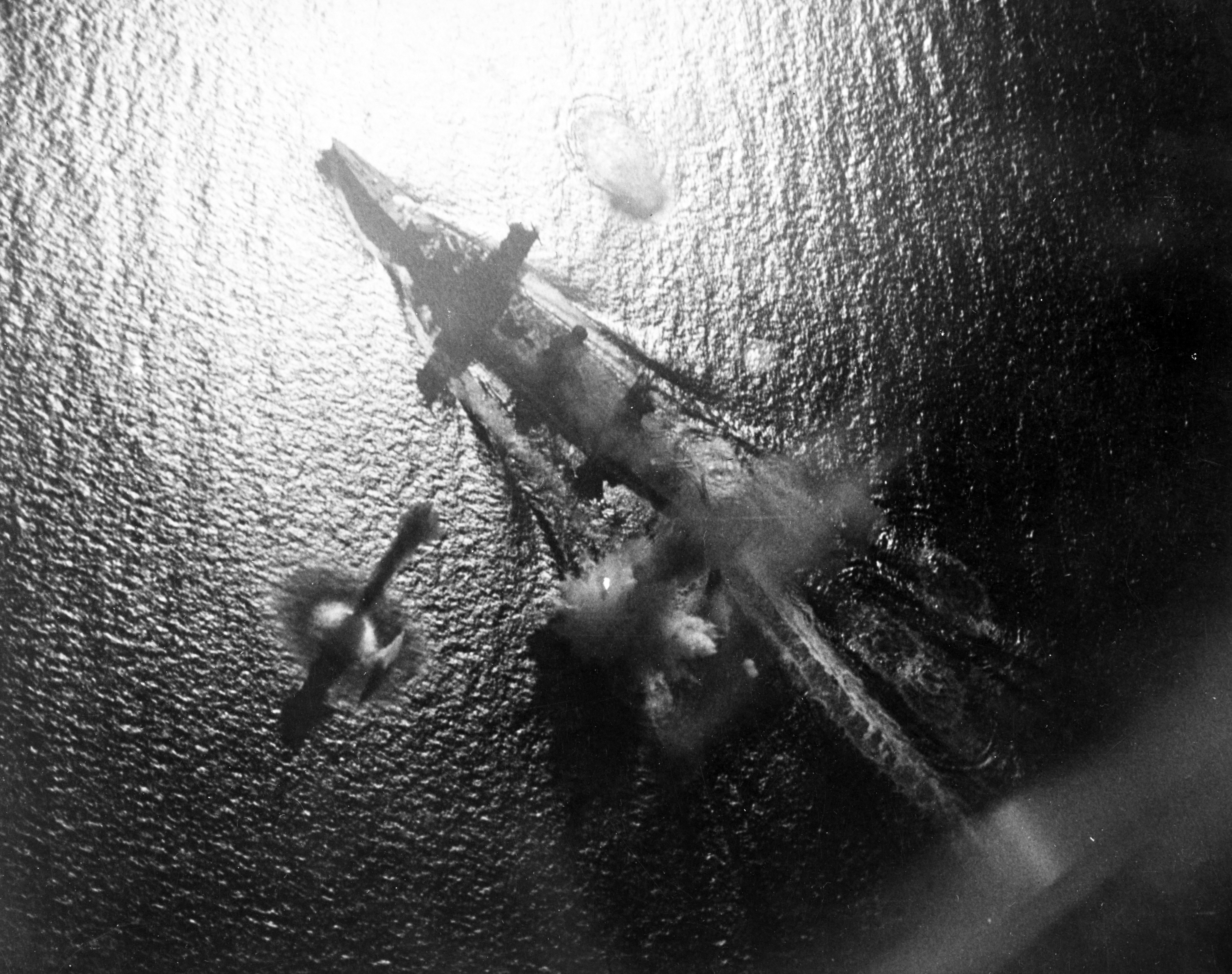
砲戦時の山城(24日の空襲時の写真との説もある)

突入時の第三部隊、第二遊撃部隊の各隊形

24日22時36分、索敵行動中のアメリカ魚雷艇PT131が第三部隊を発見、僚艇とともに突入を開始する。22時52分、時雨が突然右艦首方向に魚雷艇を発見。時雨は直ちに星弾を放ち、魚雷艇が2000mまで近づいているのを認めて直ちに砲撃を開始する。山城と扶桑も回避行動を取りつつ砲撃を浴びせこれを追い払うことに成功する。一方最上ら掃討隊は25日0時12分に魚雷艇4隻を発見、双方攻撃を開始するが共に損害はなかった。スコールなどで天候が悪く、視界も良くないことを受けて最上艦長藤間良大佐は反転して本隊に合流することを西村に連絡、反転を開始した。
25日1時30分、第三部隊本隊は掃討隊と合流する。1時48分には速力を20ノットに増速して突入の態勢に入った。この時の態勢に関しては戦史叢書などでは満潮を先頭とする単縦陣としているが、西野艦長は後年のインタビューで3列縦隊だったとも証言している。
それからまもなく、接近する3隻の魚雷艇を満潮が発見し交戦、1隻に深刻な損害を与えて追い払った。第三部隊に損害はなかった。
2時53分、駆逐艦3隻以上が接近してくるのを時雨が発見。3時9分に照射射撃を開始する。これは第54駆逐連隊指揮官カワード大佐が指揮する同隊東方隊3隻で、魚雷発射を終えて退避行動に移っていた頃だった。日本側はアメリカ駆逐艦が魚雷を放ったことに気づかず、退避行動をせずに直進を続けた。
3時10分、最後尾の最上は接近する魚雷を発見し緊急回避行動をとる。しかしその前を進撃していた扶桑は魚雷に気づかず右舷中央に被雷する。扶桑はたちまち右舷に傾斜し速力も低下、落伍し始める。電源系統を喪失したためか無線も電話も発光信号も送ることができず、扶桑は完全に沈黙した。さらに後続の最上が落伍した扶桑を追い越して山城に続行したのだが、山城側は扶桑の落伍に気づかなかったため、その後は最上を扶桑だと誤認し続けることになる。扶桑はその後大爆発を起こし、船体が2つに折れたまま炎上しながら漂流した。後続していた第二遊撃部隊は炎上する扶桑を見て当初は2隻が炎上していると誤認している。その後の扶桑の最期はアメリカ側の資料では艦首は4時20分頃、艦尾はそれから1時間以内にそれぞれ沈んだと記録されている。重巡洋艦ルイビルが艦首部を沈めたという証言もある。艦長阪匡身少将以下乗員の殆どが戦死し、二番主砲塔換装室員であった小川英雄一等兵曹以下数名が生還している。
3時13分、今度はレイテ島側から敵駆逐艦が近づくのを時雨が発見。1分後には山雲が接近する雷跡を見つける。西村は右へ一斉回頭、これをかわすと3時18分に元の針路に戻したが直後の3時20分、満潮、山雲が相次いで被雷する。山雲は瞬時に沈み、艦長の小野四郎少佐以下乗員全員が戦死。満潮も程なく沈没し、隊司令の高橋亀四郎大佐以下約230名が戦死、艦長の田中知生少佐以下数名が後にアメリカ軍に救助された。続いて朝雲が1番砲塔直下に被雷して艦首を切断、戦艦山城も左舷後部に被雷、5・6番砲塔に爆発の危険が生じたので弾薬庫に注水が行われた。この攻撃は分離して行動していたアメリカ第54駆逐連隊西方隊の駆逐艦2隻（マンセン、マクダーマット）の攻撃であった。

#### 壊滅

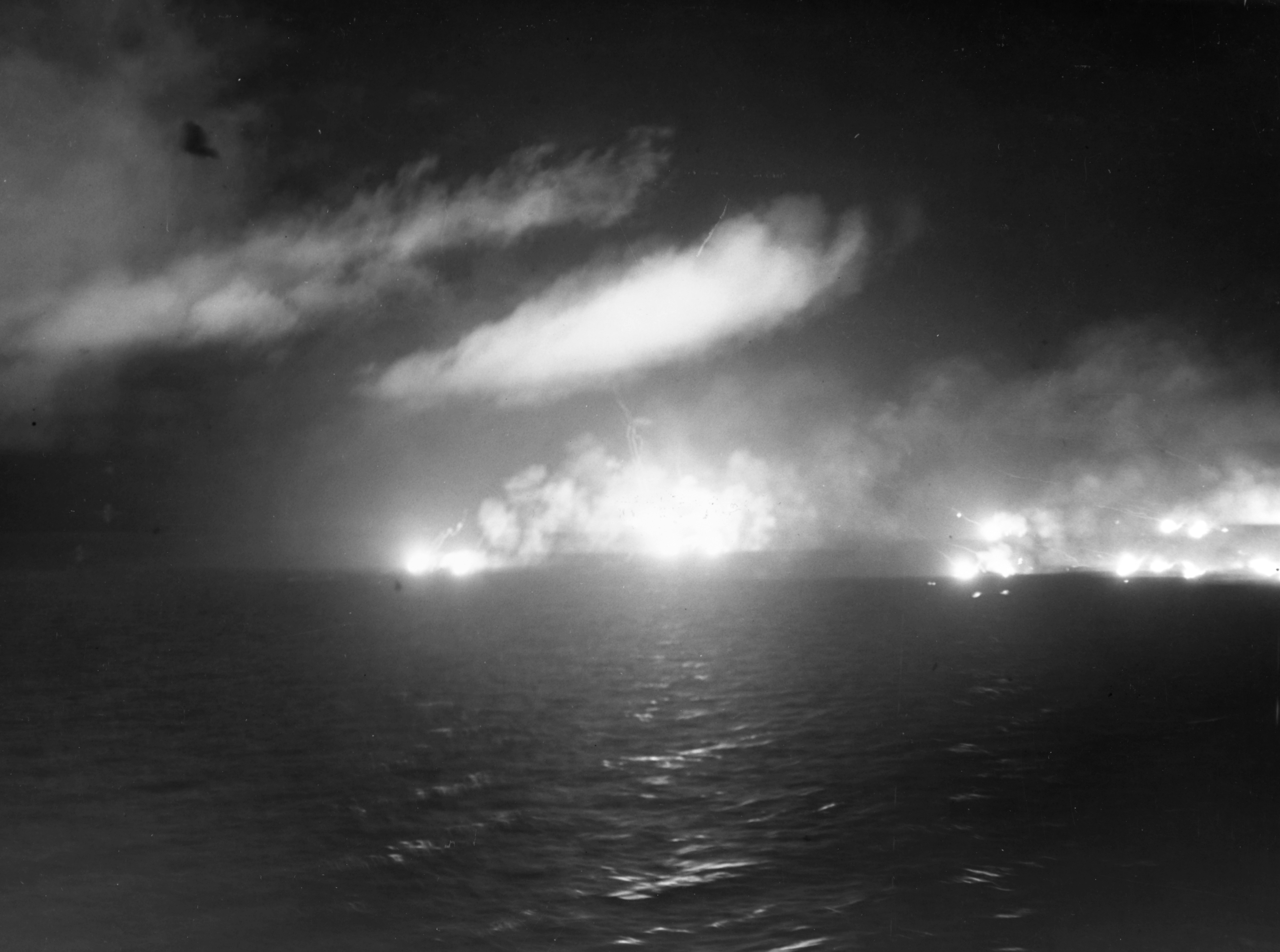
1944年10月25日未明、第一遊撃部隊第三部隊に砲撃を加える米巡洋艦部隊。米戦艦ペンシルベニアからの撮影。

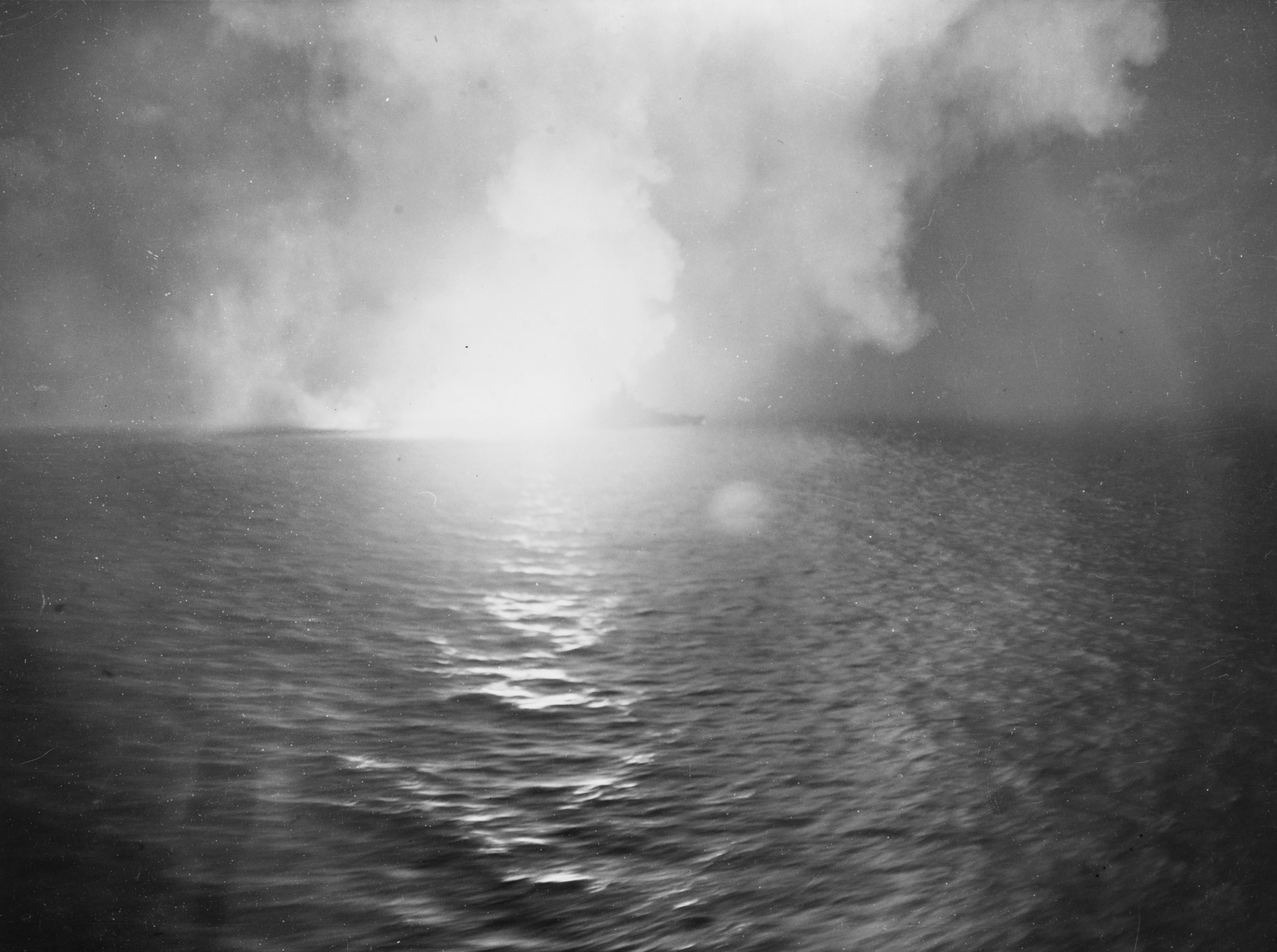
発砲する戦艦ウェストバージニア

戦力の過半を瞬く間に失った第三部隊に対し、米駆逐艦隊の襲撃は続いた。3時23分、レーダーで西村部隊を捕捉し第24駆逐連隊の6隻が襲撃を開始。3時23分に時雨と山城に対して魚雷発射して山城に1発命中する。
3時30分、第三部隊は主隊に「山城被雷1、駆逐艦2隻被雷」を報告（0415時受信）。3時40分、西村より「われ魚雷攻撃をうく、各艦はわれをかえりみず前進し、敵を攻撃すべし」と命令を発したがこれが西村の発した最後の命令となった。
3時49分、砲撃開始に先立ち、米駆逐艦部隊に撤退命令が出る。3時51分、米戦艦・巡洋艦隊は「丁字陣形」で第三部隊を迎え、距離13500mでレーダー照射による砲撃を開始した。まず山城が被弾し、艦橋下に火災が発生、3・4番砲塔は使用不可となり、1・2番砲塔のみで応戦した。最上もレーダーが島影を敵艦影と誤認するなど役に立たず、両艦とも正面に見える砲撃の閃光を目標に反撃するしかなかった。大口径弾300発、小口径弾4,000発の砲撃を打ち込まれた西村部隊には命中弾が相次いだ。
山城は駆逐艦からの雷撃を右舷機械室付近に受けて速力が低下、直後に4本目の魚雷を受けて徐々に傾斜しはじめた。その後に火薬庫に引火し大爆発を起こした。このとき山城の艦橋が崩れ落ちたのが目撃されている。それでもなお山城は1・2番主砲から反撃の砲撃を行っていた（アメリカ軍側が確認）がついに力尽きる。沈没必至と考えた艦長の篠田勝清少将は総員退去を命じるが、その2分後の4時19分に艦尾より転覆して沈没した。西村以下第二戦隊司令部、山城乗員のほとんどが戦死し、主計長の江崎壽人主計大尉ほか士官1名、下士官兵8名の合計10名が捕虜となり戦後生還した。
山城の被雷まで最上は被弾せず無傷であったが、3時50分頃より敵からの集中射撃を受けはじめ、3番砲塔と中央に被弾し火災が発生した。3時55分には魚雷4本を発射し左に回頭、南方へ避退を開始する。4時2分頃、艦橋に2発、防空指揮所に1発が命中し藤間艦長以下副長、航海長、水雷長、通信長など最上幹部と要員が全員戦死、旗甲板にいた山本信号員長他4名のみが無事だっので、信号員長がとっさに操舵を人力に切り替え南下を続けた。最後尾にいた時雨はこれを見て部隊は既に全滅したと判断して反転離脱を開始する。その間、命中弾を受けるが不発だった。
このころ米艦隊では離脱する第56駆逐連隊所属の駆逐艦アルバート・W・グラントが、山城の副砲弾や味方の誤射を受けて被弾した。レーダーで敵味方の区別が付かなくなっていたこともあり、4時13分に米艦隊は一時的に砲撃を中止した。大破した最上はこの隙に艦橋の異変を知った荒井義一郎砲術長の指揮で米艦隊の射程圏外に離脱する。

#### 志摩艦隊突入断念

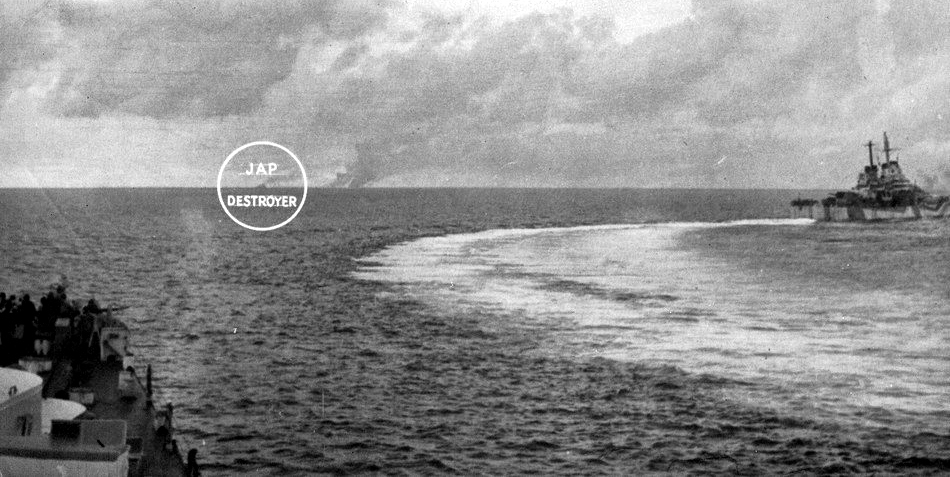
落伍した朝雲を追い詰めるアメリカ巡洋艦コロンビアとデンバー

第三部隊の後に続き突入するはずだった第二遊撃部隊は2時間遅れの3時過ぎに海峡入口に到達したが、スコールが連続的に発生し位置の確認に難航した。艦艇同士の位置確認も困難で3時15分には阿武隈が潮を敵と誤認し誤射する騒ぎが起きている。
3時20分、パナオン島付近でスコールの隙間から針路上に断崖を視認したので一斉回頭でこれを避けるが、直後に魚雷艇隊の攻撃を受け、阿武隈が避ける間もなく被雷した（魚雷艇PT137の雷撃）。敵魚雷艇を撃退後、阿武隈を残して戦闘序列で突入を開始。4時頃には炎上する扶桑を発見する。
第二遊撃部隊はなおも北上を続け、4時10分には右前方に炎上する艦（最上）を煙幕の中で確認、4時15分、那智の電探が右前方25度方向に艦影（実際はレーダーに映ったヒブリン島を誤認）を捉え、4時24分に那智と足柄は右に回頭しながらその目標へ計16本の魚雷を発射する。ところが炎上停止したと思っていた艦が実は最上で、低速で動いていたことに那智側は気づかなかった。このため両艦は那智の艦首が最上の右舷前部に突っ込む形で衝突。これにより那智は艦首を大破し、速力は18ノット以上は無理となる。
敵情不明のため志摩は突入を断念する。4時25分に関係各隊に宛て「当隊攻撃終了、一応戦場離脱後図を策す」と打電した。また4時49分に「2戦隊全滅大破炎上」の報が発信され第一遊撃部隊主隊では5時32分に受信した。なお、アメリカ側では当時から今日に至るまで、第三部隊及び第二遊撃部隊を「二群に分かれた(統一指揮された)一つの艦隊」と誤認している。
衝突された最上は中央の火災が後部に拡大し機銃弾や高角砲弾が誘爆を起こし手がつけられなくなる。しかし予備魚雷が誘爆した際の爆風で火勢が下火となった。5時20分南下してきたアメリカ艦隊の砲撃が始まり、最上は回避するも10発ほど命中弾を受ける。
4時40分、第二遊撃部隊は単艦南下する時雨を発見、志摩は自艦隊に続くよう指示をだすが、時雨は舵故障と回答し南下を続けた。
艦首を切断されて航行不能となっていた朝雲は12ノットでの航行が可能となり南下撤退を開始した。しかし5時20分頃よりアメリカ艦隊に捕捉され射撃を受け5発が命中火災発生、速度も9ノットまで低下する。火災は拡大の一方で艦長の柴山一雄中佐は総員退艦を指示、乗員は内火艇に移乗して脱出する。接近する米艦隊の集中砲撃で朝雲は撃沈され、内火艇も近接してきた2隻の駆逐艦に沈められ生存者は漂流、結局艦長以下約30名が付近の島に流れ着いて捕虜となり戦後生還した。
5時33分、志摩は阿武隈と合流する。応急修理で航行可能になっていた同艦に続航するよう指示をだす。7時19分には第一水雷戦隊司令部の駆逐艦霞への移乗が行われ、阿武隈は護衛に潮をつけてミンダナオ島ダピタンで応急修理の上コロン湾へ、同じく避退していた最上には曙を護衛にあたらせて直接コロン湾に、それぞれ避退するよう命じ自隊は先行してコロン湾に後退した。
最上はその後7時27分より空襲を受けはじめ、8時30分には航行不能となる。10時47分には弾火薬庫誘爆の危険がでたので総員退去、駆逐艦曙が危険を顧みず船体を最上に横付けして乗員の救助に当たる。最終的に最上は12時30分に曙の魚雷で処分される。
第三部隊で唯一生還した時雨は25日23時にコロン湾に針路を変更、しかし敵機の襲撃を受けたためブルネイに針路を変え、27日17時に無事到着した。
阿武隈は26日にミンダナオ島ダビタンで応急修理を済ませ、潮と共にコロン湾に向かうが11時28分にアメリカ陸軍機の空襲を受ける。直撃弾3・至近弾4を受けて機関停止、魚雷の誘爆も発生し総員退艦が発令、まもなく沈没した。乗員512名が戦死し、艦長の花田卓夫大佐以下生存者は潮に収容された。
那智・足柄・霞・不知火は何度か空襲を受けたもののほぼ無傷であった。その間サマール沖海戦で損傷して退避行動中の重巡洋艦熊野を発見し、霞と足柄にその救援を命じた。那智・不知火は26日14時、霞・足柄・熊野は同日夕刻にはコロン湾に無事到着した。

#### 第十六戦隊壊滅

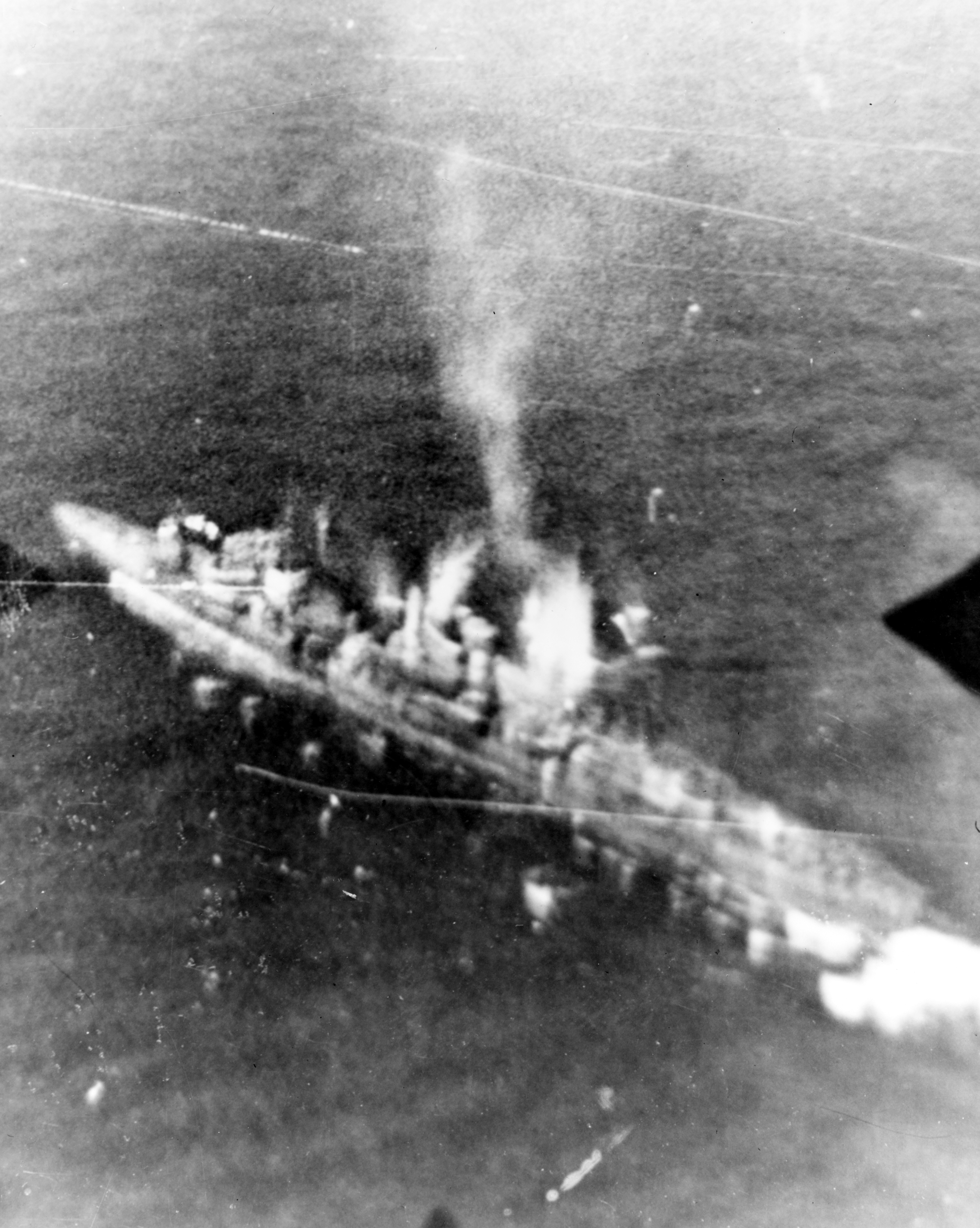
マスバテ島南方でアメリカ軍機の攻撃を受ける駆逐艦浦波。

24日0630時、マニラを出港した第十六戦隊は0700時頃、マニラ湾口で空襲に遭い、鬼怒に47名の死傷者がでるが船体の損害はなかった。だが左近允司令は予定通りに昼間にカガヤンに到着して陸兵を移乗させるのは困難と判断し、日没時到着を企図して針路を変えたので、予定より3時間遅れの25日16時にミンダナオ島カガヤンに到着、陸軍兵（鬼怒には340名を移乗）を載せ17時30分には出発した。
他方、第一第二輸送隊は第十六戦隊が出撃する前後の17時から20時30分にかけてカガヤンに相次いで到着し、陸兵の移乗を開始する。25日の5時に第二輸送隊、6時に第一輸送隊が移乗等を終えて出撃、10時ごろにはミンダナオ島沖でP-38 7機の攻撃を受けるも大きな被害はなかった。
第十六戦隊と第一第二輸送隊は26日3-4時にそろってオルモック港に到達し揚陸、5時には第十六戦隊が先発して出港しコロン湾に向かった。10時20分、パナイ島とマスバテ島の間に達したころから米第7艦隊の護衛空母搭載機による攻撃を受け始める。
10時30分以降の空襲で浦波は大破し艦長の佐古加栄少佐が戦死、11時30分軍艦旗降下および総員退去。11時52分に沈没した。浦波戦死者は92名に及んだ。
鬼怒も14時過ぎには航行不能となり、左近允は救援要請を出す。17時20分戦死者83名と共にパナイ島北東で沈没。2隻の生存者は後続していた輸送艦に救助され、輸送艦第9号10号が左近允、鬼怒艦長の川崎晴実大佐以下鬼怒生存者480名以上、浦波の生存者94名を救助した。
第十六戦隊司令官からの救援要請を受けた連合艦隊では26日16時55分、草鹿龍之介参謀長より第二遊撃部隊に鬼怒曳航艦の派遣を求めた。同日日没後、駆逐艦不知火が鬼怒の救助に向かう。
しかし既に鬼怒は沈没しており、その後第十六戦隊が発した状況報告文も不達だったため不知火の出撃は空振りに終わり同艦は帰途についた。だが翌27日朝、米艦載機に不知火は発見され攻撃を受け沈没。18駆逐隊司令井上良雄大佐・荒悌三郎不知火艦長以下全員が戦死した。なお付近には第2駆逐隊所属の早霜が座礁しており、乗員がその一部始終を目撃している。

### エンガノ岬沖海戦

1944年10月25日、小沢艦隊の第四警戒航行序列の隊形。

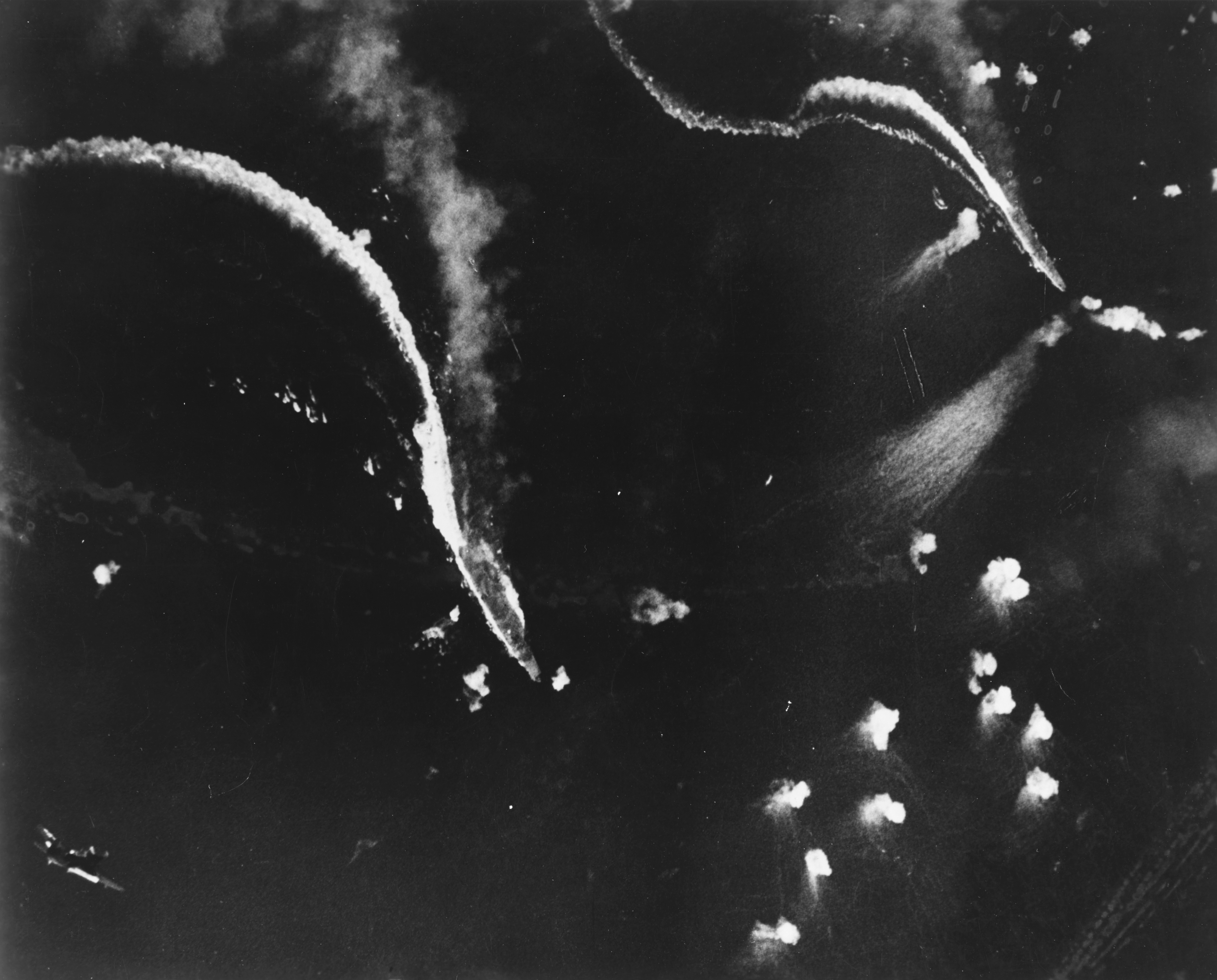
空襲を受ける日本空母

北上を続ける機動部隊本隊は24日の敵偵察機の状況から敵機空襲を受けると考えていた。6時34分に前衛部隊との合流を済ませて程ない7時12分に第38任務部隊の偵察機を発見、練度不十分なため戦力とならない残存艦載機を直衛用の戦闘機18機を除き陸上へ退避させ（爆装零戦5機、彗星1機、天山4機）、さらに北上を続けた。7時17分には瑞鶴、千代田から直掩機6機をあげ、長官は関係各部隊へ「機動部隊本隊敵艦上機の蝕接を受けつつあり」と打電したが、肝心の第一遊撃部隊には着電しなかった。
対して機動部隊本隊には7時過ぎよりアメリカ軍機動部隊を発見し攻撃を開始した旨の無電が届いている。このときの機動部隊本隊は小沢中将が直率する、空母瑞鶴・瑞鳳・戦艦伊勢・軽巡洋艦大淀・駆逐艦4隻の第5群と、第四航空戦隊司令官松田千秋少将が指揮する、空母千歳・千代田・戦艦日向・軽巡洋艦多摩・五十鈴・駆逐艦4隻からなる第6群に分かれていた。

#### 第一次空襲

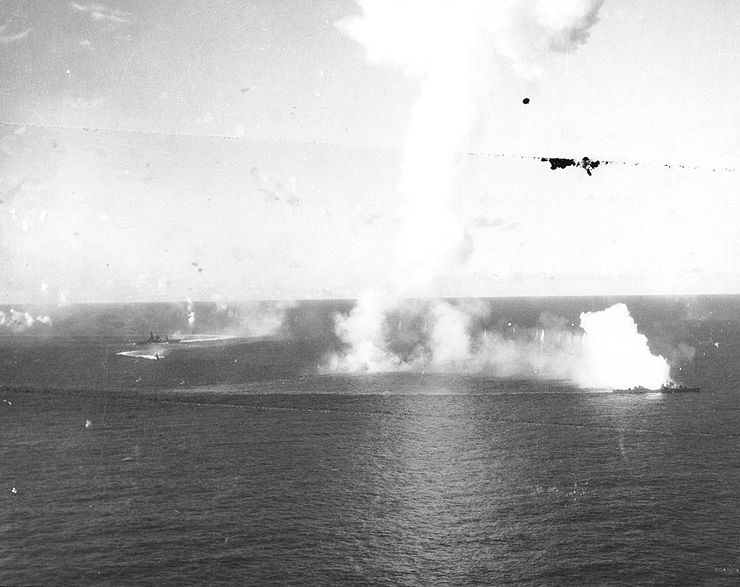
大爆発を起こす駆逐艦秋月。

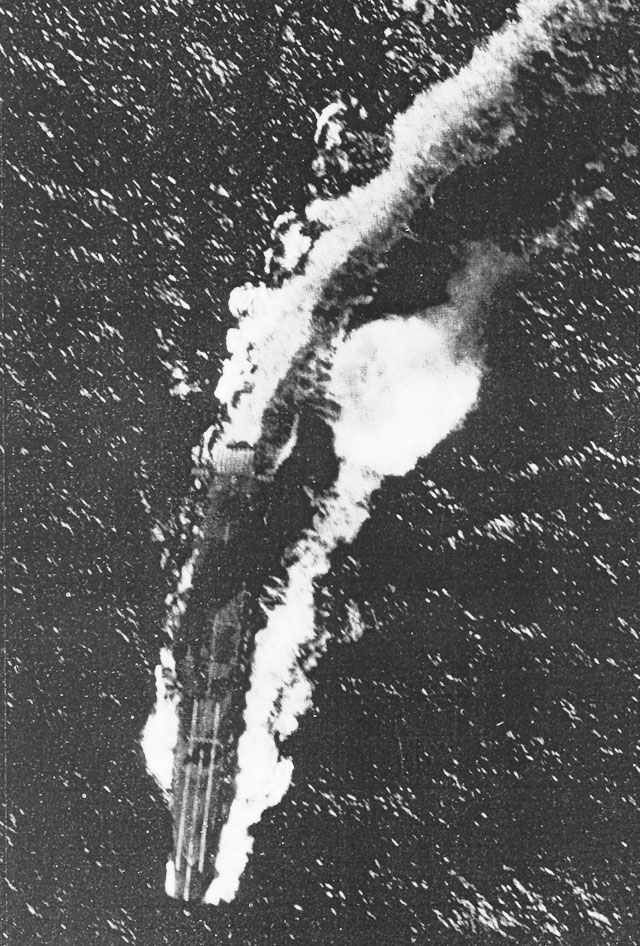
空襲を受ける空母千歳。

8時15分、第1次攻撃隊180機が機動部隊本隊に来襲した。小沢は友軍全般に宛て「敵艦上機約80機来襲我と交戦中。地点ヘンニ13」(1KdF機密第250815電)と打電した。ハルゼー機動部隊との交戦開始を報じる重要な電文だが友軍各部隊のどこにも届かなかった。8時35分、瑞鳳が被弾し一時舵が故障。8時37分に瑞鶴が魚雷1本被雷し速力低下、8時40分には通信不能になる。他にも伊勢が至近弾2発、大淀が直撃弾1発・至近弾2発を受ける。
駆逐艦秋月は8時50分頃に突如爆発し6分後に沈没、その原因はいまもって諸説ある。空母千歳は5発の直撃弾と無数の至近弾を受ける。特に8時35分に受けた爆弾3発は左舷前部水線下に命中して罐室に浸水を招き、9時15分には航行不能となる。傾斜復元の努力も甲斐なく9時30分には総員最上甲板の命令が出る。9時37分に千歳は沈没、艦長岸良幸大佐以下468名が戦死し、496名が軽巡五十鈴と駆逐艦霜月に救助された。軽巡多摩も被雷し大傾斜、9時には航行不能となる。この空襲の合間に索敵機より敵情報告が届き、敵艦隊が南方140海里付近にいることが判明したが、この情報は他艦隊に通達されなかった。
この空襲の際、艦隊上空を守る直掩機は18機 だけだった。直掩隊は少数ながら善戦し17機の撃墜を報じている。
8時54分、小沢は旗艦を通信が難しくなった瑞鶴から大淀に替えるべく同艦に接近を指示する。しかし第二次空襲が始まり旗艦変更は中止された。そのため機動部隊本隊より友軍各隊に送る戦闘速報「1KdF機密第250937番電」（瑞鶴らの被害を報じる電文）が遅れ、実際の発信は11時頃となったがこの無電も前述の250815電と同様、友軍各部隊には一切届かなかった。

#### 第二次空襲

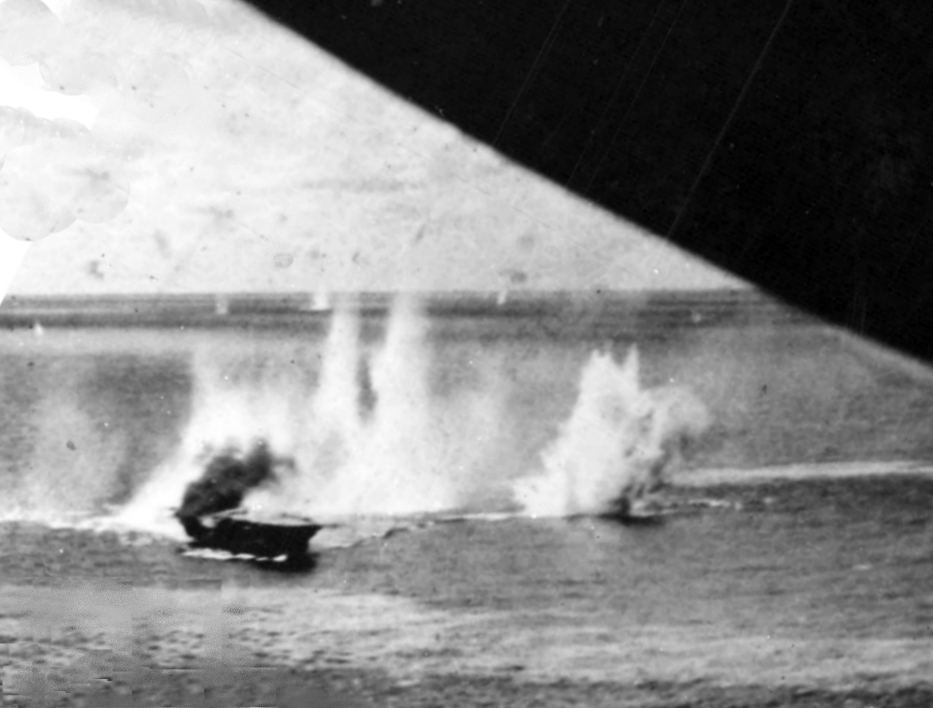
TBFの攻撃をかわす空母瑞鳳。

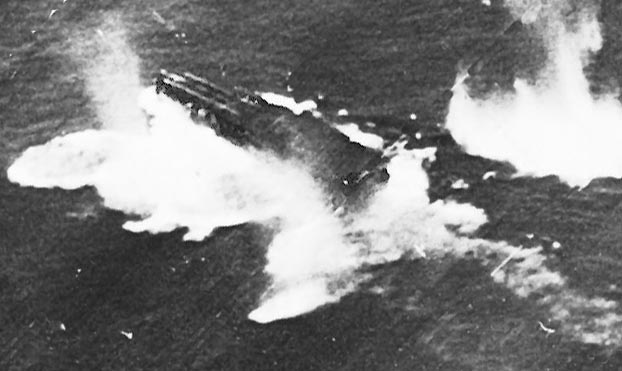
空襲を受ける空母千代田。

9時42分、日向の電探が敵の編隊を捕捉、9時58分より攻撃が開始された。
襲来したのはシャーマン隊、デヴィソン隊の計36機で、まず10時に唯一無傷だった千代田に爆弾1発が命中し大火災、10時16分に航行不能となる。五十鈴は艦隊より被雷した多摩の救助に向かうよう指示を受け、10時10分に合流する。このとき多摩は速力18ノットまで出せるようになっていた。2隻はやがて千歳沈没点に到達し生存者を発見、五十鈴が救助作業にあたり多摩は松田第四航空戦隊司令より単独で中城湾に向かうよう指示され別行動に移った。
10時14分、大淀が空襲の合間を見て再び瑞鶴に接近する。しかし敵機が襲撃してきたので作業はまたもや中断し、10時26分に三度接近し短艇を送る。この際大淀短艇は海上に不時着水した零戦の乗員1名（南義美大尉）を救助している。10時51分、小沢以下司令部要員は瑞鶴を離艦し10時54分、大淀に移乗した。小沢は移乗すると直ちにその旨を「1KdF機密第251107番電 大淀に移乗作戦を続行す」と打電する。この電文は軍令部にも届いているが、それまで軍令部に届いた電文がこれと前述の「触接を受けつつあり」の2電しか届いておらず、内容もハルゼー機動部隊の誘致に成功したと判断できるものではなかったことから、軍令部は囮作戦は成功していないと判断していた（後述）。また12時31分には「1KdF機密第251231番電」として秋月の沈没や千歳、多摩の落伍、瑞鶴の通信不能などを打電する が、大幅な遅延のため第一遊撃部隊の反転の際は届いていなかった。
この時点で、上空を守る直掩機は小林大尉以下9機に減じていた。着艦しようにも空母はどれも着艦不能であり、燃料を使い果たして11時過ぎに全機が海上に不時着水する。乗員は11時58分頃に駆逐艦初月に救助された。

#### 「全世界は知らんと欲す」
この頃、ハルゼーの元にキンゲイトからの救援要請が届いた。ハルゼーにサマール島沖の交戦（後述）の1報が届いたのは、戦闘開始から1時間以上も経った8時22分であった。8時30分には高速戦艦隊派遣の要請無電が入っている。
ハルゼーはフィリピン東方海上で燃料補給中であった第1群(TASK GROUP 38.1)司令官ジョン・S・マケイン中将に「可能な限り早く攻撃する」よう打電し、これをもってキンゲイトへの救援としていた。9時以降もキンゲイトより危機的状況を伝える至急電が続いたが、ハルゼーは空母第1群を送り込むことで自分がやれることは十分やっていると考え、小沢艦隊を求めて北上を続けた。
その頃、真珠湾の太平洋艦隊司令部には両艦隊からの緊迫した無線が入っており、ニミッツは海戦の状況に気をもんでいた。司令長官就任以来作戦中の現場指揮官に直接指示をしたり、報告を要求するなどの介入は控え、彼らに一任するのを自身のスタンスとしていたニミッツだったが、スプレイグが攻撃を受けていると知ると、自らスタンスを捨て「第34任務部隊の位置を知らせよ（Where is Task Force Thirty Four?）」とハルゼーに尋ねるよう指示、司令部より以下の電文が発信された。
米軍では暗号変換の際に敵の暗号解読を混乱させるために前後に意味のない文言をつけている。本文の場合、「TURKEY TROTS TO WATER」と「THE WORLD WONDERS」がそれにあたり、本来なら解読の際に取り除くことになっている。ハルゼー艦隊各艦の通信員は皆そう対処したのだが、旗艦ニュージャージーの通信担当者だけが、「THE WORLD WONDERS」を削除する文言なのか判断できずにそのままの状態で司令部に送ってしまった。
文面を受け取ったハルゼーはこれを自分への侮辱だと受け取り、怒りで顔を真っ赤にして軍帽を甲板に投げつけ、電文を握りつぶしながら涙声で「チェスターにこんなひどい通信文を私に送るどんな権利があるんだ」と怒鳴った。
そして9時55分、ハルゼーはボーガン少将指揮の第2群に、10時15分にはリーの第34任務部隊に、それぞれ反転してレイテ沖に急行するよう命じた。小沢艦隊への攻撃は第3群と第4群、巡洋艦部隊（ローレンス・T・デュボース少将指揮）に続行させ、指揮をミッチャー中将に一任した。
だが高速の機動を繰り返していた第34任務部隊は、小型艦艇への補給が必要だった。そこでハルゼーは座乗するニュージャージー以下第7戦艦戦隊の戦艦2隻、第14巡洋隊の軽巡3隻、他駆逐艦8隻を更に抽出して第34任務部隊第5群を臨時編成、第7戦艦戦隊司令官オスカー・ バッジャ少将を指揮官に命じて自身と共に先行、リーの本隊はこの後詰という形にした。

#### 第三次空襲 空母全滅

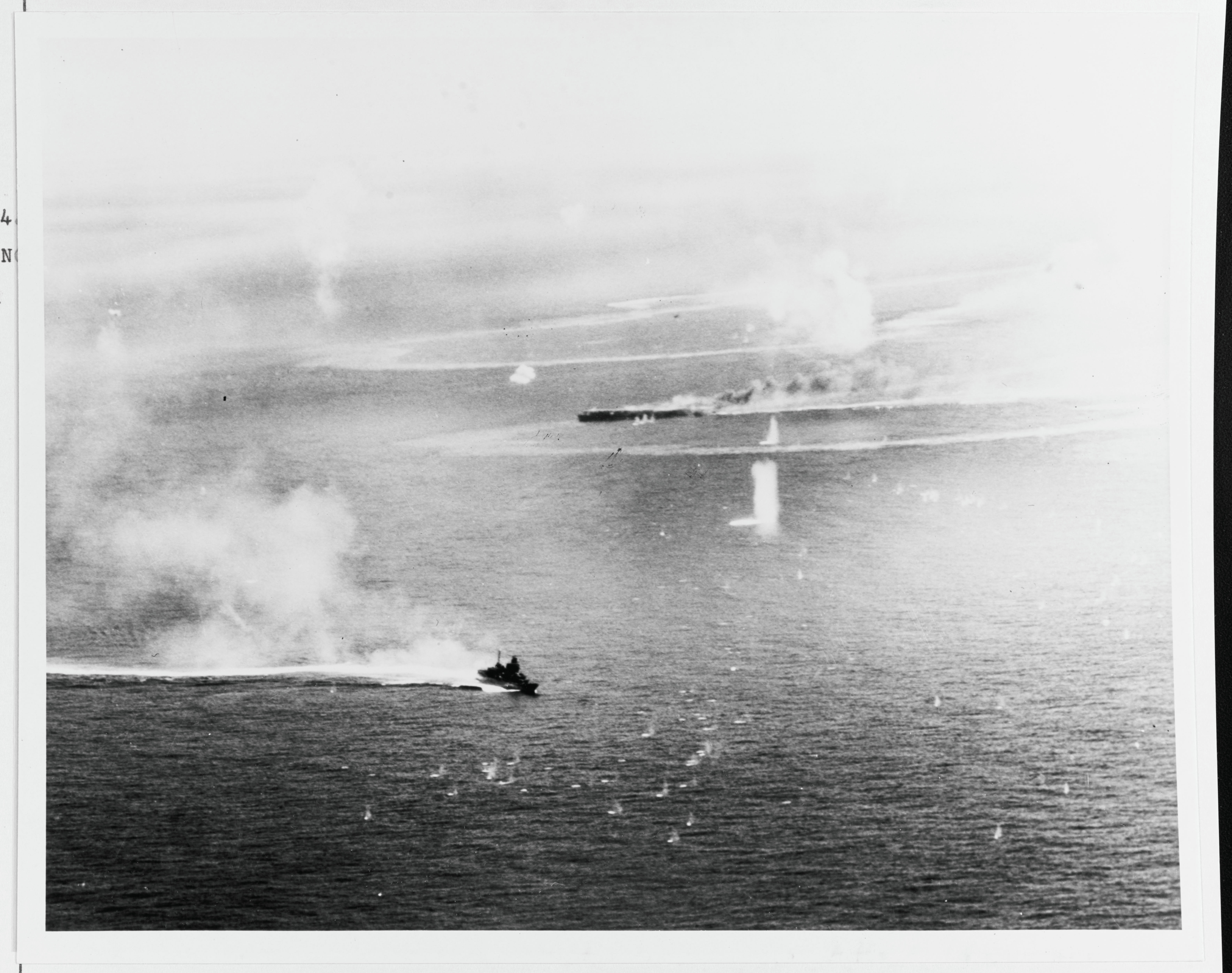
空襲を受ける機動部隊本隊。後方の空母は瑞鳳で前方の艦は大淀

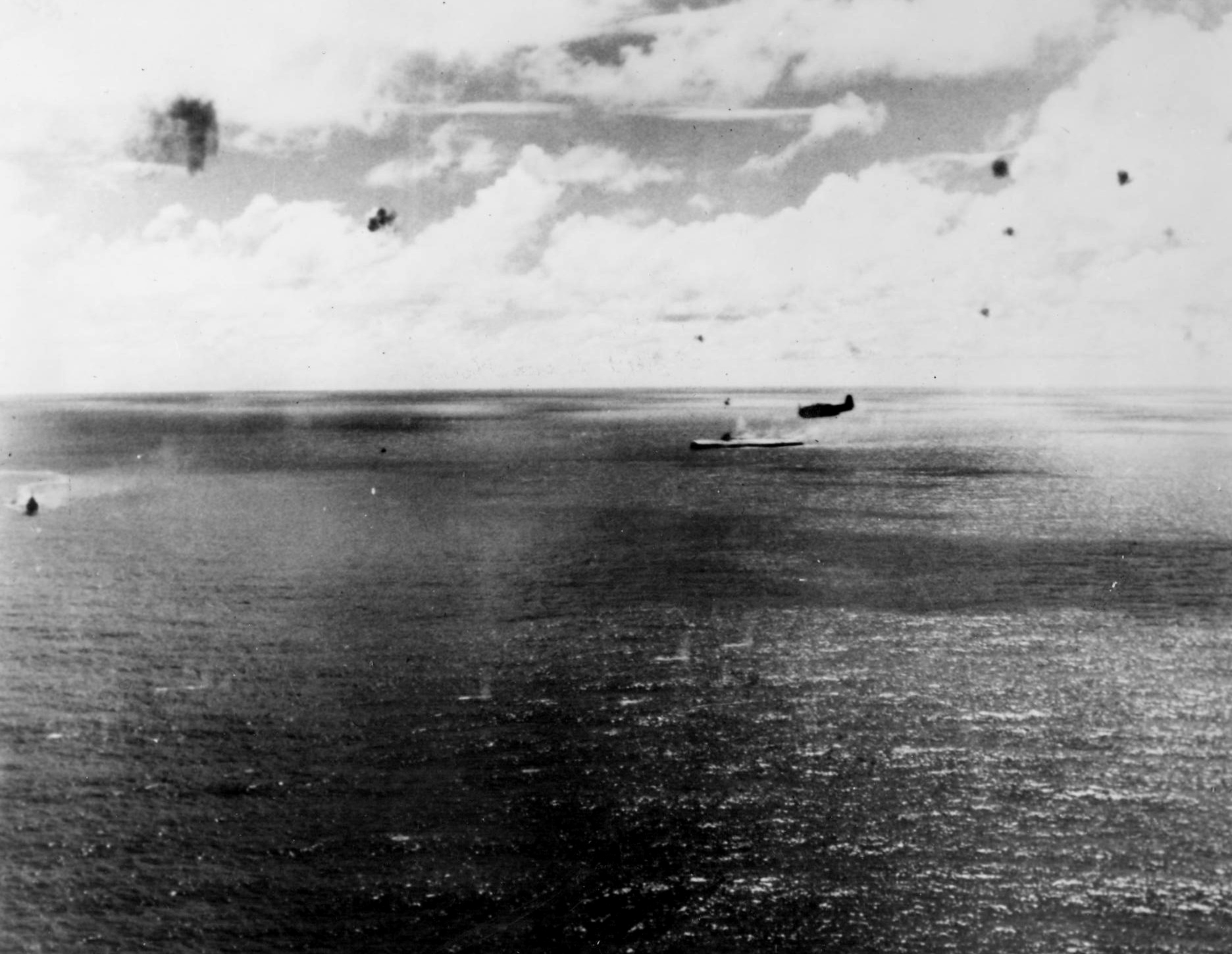
アメリカ軍の攻撃を受ける瑞鶴。既に左舷側に傾斜しているのがわかる。

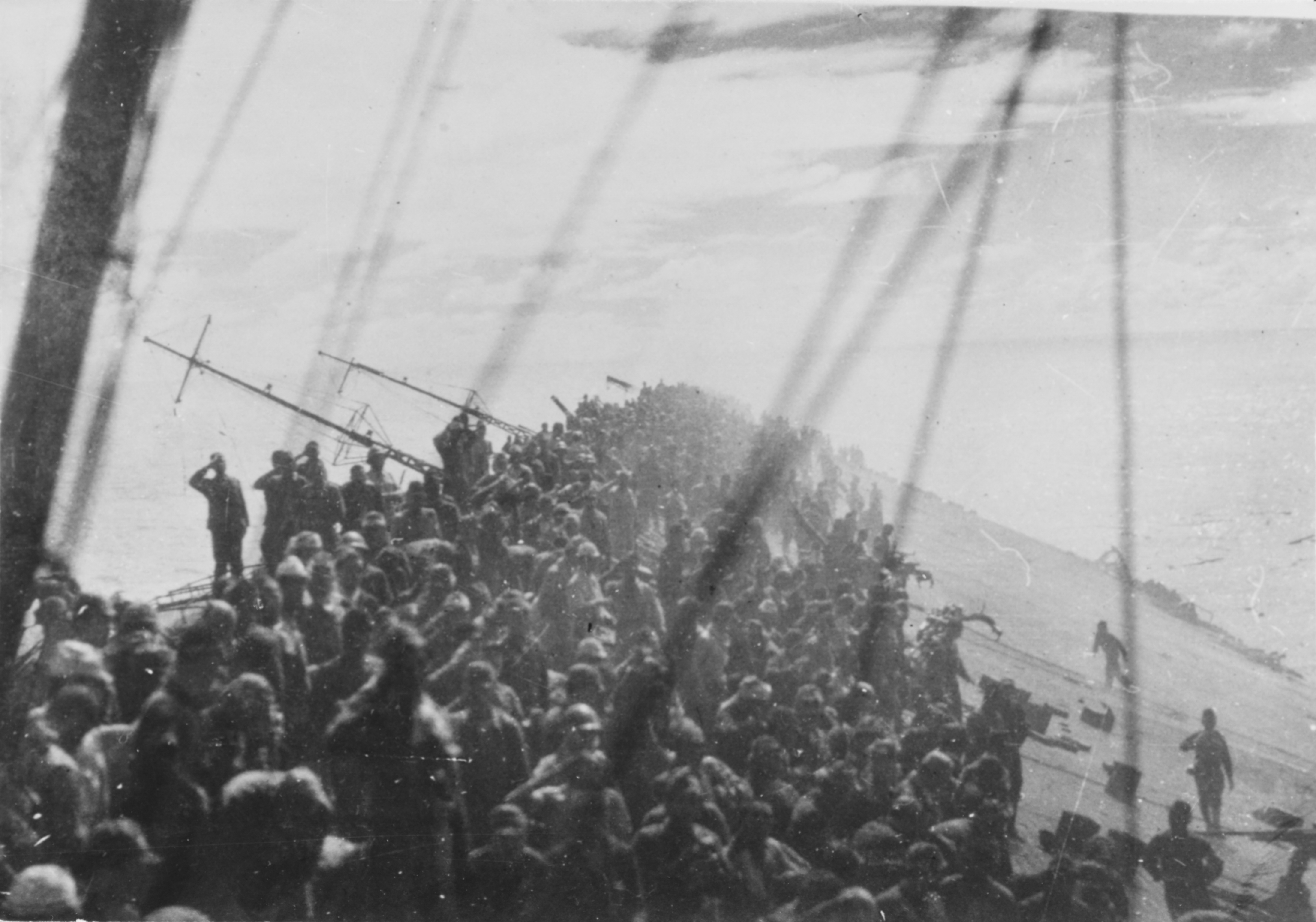
総員退艦の前に軍艦旗降下が行われ敬礼する瑞鶴乗員。

12時58分、小沢は第6群を指揮する松田少将に対し合同命令を出す。しかし直後の13時05分、反転したハルゼーに代わり指揮をとるミッチャー率いる第38任務部隊第3及び4群から出撃した延べ240機近い攻撃隊が上空に到達する。攻撃隊は第6群を無視し第5群の瑞鶴と瑞鳳に攻撃を開始した。
瑞鶴には13時15分の被雷を皮切りに7本の魚雷と4発の直撃弾、無数の至近弾が命中し13時23分には傾斜が20度に達し大火災が起こる。13時27分に艦長より「総員発着甲板に上がれ」の下令。軍艦旗降下と万歳三唱がなされ総員退艦が始まる。そして14時14分に歴戦の空母瑞鶴は沈没した。艦長貝塚武男少将以下843名が艦と運命を共にし、生存者866名が駆逐艦若月に救助された。

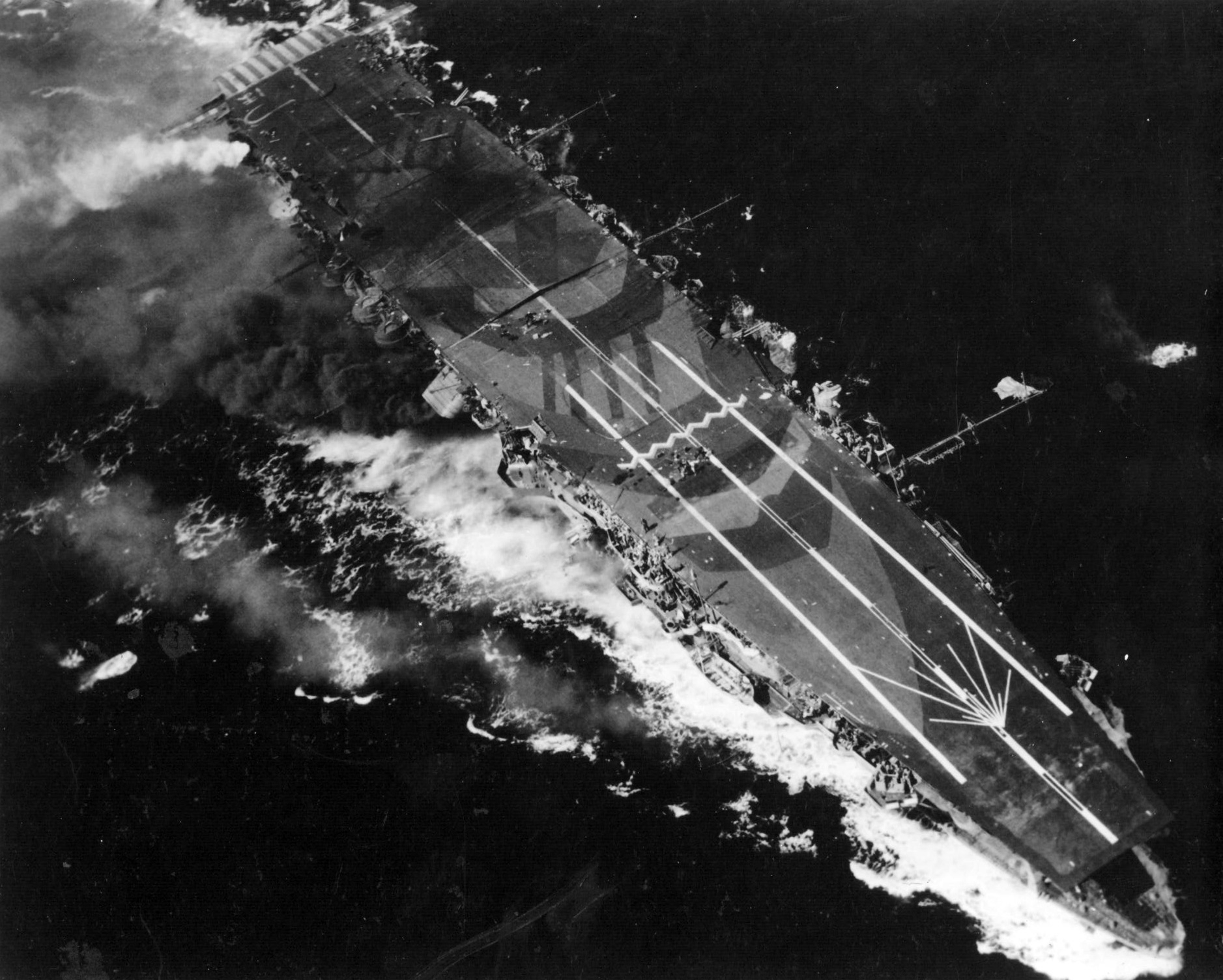
上空から撮影された瑞鳳。既に飛行甲板中央辺りに2カ所の破孔が見える。飛行甲板艦尾には識別用の「つほ」の表記も見える。

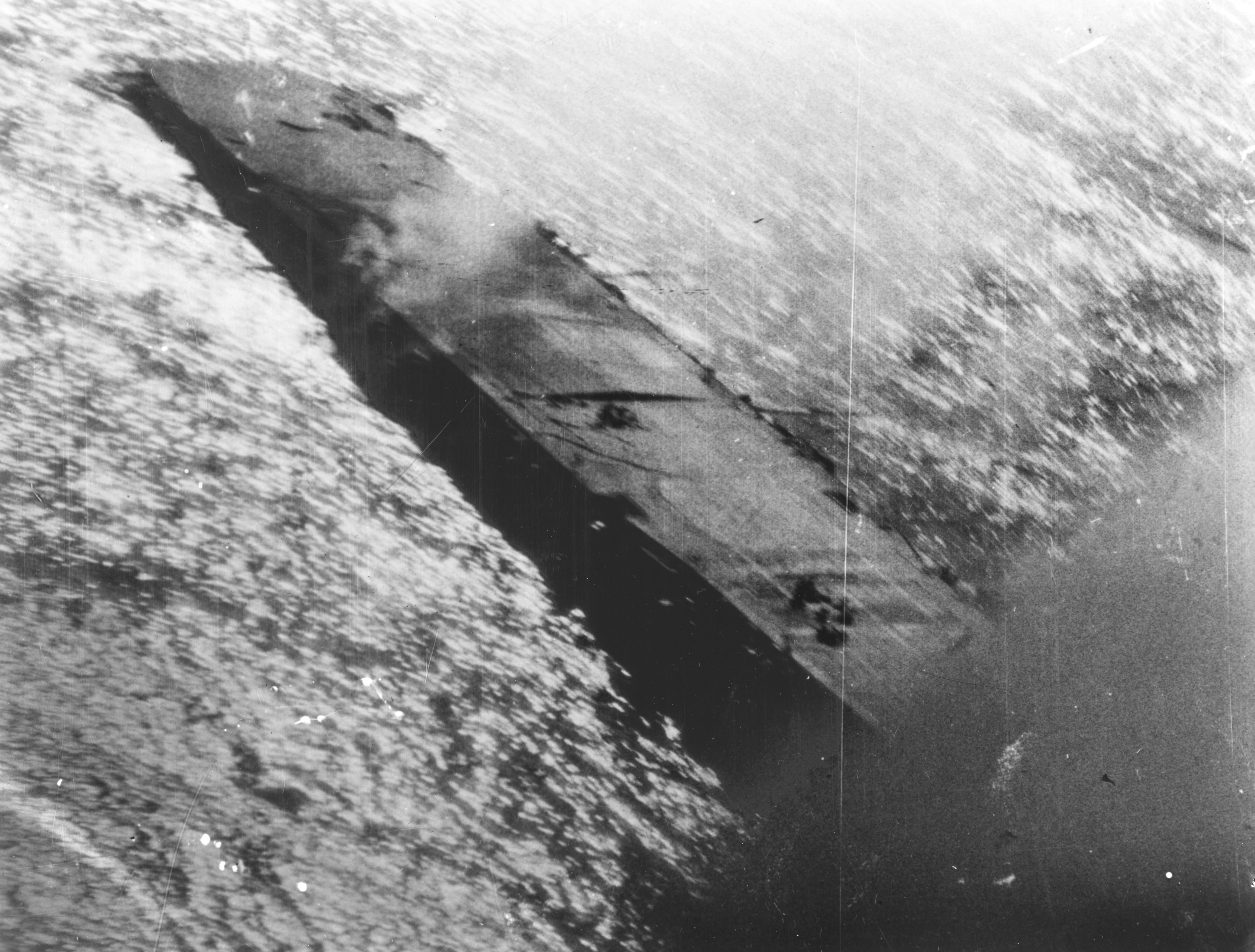
沈没間際の瑞鳳。既に飛行甲板近くまで海面が迫っている。

瑞鳳は13時17分から10分間に魚雷2発と爆弾4発、至近弾多数を受ける。14時32分から20分の間には命中こそなかったが至近弾10数発を受け傾斜が16度になり主機械も全て停止、航行不能となる。15時10分、軍艦旗降下の上総員退艦が発令され、15時26分瑞鳳は沈没した。駆逐艦桑が救助にあたり艦長杉浦矩郎大佐以下847名が救助される。また戦艦伊勢も救助作業に加わり98名を救助している。
13時35分、合同命令を受電した松田少将の第6群は、千歳乗員の救助を終えて合流した五十鈴に千代田の曳航を命じて準備中であり、日向と駆逐艦槇がそれを護衛、霜月が千歳乗員の救助を継続中、多摩は単独で中城湾に退却中、所属する桐・杉は前日の転落者救助で隊から離れ合流できておらずと部隊は分散していた。また13時15分に五十鈴から燃料不足から千代田の曳航は困難との報告を受けていたこともあり、松田は曳航を断念、五十鈴・槇に千代田の処分と生存者の救助を命じ、日向と霜月を率いて第5群との合流を目指した。
千代田処分を命じられた五十鈴だが、曳航を断念せず準備を進めていた。その間にもアメリカ軍機が断続的に飛来し、その都度五十鈴は撃退した。しかし14時14分に遂に五十鈴が被弾し、応急操舵によらざるをえなくなる。14時40分に槇が到着するが、これも14時58分に敵襲を受け直撃弾を1発受けてしまう。千代田の曳航は絶望的となった2隻は15時に日没を待って接近し千代田処分と乗員救助をすることとし、それまで北方に避退することにした。

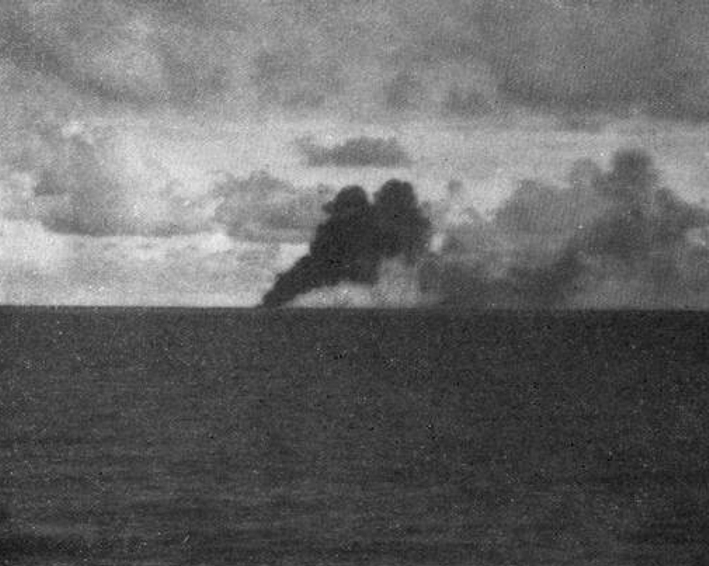
アメリカ巡洋艦部隊の砲撃を受け炎上する千代田。

15時48分頃、機動部隊本隊を蝕接していた米偵察機がその帰路、停止する千代田を発見する。既に放棄されていると考えた偵察機は接近したところ、千代田が発砲したため南方に退避する。やがて同機は北上するデュボースの巡洋艦部隊を見つけ通報、艦隊は直ちに急行し千代田を発見、16時25分砲撃を開始する。16時47分千代田は左に転覆し沈没、艦長城英一郎大佐（当日付けで少将に昇任）以下全乗員が戦死した。

#### 第四次空襲

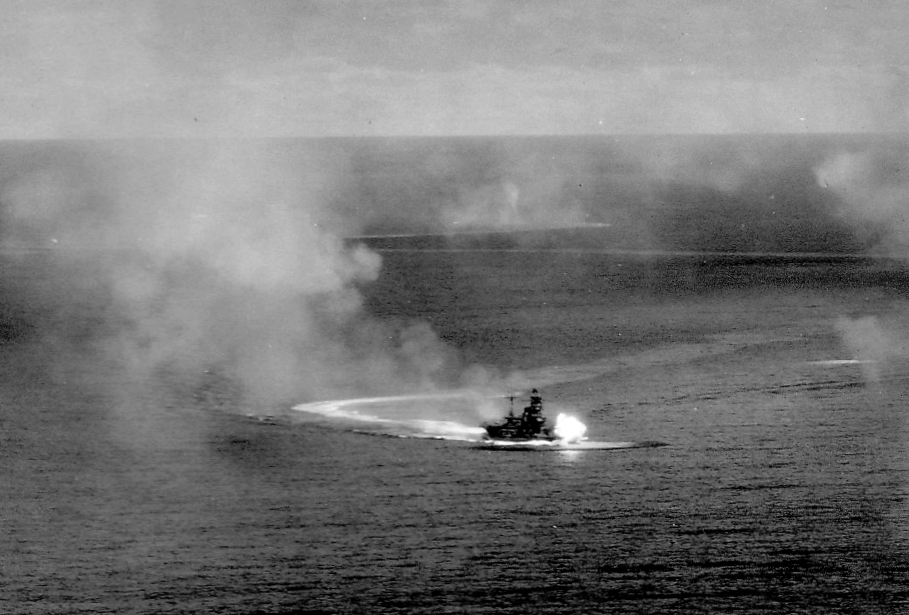
三式弾を放つ戦艦伊勢。

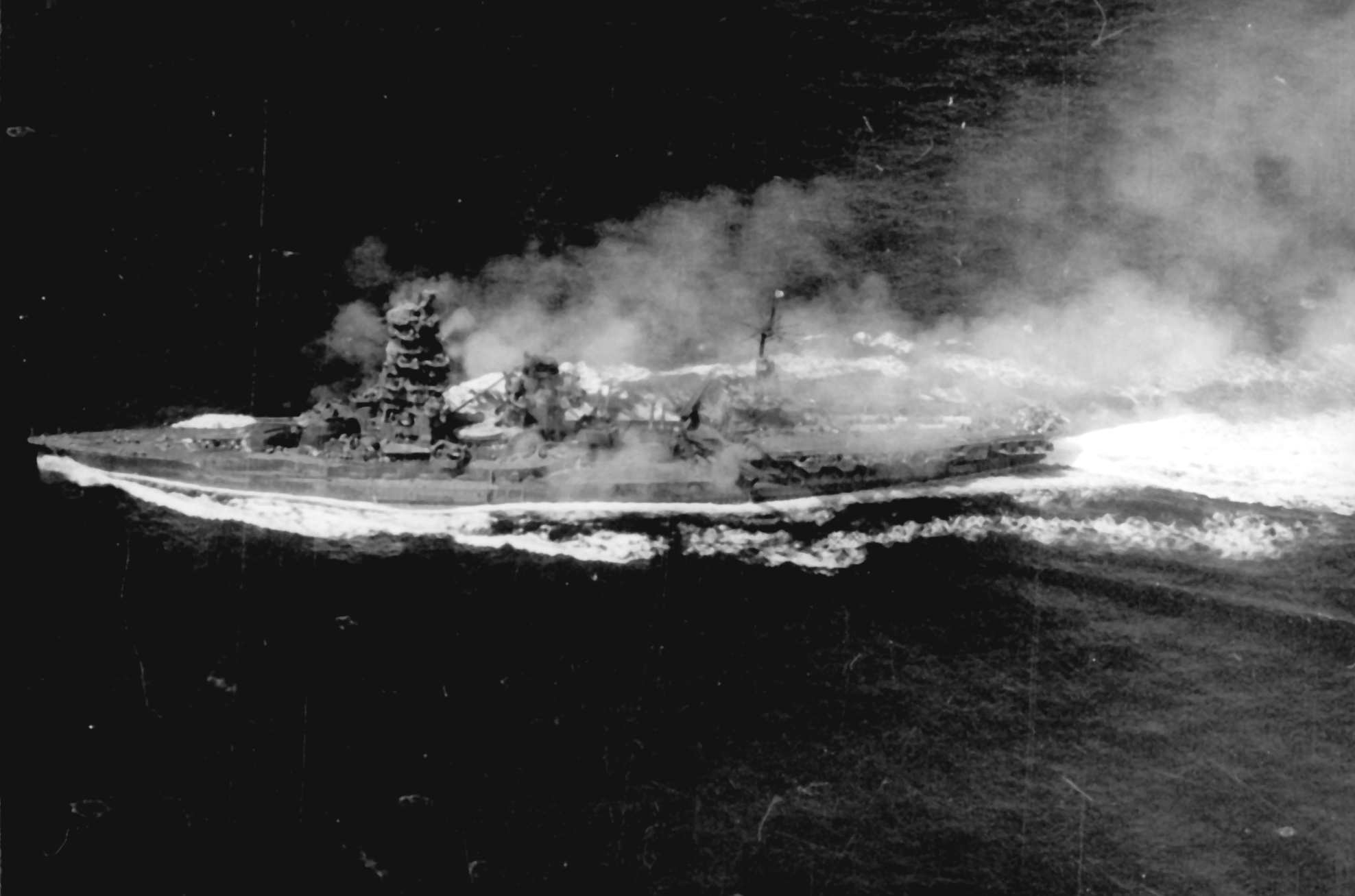
同じく対空弾幕を放つ伊勢。

この頃の機動部隊本隊は大淀・伊勢が北上中、駆逐艦初月・若月・桑が瑞鶴・瑞鳳の生存者を救助中、松田の日向・霜月が大淀と合流すべくこれも北上中で微速で中城湾に向かう多摩と同航態勢、千代田処分を一時断念した五十鈴と槇が主隊の南南西を伊勢の視界内で北上中というバラバラな状態であった。17時26分、北上する大淀・伊勢にアメリカ艦載機約85機が襲来する。攻撃は伊勢に集中し、艦長の中瀬泝大佐の適格な操艦により直撃弾を受けなかったが、至近弾34発を受け左舷罐室に若干の浸水を受けた。また、伊勢は22機の撃墜を報じている。
同じ頃、アメリカ軍機は第6群にも襲いかかっていた。17時22分、アメリカ軍機約10数機が日向と霜月を攻撃、日向は7発、霜月は10発の至近弾を受けるが直撃弾はなかった。これ以降アメリカ軍機の襲来はなく、第6群は18時44分に第5群と合流した。
単独で退避する多摩は16時25分、北上する日向、霜月とすれ違った。単独で退避させることの危険、特に敵潜水艦の襲撃に松田は懸念を持つが護衛につける艦艇の余裕もなく、多摩からの回航地を呉に変更したいとの要請に了承を与えたのみだった。その後アメリカ軍機の来襲があり、日向らと多摩は別れたが多摩は以後消息を絶つ。戦後にアメリカ側の資料で判明したのはアメリカ潜水艦ジャラオが25日20時頃に発見し追尾、23時1分に7本の魚雷を発射、観測任務を担当した僚艦のピンタドは3本の魚雷が命中したことを確認、多摩は船体が2つに折れて沈没した。艦長山本岩多大佐（千代田の艦長と同じく25日付けで少将に昇任）以下総員が戦死した。

#### アメリカ水上部隊との遭遇

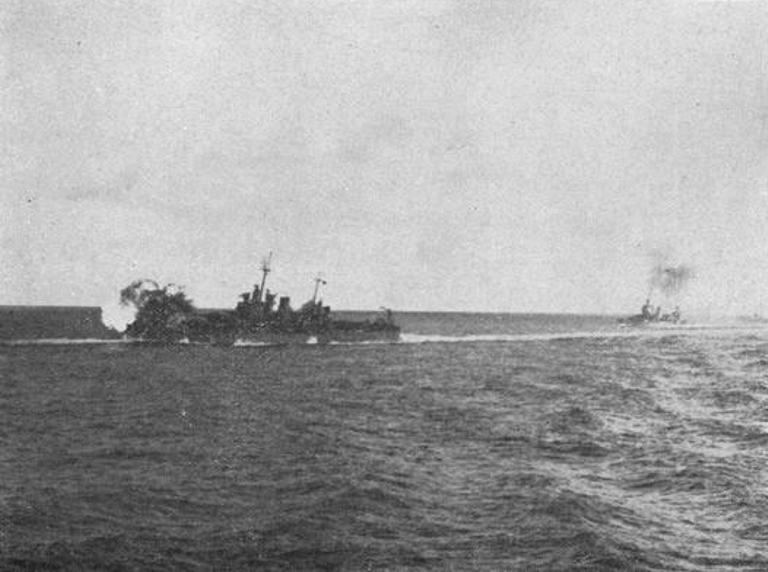
初月を攻撃するアメリカ巡洋艦ウィチタ。

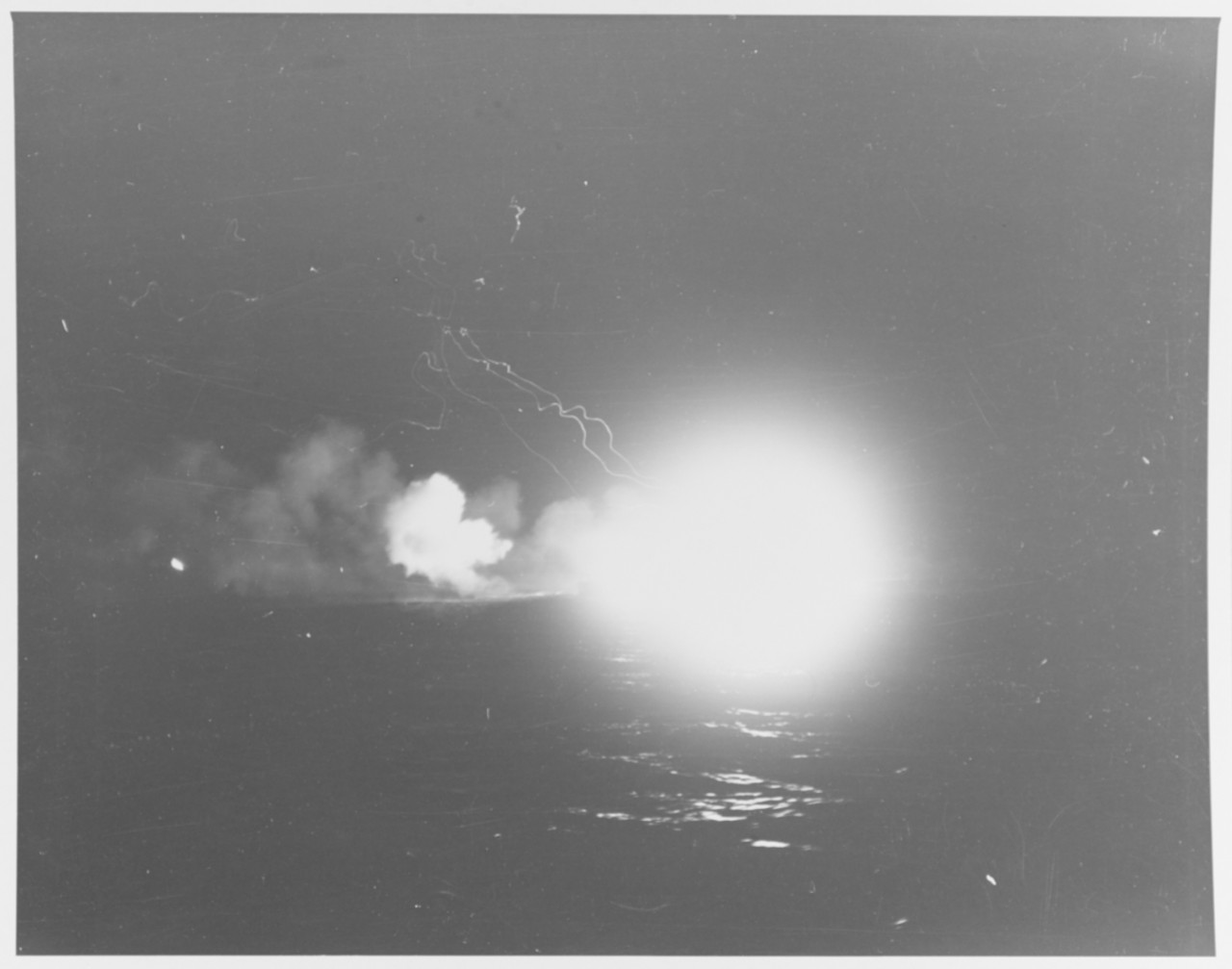
ウィチタから見た発砲する初月。

一時退避していた五十鈴は、17時47分に再度千代田を救助すべく反転する。しかし槇は燃料が欠乏しており、本隊との合流を継続、五十鈴単艦で南下を開始した。18時すぎには五十鈴は瑞鶴乗員の救助を行う初月と若月を視認する。五十鈴は初月に千代田の消息を尋ねたが判明しなかったので燃料不足を理由に捜索と所在確認を依頼した。18時20分には若月が救助作業を終えて五十鈴と合流し南下を継続する。
19時05分、五十鈴は突如初月が発砲したのを視認する。千代田を沈め北上を続けてきたデュボーズ部隊と遭遇し迎撃を開始したのだった。同隊は索敵機より18時40分に北方に停止する巡洋艦1（救助作業を続けていた初月）とその周りを警戒する駆逐艦2（千代田救出のために動いていた五十鈴・若月）発見の報を受けて急行したのだった。19時7分には五十鈴の付近にも砲弾が飛来し電探も敵艦隊を捕らえた。五十鈴は小沢に敵艦隊の発見と千代田の捜索中止を知らせ煙幕を展張、若月と共に直ちに反転、撤退を開始する。初月は煙幕を展開するとジグザグ運動を行い敵からの砲撃をかわしていたが、敵との距離が6海里まで迫った頃に反転し、反撃態勢に入る。
初月は単艦で重巡洋艦2（ウィチタ、ニューオーリンズ）、軽巡洋艦2 (モービル、サンタフェ)、駆逐艦9の13隻を相手にすることとなった。アメリカ側の記録では18時53分、初月は魚雷発射態勢をとり、デュボーズ部隊に回避運動をとらせて逃走した。19時15分、デュボーズ部隊は再び初月を捕捉し、5,500mから射撃を開始。また駆逐艦を先行させて魚雷攻撃を実施、これにより初月は速力が低下する。その後デュボーズ部隊は初月1隻を繰り返し攻撃し20時15分には初月は停止、20時59分に爆発を起こして沈没した。
この奮闘により五十鈴と若月は戦場を離脱できたが、初月は第61駆逐隊司令の天野重隆大佐、艦長の橋本金松中佐以下総員が戦死、初月に救助されていた瑞鶴乗員や正午前に同艦が救助していた直掩隊の小林保大尉以下零戦搭乗員全員が運命を共にした。だが瑞鶴の乗組員を救助中だった初月の内火艇が戦闘開始により取り残され、これに乗っていた乗組員（初月乗員8名、瑞鶴乗員17名）は、21日間の漂流を経て台湾に流れ着き生還している。
小沢は初月からの交戦報告を受け、部隊に南下を命じたが時間を要した（ほとんどの艦が損傷していたためとされる）。また、急行途上に若月より戦艦2隻を含む艦隊と報告を受けたので、ハルゼー指揮の高速水上砲撃部隊と誤認、南下を続けた。21時53分には避退する五十鈴、若月と合流するが、五十鈴の燃料が欠乏しており、同艦はそのまま中城湾に退避した。若月より敵は戦艦以下10隻(重巡を戦艦と誤認)と報告を受ける。しかし、デュボーズ部隊は初月撃沈の後、21時30分にミッチャーの2個群と合流するため撤退したので遭遇できなかった、燃料も残り少なくなり、再び北へ反転し撤退した。
本隊は27日12時に奄美大島薩川湾に到着し、ここで待機していた補給部隊から補給を受けた。別行動をしていた五十鈴や槇、桑などは沖縄県中城湾に入港するが補給するための燃料がなく、結局奄美大島にむかい同地で本隊と合流した。
28日14時頃より本隊への補給が開始される。予定と異なり油槽船はたかね丸1隻だけとなっていたが、本隊も空母4隻含むかなりの艦艇を失っていたため、たかね丸1隻の搭載量でも十分な補給が出来た。補給を終えた本隊はここで2手に分かれ、小沢長官は旗艦を大淀から日向に変更したうえで、28日13時に日向、伊勢、五十鈴、霜月、桑、槇を率いて内地に向かい出港する。大淀、若月は29日にマニラに向けて出港、再び前線に向かう事になった。

#### 任務失敗
機動部隊本隊は、24日に行われた第一遊撃部隊主隊への攻撃を自艦隊に引きつけることはできなかった。25日になって第38任務部隊の牽制に成功しているが、既に主隊は戦力の中核である大和型戦艦2隻のうち武蔵を失い、一時反転をせざるを得ない状況となった。またこれにより第一遊撃部隊第三部隊との連携した突入が難しくなり第三部隊の単独突入、そして壊滅の遠因ともなったことから、主隊を米機動部隊の航空攻撃から目をそらすことには実質的には失敗している。後の目から見れば25日になって第38機動部隊2 - 4群の阻止攻撃から主隊を解放していたが、主隊側にそれが判る術はなく、後述する第一遊撃部隊の反転により機動部隊本隊の損耗も無駄となった。
大淀戦闘詳報では突入作戦自体にも触れており、アメリカ軍上陸から2日以内、敵の体制が整わぬうちに突入する予定であったものを、既に2日以上経過し、相手の体制が整った状態で突入し、案の定敵の熾烈な迎撃を受けて壊滅したことを指し「何ら術策を用いず単純に突入することはまさに自殺行為」「単純なる無謀の勇猛果敢の如きは国家を危うくするものなり」と水上艦隊を期日を過ぎても突入させようとしたことに対してかなり手厳しく批判している。
虎の子の空母4隻他多数の艦艇を、囮として無為に失ったことに対する乗員側からの批判もあった。特に真珠湾攻撃以来主力として前線で戦い続けた瑞鶴乗員の艦隊司令部への反感は大きかったようで、旗艦変更のため大淀の短艇が瑞鶴に到着して小沢らが移乗した際、艦上の乗員から「馬鹿野郎！ 俺たちを見殺しにするのか」「小沢！ これが長官のやることか！」と罵声が浴びせられたという。この時は艦に残っていた貝塚武男艦長が「どんなことがあっても軍艦瑞鶴を守るぞ！」と乗員に伝えたことで士気を上げて収まったが、海戦後に瑞鶴生存者を奄美諸島で人員確認のため降ろした際、近づいてきた大淀を見た生存者の中から怒号が起こり、副長の高田中佐が必死に制止する騒ぎになっている。
当時軍令部部員だった野村實が編纂に関わった戦史叢書『大本営海軍部・連合艦隊(6)第三段作戦後期』では、軍令部には機動部隊本隊の状況が正確には伝わらず空母4隻は健在と考え、囮作戦は成功していないと考えていて、ハルゼー艦隊は依然第一遊撃部隊の北方に展開していると判断していたと記述しており、及川総長の27日朝の戦況奏上でもその旨申し上げていた処、艦隊の奄美大島帰着後28日に初めて事実が判ったと書かれているという。近年の研究では、空母4隻の沈没を軍令部が知ったのは27日正午に小沢が奄美大島に帰投してからであり、当日中に参謀本部へも伝えられていたことが明らかになっており、到達日時が異なるが及川の戦況奏上の時点（27日早朝）では、4空母沈没は軍令部に報告されていなかったことが判明している。
こういった重要電文が届かなかった理由として、機動部隊本隊側は「旗艦の通信能力の低下により通信代行を瑞鳳に命じたが、その担当者は戦死したので詳細は不明である」と報告したとも記載している。

このように、機動部隊本隊と参加各部隊との情報伝達には不具合が多く発生し、特に機動部隊側の発した無電が軍令部や連合艦隊司令部、参加各部隊には一切届いていない事例が多く発生していた。

### サマール沖海戦

1944年10月25日7時〜9時30分頃にかけての両艦隊航路図。

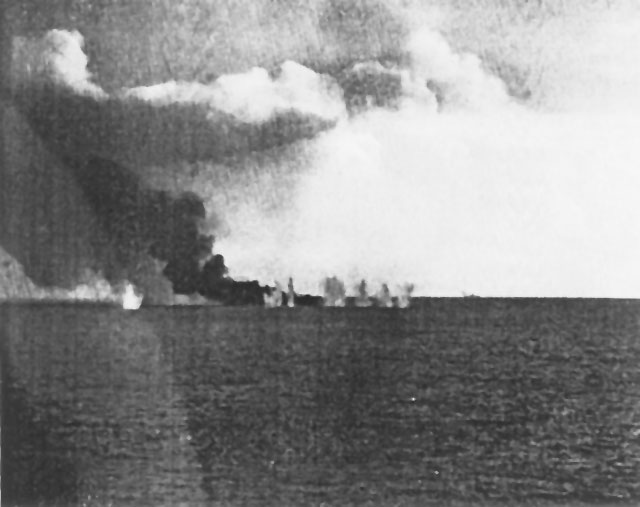
被弾して炎上するアメリカ空母ガンビア・ベイ

反転後、再びレイテ湾を目指していた第一遊撃部隊は第38任務部隊による妨害を受けず、25日0時30分にはサンベルナルジノ海峡を通過し、サマール島沖に差しかかっていた。この時点での戦力は戦艦4隻、重巡洋艦6隻、軽巡洋艦2隻、駆逐艦11隻となり、どの艦も大なり小なり損傷を被っていて、計画も6時間の遅れが生じており、このままでは翌25日も敵機動部隊からの空撃を受ける可能性があった。基地航空隊がどれだけ敵に打撃を与えたのか第一遊撃部隊側は知りたかったが、24日に知り得た戦果情報はクラーク基地より11時55分に発した「クラーク基地機密第241145番電」ぐらいしかなく、24日の空襲の激しさから基地航空隊の攻撃は不十分であると推測する。22時13分、各航空部隊指揮官に宛てて「1YB機密第242213番電」を発し、激烈な調子で協力要請を行っていた。第5基地航空部隊指揮官の福留長官は栗田を含めた指揮官に対して22時44発「6FGB機密第242244番電」で、
1. 昼間攻撃で大型空母2隻撃破、戦艦1、巡洋艦1中破炎上、撃墜数39機
2. 夜間攻撃の戦果は未詳
3. 17:25の偵察機情報によると中型空母1が大傾斜、重油流出多量の状態でいるのを発見。昼間攻撃に依るものと思われる（恐らく彗星隊が攻撃した軽空母プリンストン）
4. 空母の総撃破数は2ないし4隻

と報告したが、栗田に届いたのは25日の6時30分でサマール沖でタフィ3を発見しようとしていた頃だった。
25日1時55分、栗田は艦隊編成をY12索敵配置に変更した。2時20分、第一遊撃部隊第三部隊より「2S機密第250100電」が届き、次いで3時35分に「2S機密第250322電」が着電する。これが同部隊からの無電で第一遊撃部隊が把握した最後のものとなった。
その後第三部隊を続航する第二遊撃部隊より、4時18分に「2YB機密第250405電」、次いで4時25分に「2YB機密第250425電」、約1時間後の5時22分に「2YB機密第250522電」が届き、第三部隊の全滅が伝えられた。これ以降第二遊撃部隊との連絡も途絶え、敵情の把握も出来ない状態のまま、出たとこ勝負でひたすら盲進を続けることになる。06時の時点で第一遊撃部隊主力はスルアン灯台の358度80浬付近にまで進出していた。

#### 突如の会敵
6時23分、大和のレーダーが敵機を探知し、以後断続的に敵艦載機を発見、砲撃して追い払う。第一遊撃部隊が対空戦闘に備えた陣形をとりはじめた6時30分。索敵隊形の左翼先頭にいた矢矧が水平線上のマストを発見し通報した。
6時45から48分にかけて、大和見張り員が35km先水平線にマストを確認した。それはサマール島沖で上陸部隊支援を行っていたクリフトン・スプレイグ少将指揮の第77任務部隊第4群第3集団の護衛空母群（コードネーム"タフィ3"）であった。第一遊撃部隊はこれを正規空母6隻のアメリカ軍主力機動部隊と誤認する。このとき部隊は針路変更を開始したばかりで陣形はまだ整頓されていなかったが、栗田は6時53分に連合艦隊及び各部隊に敵発見の第一報を打電、6時57分攻撃を開始した。栗田は第五・七戦隊に突撃を命じ、水雷戦隊には後続を命じた。第一戦隊の戦闘指揮は栗田ではなく宇垣がとった。
第77任務部隊護衛空母群は20日の上陸以来、計画通り支援任務に徹し、まともな敵の攻撃を受けてこなかったが、24日になると多数の日本軍機がレイテ湾に飛来してきた。また3つの日本艦隊が報告されており、25日は敵艦隊への攻撃で多忙を極めることは予想されていた。深夜には第一遊撃部隊第三部隊の接近が報じられたが、第一遊撃部隊主隊の動静について音沙汰はなかった。
6時半、タフィ3の艦船は警戒を解除し、第3種警戒（通常配置）に移ってよいとの指示を受けたが、その頃より短距離無線に日本語の音声が流れだし、SG レーダーも北方から接近する物体を捕捉した。6時46分に見張り員が北西水平線上に対空砲火の炸裂を確認、それとほぼ同時に艦隊上空を飛行中の友軍機から「敵水上部隊、そちらの機動群の北西20海里を20ノットで接近中」という無線連絡があった。
当初スプレイグはパイロットの見間違いと考えて識別の確認を指示したが、ほどなく敵であるという報告が相次いで届き、水平線上から日本艦隊の姿が現れ、急速に接近してきていた。
スプレイグはすぐさまに全艦に総員戦闘配置を発令、周辺の各群に支援要請を行った。そして部隊の速力を最大にして東への変針、そして艦載機の全機発艦を命じた。護衛の駆逐艦には煙幕を張るように指示している。このスプレイグの指示によって、タフィ3は30分あまりで既に発艦していたものを合わせ100機弱の航空機を発艦させている。これらは第一遊撃部隊攻撃の後、アメリカ軍占領下のタクロバン飛行場等に着陸、一部は補給のうえ反転避退する第一遊撃部隊を再攻撃している。

#### 交戦開始

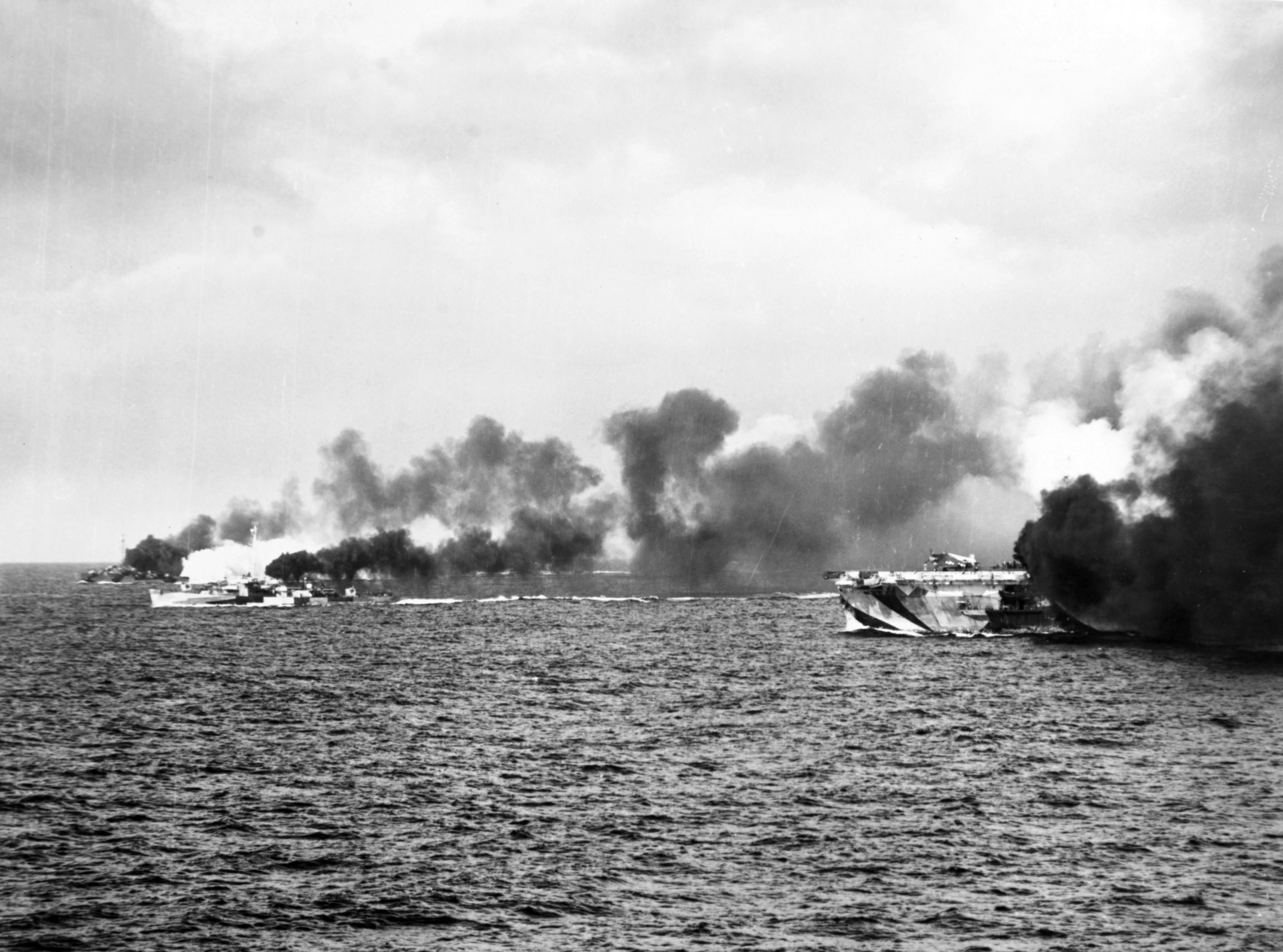
煙幕を張り第一遊撃部隊を妨害するアメリカ艦隊

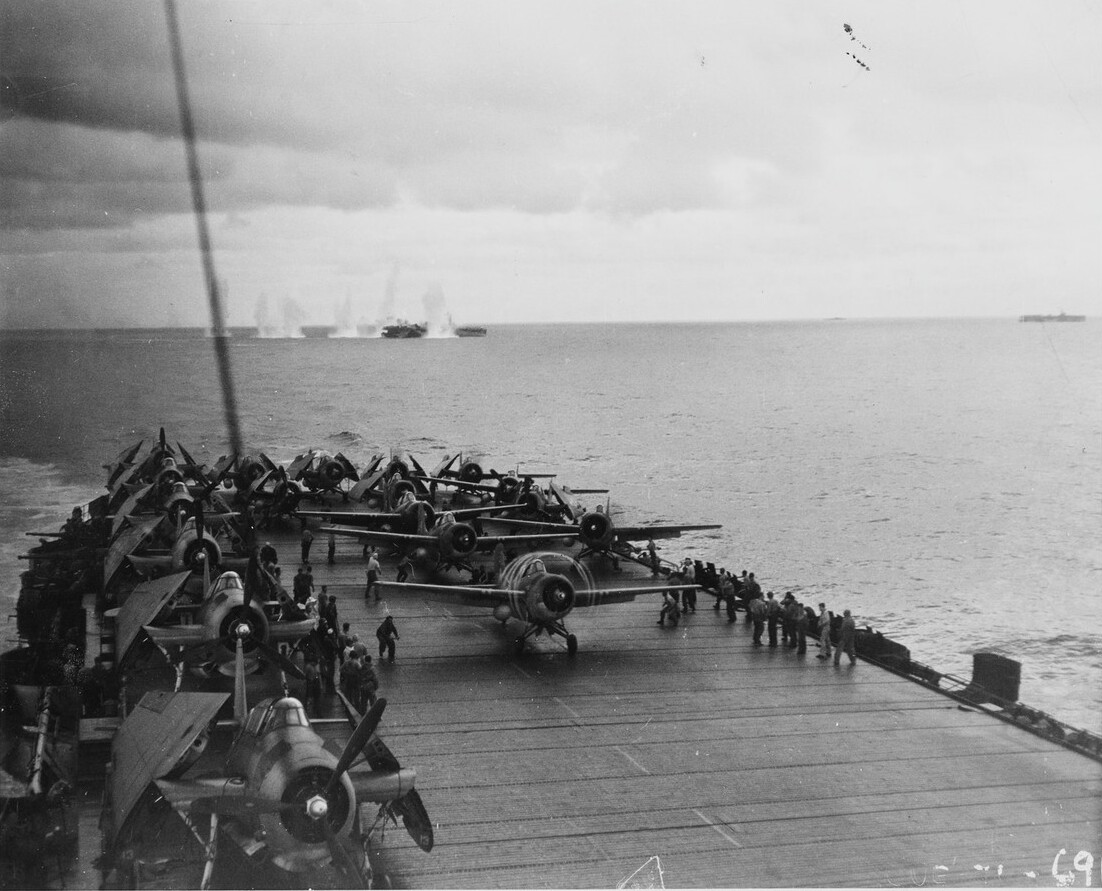
迎撃機の発進を急ぐ護衛空母キトカン・ベイ。後方で日本軍艦艇の砲撃に晒されているのは護衛空母ホワイト・プレインズ

煙幕を張るUSS ヒアマン（DD-532）。周辺の視界がかなり遮断されているのが分かる。※USS カリニン・ベイ（CVE-68）から撮影

6時58分、宇垣は大和、長門に射撃開始を下令、両艦は敵に向けて砲撃を開始した。第一戦隊左舷を併走していた第三戦隊では榛名が7時1分に砲撃開始、金剛は独自に東に変針し7時に北方より砲撃を開始した。7時3分、栗田は戦艦戦隊・巡洋艦戦隊に突撃を指示、戦隊司令部の判断で行動することを容認した。これを受けて第五、第七戦隊は東に転針して敵艦隊に突入を開始、戦艦部隊は引き続き砲撃を浴びせ続ける。この頃栗田は第三部隊に生存艦がいるかもしれないと考え、西村長官宛に自部隊の位置を報告し合同するよう打電している。
第一遊撃部隊から砲撃を受けたタフィ3は東へ逃走を開始する。このため第一戦隊は針路を変えるが第十戦隊の針路と交差することになり、第十戦隊は金剛に後続するように動きを変える。タフィ3の前方には運よくスコールがあり、部隊はそこに逃げ込むと共に護衛の駆逐艦は煙幕を展開、撤退を掩護する。このため戦艦部隊の砲撃は思うようにいかず、7時9分第一戦隊は砲撃を一時中断する。この時点では巡洋艦部隊は未だ敵を射程に収めておらず、第一遊撃部隊の攻撃は一時中断する。7時17分、大和は護衛の敵艦に副砲による攻撃を開始、7時25分には敵巡洋艦撃沈を報じている（アメリカ軍記録には沈没艦艇の記録は無い）。
別行動をとった金剛はスコールで敵を見失った第一戦隊と異なり切れ間から敵を確認していたので砲撃を7時25分まで継続、その間の22分にはアメリカ軍機の機銃掃射を受け10m測距儀が破壊されている。まもなく自らもスコールに入ってしまった金剛は射撃を中止した。榛名は長門に続いて砲撃を開始、敵がスコールに入ると砲撃を中止し、煙幕からでてくる敵艦を迎撃する。日本艦隊の砲撃は護衛空母ホワイト・プレインズに集中したが命中弾はなかった。
戦艦・巡洋艦部隊を後続している水雷戦隊のうち、第二水雷戦隊旗艦能代は7時27分に接近する敵艦を砲撃、また麾下の駆逐艦の対空射撃で1機を撃墜している。第十戦隊も後続していたが数機ずつ連続して攻撃してくる敵機の対処に追われ進撃が滞っていた。
7時10分頃より迎撃にでたアメリカ艦載機が第一遊撃部隊に対して攻撃をし始める。また煙幕の中から敵護衛艦艇が幾度と無く現れては魚雷と砲火で反撃を繰り返した。突撃命令を受けて猛進する巡洋艦部隊のうち、最先頭を進む第七戦隊旗艦熊野は同時刻に煙幕から飛び出した敵艦艇を発見し砲撃、これは駆逐艦ジョンストンで、同艦は砲撃を受けると反撃をしながら接近し魚雷10本を発射する、このうちの1本が熊野に命中、同艦は艦首を切断し速力が14ノットに低下、隊列から落伍した。一方のジョンストンも直後に戦艦部隊から複数発の砲弾を浴び後部罐室及び機械室が破壊されるが運よくスコールが来て難を逃れた（戦艦大和の記録にある0725時敵大巡1隻轟沈はこのジョンストンのスコールへの退避を轟沈と誤認したものと思われる）。
駆逐艦ホーエルは金剛に向かって突進、金剛の応戦で7時25分に艦橋に命中弾を受ける。ホーエルはそれでもひるまず7時27分に4本の魚雷を発射、金剛は7時33分にその魚雷を発見し回避している。ホーエルはその後も被弾し続け罐室や砲が破壊されたが、ひるまず突進し7時55分に残りの魚雷を重巡洋艦羽黒に向けて発射、羽黒は7時57分にこれを回避している。駆逐艦ヒーアマンはホーエルに後続して接近、7時54分に羽黒に対して魚雷攻撃をかけるが回避され、逆に羽黒から集中砲撃を浴びる、更に遠方より金剛、榛名、大和、長門が接近するのを望見し、ヒーアマンは8時に残りの魚雷を榛名に放ったのちに退避した。
被雷落伍した熊野に替わり鈴谷が先頭に立った。しかし同艦もまもなく敵機の襲撃に遭い左舷後部に至近弾を受け、左舷の推進軸の1つが使用不能となり速力が23ノットに低下、隊列から落伍した。7時32分、第七戦隊司令白石萬隆少将は3番艦筑摩艦長則満宰時大佐に指揮の一時代行を指示、また同司令は鈴谷の損傷に気づかず熊野からの旗艦移乗を考え接近を命じる。白石司令が鈴谷の損傷に気づいたときは既に筑摩、利根ともに大分先方に進撃しており、呼び戻すわけにもいかなかった。そのため旗艦を鈴谷に移乗後に戦隊を追尾した。
第五戦隊は突進しながらアメリカ軍機の空襲や敵艦艇の反撃を受けた。羽黒は7時5分より断続的に敵機の襲撃と敵駆逐艦の砲撃にさらされた。一方23日に編入された重巡洋艦鳥海の行動については同艦の生存者がいないことから詳細は不明である。
7時50分、護衛空母カリニン・ベイが立て続けに被弾する（恐らく榛名の砲撃によるもの）。7時54分、東方に進む大和は接近する6本の魚雷を発見し左に転舵して回避する。ところがこの魚雷は低速で大和と同航してしまい、大和は右舷に4本、左舷に2本の魚雷にはさまれたまま主戦場から離れてしまう。魚雷の発射元は特定されていないが「戦史叢書海軍捷号作戦2―フィリピン沖海戦―ではアメリカ側資料の記事としてホーエルが羽黒に対して放った魚雷ではないかと推定している。
7時53分、羽黒は傾斜炎上中の空母（恐らくカリニン・ベイ）を発見し砲撃を開始する。スプレイグは残りの護衛駆逐艦4隻にも敵艦隊への攻撃を指示、まずサミュエル・B・ロバーツが突進して来た巡洋艦（艦名不明）に魚雷を発射するが回避される。続いてレイモンド、デニスも敵に接近、レイモンドは羽黒に、デニスは鳥海もしくは利根に対し魚雷を放つがどれも命中しなかった。これによりアメリカ駆逐艦はジョン・C・バトラー以外は全て魚雷を撃ちつくした。この時点で第五戦隊と第七戦隊の順番は変わり、第五戦隊が先頭を進んでいた。第七戦隊にも航空雷撃が行われ、筑摩が右に、利根が左に回避、直後に双方への別機の空襲にそれぞれが回避行動をとったため7時58分頃、2隻は大きく離れてしまう。
7時59分、スコールから脱した金剛は右12度に敵空母を発見、8時2分に砲撃を開始する。同じくその前方の第七戦隊の筑摩と利根も同じ敵空母に対して8時5分より砲撃を開始した。この空母は護衛空母ガンビア・ベイで、1時間近く巧みな操舵で直撃を回避してきたが、8時20分に左舷中央の喫水線部分に1発の直撃弾があり、左舷前部主機械室に何トンもの浸水があって主機械1基を失い、速度が11ノットまで落ちた。艦長のウォルター・V・R・ヴェーウェグ大佐はスプレイグに艦が隊形から落後しつつあることを報告したが、ガンビア・ベイはたちまち日本軍の巡洋艦隊に追い付かれて至近距離から砲撃を浴びることとなった。

#### ガンビア・ベイ沈没

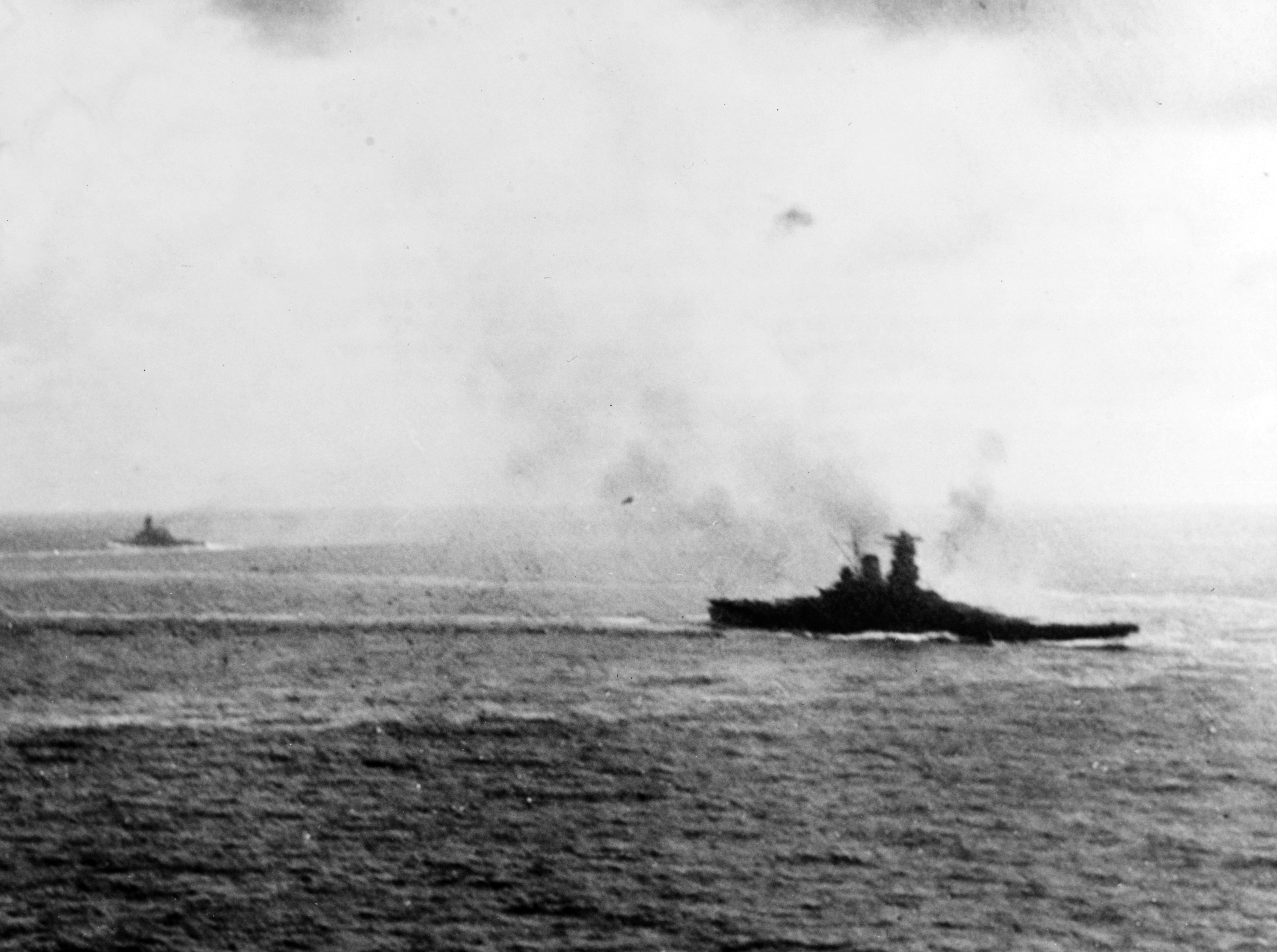
追撃する大和

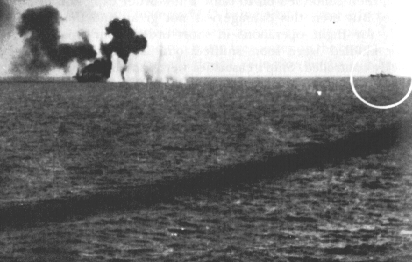
砲撃に晒される護衛空母ガンビア・ベイ（左）と、追撃する重巡洋艦利根

8時、羽黒に対し10数機が襲撃、1発が第二砲塔に命中し弾火薬庫の誘爆の危険があり注水が開始される。
魚雷にはさまれ主戦場から離れてしまった大和は8時4分に敵への進撃を再開、8時14分に観測機（今泉馨中尉機）を射出する。同機はタフィ3に接近し空母1隻が炎上中であることを報告し、その後アメリカ軍機の迎撃にあいながらも幾度が状況報告をして9時30分に触敵を諦めサンホセ基地に帰投している。8時10分、空母（恐らくカリニン・ベイ）に砲撃をしていた榛名は左艦首方向に全く異なる空母部隊を視認する。これはタフィ3の南東で行動していた第2集団「タフィ2」であった。榛名艦長重永主計少将はこれを砲撃すべく接近するが低速の榛名は追いつくことができずまもなく振り切られた。8時30分頃榛名は再びタフィ3への追撃を開始した。
8時20分に金剛が煙幕を抜けて、ジョンストンを発見した。同艦は金剛へ40発の5インチ砲を撃ち込み数発の命中弾があったが、金剛はひるむことなくジョンストンに対して反撃を開始したため、ジョンストンは慌てて煙幕の中に逃げ込んだ。その後煙幕が晴れ、ガンビア・ベイが筑摩から砲撃を浴びているのを見たジョンストンは直ちに救援のため筑摩への攻撃を開始した。
8時26分、スプレイグはジョン・C・バトラーとデニスに敵巡洋艦と猛攻にさらされている護衛空母の間に立ちふさがるよう指示、2隻は左翼に移動する。ジョン・C・バトラーは魚雷を保持している唯一の駆逐艦だったが有効な射点につくことができなかった。またレイモンドが利根に接近し砲撃、利根もガンビア・ベイへの砲撃を一時中止しレイモンドを砲撃している。この間デニスは直撃弾3発を受けジョン・C・バトラーの煙幕に退避した。
8時30分、多数被弾し速力が17ノットまで低下したホーエルはそれでも退避することなく果敢に戦い続けていた。日本の巡洋艦に6,000ヤードまで近づき5本の魚雷を発射、その後退避しようとしたが猛射を浴びせられ、もはや速力が落ちているホーエルは退避できず多数の命中弾を浴びた。
その後ホーエルは左に傾いたため総員退艦が命じられ、8時55分ホーエルは転覆して艦尾から沈んでいった。総員300人のうち253人が戦死、わずかに生き残った乗組員のすぐ近くを、日本艦隊が進んでいった。大和の艦橋から海上を漂うホーエルの乗り組員を見下ろした宇垣は「彼等は我が艦隊の堂々たる追撃を如何に見たらん」という感想を抱いた。同じ頃サミュエル・B・ロバーツも命中弾を受けその後も連続して命中弾を受ける。同艦は9時10分に総員退艦が下令され、10時5分に沈没した。
8時45分、南西に進撃する第十戦隊は空母2隻を視認、木村進司令官は左雷撃戦を決断、しかし雷撃開始前に敵空母が煙幕に隠れてしまう。直後の8時48分頃、左前方から接近する駆逐艦を発見。これがガンビア・ベイを守ろうとするジョンストンであった。ジョンストンが魚雷を撃ったように見えた矢矧は右に回避しつつ高角砲で応戦、麾下の駆逐艦もそれにならった。ジョンストンはこの付近にいる唯一のアメリカ軍駆逐艦となったため、日本軍の巡洋艦と駆逐艦の集中砲撃を受け、前部砲塔は沈黙し艦全体が炎に包まれた。針路を狂わされた第十戦隊は8時59分に再度突撃針路につくと、9時5分アメリカ空母に対して雷撃を行ったが10kmの遠距離雷撃のため命中弾はなかった。
ガンビア・ベイも他のアメリカ軍艦艇から落伍し集中砲火を浴びて停止し大きく傾斜していた。格納庫内の艦載機が誘爆し、航空燃料が漏れて格納庫内は大火災となり、爆発でエレベーターが吹き飛ばされた。なおも砲撃が続くが距離が近くガンビア・ベイの装甲が薄かったため、徹甲弾は命中しても艦を貫通し炸裂しなかった。8時45分にヴェーウェグは機密書類の焼却と総員退艦を命じた。それでもガンビア・ベイは10分以上海上に浮かんでいたが、9時過ぎに転覆して海中に没した。海中に1,000人以上の乗組員が投げ出されが、救助が遅れて2日間海上に漂流することとなり、サメの餌食となった水兵も多数に上り、救助されたのは800人であった。
ガンビア・ベイを守ろうとしたジョンストンも最期を迎えつつあった。第十戦隊の駆逐艦はジョンストンに肉薄し斉射を浴びせたが、ジョンストンも反撃を試みている。それでも9時45分に機関が停止するとエヴァンスは総員退艦を命じた。沈みゆくジョンストンに雪風が接近したが、その際退艦する短艇に対し雪風の機銃員が射撃を加えたのを見た寺内正道艦長は、「逃げる者を撃ってはならぬ、撃ち方やめ、やめ」と大声で制し、10時10分にジョンストンが沈没するときには敬礼をし、ジョンストンの短艇はそのまま見逃した。

#### 追撃中止

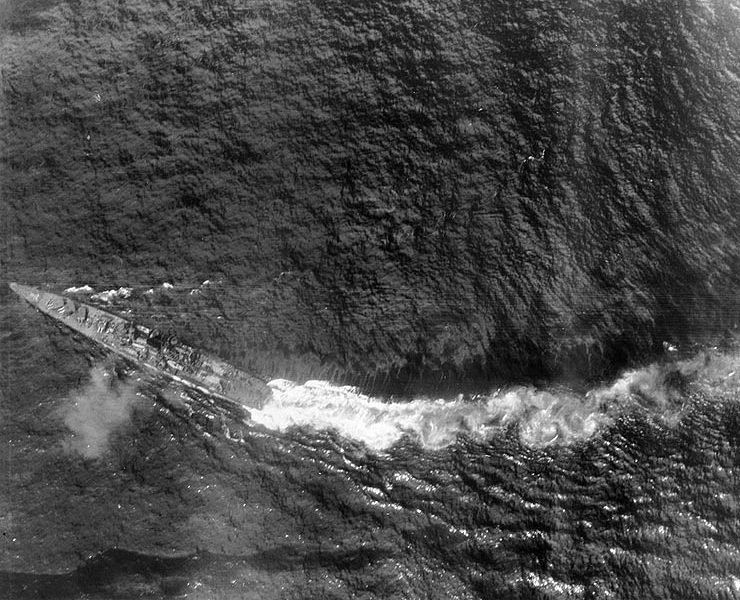
空襲を受ける筑摩。艦尾が潰れており、被雷後であることがわかる

8時51分、進撃する鳥海の左舷中部に被弾、同艦はにわかに左に旋回し落伍する。同じころ筑摩も敵艦載機の攻撃を受け左舷艦尾に魚雷が命中、艦尾が大破し沈下、舵も故障し左に旋回して落伍した。同じころ、榛名と金剛の目撃情報を受け大和はもう1機の観測機（安田親文飛曹長機）を射出し南東の空母部隊に向かわせる。同機は8時55分に敵空母発見を報告、栗田は南東と南西に2個空母部隊がおり、自軍はその中間にいることを知る。
8時53分頃、筑摩は魚雷1本を艦尾に受けて火災が発生した。艦艇研究家の木俣滋郎によれば、この攻撃は護衛空母ナトマ・ベイから発進したTBF アヴェンジャーによる雷撃で、これにより舵故障と速力低下のため艦隊より落伍したが、利根は羽黒に続行した。
9時の段階でタフィ3に肉薄して攻撃するのは重巡2隻だけとなった。2隻は果敢にタフィ3を攻撃し数隻の撃沈を報じているが、アメリカ側の記録では損害はヒーアマンが筑摩からの攻撃を受け命中弾多数（筑摩落伍により難をのがれる）と上記のジョンストンと第十戦隊の交戦だけである。
この時点で第一遊撃部隊司令部には各部隊から戦況報告はなく、海域に散ばっている状況で統制が取れなくなりつつあった。また攻撃開始から2時間が経過し、敵を高速機動部隊だと思い込んでいたこともあり、このままではいたずらに燃料を消費してしまうだけだと思われた。そこで栗田は9時11分に各艦艇に「逐次集まれ　我0900の位置ヤヒセ43」と下令。次いで9時27分に「我針路30度速力20ノット」と知らせ、艦隊の再集結を命じて北上した。このころ大和から見てレイテ湾方向である南西側は、タフィ3がばら撒いた煙幕や硝煙がいまだ多く残留しており、その方向に向かうのは危険であった。そのため若干遠回りになるが見通しのきく北方へ針路をとって集結しようと判断したのである。

#### 落伍艦の処分

サマール沖海戦後沈没する巡洋艦と周辺を航行する駆逐艦。艦容から筑摩ではないかと思われる。その場合周辺にいる駆逐艦も野分である可能性が高い

サマール沖の戦闘で損傷した艦艇のうち、自力航行が可能だった熊野は既にサンベルナルジノ海峡に向けて退却していたので、戦場に取り残されたのは鳥海、筑摩の2隻だった。10時6分に鳥海に対して駆逐艦藤波が、11時40分には筑摩に対して駆逐艦野分が救援に派遣された。藤波の発した無電によると鳥海はサンベルナルジノ海峡への退却を始めるも21時40分頃に航行不能となり、藤波が生存者を救助の後雷撃処分、藤波はコロン湾に向かったとある。
筑摩の方は野分が到着した時点で沈没していたとも言われている。野分は生存者の救助後、退却する第一遊撃部隊を追尾するが、機動部隊本隊の攻撃から反転南下してきたハルゼー直卒の高速戦艦部隊に25日の深夜に捕捉される。野分は軽巡ヴィンセンス、ビロクシ、マイアミ、駆逐艦オーエン、ミラーによるレーダー射撃を受け大破、最後は駆逐艦の魚雷を受けて沈没した。艦長以下272名全員が戦死した。筑摩乗員も野分に乗艦していた120-130名は全員戦死し、野分に救助されずに漂流しアメリカ軍に救助された1名のみ生還した。

#### 遭遇戦の終結
10時00分、集結しだした残存艦艇からの報告を纏めた第一遊撃部隊は戦果報告として「1YB機密第251000」を打電した。その後11時には戦果判断の訂正を行っている。この報告を受けた大本営や連合艦隊司令部では水上艦隊単独での敵高速空母部隊の一群撃破に大いに喜んだ。豊田連合艦隊司令長官は全軍に「GF機密第251251」を発して健闘を賞賛した。大本営も午後に陛下に奏上を行い、その後1715時に連合艦隊へ「奏上せる処第一遊撃部隊が奮戦大いに敵艦隊を撃破せるを深くご満足に思召さる」旨を通達している。
実際のところ第一遊撃部隊が戦ったのは低速の護送空母を中核とした護送空母部隊の一群であり、戦果も護衛空母ガンビア・ベイと駆逐艦ジョンストン、ホーエル 、護衛駆逐艦サミュエル・B・ロバーツ が沈没し、護衛空母ファンショウ・ベイ、カリニン・ベイ、キトカン・ベイ、ホワイト・プレインズが損傷したに留まった。何故このような戦果誤認が起きたのかは日本側は戦争が終わるまでこの戦果を信じていたため検証されることもなかったが、戦後正確な戦果などが判明するにつれ
- タフィ3の各護衛空母がスコールや煙幕を利用してたびたび姿を隠したこと。
- 護衛の駆逐艦が煙幕を展開し、進路妨害のための雷撃などをおこなったので、追撃する第一遊撃部隊の足を鈍らせ混乱させた[420][421][注釈 155]。
- 航空機も弾切れとなったにもかかわらず投弾のフェイントをおこなったり機銃掃射を行って阻止行動を行い第一遊撃部隊の追撃を鈍らせた[422][423]。
- 雷撃を仕掛けるため第十戦隊の矢矧と第十七駆逐隊が接近しているが、燃料が不足しだしていたため近距離まで接近せず遠距離雷撃を行ったので目標の正確な確認ができなかった
- もっとも接近したのは羽黒と利根だが相手を「護送空母」と認識していたのは羽黒のみで、利根や雷撃戦を実施した第十戦隊は「レンジャー級」「エンタープライズ級」もしくは「インディペンデンス級」であると報告し、離れた位置にいる艦隊司令部はこれを鵜呑みにした[424]

などの要素により戦果誤認に繋がったと考えられている。

#### 第七次対空戦闘（通算）
※以後、対空戦闘の回数については戦史叢書の表記（348p）に準じる。
この集結運動の合間にもアメリカ軍機による空襲は継続していた。10時17分、南方より20 - 25機ほどの艦載機が接近するのを榛名が発見、編隊は大和、金剛、榛名と、艦隊から少し離れていた鈴谷に襲い掛かり、大和は1発、長門は4発の至近弾を受けた。金剛はスコールに隠れて雷撃を躱し、鈴谷も数発の至近弾を受けたが被害はなかった。
10時30分頃より、約30機の雷撃機による第二波攻撃が始まる。今度は大和、長門、榛名、鈴谷、能代が目標になり、榛名が計4発、鈴谷が1発の至近弾を受けた（雷撃は全艦回避）。鈴谷はこの至近弾で火災が発生、これに装填中の九三式酸素魚雷が誘爆、11時15分、艦長の寺岡正雄大佐は総員退艦準備を指示する。白石司令は利根への旗艦移乗を決断し利根から短艇を呼び寄せる。司令は寺岡大佐へ総員退艦を指示するも大佐は応じなかった。しかし司令部移乗直後にアメリカ軍機の空襲が再開され鈴谷の誘爆も再発、12時30分、鈴谷は沈没し救助に駆けつけた沖波に艦長以下415名が収容された。沖波は救助作業により本隊と離れてしまったので、単独で撤退することになる。
第二波攻撃を退けた第一遊撃部隊は集結を終え、10時54分に麾下艦艇に「第30警戒航行序列 序列方向30度 針路零度速力22ノット」を指示、輪形陣を作ると10時56分と11時に一斉回頭を行いレイテに向けての進撃を再開した。こうしてサマール沖での遭遇戦は終了した。遭遇戦に費やした時間は約4時間であり、11時に進撃を再開したときの位置はタフィ3を発見した7時ごろにそのタフィ3がいた付近であった。
遭遇戦で4時間の足止めとなったこと、戦った相手を「護送空母部隊」ではなく「高速空母部隊」と誤認したことは、その後の栗田の判断に大きく影響する事になる。

### 第一遊撃部隊の北上

1944年10月25日。第七戦隊戦闘詳報によるサマール沖海戦後の第一遊撃部隊の隊形。駆逐艦の個々の配置位置は不明

10月25日、マケイン中将指揮の第38.1任務部隊所属の空母ホーネット艦載機より撮影されたサマール沖を北上する第一遊撃部隊

#### 上陸地点の戦況
25日の日本側の航空攻撃は散発的であり、第十六師団は苦戦を強いられていた。師団長の牧野中将は第二線陣地への後退を命じたが、アメリカ軍の猛追を受けて師団司令部のあるダガミ付近まで押し上げられてしまった。師団が掌握している兵力は約三千にまで損耗し、火砲も食糧も大部を失い、将校も多くが戦死した。それでも一部の取り残された兵力がブラウエン北飛行場地区などで抵抗を続けており、カトモン山（沿岸から約5km）でも日本軍の残余が抵抗を続けていた。上陸地点は日米両軍が入り乱れて戦い、それに伴う砲撃による爆煙に覆われている状況だった。また前日よりブラウエン地区に侵攻した戦車およそ40両を先頭とするアメリカ軍2個大隊は同地の日本軍を駆逐しドラッグ方面の制圧を完了した。

#### 進撃の再開
レイテへの進撃を再開した11時前、南西方面艦隊から第一遊撃部隊の北100kmの地点「ヤキ1カ」に、9時45分時点で機動部隊が存在するという電文が届いた。第一戦隊参謀末松虎雄少佐の証言では、同じレイテ湾進撃再開前後に北東方向水平線に艦載機が発着艦しつつある光景が望見されたと証言している。11時13分には長門より右25度方向に水上艦艇のマストを発見したがまもなく消えたと報告があり、第一遊撃部隊周辺での敵部隊発見報告が頻発する。戦後GHQによって行われた聞き取り調査で、栗田はこの頃宇垣から「当面の南方の母艦群（タフィ3のこと）のほかにも北方に敵らしいマストを認めたので、これを攻撃すべく向首してはどうか」と意見具申がされたが、栗田はレイテ湾への突入が遅れるので進撃を継続させたと証言している。
11時20分、第一遊撃部隊は「1YB機密第251120電」を打電し、関係各部隊へ進撃再開を通達した。
この「レイテ湾進撃再開」の決断を栗田がしたことは第一戦隊司令官で同じ大和の艦橋にいた宇垣には意外だったようで、自身の日誌『戦藻録』にも「11時20分の頃に至り『何を考えたか』針路を225度としてレイテ湾に突入すと信号せる」とレイテ湾突入の命令に不満があったことを書いている。
11時45分、大和は観測機1機を射出してサマール島北東海域の敵部隊捜索を実施させるとともに、各艦に輸送船団への突入を行うことを信号で通達している。直後の11時51分、大和見張り員から「左舷正横方向にマスト5本を発見」という報告が上がるが、出発したばかりの長門機からは何も報告はなかった。だが12時4分にも「先のマストはペンシルベニア型戦艦1及び駆逐艦4隻なり」と報告があり、大和艦橋内で議論となった。宇垣は「第三部隊が突入後東航してきたのではないか？」と考え、近寄って確認すべきと助言したが、栗田は突入を優先したためそのまま進撃し、間もなくマストも視界から消えていった。
11時50分、栗田は南西方面艦隊、第一第二両航空艦隊宛に報告のあった敵機動部隊を攻撃し無力化するべく、「ヤキ1カの敵を攻撃されたし」の電報をうっている。
「大和戦闘詳報」では、「ヤキ1カ」電とは別に、同じく第一遊撃部隊の北方海域である「ウキ5ソ」の敵空母3隻へ、第六基地航空部隊が攻撃指令を出している「6FGB機密251103番電」（詳細は後述）をこの頃受電している記録がある。この記録は戦闘詳報には着電欄に記載はなく、「1140頃と推定」の但し書があるだけのため、いつ受電したかの正確な時間は不明だが、発信時刻から考えて、ヤキ1カ電がこの1103番電である可能性は低いが、但し書の1140時着電が正しいのなら、この後の12時26分に栗田が反転の決断をしたとき、この電文情報が影響を与えていた可能性はある。

#### 第八次対空戦闘～反転
12時7分、榛名が左160方向から接近する27機の敵編隊を発見、12時17分大和が発砲したのを皮切りに対空戦闘が開始された。大和・長門・金剛・榛名・利根・羽黒・能代が狙われるが、大和、金剛、羽黒は攻撃を躱す事に成功している。長門は艦首に急降下爆撃による1発が命中したが、貫通して舷外に出てから爆発したので至近弾となった。この他14発の至近弾を受けている。
12時42分に能代、12時46分に榛名がそれぞれ急降下爆撃を受け至近弾2発の被害を受ける。そして利根も12時41分に急降下爆撃を受けて右舷後部に1発が命中、操舵装置が破壊されて人力操舵に切り替えたが艦隊から落伍した。だが乗員による応急処置が功を奏して約1時間で操舵装置が回復し、徐々に速力を回復させつつ艦隊への合流を図った。
こうした対空戦闘が続く最中の12時26分、栗田は参謀の進言を受けヤキ1カの敵を攻撃すべく反転する。いわゆる「栗田ターン」である。12時36分、栗田は「1YBはレイテ突入を止め敵機動部隊を求め決戦」と無電し反転を各部隊に通達する。しかしその位置に機動部隊は存在せず、この点は戦後論議の対象となった。
小柳の陳述によれば、反転した理由は下記の6点にまとめられる。
1. 志摩艦隊から西村部隊の全滅を知らされたこと
2. 栗田艦隊のレイテ湾接近が大幅に遅延したこと
3. アメリカ空母から発信されたと思われる増援要請の電話傍受により2時間後に航空機が飛来すると予想されたこと
4. 空母機にレイテ島の野戦基地に着陸するよう命じた電話の傍受により基地機との共同攻撃が予想されたこと
5. 別の機動部隊が北方から接近すると考えられたこと
6. レイテで戦闘を継続した場合、更に多量の燃料を消費すると予想されたこと

当時大和に通信士官として乗り組んでいた都竹卓郎によれば、第一遊撃部隊が反転北上した頃に日本海軍内でイメージされていた米艦隊の動向は、
1. 敵機動部隊は北、中央、南の3群に分かれている
2. そのうち南方群が明け方第一遊撃部隊と交戦（77.4任務部隊のこと）
3. 中央群は南方群救援のため南下を開始、昼過ぎから第一遊撃部隊に攻撃を加えている（第38.2任務部隊のこと）
4. 北方群(中央群から分離)が、小沢艦隊に向かいつつある（第38.3および4任務部隊のこと）

というものであった。
第一遊撃部隊のレイテ湾突入意思の喪失がいつ起こったかは諸説ある。一般的に伝えられる話としては、最初に反転を進言したのは作戦参謀大谷藤之助中佐であり、それを受けて先任参謀山本祐二大佐が栗田に伝えた。栗田は自分ひとりで決定したと伊藤正徳に述べたが（詳しくは後述）、小柳は参謀会議を開いて全員一致で決定したと戦略爆撃調査団に陳述している（一般的な決定経過は原勝洋『日米全調査 決戦戦艦大和の全貌』など多くの書籍に記されている。その議論の詳細は下記）。

#### 軍令部の状況判断
この時の軍令部の状況認識も第一遊撃部隊と同様であった。まず機動部隊本隊からのこの日の報告電文は軍令部にも未達が多くあり、この時点で届いていたのは「敵艦上機の触接を受けた」というのと、「旗艦が大淀に替わった」という報告との2通だけであった。しかし、これらはハルゼー機動部隊の誘致成功を示唆する内容ではなく、そのため大本営でも機動部隊本隊の敵の北方誘致は成功していないと判断していた。
問題の「スルアン島灯台の5度113浬付近に0930時敵空母3、戦艦多数あり」という情報も、第一遊撃部隊に届いたとされる11時前後に、第二航空艦隊や第六艦隊など、他部隊にも似た内容の情報が入っている事が記録されており（後述）、軍令部にもその情報が届いていて、昨夜サンベルナルジノ海峡東方にいた敵機動部隊は南下したと考えていたことが当時の関係者の証言などで分かっている。
これらの状況判断により、第一遊撃部隊からレイテ湾突入を取りやめて反転北上をする旨の電報が届いたとき、軍令部も連合艦隊もこれに対する措置は何も執らなかった。それどころか反転北上は、南下するハルゼー機動部隊の大群に航空援護もなく自艦隊だけで突っ込んでいくものと認識され、伊藤整一軍令部次長は「却って危険だ」と発言している。軍令部では第一遊撃部隊は単独でアメリカ軍全力を相手にしていると考えていたのである。

#### 第九次対空戦闘
第八次対空戦闘が済んで間もない13時10分、新たに接近する敵編隊（50 - 100機）を探知、13時22分より約1時間に渡る対空戦闘が開始される。
13時28分、金剛が約20機の艦爆による急降下爆撃を受け、5発の至近弾を被る。そのうちの3発が右舷バルジ等に損傷を与え300トン近い重油が流失し、榛名も艦首付近に計6発の至近弾、13時30分に左舷に5発の至近弾を受ける。また撃墜した艦爆1機が左舷後部に墜落している。
艦隊を追従していた利根は13時30分、艦尾方向から急降下爆撃を受けて1番高角砲後部に命中したが不発だった。14時04分にも至近弾1発を受けるが損害はなく、14時20分には大方の敵を撃退した。
13時34分、羽黒が急降下爆撃を受け、左舷に3発、右舷に1発の至近弾を受ける。13時40分頃にも攻撃を受けるが、こちらは全弾回避した。
13時38分、大和が右舷中部に至近弾2発を受ける。長門も13時30分頃に右舷艦首部に至近弾2発を受けるが、両艦とも大事には至らなかった。続いて13時40分前後より第二波攻撃を受けるが、こちらは被害なく回避している。
14時30分、敵機が立ち去る先の水平線に着艦作業をする空母を大和見張り員が発見、これが目標の敵機動部隊だと考えた栗田は14時45分に「我1430地点モツ三ツ30度方向視界限度付近にヤキ1カの敵空母群らしきもの発着艦をなしつつあり」と打電している。また、この頃小沢艦隊から12時30分発の1KdF機密第251231番電を受ける。だが電文を確実に受電できず、しかも発電から4時間も経過してからの受電となった

#### 第十次対空戦闘～決戦の断念
15時15分、大和が敵編隊を電探で探知、30分に再度捉え15時50分より2群に分かれた敵艦載機の空襲を受ける。
15時52分、大和が急降下爆撃を受けるがこれを回避、以後も複数機による爆撃を回避したが16時頃の爆撃で左舷中部に2発の至近弾を受ける。長門も15時57分以後断続的に爆撃を受け、計4発の至近弾を被る。
16時09分、金剛と榛名も断続的な爆撃を受ける。金剛はこれを回避したが榛名は計5発の至近弾を受ける。この他矢矧も同時刻に爆撃を受け、2発の至近弾を受けている。
この第十次空襲は第九次と異なり敵編隊は北東方面から来襲し、その帰路は70度の方向に変化していた。これは北方から南下する米機動部隊が第一遊撃部隊の東方を迂回しながら南下していると栗田らは考えた。相手がこちらに接近せずに迂回しだしたとなれば、会敵の可能性は低く、かといってここあら再びレイテ湾に向かうのはもう無理であった。
こうして16時12分、栗田長官は第十次対空戦闘終了後、米機動部隊との決戦を諦めサンベルナルジノ海峡に向かう針路をとった。

### 撤退戦
16時16分、サンベルナルジノ海峡に退避する第一遊撃部隊の上空を第6基地航空部隊の攻撃隊約60機が通過する。サマール沖で第一遊撃部隊が会敵したアメリカ艦隊を攻撃するために出撃した部隊だったが、今作戦で初めて見る友軍編隊の雄姿に疲れきった艦隊将兵の生気が蘇ったという。だが16時40分、第一遊撃部隊は約40機の艦載機の空襲を受ける。

#### 第十一次対空戦闘
25日なって通算6回目の空襲は、16時28分に艦隊に合流できた利根の電探が探知し、16時30分に長門が約30機の編隊を190度方向に視認した。攻撃は大和、長門、榛名、利根、矢矧、早霜に集まり、大和は全弾回避したが、長門は左舷後部に4発の至近弾、利根は右舷に1発の至近弾、榛名は16時43分に左舷に10数発、更に16時49分にも右舷前部に3発の至近弾を受ける。このうち右舷前部の至近弾が第5缶室用送風機を停止させ、第一煙突から黒煙が上がった。矢矧にも16時45分に艦爆8機による急降下爆撃が行われ2発が至近弾となり、第一発射管に火災を起こし船体にも小破孔を生じさせた。
早霜は16時52分、急降下爆撃を受け1弾が命中、火災が発生して停止した。落伍した早霜に米軍機は銃爆撃を浴びせ続けたので、栗田長官は秋霜を警戒につけてコロン湾まで避退するよう指示、だが1時間後に修復した早霜は秋霜に嚮導されながら第一遊撃部隊を追って18時30分にサンベルナルジノ海峡を通過した。なおこの対空戦闘のさなか、友軍の九九式艦爆数機が友軍による敵艦隊への空襲と誤認し攻撃に参加、羽黒を攻撃してしまう。栗田は17時10分に基地航空隊に誤爆されている旨の警告文を発した。

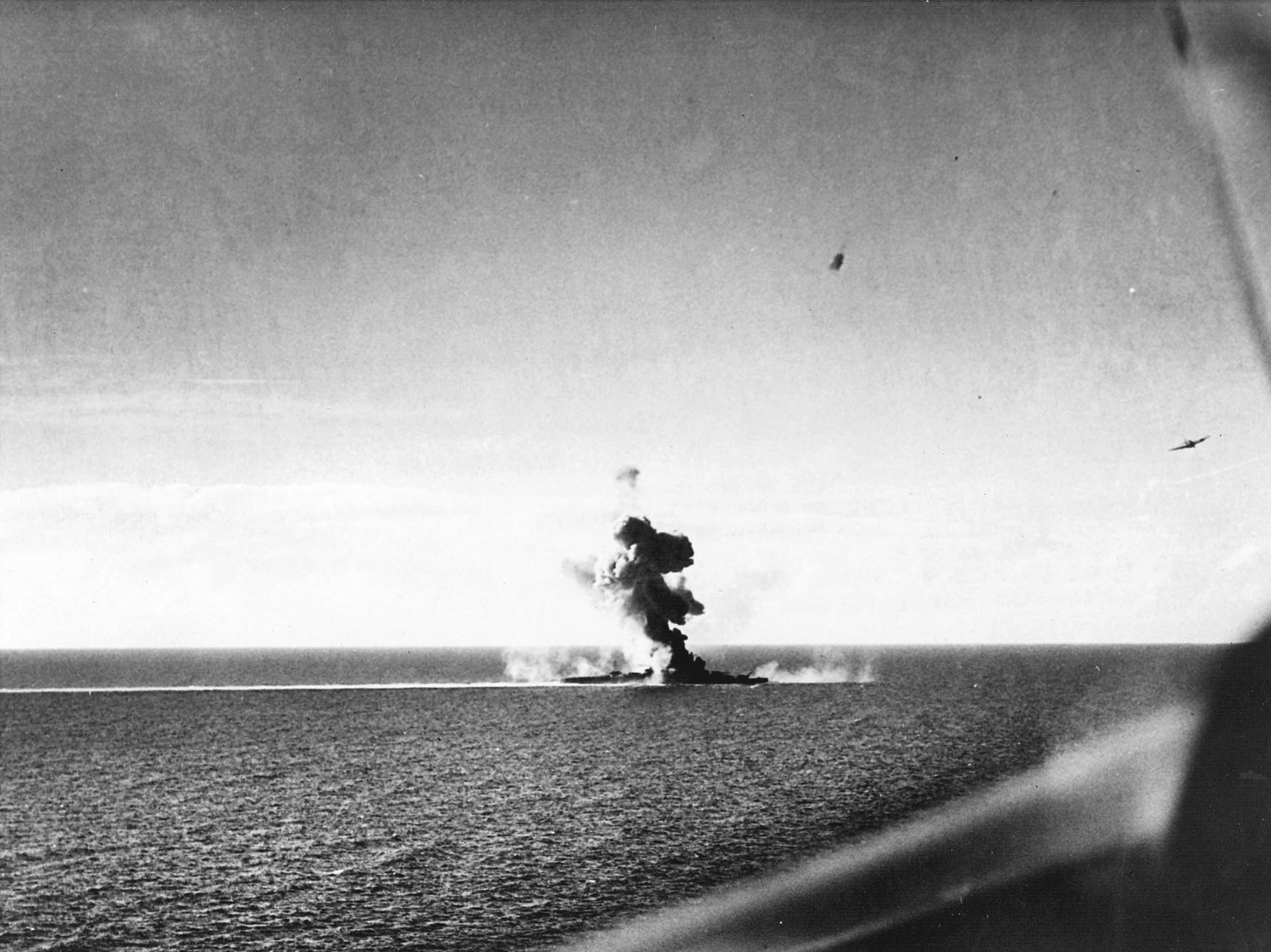
ハンコック艦載機の空襲を受け煙突付近に命中弾を受けた熊野。前日の海戦で失った艦首も確認できる

サマール沖で大破し単艦で退避する熊野も正午前に瑞雲2機、天山艦攻1機の誤爆を受けている。同艦は翌26日早朝にもアメリカ空母ハンコック艦載機の空襲を受け煙突付近に爆弾を受け速力が2ノットまで低下する。しかし午後には退却してきた第二遊撃部隊から駆逐艦霞と重巡洋艦足柄が救援に駆け付け、応急修理で9ノットまで出せるようになり、夕刻には無事にコロン湾に到着した。
ハルゼーは16時1分に速力28ノットを命じ続いて夜戦準備を下令、26日1時に海峡に到達することを予告した。第2群には東方海上で待機し航空機による支援体制を整えた。これによってバッジャの第5群は撤退しつつある第一遊撃部隊を追ったものの、部隊は21時5分頃に海峡を通過しており、第34任務部隊第5群との時間差は3時間あった。
19時25分、栗田は連合艦隊司令長官よりGF機密第251647番電を受信、これは部隊の反転北上を追認するものだった。20時07分には軍令部より軍令部機密第251715番電を受信、一連の戦闘経過が奏上され、陛下より満足である旨のお言葉を賜ったことを知らされている。

#### 26日第一次対空戦闘
21時35分、サンベルナルジノ海峡を通過した第一遊撃部隊は翌26日も米機による空襲にさらされ続けた。7時53分、敵艦上機5機の接触を受けた栗田は、8時20分に関係各隊に宛てて敵艦上機による接触を受けている旨を通報する。（1YB機密第260820番電）
それから間もない8時35分、接近する20数機のアメリカ艦載機を長門が発見、対空戦闘が始まった。
米編隊は西方に迂回しながら接近しつつその数を増やし、最終的には80機近い編隊で第一遊撃部隊に襲いかかった。9時頃まで約20分にわたり行われた攻撃で大和は右舷前甲板に爆弾2発が命中し、長門は左舷艦首と右舷艦尾に2発ずつの至近弾を受ける。榛名も左舷側100mの至近に小型爆弾約30発の至近弾を受けている。金剛、羽黒、利根、矢矧も少数機による雷爆撃を受けたがこちらは回避している。
能代はこの空襲で最も集中攻撃を受けた。8時45分に高角砲の弾薬供給所に1発命中し、続いて8時49分に9機の攻撃機による波状攻撃で魚雷1本が左舷の第二第三缶室の間に命中して満水使用不能、進水は更に他の缶室にも広まり左舷に16度傾斜して航行不能となった。
栗田は、浜波に能代救援とポートプリンセサまでの曳航を指示し、能代も応急修理で傾斜を8度にまで復元して曳航準備を始めた。しかしその準備が完了した10時30分頃、運悪く米編隊の二度目の空襲が始まってしまう。

#### 26日第ニ次対空戦闘

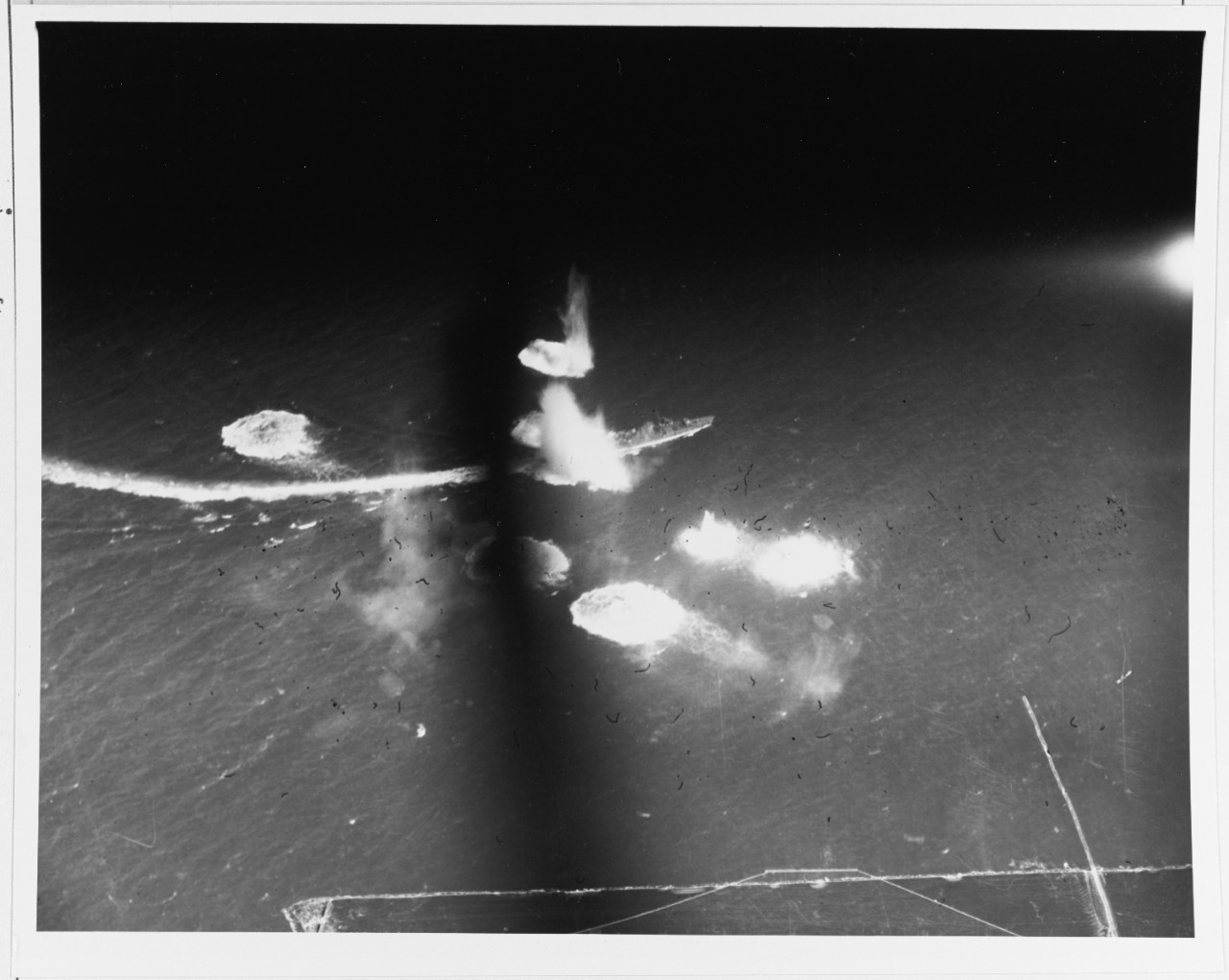
ミンドロ島沖南方で空襲を受ける日本海軍駆逐艦

第一次空襲をうけて栗田は部隊がコロン湾に入って補給を受けることは危険であると判断した。そこでコロン湾への入港を取りやめてブルネイに向かうことを決断し、9時15分に関係各隊へその旨を通知した（1YB機密260915番電）。
10時14分頃、大和の電探が接近する敵編隊を探知、10時30分頃には曳航作業中だった能代に敵編隊20数機が襲いかかった。動けない状態だった能代はかわすことができず10時39分に2番砲塔右舷に命中、ほかにも数発の至近弾を受けた。それでも能代は抵抗して敵機6機を撃墜するが、魚雷命中が決定打となり艦首側より沈降、10時51分には上甲板が海面と同じ高さとなり、艦長の梶原季義大佐は11時5分に軍艦旗降下、総員退艦を指示、11時13分に沈没した。
第二水雷戦隊司令部をはじめ、生存者は護衛の浜波と、先に白石長義駆逐隊司令から本隊への合流を命じられて早霜と別れて追いかけてきた秋霜によって救助された。
一方第一遊撃部隊はB24爆撃機27機による空襲を受けていた。10時33分、金剛と榛名が接近するB24に対して発砲し、10時53分には大和も砲撃を開始した。
B24側は2群に分かれて大和と榛名を攻撃、11時に大和を狙った水平爆撃は右舷中部への10数発の至近弾となり、破片が艦橋にも飛び込んで小柳参謀長の腹部に当たり重傷を負わせ、山本先任参謀が職務を代行する（小柳参謀長は先に愛宕沈没時に右足を負傷しており、それもあわさって職務執行不可能となった）。
秋霜と分かれた早霜はアメリカ艦載機の攻撃を受け2発命中、損傷したので付近の無人島に座礁させた。翌27日、付近を通過した沖波がこれを発見し、燃料の少ない早霜に自艦の燃料を分けるために横付けする。その途中、早霜の救援に向かった藤波が接近してくるがアメリカ軍機の攻撃を受け撃沈され乗組員全員が戦死した。その後沖波は離れていくが、早霜は付近を航行する不知火を発見、しかし同艦も早霜の目前で空襲により撃沈される。結局、早霜は11月1日に那智水上機に発見され救援隊が派遣される。艦長平山敏夫中佐他生存者は生還した。
第一遊撃部隊は28日21時30分、ブルネイに帰投し、萬栄丸・八紘丸・雄鳳丸から一週間ぶりの給油を受けた。各艦の燃料は枯渇しかけており、戦艦は188 - 1,300トン、巡洋艦では40 - 190トン、駆逐艦では100 - 150トンだったとされる。

## 10月25日（基地航空部隊の戦い）

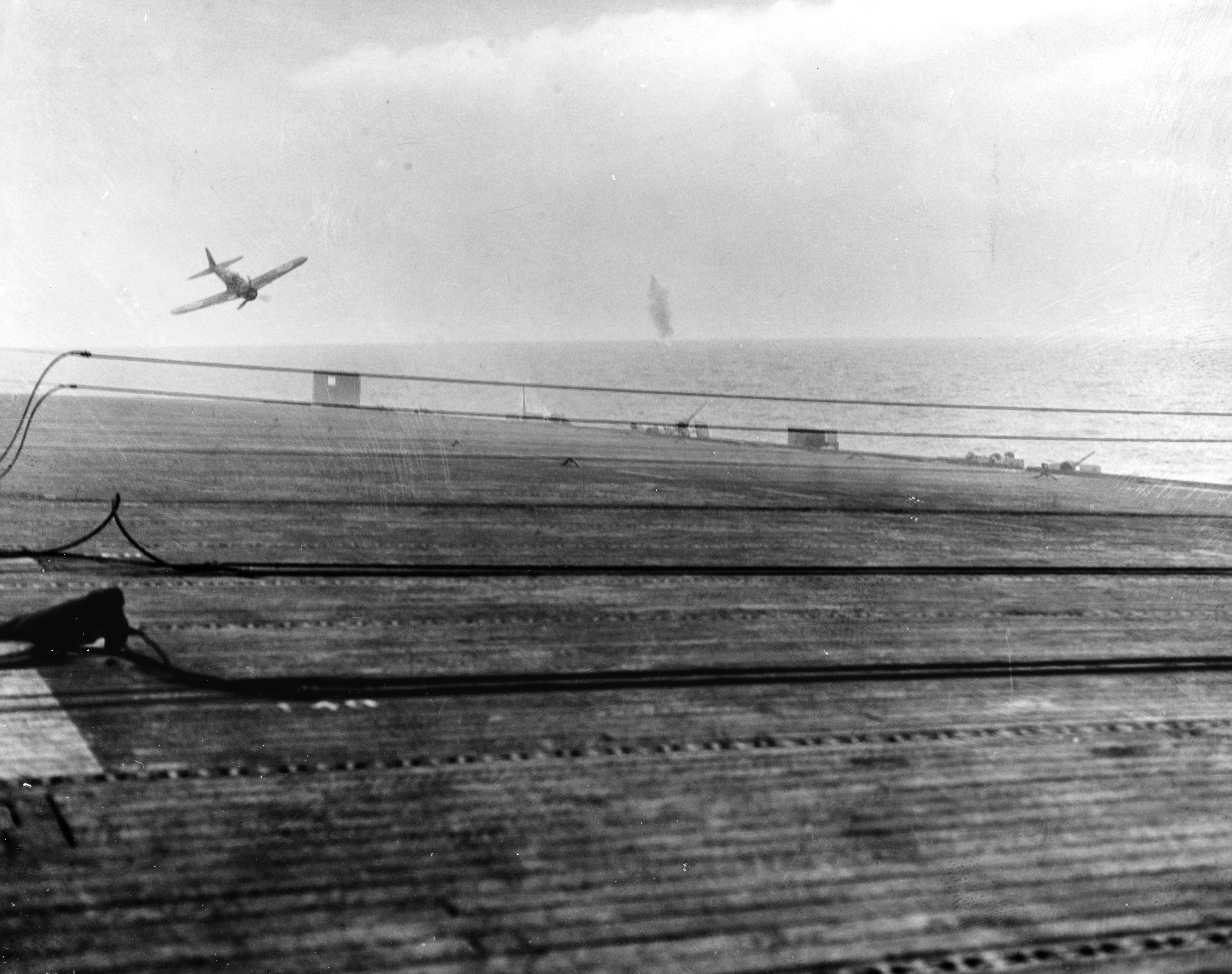
1944年10月25日、護衛空母「ホワイト・プレーンズ」に肉迫する第1神風特別攻撃隊「敷島隊」の零戦。この直後、対空砲火によって右翼に被弾、撃墜された。

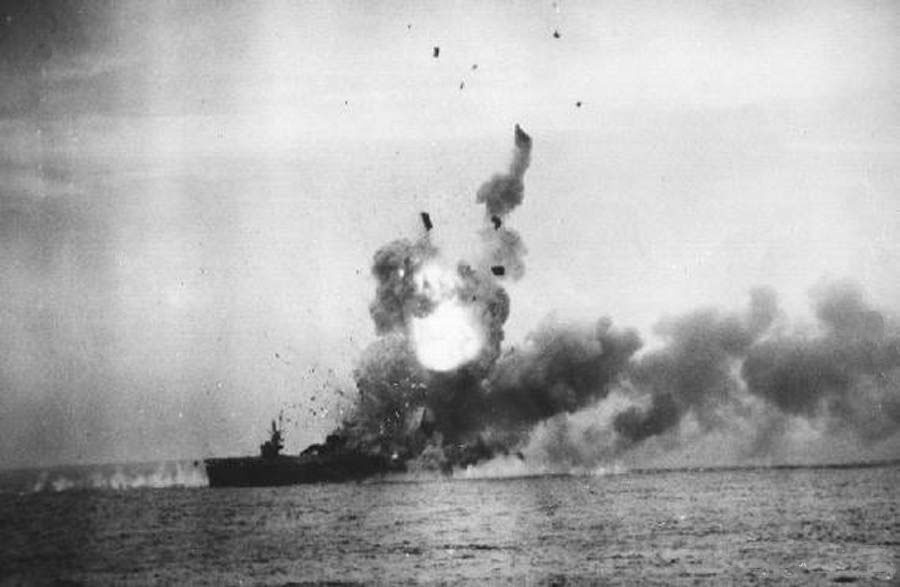
特攻機の突入で炎上する護衛空母セント・ロー。特攻による初の戦果となった

1時40分の「ヤソ3ス」での敵発見報告以降、夜間索敵出の敵情報告を受けた福留長官は攻撃隊の準備を進めるとともに、電探で捉えた敵を捕捉すべく索敵機を次々と出撃させていた。7時には第一次攻撃隊として戦爆連合約104機（零戦47機、爆装零戦28機、九九式艦爆24機、彗星5機）が出撃し、敵がいるとされるレガスピー東方海面へ向かった。ところがそれから30分後、第一遊撃部隊よりサマール島南東海域で米空母部隊と遭遇し交戦に入ったという連絡が届く。既に出撃させた第一次攻撃隊をそれに向かわせるには航続距離が足りなかったので、夜間攻撃に予定していた第二次攻撃隊の一式陸攻、銀河計10機を急きょこれに向かわせることにしたが、部隊指揮官にこの指令が届いたのが翌26日と大幅に遅れたため、結局同部隊は予定通り夜間攻撃に出撃し、敵を発見できずに帰投した。
前述している、福留長官に「ウキ5ソに空母3隻を含む敵部隊あり」という情報が届き、ツゲガラオ基地に帰投していた第三航空戦隊の残余機に攻撃を要請したのはこの頃のことである。だがこれも電報の遅延や整備の遅れなどがあり出撃はなかった。
第一次攻撃隊はレガスピー東方を進撃し、9時頃には予定針路の先端に到達したが敵を発見できず、そこから真西に針路を変えて進撃したが発見できないまま、レガスピー基地に全隊が帰還した。なおその間彗星艦爆2機が失われた。

### 神風特別攻撃隊

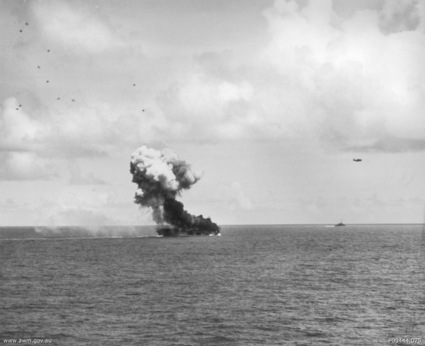
菊水隊の特攻で損傷した護衛空母スワニー

第六基地航空部隊がレガスピー東方へ全力出撃している頃、第一遊撃部隊と交戦したタフィ3に攻撃を仕掛けた航空隊がいた。後に「統率の外道」と指揮官である第五基地航空部隊大西瀧治郎中将自らが呼んだ神風特別攻撃隊。通称「特攻隊」と呼ばれる航空機による体当たり攻撃部隊である。これは台湾沖航空戦により稼動機数が僅か零戦30機程度にまで激減した航空戦力で第一遊撃部隊のレイテ湾突入を援護しなければならなかった大西が、苦肉の策として発令したものと言われている。人事及び機材改造など準備に時間がかかることから、作戦の一つとしてもともと軍令部が準備していたことは疑いないが、どのようにして大西中将が特攻戦術導入に至ったのかなどは、彼が終戦直後に何も語らずに自決したことにより未だに謎に包まれている。なお、陸軍は富永恭次中将を司令官とする部隊が「万朶隊」および「富嶽隊」の2隊を特別攻撃隊として出撃させているが、これは海戦後の11月に入ってからのことであり、海戦時は実行部隊は未だ内地で編成中であった。
特別攻撃隊は20日、「敷島隊」（隊長関行男大尉）・「大和隊」（同久納好孚中尉）・「朝日隊」・「山桜隊」が編成された。21日朝、各地から出撃したが天候不良などで会敵できず、以後24日まで3回出撃しているがどれもが帰還している。その間大和隊は2機の未帰還機が出ている。22日にはマバラカット基地で新たに「菊水隊」・「葉桜隊」・「若桜隊」が編成された。
そして25日、通算4度目の出撃が行われた。6時30分、最初に出撃したのは朝日隊・山桜隊・菊水隊だが、そのうち菊水隊がシアルガ島沖のアメリカ護衛空母群「タフィ1」を発見し攻撃、1機が空母サンティーの飛行甲板左舷前部に命中、火災を発生させた。更にもう1機ずつが空母サンガモン、ペトロフ・ベイに突入するが空母スワニーの対空砲火で撃墜された。しかしそのスワニーに最後の突入があり後部エレベーター付近に命中、菊水隊は2隻の護衛空母に損傷を与えた。これらの攻撃は本来なら「神風特別攻撃隊の最初の戦果」ではあったのだが、戦果確認に手間取り、連合艦隊司令部への報告が遅れたので、以後の敷島隊の攻撃が最初の特攻とされた。なお同日に出撃した朝日隊・山桜隊は敵を発見できず、直掩機2機を失い帰還した。
7時25分、敷島隊の零戦9機（突入隊：関行男大尉以下5機、直掩隊：西澤広義飛曹長以下4機）が出撃、10時40分、第一遊撃部隊の追撃を脱したタフィ3を発見し、直ちに突入を開始する。最初に旗艦キトカン・ベイが狙われ1機が突入する。これを辛くも回避するが搭載していた爆弾が炸裂し損害を受けた。更に空母ホワイト・プレインズを狙った2機のうち、1機が被弾後目標を替えて空母セント・ローに突入、飛行甲板を貫通して内部で爆発し、航空燃料や弾薬が誘爆、同艦は大火災を発生させ11時15分に沈没した。
同隊はセント・ロー沈没直後、2隊目の特別攻撃隊の攻撃を受ける。9時に出撃した大和隊（同隊は直掩機を含めて全機が未帰還となり、戦果確認ができていない）もしくはこの日に急きょマバラカット基地で編成された彗星艦爆2機による特攻と思われる。この攻撃によりキトカン・ベイに2機が命中（飛行甲板および後部煙突）した。
この攻撃で護衛空母1隻を撃沈、3隻を撃破した。だが海軍は正規空母の撃沈破と誤認。この後日本軍は終戦までこの戦法を正規の戦術として作戦展開していくこととなる。こうしてタフィ3は護衛空母2隻の沈没に加え戦死者は約1,200人、負傷者800人、飛行機の損失100機などの大損害を受けて撤退し、かわりに第38任務部隊第4群が護衛にあたった。この艦隊も特攻機に攻撃され、29日に空母フランクリンおよび軽空母ベロー・ウッドが損傷して避退した。

### 誤認・誤報が飛び交う敵情報告
13時頃、福留の下に第一遊撃部隊より11時50分発の「0945ヤキ1カの敵を攻撃されたし」の要請文が届く。9時40分発見のウキ5ソの敵情報もあった事から、13時05分、福留は「1305 6FGB攻撃可能全力敵空母攻撃実施」の電令を発し、大西第一航空艦隊司令長官も「全力地点『ヤキ1カ』の敵機動部隊を攻撃せよ」と麾下の部隊に命令した。
だがヤキ1カの敵もウキ5ソの敵も、早朝に発見した5カ所の敵も、全て誤認もしくは誤報であった。このうちヤキ1カの所在については後述するが、福留長官が手に入れていた「0940地点『ウキ5ソ』に敵空母3隻見ゆ」という情報も発信者の記録も受電の記録はされていない。この他にも第六艦隊では11時37分頃に麾下の潜水艦に宛てて出した「6F機密第251137番電」で触れている「0900地点「ヤンメ55」に敵空母3隻南下中」という情報もある。ヤンメ55は艦船用地点略語であり航空用にするとノキ5ソで、ヤキ1カ、ウキ5ソのおおよそ中間に位置する場所であるが、これも情報源がどこかは記述がない。
こういった発信者の記録の無い敵空母発見の報がほぼ同時刻にマニラや内地で受電され、各隊がそれに則って行動を起こしている。この他にも第61航空戦隊より麾下の彩雲偵察機からの情報として9時から9時6分にかけてヤキ1カやウキ5ソに近い4地点（ノテ4ケ、ノキ4エ、ヤキ3ク、ノツ4エの4カ所。彩雲が帰着後に報告され同戦隊より発信された）で敵を発見したという情報が11時頃に出されており、どの地点にも実際には米艦隊は存在しなかった。これらの情報に基地航空隊は振り回され、第一次攻撃隊は全くの空振りに終わった。
帰還した第一次攻撃隊は補給の後、第一遊撃部隊からの「ヤキ1カ」点への攻撃のため随時出撃した。まず13時50分よりクラーク基地より第一次攻撃の零戦28機、九九式艦爆2機が出撃、次いで14時50分よりレガスピー基地より第二次攻撃の彗星艦爆4機、15時には第三次攻撃として零戦35機、九九式艦爆23機が天山2機の先導の元出撃した。しかし第一第二次攻撃隊はどれも敵を発見できず帰還する。第三次攻撃隊は16時16分に第一遊撃部隊の上空を通過し同隊の士気を上げるが、敵を発見せぬまま17時にアメリカ戦闘機35機と遭遇し空戦となり、零戦6機と九九式艦爆2機を失い退却、19時30分にレガスピー基地に帰還した。また同攻撃隊の一部は16時40分頃より空襲を受けた第一遊撃部隊を「日本軍機に攻撃を受ける米艦隊」と誤認して羽黒に攻撃をかけている（実際653空戦闘詳報に敵艦隊攻撃戦果不明の記述がある）。
この後も基地航空隊は薄暮・夜間攻撃を企図して攻撃隊（零戦35機、天山9機、一式陸攻13機）を出したが、どれも敵を捕捉できずに帰還した。しかし退避する重巡洋艦熊野が友軍機の誤爆を受けたという情報が入り、第一遊撃部隊側からも二度に渡り誤爆があったという報告が入ったことを受け、20時に福留より「今夜の攻撃を取止めよ。味方撃ち多し」の指令がでる。大西も第一遊撃部隊に誤爆があったとし、味方識別を注意するよう麾下部隊に注意を喚起している。
こうして25日の攻撃はまたしても失敗に終わった。しかし第一航空艦隊の神風特別攻撃は成功を収めた。これにより大西の「第二航空艦隊での特別攻撃の編成要請」にかたくなに首を振らなかった福留も、従来の作戦ではもはや通用しないことを悟らざるを得ず、第51航空戦隊所属の艦爆隊による「第二神風特別攻撃隊」を編成する。同隊は10月27日より随時編成され特攻作戦を開始、こうして神風特別攻撃は継続して実施されていくことになり、以後の沖縄戦などで大々的に行われていくことになる。

## 結果とその後
日本軍は、作戦目的である輸送船団の撃滅およびアメリカのフィリピン奪還阻止を達成できなかった。アメリカ軍に一矢報いようとする日本軍の最後の試みは水泡に帰した。アメリカ軍はレイテ島に足場を築くことに成功し、フィリピン奪回を進めた。日本軍はアメリカ軍に一応の損害を与えることはできたものの、与えた損害をはるかに上回る損害を被った。しかし当時の日本軍は状況把握ができず、10月27日に大本営海軍部は敵艦隊を撃破したと発表した。この誇大戦果は、先の台湾沖航空戦の誇大戦果と合わせてますます日本軍の状況判断を誤らせることになったが、終戦まで日本軍はそのことにほとんど気付いていなかった。
日本軍は空母4隻、戦艦3隻、重巡洋艦6隻他多数の艦艇を失った。残存艦艇は、燃料の無い本土と燃料はあっても本格的な修理改装ができない南方とに分断され、組織的攻撃能力を失った。さらに本海戦後マニラ湾に集まっていた艦艇のうち、10月29日の空襲で重巡洋艦那智が大破、11月5日に再度空襲を受け沈没した。同じくマニラにいた重巡洋艦熊野、青葉は29日の空襲後本土に撤退するが熊野は米軍機の空襲にさらされ沈没、青葉のみが無事帰還した。また、ブルネイに避退した部隊でも、戦艦金剛が本土への帰航中にアメリカ潜水艦シーライオンの雷撃で撃沈されている。

### 戦果と戦況判断
実際の戦果とは裏腹に、日本軍はアメリカ軍に一定の戦果をあげたと考えていた。10月26日午前の軍令部での戦況報告会で、海軍は連合艦隊は大打撃を受け、第一遊撃部隊のレイテ湾突入による敵攻略部隊撃滅は達成できなかったが、敵の機動部隊に大打撃を与えたことが明確となったと報告し、続く作戦担当部の部内会議ではアメリカ高速空母部隊の残存空母数を正規、巡洋艦改装空母を合わせても6隻程度と判断している。10月27日、軍令部は本海戦における戦果並びに被害を大本営発表として示し、併せて本海戦をフィリピン沖海戦と呼称することを発表した。発表された戦果は撃沈が空母8隻、巡洋艦3隻、駆逐艦2隻、輸送船4隻以上。撃破が空母7隻、戦艦1隻、巡洋艦2隻。撃墜が約500機であるが、これは軍令部第一部が各部隊の報告を集計した総合戦果とほとんど一致しており、当時の海軍部内の認識は作戦は失敗したという認識よりも、敵に大打撃を与えたと認識していたことが判る。統合戦果のうち、第一遊撃部隊は自艦隊だけでも撃沈・空母4隻（内大型正規空母1隻）、重（甲）巡洋艦1隻、軽（乙）巡洋艦1隻、駆逐艦4隻。撃破・空母2隻、巡洋艦または大型駆逐艦2隻ないし3隻の戦果をあげたと判断していた。
こうしたことから、戦後になって実情が判明するまで栗田と小沢の本作戦における海軍内での評価は現在と大きく異なり、栗田への評価は高かったと言われている。ただ、連合艦隊の情報部門はアメリカ海軍の無線傍受から第一遊撃部隊が攻撃したのはアメリカ第七艦隊の護衛空母群であることに気付いていたが、戦果を訂正するまでには至らなかった。10月27日には及川軍令部総長と米内光政海軍大臣が、連合艦隊司令長官の豊田大将に対してそれぞれ大戦果を挙げたことを祝し激励の電文を送っている。
軍令部ではこのような戦況判断を基に、事後の捷一号作戦の方針を、
- 基地航空隊をもって中南比、特にレイテ方面の制空権の確保に努め、好機を得たら敵機動部隊に対して攻撃を行う
- 敵のレイテ方面への補給増援の遮断
- 陸軍地上兵団のレイテ増援の支援
- 水上兵力をマニラ、リンガ方面に配置して敵海上兵力に対する反撃に備える
- 潜水艦部隊は敵のレイテ増援補給を遮断するとともに前進根拠地に在泊の艦船、特に空母への奇襲作戦を実施する

と定めた。これは打撃を与えた空母機動部隊にとどめをさし制海空権を確保、上陸した部隊は補給路遮断と陸軍兵団の増強で対処するというもので、空母機動部隊への攻撃を重視するととれるものだった。

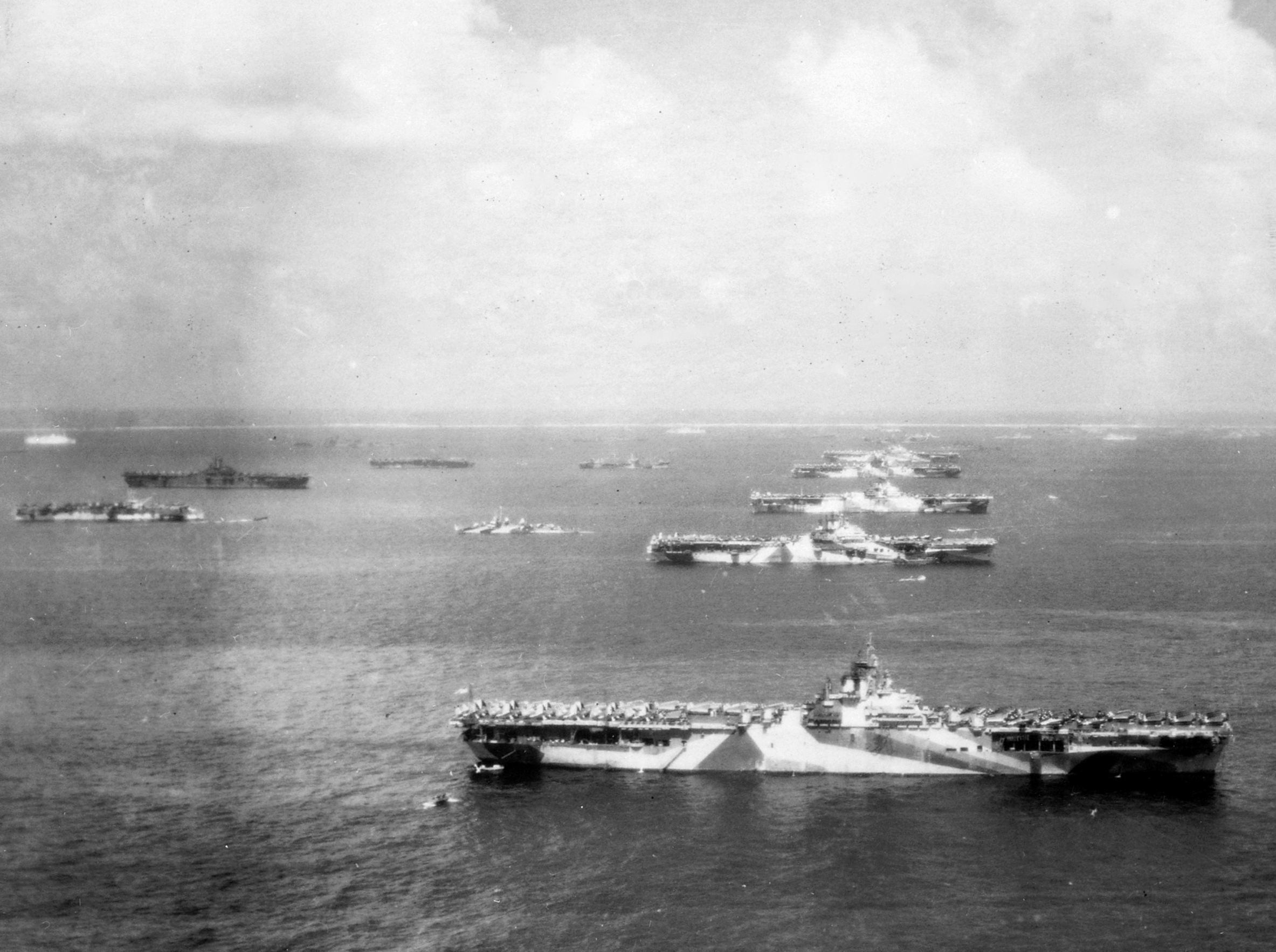
ウルシー環礁に帰還したアメリカの第38任務部隊（1944年12月）

連合艦隊側は比島中南部の制海空権が敵の手に渡った場合はルソン島での地上決戦は成立しないという考えをもっており、陸軍のレイテ決戦への方針転換に賛同していた。10月27日にフィリピン周辺での一連の海戦を見届けると、10月27日夕刻に「GF機密電第271715番電」にて、
- 陸軍と共同して第一第二十六各師団などの兵力のレイテ移送への協力
- 南西方面艦隊は所在基地航空部隊と協力して上陸部隊の直掩護衛空母や輸送船の撃滅すること
- 第一遊撃部隊は比島又は北部ボルネオ方面を拠点として陸軍上陸部隊の間接護衛を行うこと
- 潜水艦部隊は全力を比島方面に集中し敵輸送路の遮断と敵機動部隊の捕捉撃滅を行うこと
- 機動部隊本隊は一部は補給の上内海西部に回航。4航戦、第31戦隊は特別攻撃隊兵力を比島方面に急送すること

などを指示した。これを受けて南西方面艦隊では麾下の第二遊撃部隊と第一連合航空部隊（第五第六基地航空部隊の合同部隊で福留長官が指揮官、大西長官が次席指揮官兼参謀長を務める）でレイテ増援の陸軍部隊の海上護衛任務を遂行、海戦に生き残った艦艇で輸送任務に適した中小艦艇をマニラに集結させ多号作戦を実施する。しかし9次にわたるこの輸送作戦でも日本軍は多くの艦艇を喪失し、レイテ島上陸のアメリカ軍の撃退は叶わなかった。
一方で海戦で損害を受けた損傷艦への修理は、継続するレイテ島での戦いに支障になることが懸念されたので、タンカーや海防艦、駆逐艦などの小艦艇の修理が優先され、大艦の修理は後回しにすることが海軍次官だった井上成美中将を中心に決定される。これに対して軍令部などでは次長の伊藤整一などから反対があり、議論の末戦艦などの修理は後回しとするが余力ができれば行うこととされた。また壊滅した空母戦力は、その再建が長期化することなどから、軍令部は第三艦隊を解隊することを決断、これに伴い第一機動艦隊も解隊となり、同じく第一機動艦隊を構成していた第二艦隊は連合艦隊直轄となった。こうして開戦以来日本とその周辺を席巻した「空母機動部隊」は消滅した。

### 戦訓
この海戦での連合艦隊の指導した「航空支援のない水上艦艇による突入作戦」は、制空権が重要となった第二次世界大戦では成功はほぼ不可能というのが常識となっており、小沢や栗田ら開戦以来前線で戦ってきた前線指揮官たちもそのように考えていた。作戦前の9月10日に小沢より「第一遊撃部隊に航空協力をする航空戦隊1個を配属すべき」と意見具申がなされているのもそれが理由である。
しかし連合艦隊は当初の作戦内容では基地航空隊と機動部隊による航空支援を盛り込んではいたが、台湾沖航空戦の誤報戦果に踊らされて捷号作戦用に用意されたそれら航空戦力を磨り潰してしまい、続けてアメリカ軍がレイテに侵攻すると後手後手に回り、結局航空支援のない突入を前線部隊に強要した。このことは連合艦隊と前線部隊、特に第二艦隊との間にしこりを残した。
水上艦船が航空機に対抗することの至難さを改めて痛感した前線部隊各指揮官は、各々戦闘詳報で、
- 機動部隊本隊戦闘詳報
  - 水上部隊の作戦行動能力は、航空兵力の協力なくしては極めて小である
  - 防空火器のみで水上部隊が敵機に対応するのは到底不可能
- 第一遊撃部隊戦闘詳報
  - 水上艦艇の対空兵装をいくら強化しても、雷爆撃回避を如何に巧妙に極めても、空中攻撃に対抗することはできない
  - 使い道の多き有力な水上部隊を長時間裸のまま敵機の空襲下に置くのは得策に非ず

と報告した。
だがこういった現場の意見に対し、連合艦隊の反応は冷淡だった。当時軍令部第一課長だった山本親雄大佐の回想手記によると、第一遊撃部隊が内地に帰還し軍令部に出頭した際、第二艦隊参謀山本祐二大佐より、航空支援の無い状況で水上艦艇を突入させることが如何に無謀で実施困難であるかが改めて報告され
と、軍令部より連合艦隊司令部へ指導して欲しいと強く要望された。
山本親雄大佐はこの意見を尊重すべきと考え、中沢佑軍令部第一部長、伊藤整一同次長、及川古志郎同総長の承認を得て連合艦隊司令部に出向き、草鹿参謀長以下の参集を席上で「今日までの実績を鑑み、味方航空兵力著しく劣勢なる場合、戦艦巡洋艦を以って局地戦に参加せしめることは適当と認めざるにより、大本営としては連合艦隊司令長官がかかる兵力使用を行われざる様希望す」と申し入れた。しかし神重徳大佐は「これまでの戦闘において失敗したのは当事者の勇気が欠けていたためである。勇気さえあれば優勢な敵航空兵力であっても大艦をもって上陸作戦時の攻防戦に参加させることは必ずしも不可能ではない」と反論、山本親雄大佐が過去の戦訓を挙げて「これは単に勇気だけの問題ではない。連合艦隊司令部において慎重に考慮してもらいたい。」と説明したが、神大佐は納得しなかった。
結局レイテ沖海戦後も、神の航空支援の重要性の無理解さ（悪く言えば客観的根拠のない精神論や根性論）は続き、1945年4月からの沖縄戦では再び航空支援の無い突入を立案し、レイテ沖海戦の失敗はまた繰り返されて第二艦隊は大和、矢矧など6隻を失い、約3,700名の将兵が死んでいった。前記の山本祐二大佐もこの時大和と運命を共にしているが、山本はこの作戦計画を草鹿から伝えられた際に同席しており、草鹿に同行していた連合艦隊参謀三上作夫中佐が「私も連れて行って下さい」と申し出たのを「お前たち連合艦隊司令部の監視を受けなくても、我々は立派にやって見せる」と拒否している。
なおレイテ、フィリピンでの一連の戦闘が終局した1945年4月30日、海軍大臣米内光政が人事内奏を行った際に昭和天皇より航空援護のない水上艦隊を敵上陸地点に突入させた本作戦について「レイテ作戦に於ける水上艦船の使用不適当なりや否や」と下問があった。軍令部側はこの下問に対し、
- 捷一号作戦の構想である「基地航空隊による敵機動部隊の撃破」と「同時に味方機動部隊の敵艦隊北方牽引と呼応した水上艦隊の上陸地点突入と攻略部隊撃破」は不適応とは称しがたい。
- しかし連合艦隊は水上艦隊の突入と連携するはずの基地航空隊の戦術指導が不適切であり、司令部を高雄もしくはフィリピンに進出させ作戦指揮をしやすいようにすべきであった。連合艦隊の作戦指導でこの点適切ではなかった

という旨を奏上し、連合艦隊の作戦指導に問題があったことを認めている。

## アメリカでの評価
第3艦隊はこの海戦の途中から日本側の作戦通り、囮である小沢艦隊を求めて北上、栗田艦隊の侵入を許し、急遽南下したもののその完全な撃破にも失敗した。
ハルゼーは24日夜の段階では栗田艦隊を撃破し退却させたと思い込んでいたが、戦いの後「明確な意図を持って進む強力な水上戦力を、航空攻撃によってのみ阻止するのは困難」と発言し、自身の正しさについて弁明した。戦後は回顧録の中でトーマス・C・キンケイド中将を批判したため、怒ったキンケイド中将がそれに反論、それに乗っかった「野次馬」の間で、レイテ沖でのハルゼーの取った行動の是非を問う論争が勃発した。なお、上官のニミッツは上記のように海戦前、ハルゼーに日本艦隊を叩くように指示を出していた。
アメリカ側ではこの件に関しての議論が多くなされる。問題の一つは、第3艦隊が多様な任務を要求され、目的が不明確になったことがあった。カール・ソルバーグによれば、キングは厳格に指揮権を分割されたことに責任を感じたため、ニミッツは「全世界は知らんと欲す」により第3艦隊を栗田艦隊への無意味な追撃戦に差し向けた責任からか、戦後は目立った発言がなかったのだと推測している。キンケイドは第7艦隊の基本的な任務である両用作戦の護衛と支援に意識が集中しており、当時第3艦隊がサンナルベルナジノ海峡を封鎖していると思い込んでいた。他の将官と異なり、回顧録の類は書かなかった。
戦時中に控えられていたハルゼーへの批判は、戦後になって日本軍側の事情も明らかになると次第に激しくなっていった。アメリカ海事史研究の第一人者であったサミュエル・モリソンは戦時中はハルゼーと懇意にしていたが、1950年になると、海軍士官への講義で、サンナルベルナジノ海峡を無防備にしたハルゼーの決断を大失敗と断じた。ハルゼーはこの事を知るとモリソンに激しく抗議したが、モリソンが持論を覆すことはなく、自分の著書である「第二次世界大戦におけるアメリカ海軍作戦の歴史」の第12巻で「ハルゼーは彼を北へおびき寄せる日本軍の策略に引っかかったのであって、サマール海のかろうじて避けられた総崩れはハルゼーに一番の責任がある」とはっきりと断じた。激怒したハルゼーは海軍高官に昇進していたかつての部下を使って反論しようと考えたが、その部下は「モリソンの評判は難攻不落です」「あなたのどんな一撃も、どんなに筋が通っていようとも、あの建造物（モリソンの評判）を破壊することはないでしょう、それよりもブーメランとなる可能性が高い」とハルゼーに思いとどまるよう説得している。
ノルマンディ上陸作戦や沖縄戦など第二次世界大戦の主要な戦いを従軍記者として取材し、ピューリッツァー賞を受賞したアメリカの軍事評論家ハンソン・ボールドウィンは、アメリカ国内における議論を見たうえで下記の様に総括している。
1. ハルゼー艦隊もしくは第7艦隊、あるいは両艦隊がサンベルナルジノ海峡を厳しく哨戒すべきであった。
2. ハルゼーは北方におびき出され、サンベルナルジノ海峡を栗田艦隊に開け放しにしてしまった。
3. 栗田提督の小心、拙劣さのため、また護衛空母と駆逐艦の勇敢な遅延作戦のため、日本の中央艦隊のレイテ湾侵入が阻止された。
4. たとえ栗田艦隊がレイテの橋頭保とレイテ湾の輸送船団に砲撃を加えることに成功しても、上陸作戦に若干の遅延をもたらすにとどまっただろう。

そして、ハルゼーが小沢艦隊におびき出されたことに対しては、航空畑出身であったハルゼーは日本の空母艦隊こそが最も恐るべき危険な艦船と信じており、小沢艦隊の艦載機があれほど少なかったとは認識していなかった。そのため、小沢艦隊を日本軍の主力と思い込み、その撃滅が自分の主たる任務と考えたと指摘している。これはマリアナ沖海戦で、水上部隊出身のスプルーアンスが、本来の任務をサイパン島上陸部隊に対する支援と考え、敗走する日本艦隊を追撃しなかったことと対照的であった。ボールドウィンはこの両指揮官の対比もしており、ハルゼーは能動的な指揮を行うため日本軍空母艦隊の撃滅といった絶好の機会を見逃すことは絶対にできなかったうえ、ネルソン提督のような親分肌の指揮官であるが、スプルーアンスのような冷静な計算と徹底性に欠けていた。一方でスプルーアンスは、ハルゼーの様なダイナミックで派手な指導力を持ち合わせず、ハルゼーほどの人気も知名度もなかったと指摘している。しかし二人ともそれぞれのやり方とスタイルで傑出した人物と評価している。
日本軍に対しては、海戦史上もっとも複雑な計画の一つを試みたが、その成功には完璧なタイミング、優れた通信連絡と犠牲的勇気が必要であったが、着想の大胆さに対して実施が拙劣であったと指摘した。実施の拙劣さの詳細としては、通信連絡の不備、航空部隊の援護の欠如、海空作戦の調整欠如、タイミングにおける恐るべき欠如、拙劣な判断、そして作戦を指揮下4人の主な指揮官の中で、真に任務を完遂したのは囮となった小沢だけで他の3人はとんでもないしくじりを犯した。とかなり厳しい評価を下している。そして、レイテの戦いは、巨砲の大艦が主要な役割を演じた最後の海戦となり、戦艦に雄大なる告別の辞を読み上げたと同時に日本の運命を封じ、太平洋戦の最終ページを開いたとまとめている。
マッカーサーは、固唾をのんで海戦の経緯を見守っていたが、栗田艦隊がサン・ナルベルナジノ海峡に達したと聞くとマッカーサー司令部には絶望感が蔓延したという。マッカーサーの幕僚の1人であった先任海軍参謀のレイ・ターバック大佐は「我々は弾丸も撃ち尽くしたも同然な状態にあり、魚雷も使ってしまい、燃料の残りは少なく、状況は絶望的である」と当日の日記に記している。栗田艦隊は反転しマッカーサーの危機は去ったが、その夜の幕僚との夕食の席で、マッカーサーの幕僚たちは自分らを危機に陥れたハルゼーに対する非難を始め、「大馬鹿野郎」や「あのろくでなしハルゼー」など罵ったが、それを聞いていたマッカーサーは激怒し握った拳でテーブルを叩くと大声で「ブル（ハルゼーのあだ名）にはもう構うな。彼は私の中では未だに勇気ある提督なのだ」と擁護している。マッカーサーは戦後に「切羽詰まった日本軍は、虎の子の大艦隊を繰り出して、レイテの侵入を撃退し、フィリピン防衛態勢を守り抜こうという一大博打に乗り出してきた。アメリカ軍部隊をレイテの海岸から追い落とそうという日本軍の決意は、実際に成功の一歩手前までいった」「豊田提督が立てた計画は、みごとな着想に基づいたすばらしく大きい規模のものだった」と評した。そして自分の指揮下であった第7艦隊司令のキンケイドに対して「私の第7艦隊は、この海戦の以前も以後も一貫して見事なはたらきを見せているが、この時もそうであり、キンケイド提督はこの戦闘でアメリカ海戦史上の偉大な指揮者たちの間に名を連ねた」と最大の賛辞を送っている。一方で、海戦中に発生したアメリカ軍側の問題については、同一作戦の指揮系統の分断、通信不達・遅延を指摘、その責任はワシントンにあると断じた。
タフィ3の司令官スプレイグは「栗田が反転を決めた理由は単純で、栗田は被害がこのままずっと続くかもしれないと恐れただけなのだ」と見なしていた。なお、スプレイグはサマール沖海戦を振り返って「敵主力および包囲態勢をとっていた敵の軽量艦艇が、我々の機動部隊の全艦船を完全に抹殺してしまえなかった原因は、我々がうまく煙幕を張り、魚雷で反撃し、砲撃と雷撃と空中掃射で間断なく敵を苦しめ、的確な艦隊操作を行ったこと、および明らかに全能の神が我々をえこひいきしてくれたことにある」と総括している。スプレイグは栗田艦隊との交戦の後も、神風特別攻撃隊から大きな損害を被って、この海戦のアメリカ軍のなかで最も受難を味わった艦隊となったが、スプレイグはこの海戦を「我々はそのときまで散々な目に会い通しだったんで、護衛部隊がいてもいなくても、やられるのに変わりがないような気がした」としみじみと述懐している。

## 日本での評価と議論
敗北した日本では戦後、多くの議論がなされてきたことが出版の記録から明らかである。日本側では議論のほとんどは栗田艦隊の行動に集中しており、戦後は批判、擁護、中間的意見など様々な見解が交互に披瀝されてきたと言える。また歴史観や実証性に関わる問題として、弾薬問題、当時の現場指揮官の状況認識については現在でも新資料に光が当てられ、従来の説が俗説として批判されたりしている。
公式資料としては日米の戦闘記録（戦闘詳報）などの一次資料、海戦後にアメリカ軍内で行なわれた一部指揮官への陳述記録、終戦直後にGHQと第二復員省などの手で行なわれた日本側指揮官の陳述記録、それらを元にした公刊戦史（複数）などがある。この他上は将官、下は兵卒や民間の船員に至るまで、日本側で個人的にこの戦いの記録を残した者は多く確認されており、自費出版などの事例も多い。一方で、対戦国であるアメリカ側にも多くの史料が存在し、その中には翻訳されたものもある。しかしこれらは需要や価格の面から出版されても衆目に触れられない物が多い。そのため2000年代に入って初めて発掘、翻訳などがなされて刊行されることもある。

### 日本海軍のレーダー射撃についての議論
レイテ沖海戦時において、海軍が各大型水上艦に搭載した仮称二号電波探信儀二型改四は、戦艦程度の目標であれば夜間15,000m、昼間25,000m（34,000 - 35,000m説もある）の捕捉距離があり、大和を始めとする戦艦群は初めてといえるレーダー射撃をおこなっている。その性能は「まずまず信頼して使いうる程度」といわれているものの各艦ごとの評価にはばらつきがある。
一般的に、アメリカ海軍ではレーダー射撃が実用可能な水準になっている一方で、日本海軍ではレーダー技術が遅れておりその性能は劣っていたと言われている。一方で、初月や西村部隊へのレーダー射撃（下記）を例に挙あげ、アメリカ海軍のレーダー射撃も命中率の高さが証明されていないという主張がある。前者の場合、初月単艦を撃沈するのに巡洋艦4隻を含む13隻の艦艇で、2時間もの時間を必要とし、巡洋艦だけで主砲弾1,200発を消費していることからレーダー射撃の正確さを疑っている。

### 栗田艦隊とオルデンドルフ艦隊の戦闘力に関する議論
もし栗田艦隊が反転せずにレイテ湾への突入を継続していた場合、西村部隊を撃滅して北上する第77任務部隊第2群 (Task Group 77.2)、通称「オルデンドルフ艦隊」とレイテ湾口前で交戦しただろう、というのは多くの関係者・研究家・作家が認めている。その場合の結末がどうなったかについては多くの議論がなされているが、かつてオルテンドルフ艦隊砲弾の残量の事や、戦艦大和の性能への過度な評価もあって、栗田艦隊は簡単に湾口に突入できるという意見が多かった。
だが昨今の研究ではその定説を覆す資料や調査結果も出てきている。

#### オルデンドルフ艦隊の砲弾・魚雷残数について
「レイテ突入を実行すれば弾薬が欠乏していたオルデンドルフ艦隊を撃滅できた」という根強い通説がある。例えば半藤一利は「相手に弾がないんですから、恐いことはちっともありません」と発言し、谷光太郎は「砲弾の残量に乏しかった。第七艦隊（オルデンドルフ艦隊）は簡単につぶされただろう」と述べている。
確かに、スリガオ海峡海戦に参加したオルデンドルフ艦隊は西村部隊を深追いしつつあり、これを呼び戻すのには時間がかかると見込まれ、また、弾薬の心配もあったとされる。そのため、受信したスプレイグの無電を読んだキンケイドは7時25分、ハルゼーに「第7艦隊は弾薬が欠乏している」と通信を送った。
一方こういった説に対して、評者から次のような事実が提示され、反証されている。
1. 不足していたと言われるオルデンドルフ艦隊の砲弾数だが、中核をなす戦艦に関しては一会戦する程度の分量は保有していた[518]。
  - スリガオ海峡海戦前
    - 6艦合計徹甲弾1,637発・高性能弾1,602発

  - スリガオ海峡海戦後
    - 6艦合計：徹甲弾1,352発・高性能弾1,513発[注釈 187]
2. 巡洋艦の砲弾については各艦各砲当たり50 - 80発の徹甲弾が残っていた[519]
3. 数時間後に到着した弾薬補給艦より戦艦部隊は徹甲弾48発、高性能弾1,000発の補給を受け、他艦艇にも補給は行われていたという。
4. 栗田艦隊をはじめとする日本側は後世の評者達と異なりオルテンドルフ艦隊の弾薬状況について知ることなどできないので、「恐いことはちっともない」相手だと認識することはできない。
5. オルデンドルフ艦隊は、栗田艦隊に対して戦艦で1.5倍、巡洋艦で2倍以上、駆逐艦で3倍の戦力を有している[520]。戦艦部隊で見ても性能的に勝っているのは大和だけで、長門はメリーランド、ウエストバージニアと同程度、金剛、榛名はペンシルベニア、テネシー、カリフォルニアよりも戦艦としての性能では劣る。巡洋艦や駆逐艦は数で圧倒されている。仮に双方の状態が万全な状態であったとしても、この戦力差では日本が圧倒できるようなことにはならない。

このように、戦艦や巡洋艦との対艦戦闘に必要な徹甲弾は一定数が残されており、榴弾は装甲貫徹力はないものの、測距儀など、非装甲部分を破壊して戦闘力を奪うことができるので、今ではオルデンドルフ艦隊の戦艦が栗田艦隊に太刀打ちできないような状況だったとは言えないと考えられている。
一方、水雷戦の要である駆逐艦27隻については、スリガオ海峡海戦前の時点で5インチ砲弾は定数の20パーセントしかなかったとされる。一方魚雷は従来撃ち尽くしたと考えられてきたが、アメリカ軍の戦闘報告書からは搭載魚雷をすべて発射したのは3隻のみ、残数1本の艦も3隻で、計6隻が「ほぼ消耗した状態」であり、その他の艦は各艦当たり5 - 10本の魚雷を残していたことが判明しており、この説も間違いであることが分かる。

#### オルデンドルフ艦隊で発生したトラブルついて
スリガオ海峡海戦時には次のようなトラブルが生じていたという意見もある。
- ウェストバージニア：射撃中前部Mk.8レーダー故障。1・3番砲塔揚弾機故障。1・3番砲塔で一門ずつ発火ミスで以後射撃不能。
- メリーランド：レーダー目標識別できず、ウエストバージニアの水柱（スクリーン上の虚像）を目標に射撃、効果なし。
- カリフォルニア：大部分の射撃は9門で実施。1番砲塔で装薬に破損。2・4番砲塔で発火ミスで砲塔故障、以後射撃不能。
- ミシシッピ：レーダー目標識別できず。一斉射で終了。
- ペンシルベニア：目標識別できず射撃不能。

このうち、ウェストバージニアの前部レーダー故障は一時的なもので、素早く後部レーダーへの切り替えが行われた上、すぐに修復されたので砲撃に支障はなかった。メリーランド、ミシシッピ、ペンシルベニアの3隻が目標を識別できなかった原因は故障などではなく、搭載していたレーダーが旧式のMark 3で、もともとそういう能力がなかっただけでトラブルなどではない。効果的に砲撃を行えたのは新式のMark 8を搭載したウェストバージニア、カルフォルニア、テネシーの3隻だった。

#### 戦艦部隊の砲撃成果について
戦艦部隊による射撃が弾数279発中、命中弾数2発として（命中率0.68%）、レーダー射撃が効果的ではなかったという主張も存在するがこれは事実ではない。戦艦ウェストバージニアの戦闘報告書では最初とその次の斉射でそれぞれ複数の命中弾を記録している。同報告書では13回行われた斉射すべてが目標を夾叉し、1・2・6番目の斉射で命中が確認されている。
日米ともに公算射撃であった当時の砲撃で、初弾から夾叉となるのは非常に優秀な射撃であり、同報告書も「非常に効果的 (very effective)」と記述している。また、この報告ではウエストバージニアだけで命中弾を3発と報告しており、「戦艦部隊全体の主砲弾命中数が2発」という話は出鱈目であることが明らかであり、命中弾の有無は別にしてもウェストバージニアがすべての斉射で夾叉に成功した事実から見てもアメリカ戦艦部隊の射撃は良好なものだったと考えられる。
また、当時のレーダー射撃というのは、レーダーはあくまでも従来の砲撃手順での「敵の位置を正確に把握する」ための道具の一つであり、照準等は従来と同じ方式である。なのでレーダー射撃だからといって従来の射撃と命中率で差が出るわけではない。「公算射撃」であること自体は日米海軍とも一緒であり、夾叉の状態が出来たら、後はそれを維持して命中するまでひたすら撃ち続ける「運頼み」のものである。当時のレーダー射撃の利点は「昼夜関係なく」「天候にあまり左右されず」「視界状況も関係なく」敵位置を把握できるというもので、実際ウエストバージニアは山城に対して、夜間でありながら初弾から夾叉の状態を作り、以後もそれを維持できているのだから、目標の位置把握が極めて正確であった証左であり、レーダー観測の成果が大であったともいえる。
仮に栗田艦隊が反転せずにレイテ湾口前でオルテンドルフ艦隊と遭遇した場合、新式のレーダーを搭載した戦艦3隻だけが効果的に砲撃を行えたスリガオ海峡とは違って旧式のレーダーを搭載した3隻も光学測距による測距を行い戦闘を行うため、アメリカ側の砲撃戦での戦力低下はあまりなかった可能性がある。一方栗田艦隊はタフィ1.2等の航空機の空襲を受けながらの砲戦となるため、より不利を被ることが指摘されている。
その他の点としては、サマール沖海戦など他の戦いではアメリカ駆逐艦隊は高い戦意を示しており日本側で問題になる燃料の面もロジスティクスは万全であることがある。旧来の研究でも砲弾について述べた文献では日本艦隊の圧勝を予測しているものはない。

#### 栗田艦隊の状態に関する議論
一方で反転時の栗田艦隊の状態に関しては、アメリカ側よりもマイナス要素が多かったことが判明している。
1. 将兵の疲労：栗田艦隊は作戦開始以来丸三昼夜をほぼ不眠不休の緊張状態で過ごし、栗田以下将兵は疲労と消耗の極みにあった[525]。その結果、既にサマール島沖海戦の時点で、護衛空母と正規空母、敵煙幕と直撃弾の識別さえできない、焦って気が逸るばかりで技量や命中率云々以前の状態に陥っていたと言われる[注釈 190]。そのままレイテ湾に突入した場合、将兵がさらに疲労・消耗し、さらに能力が低下した状態で敵と交戦することになる点も指摘されている。
2. 砲弾魚雷燃料の残量：砲弾残量についてはアメリカ側よりも深刻な状態であった。戦艦には砲弾が残されているものの、他艦艇は砲弾や魚雷をかなり消費しており[526]、重巡洋艦羽黒は二番砲塔を失い、四番砲塔は弾薬切れ、健全な3砲塔での残弾合計は125発[注釈 191]しかなかった。利根も4割近い砲弾（408発）を消費している[527]。魚雷も羽黒は全弾発射し利根も4本を発射している[528]。水雷部隊では、軽巡洋艦矢矧は魚雷7本を発射（うち1本は不発による投棄）、第十七駆逐隊も矢矧からの「発射本数四トス」の命令に従って同時刻に魚雷16本を発射と報告[529]。うち磯風は魚雷8発を発射したと同艦水雷長が記録しており[530]、第十戦隊の発射魚雷数は27本である。残魚雷は、矢矧9本（うち3本が機銃掃射で使用不能）・第十七駆逐隊28本（実数）[531]。第二水雷戦隊の魚雷残量は第十戦隊より多い。また駆逐艦などの航続力の短い艦船では燃料が減少しており[532]、全速での戦闘行動は難しくなっており、帰路栗田艦隊は燃料に余裕のある艦から燃料を分けつつ、艦隊を分割してブルネイに帰還している。
3. その他の装備・能力について：金剛は7時過ぎに敵戦闘機の機銃掃射により前檣楼トップに据えられた測距儀を破壊されており、以後は砲塔測距儀による射撃となったため、砲撃戦で大きな不利となっていた[533]。榛名はマリアナ沖海戦での損傷修理が十分ではなかったため、もともと26ノット以上は出せない状態だった。それでも第7艦隊の戦艦群よりは優速であるが、第7艦隊の戦艦群とほぼ変わらない速力しか出せない護衛空母の追撃においても支障が生じていた[534]。この他、矢矧は24日の空襲で艦首右舷を破損し、30ノット以上出すと破孔が拡がって危険な状態となっていたが、サマール沖海戦では無理をして32ノットを出している状態だった[535]。羽黒では前述のように2番砲塔が被弾して使用不可[注釈 192]となっており、駆逐艦にも被弾損傷している艦が複数ある状態だった。
4. 行き過ぎた性能秘匿：水上艦艇の能力を活用した作戦であるにもかかわらず、その中核である大和型戦艦については日本海軍内でも作戦を計画・指揮する部署にて正確な情報が共有されていなかった。栗田や砲術参謀宮本鷹雄少佐は「主砲口径が46cmであることを知らなかった」とアメリカ軍の調査団に陳述し[536]、艦隊司令部は大和の射程能力を知らなかった可能性が高い。大和はアウトレンジ戦法用に開発された戦艦ともいえる優れた光学式射撃システムを持っていた。しかしサマールでは有効な成果が得られなかった。その原因として、敵艦隊の速やかな煙幕展開およびスコールの影響が挙げられる。光学機器に頼っていた日本戦艦は正確な射撃が困難となった。また大和は観測機を発進させたが敵戦闘機に追われ有効な観測ができなかった。優れた射撃レーダーも搭載していなかった[注釈 193][注釈 194][注釈 195][注釈 196]。
5. 艦隊旗艦の変更：23日に旗艦愛宕が米潜水艦の雷撃で沈み、艦隊司令部が大和に移乗したことも、結果的にマイナスに働いた。司令部移乗の際、栗田らを救助した駆逐艦岸波はそのまま大和に栗田らを移乗させたが、司令部通信要員などを多く救助した朝霜は、そのまま損傷した高雄の護衛について戦列を離れたので、艦隊司令部の通信要員の多くが戦線離脱してしまった。このため大和の通信要員から一部を司令部通信員として提供したが、結果双方の通信員の質や員数に余裕がなくなり、それが能力の低下につながった。もともと艦隊司令部は旗艦を通信能力・防御力に優れた大和型戦艦、特に旗艦としての司令部施設に優れる武蔵とする要望を作戦前から上申していたが、連合艦隊は第二艦隊が夜戦部隊であり速力の遅い大和型戦艦を旗艦にはできないこと、第一戦隊を中核に艦隊の別働隊を作る計画があることを理由として却下した[537][538]。だが愛宕が沈んだことで作戦中に旗艦を大和に変更することになり、後の通信不達問題を多発させ、サマール海戦の時点で適切な指揮ができなかった一因となったと、佐藤和正などが指摘している。

#### 突入を継続したらどうなっていたか
これまでの記述で書いたように、双方の艦隊の実情からみると栗田艦隊がオルデンドルフ艦隊を突破してレイテ湾に突入しても効果を上げることができたかどうかは疑問が残る。近年ではそう紹介する識者や著書も多くなっている。実戦で示されたようにアメリカ軍の索敵能力は日本側を上回り、戦意も高かった。サマール沖海戦で、タフィ3の数10機でしかない艦載機による反覆攻撃で、栗田艦隊は進撃を阻止され逆に大きな損害を受けていることから見ても、航空支援の無い水上艦隊にとっては護衛空母が数隻いるだけでも脅威だった。その護衛空母群タフィ1および2がレイテ湾口近海に健在で、栗田艦隊への空襲を継続実施していたのだから、これに加えてオルデンドルフ艦隊との交戦が起こった場合、栗田艦隊は壊滅的損害を被ったであろうことは容易に想像がつく。
小柳は著書の中で栗田艦隊は空襲を脅威と認識し「輸送船団も揚陸を終えているだろうから期待しえる戦果は極めて少ない」と考えていた。
佐藤和正や外山三郎は、栗田艦隊の突入は小沢機動部隊の囮作戦及び味方基地航空隊の航空攻撃による、言わば事前のお膳立てと連携したものであったが、成功するかはやってみなければ分からない、戦況次第の流動的なものと指摘している。

### 栗田艦隊の10月25日の反転北上について
この問題は本海戦の評価の中でも最も多く議論の的となってきた。ここでは、この議論を幾つかの争点に分割して記述する。栗田艦隊のサマール島沖海戦後の反転の意図は戦史研究家などの間では「謎の反転」と呼ばれ、題名にその名を冠して記事を執筆する人物もいる。海軍研究家として名高い池田清（重巡摩耶砲術士）は「レイテ沖海戦に寄せられる深い関心の大半は、この「なぞの反転」のなぞ解きにあると言っても過言ではない」と指摘している。これに関連して幾つかの議論が起こった。各艦隊の状況を列挙した後、主に反転と栗田中将についての議論を記す。

#### ヤキ1カ電は捏造されたのか
反転を決断するきっかけとなった、南西方面艦隊から発電されたとされる「0945スルアン灯台5度113浬ヤキ1カ機動部隊アリ」は他の戦闘詳報には記載がなく、誰が打電したのか議論となっている。第一遊撃部隊側にしか記述がない、第一遊撃部隊の捏造であると小島清文や深井俊之助などは主張している。
当時大和の副砲長で捏造説を唱えている深井俊之助は、まず当時の艦橋内での状況を以下のように説明している。
- 副砲射撃指揮所（場所は大和第一艦橋の3階下）で指揮を取っている最中、大和が反転北上しだす
- 空襲による回避行動（実際このとき艦隊は対空戦闘中だった）だと最初は思ったがいつまでたっても針路を戻さないので不審に思い、戦闘が一段落したときに第一艦橋に向かった
- そこでは第一戦隊司令官の宇垣中将が「レイテ湾に行くのではないのか」と叫んでいて、長官の栗田中将以下第二艦隊司令部（小柳少将は不在）は沈黙し艦長副長以下大和幹部も沈黙していた[547]
- 深井と同時期に艦橋に来た士官と共に第二艦隊参謀に問いただすと敵機動部隊を攻撃に向かうと言われたので抗議する
- すると大谷藤之助中佐が作戦室よりヤキ1カ電の電報を持ち出し「ここの敵を攻撃にいくのだ」「若い者は黙れ」と言われた[548]

深井はそのうえで、自著で電報は大谷中佐による捏造ではないかと述べ、その根拠として、
1. 大和の通信施設は充実しており、50 - 60名の熟練の要員がいる。対して愛宕から移乗してきた第二艦隊の通信要員は15,6名で通信機能は弱かった。それなのに大和の通信班はヤキ1カ電を傍受できず、艦隊司令部の通信班が傍受できたのは不自然
2. 出撃前、連合艦隊参謀神重徳大佐から許可を引き出したこと自体が撤退の口実にするためだった
3. 撤退のタイミングがレイテ湾の眼前から翌日にシブヤン海を通ってパラワン水道の西へ抜けて敵の航空攻撃を避けられるきわどいタイミングであり、大谷参謀はそれを見越してこのタイミングで撤退を進言した

と証言している。また、深井がその時、大谷から見せられた電報は「ヤキ一カ」ではなく発信者も受信者も記されていない「敵 大部隊見ゆ」だったという。
一方、当時栗田中将の副官業務を兼務していた主計長石田恒夫少佐は、深井と異なり第一艦橋配置で終始当時の状況を見ていた人物だが、その証言では反転前後の艦橋の様子は深井の説明と異なっている。
- 1130頃、通信士官が入室して一通の電報を大谷中佐に渡し、大谷は一読し栗田中将へ差し出した。
- そのあと大谷中佐は小柳少将を促して先任参謀の山本祐二大佐と3人で艦橋一段下の後方にある作戦室に入り、栗田中将は艦橋に留まった。
- この時第一戦隊司令の宇垣中将も艦橋に居て「何事か」という動きを見せたが彼も艦橋に留まった。
- 作戦室内での会議には小柳少将・大谷中佐・山本祐二大佐の他、宮本鷹雄・森卓次両参謀。八塚清先任副官・第一戦隊司令部の野田六郎・末松虎雄両参謀・大迫隼人機関参謀も遅れて参加した。
- しばらくして小柳少将と大谷中佐が艦橋に戻り大谷中佐が栗田中将に意見具申した（小柳少将は愛宕沈没時に負傷していて立っているのがやっとの状態だった）。
- この時点で艦橋に居た幹部士官は栗田中将・宇垣中将・小柳少将・大谷中佐・石田少佐の5人だけ、艦長の森下は防空指揮所に上がって操艦の指揮を執り、他の幹部も出払っていた[注釈 199]。
- 意見具申を受けて栗田中将は反転を決意。12時30分頃に防空指揮所の森下艦長に大谷中佐から面舵一杯の指示が出る。
- これに対して宇垣中将より「参謀長、敵はあっちだぞ」という叱咤があったが栗田中将が「いや、貴官の進言通り、北東の機動部隊に向かう」と答えた

第一戦隊航空参謀兼大和飛行長だった伊藤敦夫少佐は、深井の証言しているような「宇垣第一戦隊司令が怒鳴っていた」という事実はなく、レイテ突入を主張したことについては記憶にないと証言している。
また当時大和の通信士で石田と同様第一艦橋配置だった都竹卓郎は、当時の大和通信班の状況を以下のように説明しており、深井の言う1つ目の根拠とは全然異なる状況であったことが分かっている。
- 大和に第二艦隊司令部が移乗した際、司令部の通信班が散り散りで[注釈 201]人員不足となった受けて大和通信班から要員を割いたため、大和の通信班は人手不足となっていた。
- 当時の大和通信班は定数は満たしていたが、速成教育を受けただけの者が多く当直を任せられない新兵ばかりだった。戦闘中でも最低2直交代という原則を司令部に人手を割いた事で1直半にせざるを得ず、その上切断空中線の復旧といった応急作業が頻繁に飛び込み、ただでさえ少ない古参兵達は疲労困憊の極に達していた。
- この作戦で艦隊用一般短波に指定された7910KCは、マニラの気象放送7907.5KCと余りにも近く、混信が多発して通信を中継する第31通信隊との通信は困難だった。
- 海戦前に施された対空砲の増設により、上甲板の第一受信室は轟音と振動で戦闘中の受信は不可能になっていた。
- 連日繰り返される空襲で大和の通信線の断絶は大半の60本にもなり、空襲の合間を縫って復旧作業を行ったが張替え終わっても、落下した空中線が電磁誘導や浮遊容量による雑音を引き起こし、受信に悪影響を与えた。

都竹は通信の当事者という立場で当時の大和の通信能力の実情を証言しており、実際大和以外の栗田艦隊所属艦艇の記録や、栗田艦隊司令部の記録には記載されていても、大和固有の記録にはない電文もあり、都竹のいう「当時の大和の通信能力はマヒしていた」という証言を裏付ける事例もある。
また、深井の捏造だという2と3の根拠にしても
2：例え小沢艦隊がハルゼー機動部隊の北方への誘致を成功させたとしても、日米の戦力差は数倍以上なのだから、常識的に考えてハルゼーが輸送船団の護衛全てを引き連れることは考えられず「接近する栗田艦隊に対抗できる程度の防衛戦力を残したうえで北上する」と考える方が自然であり、栗田艦隊側もそう推測していた。それらは栗田艦隊が接近してきたら当然阻止行動にでるだろうし、事前に機雷を敷設して湾口の守りを固めている可能性もある。仮にそれをかわせて湾に突入できたとしても、追いかけて妨害してくるのは当然考えられることである。そういった湾周辺の脅威を突入前に排除するのは当然の措置であり、小柳少将らの考えもその了承を得るものであって、神参謀らがすんなり了承したのもそれが分かっていたからである。そういった意味でしかないこのやり取りを「栗田艦隊側が撤退の口実をえるためのもの」という深井の主張は、根拠もなく個人の主観に近い主張である。
3：そもそもこの疑惑はハルゼー機動部隊の位置を日本側が把握していないとできない疑惑である。当時の日本軍はハルゼー機動部隊の正確な位置を把握できておらず、基地航空隊などは複数の誤報に踊らされて攻撃隊を出撃させて空振りに終わるなどしており、敵航空隊の攻撃範囲を知ることすら不可能な状況であった。その様な状況下で大谷中佐だけがそれを知りえて撤退のタイミングを計る事が出来たとは考えづらい。
といった疑問点もある。
第一遊撃部隊が残している「ヤキ1カ」に関わる記録は、基地航空部隊に宛てた1YB機密第251150番電だけであることが「捏造ではないか？」といわれる理由なのだが、何かしらの意図があって捏造したのなら「何故受電記録を捏造しなかったのか？」という疑問もあり、これだけで捏造の根拠とは言い難い。
深井の『電報は「ヤキ一カ」ではなく発信者も受信者も記されていない「敵 大部隊見ゆ」だった』という証言も、当時電報自体を文面も含めて見たという証言は複数あり、前述している伊藤敦夫はこの時艦橋裏の作戦室に居てこの電文が読み上げられるのを聞き、その後海図台にあるその電報を見たと証言しているが、それによると位置情報も含めた内容であったと証言しており、深井の話とは大きく食い違っている。大和以外の艦でも例えば島風に移乗していた摩耶主計長の永末英一は、島風艦橋で、「スルアン島5度113浬に敵機動部隊あり」の電報が入ったことを覚えていると証言している。別の艦に位置情報も含めた文面で届き目撃情報もある以上、深井の証言には疑問が残る。
また「受電記録は残されていないが、位置の情報以外はヤキ1カ電とほぼ同じ内容」の情報が、第一遊撃部隊がヤキ1カ電を受けた頃と同時期に、海軍の他部隊にも届いていて、麾下の各部隊に通報している記録があるのは、「10月25日（基地航空部隊の戦い）」で記述している通りである。
他にも当時軍令部第一部の作戦記録係だった野村実は、栗田艦隊からの反転北上の連絡がくる前の段階で、軍令部の地図にはヤキ1カ地点辺りに敵機動部隊の表記があったと証言しており、その後栗田艦隊の反転北上の報告を受けても「これに行くんだな」と思って何ら疑問に思わなかったと述べている。この海図の表記は軍令部作戦部長の中沢祐も見ていて自身のノートに記載している。
以上の事から「位置情報は異なって入るが『0940時前後に栗田艦隊の北方、スルアン島5～15度100浬ほどの海域に米機動部隊がいる』という情報が、11時前後に栗田艦隊、軍令部や第一・第二航空艦隊、第六艦隊にも届いていて、各部隊がそれに対処している」記録は存在しており、この時期日本海軍の作戦参加部隊の殆どが、「栗田艦隊の北方近海には米機動部隊がいて、艦隊を追って南下している」という認識を持っていた事がわかる。こういった状況判断がされてるのに大谷ら栗田艦隊司令部が態々電文を捏造する必要はなく、「捏造説」はあり得ない話と言える。
なお、都竹は深井の数々の証言に対して月刊「歴史街道」2015年1月号において、「最近大和の元高級将校と自称する人物」と遠回しに深井を名指し、彼が証言している「艦橋にきて参謀達に激しく抗議した」とか「小沢治三郎中将から貰った短刀の話」など数々のについて否定している。都竹は「私は艦橋の配置で戦闘中終始その場に居たが、深井の言うような大谷参謀との口論の話のような光景は目撃していない」「大和は捷号作戦が作成された時点で既に外地にいて、内地にいた小沢中将と深井が合い、軍刀をもらうことなど出来ない」などと反論している。
また、従来「ヤキ1カ電を南西方面艦隊は打電していない」という話について海兵78期の大岡次郎は自署の中で、南西方面艦隊は開戦直後の司令長官含めて司令部要員の異動があり、記録がちゃんと残せていない事や当事者の死亡、戦後の資料散失等で南西方面艦隊に関する当時の資料が多く失われている状態であり、本当に電文を発信していないのかどうかは実は判明していない。そもそも「ヤキ1カ電を南西方面艦隊は打電していない」という話は誰が、何を根拠にして言っている話なのか、確認できていない話だと主張している。

#### 作戦目的に関する議論
栗田本人はレイテ湾を目前とした反転行動の理由について、「敗軍の将は兵を語らず」といった立場で、戦後、あまり多くを語らなかった。だが戦後10年経った頃に、旧知の仲であった戦史研究家・軍事評論家である伊藤正徳の問いに答えるかたちで、当時の心境を簡潔に語っている。しかし後に児島襄の取材で伊藤の記述に対し、栗田は彼が20年ぶりにいきなり現れノートも何もとらずに取材し書いたものだと述べ、記述に一部誤りがあることを述べている。
小柳は著書で追撃を中止した理由として「最後まで敵を機動部隊の高速空母群と誤観測していた」と述べ、もし敵情を正しく把握できていれば当然追撃は続行していたであろうとしている（このことはのちにまとめて触れる）。また、第7艦隊作戦参謀リチャード・クルーゼン大佐は、空母機動部隊の接近を知れば栗田艦隊が退却するかもしれないと考え、ハルゼー大将宛ての救援依頼の他に「2時間以内に救援に向かう」という返事を平文で電話する謀略を講じていた。
最も議論の焦点となってきた説として、マニラで8月11日に行われた計画の打ち合わせの段階で連合艦隊司令部と栗田艦隊の意思疎通の欠如が見られ、作戦目的の認識に影響したというものがある。つまり、海軍中央では比島上陸部隊の輸送船団を叩くことを主目的とし、打ち合わせでも神大佐は「艦隊が全滅しても構わない、以後の作戦は一切考慮しない」と述べた。しかし栗田艦隊では機会さえあれば敵主力艦隊を撃滅することを望み、また、被害が大きくなって来ると、以後の作戦のために1隻でも多くの艦艇を保全することを考え、この齟齬が反転につながったというのである。
栗田は戦後の会見などで船団も重視していたことを述べており、小柳ら他の首脳部も著書などで船団の価値を否定してはいない。そもそも上陸作戦では船団に十重二十重に支援艦隊がつけられるのは常識であり、日中戦争や開戦初期の日本軍の侵攻作戦でも行なわれてきた。ハルゼー機動部隊を北方に誘致したとしても、ハルゼーが支援戦力も全て引き連れて北上するような軽率な判断をするとは考えられず、栗田艦隊に対抗できる程度の戦力は残っていると考えるのが当然だった。
囮作戦の成否に関わらず、栗田艦隊にとって脅威となる規模の支援艦隊が、付近を固めているであろう事は十分考えられ、それを排除しないと突入は難しい以上、栗田艦隊はその支援艦隊との決戦を強いられる事は確実であり、「決戦を回避してでも突入を優先」するというのは至難だった。会議の席上で小柳が確認したのはそれを指しているものであって「敵主力艦隊との決戦に未練があった」訳ではない。
むしろ連合艦隊側が前線部隊への作戦指導に徹底を欠いており、そちらの方が問題であった。この打ち合わせはフィリピンの南西方面艦隊司令部で行われ、三川軍一艦隊司令長官以下司令部要員、第二艦隊からは参謀長の小柳、参謀の大谷、内地からは連合艦隊参謀の神、榎尾義男軍令部参謀らが出席したが、連合艦隊参謀陣の長である草鹿は参加せず、小柳の要望に神のほとんど独断で承認を与えている。神はかつて第一次ソロモン海戦の時に第八艦隊参謀を務め突入作戦を作成した中心人物であり、アメリカ艦隊殲滅後に輸送船団への攻撃を中止して引き上げるよう進言した張本人だった。このことは当時第八艦隊司令長官であった三川も覚えており、神は小柳少将の要請を断りづらい状況（断ることは第一次ソロモン海戦での自分の判断が間違いだったことを認めることになる）だった。
栗田は開戦以来数多くの作戦に参加し、上陸作戦やその護衛作戦も経験がある提督であり、支援部隊を排除しないと突入は覚束無いことを認識していた。だが水上艦隊との決戦を望む考えが第二艦隊麾下の戦隊指揮官、各艦長の中にあったのは事実である。宇垣纏は作戦前の9月20日、小柳、山本を旗艦大和に迎えた際に輸送船団攻撃よりも敵主力艦隊との決戦をしたほうが良いという自身の考えを伝えている。また海戦当日の記述でも、サマール沖海戦で敵を追撃中に、栗田が追撃を中止してレイテ湾への突入を再開することを指示した時、これを「何を考えたか〜」と意外だった様に書いており、宇垣自身は湾突入よりも追撃を継続して敵主力との決戦を望んでいたかのような記述をしている。重巡利根の艦長であった黛治夫も栗田の反転は当然の考えであり、「謎」でもなんでもないと否定している。むしろそういった指揮官たちの考えを栗田らが抑えてきた面もある。

#### 反転は命令違反か？
なお、栗田中将のこの反転行為を「命令違反」と断じる者も居る。しかし上記のように敵水上部隊を先に攻撃する行為は連合艦隊参謀である神大佐が承認を与えており、また現場で作戦継続の可否を判断するのは前線指揮官の指揮権の許容範囲に含まれるもので妥当ではない。艦隊司令長官に作戦中止の権限が無いのは事実だが、反転行為自体は北方にいるとされた敵機動艦隊への攻撃であり、これの殲滅は海軍全体の作戦目的（本来は基地航空隊が担当）ではあるので、割り振られた作戦目的ではないにしても「命令違反」とまではいえない。
結果的に敵の存在は虚報であったのだが、だからといって命令違反、勝手に作戦を中止したと論じるのは適切ではない。栗田中将の上官である当時の連合艦隊司令長官である豊田副武自身も著書「最後の帝国海軍」で栗田中将の判断を擁護し、前線指揮官の判断を尊重する立場をとっている。
栗田艦隊は真偽はともかく北方機動部隊の電報を前提に動いた。これは放置したら突入の脅威となることを踏まえた判断である。半藤は著書で最悪のケースとして作戦目的である船団攻撃不達成のまま全滅を想定しているが、それでも「敵艦を1隻も沈めないことはない、命令を守ればよい」と目的合理性に反する見解を述べている。
栗田艦隊をはじめ日本側は、直前のサマール沖海戦でアメリカ正規空母部隊の一群を撃破したと認識している。この種の誤認は戦場では多発するものであり、偵察を重視していたアメリカ海軍でも多発した。小沢艦隊からの囮成功の連絡もなく、自分の艦隊が（小沢艦隊が囮となって誘引するはずの）アメリカ軍機動部隊の一群をすでに捕捉・撃破している（という認識を持つ）状況下で、小沢艦隊のアメリカ軍機動部隊誘引作戦が成功しているなどという「正しい」認識を持つのは不可能であり、戦果を挙げたと認識している以上海軍上層部が作戦後に艦隊司令部などに処罰を行うことはありえない。

### 通信不達に関する議論
本海戦ではあまり知られていないものも含めて、日米双方で通信の不達、或いは着電の著しい遅延する事例が発生した。日本側の状況は日本語文献ではかなり明らかになっており、実態としてはこの問題があらゆる局面で指揮官や司令部の判断に重大な影響を与えていた。終戦直後米国戦略爆撃調査団により行われた聞き取り調査でも多くの参謀、艦長、司令官が揃って述べたのがこの通信体制の不備であった。

#### 疑念
栗田艦隊は北方機動部隊が存在するという電文を受信したのか、また小沢艦隊の誘出成功の電文を栗田艦隊司令部は知らなかったのかどうか、という論点について以下の説がある。
半藤一利によれば戦場に到達した10月24日以降、小沢艦隊から発信された電報は次の8通(但し実際は10通で半藤の見落としと思われる)である。
| 電文名                  | 内容                                                                             | 1YBへの着電日時      |
| ----------------------- | -------------------------------------------------------------------------------- | -------------------- |
| (1)1KdF機密第241138番電 | 24日に敵機動部隊に対する航空攻撃開始を知らせる電報                               | 24日1241時着電       |
| (2)1KdF機密第241439番電 | 日向、伊勢を中核とする前衛部隊の派遣を知らせる電報                               | 24日1603時着電       |
| (3)KdMB機密第241715番電 | 小沢艦隊上空に敵偵察機が現れ、ハルゼー大将に発見されたことを知らせた電報         | 着電記録なし         |
| (A)1KdF機密第241715番電 | (2)に続いて打電した前衛部隊の動向と自隊の位置などを知らせる電報                  | 24日1831時金剛が受電 |
| (B)1KdF機密第242127番電 | 日向、伊勢をふくむ前衛部隊を本隊に呼び戻す電報                                   | 24日2213時着電       |
| (4)1KdF機密第250732番電 | 25日朝、ふたたび敵艦上機の触接を受け、ハルゼー大将の攻撃が近いことを知らせた電報 | 着電記録なし         |
| (5)1KdF機密第250815番電 | 敵艦上機八十機来襲、交戦中であることを知らせた電報                               | 着電記録なし         |
| (6)1KdF機密第250937番電 | 瑞鶴に魚雷命中を知らせた電報                                                     | 着電記録なし         |
| (7)1KdF機密第251107番電 | 小沢長官が大淀に移乗、作戦を続行中であることを知らせた電報                       | 25日1215時着電       |
| (8)1KdF機密第251231番電 | 敵機一〇〇機の攻撃を受け、秋月沈没、多摩落伍を知らせた電報                       | 25日1430時着電       |

※(1)～(8)は半藤が指摘する電文、(A)(B)は半藤が見落としている電文
半藤は(5)と(6)は、発信の前後に瑞鶴自体が沈没したため、本当に発信できたか確認出来ないままに終わったが、残り６通だけからでも、小沢艦隊のオトリ作戦成功が、言い換えれば、ハルゼー機動部隊が北に吊り上げられ、敵主力は南方にいないことが十分に読み取れる筈であったと主張した。また、電報の不着や遅延が重なると不自然で、それを理由に全てを隠蔽したと述べた。田村俊夫は半藤説を採りつつ栗田に情報が届かなかった理由は参謀の陰謀によるものだと述べた。
大岡昇平は、瑞鶴の通信機が故障していたと述べた小柳冨次の証言が誤りであること、瑞鶴の通信長が戦死していること、モリソン戦史が戦艦大和の電報綴を元に書かれているが小沢艦隊が敵と接触した報告がこの綴りにはあるのに栗田艦隊の戦闘詳報にはないこと、などを疑問点としてあげている（一部は半藤が『全軍突撃 レイテ沖海戦』で挙げた点を援用している）。また、大岡は、例え愛宕に乗組んでいた第二艦隊の通信班が一部しか大和に移乗できなかったとしても大和の通信設備は完備されているし、愛宕の通信班も使えば通信業務はできた筈である旨を主張した。
大和の通信班に所属していた元予備少尉の小島清文は、北方機動部隊の電報を見ていないことや彼が見たという大和の艦橋の様子などを根拠に、電文は捏造であると結論した。また『戦史叢書』では北方機動部隊の電文について「問題の空母情報は第一遊撃部隊だけではなく、マニラでも内地でも受領されたことは紛れもない事実であるが、その情報源は分からない」と記されているが、小島はこれも戦史叢書が誤っていると主張した。

#### 反論
当時熊野に士官として乗組み、戦後海上自衛隊で統合幕僚会議事務局長などを務めた左近允尚敏は艦艇研究家の田村俊夫が半藤の主張を汲み入れて『海交』で疑念を呈した際に以下の問題をあげて反論している。
1. (1)(2)はそもそも囮が成功したかどうかとは関係ない内容、(3)(4)は発見されたというだけで「ハルゼーが小沢艦隊を追って北上した」かどうかは分からないので、囮が成功しているのかは断定できない。
2. 発信が確認できないとしている(5)(6)は栗田艦隊を含め他部隊には受電記録はないが、(5)は0912時、(6)1105時に、小沢艦隊の伊勢が受電した記録があり、ちゃんと電波として発信されているのがわかる[注釈 237]。
3. (7)(8)は栗田艦隊が反転北上を開始した後の着電なので、反転の決断には関係ない無電。
4. 以上から、栗田艦隊が反転を開始した12時26分、それを通達した12時36分の時点で、栗田艦隊が把握できたのは「24日に敵機動部隊へ航空攻撃を実施した」「24日17時、25日7時にそれぞれ敵偵察機に発見された」「前衛部隊を分離しさせたが後に呼び戻した」だけであり、24日の航空攻撃の結果も、敵偵察機に発見されてからどうなったのかも不明な状態であり、「ハルゼー機動部隊が北に吊り上げられ、敵主力は南方にいないことが十分に読みとれる」ことなどできない
5. 反転後に受電した(7)(8)の受電文にしても、これでわかるのは100機程度の艦載機に空襲されて旗艦が変更されたということだけである。旗艦変更がどのような経緯でなされたのかの説明はなく、航空機による攻撃の為か、潜水艦による待ち伏せを受けたためか、そのほかの要因のためか、それすら判断できない。マリアナ沖海戦での大鳳損失の経緯からみても潜水艦による待ち伏せも十分考えられるわけであり、旗艦変更が航空攻撃によるものだと、この電文だけで断定はできない。100機の敵機というのも、ハルゼー機動部隊が全て小沢艦隊に向かったというのなら数が少なすぎるので、一部しか小沢艦隊を追っていないとも判断できるので、これも囮作戦が成功してると判断する事ができる内容ではない

また、当時大和の通信士官で栗田らのいた第一艦橋に配置され、上記の小島の上官だった都竹卓郎も半藤のいう(1) - (8)の電報について以下の意見と反論を述べている。
1. (1)(2)については一部の歴史家が艦橋に届いていないと言っているが、艦橋の電報綴じを管理していた自分自身は確かに見ており、届いていないというのはあり得ない。また25日朝、東の水平線上にマストを発見したとき(タフィ3発見時のこと)、艦橋にいた参謀が「四航戦(日向、伊勢)じゃないか？」と言ったことも覚えている。四航戦が基幹の機動部隊本隊前衛が分離先行していることを知っていないと言えない発言であり、少なくとも(2)はちゃんと艦橋に届いていたことがわかる。
2. (3)については自身も記憶にないが、戦闘詳報の令達報告欄は「発着通信簿」ではないので戦史上重要な電報であっても不記載ということはあり得る。当時の送信受信綴が入手できない今となっては真相はもうわからない。
3. (4)も自身は見た記憶はない。だが1999年に東京通信隊にこの2通の受信記録があることを知った半藤が、それまで言われていた「瑞鶴の通信機故障が不達の原因」という説が崩れ、東急通信隊に届いている以上大和にも届いているはずだと言い出し、栗田艦隊司令部に疑いの目を向けた。だが実は東京通信隊が受信していることは実は目新しい新事実ではなく、当時軍令部の記録員だった野村実が1980年に出した著書「歴史のなかの日本海軍」の中でも触れられている話[581]である[注釈 238]。それに東京通信隊が傍受できたから大和でも傍受できたはずだ、というのは論理が飛躍している。
4. 恐らく半藤は戦闘詳報を一部しか読んでいない。半藤は大和の通信機器は被害はなかったとしているが、実はこの3日間で大和の通信能力はなんとか維持できているという程度の有様であり、このことは大和の戦闘詳報後半の各科事の戦訓の部でもちゃんと記載されている。
5. (5)(6)は瑞鳳を中継して送信されたとされているが、大和だけでなく他の艦艇や栗田艦隊以外の他部隊にも記録がないことから、そもそも本作戦で無電を中継していたマニラの「第31通信隊」に届いて可能性が高い[注釈 239]。
6. (7)は大和に着電したのは12時15分、艦橋に届いた時刻は不明だが、受電直後の12時17分よりタフィ2所属の70機による空襲、次いでマケイン隊100機による空襲(第8.9次対空戦闘)と計2時間にわたる戦闘のさなかであったと推察できる。ただ、(3)(4)(5)(6)の無電が不達である以上、栗田艦隊側はこの攻撃を「北方の米機動部隊からの攻撃」と捉えており、左近允のいうように旗艦変更の理由も書いていない以上、小沢中将が通信能力の高い「大淀」に将旗を移したということ以外知るようがない。
7. (8)は第9次対空戦闘が終わった直後の14時41分に着電し、ようやく北方でも大きな海空戦が起きつつあることを知ったが、敵の襲来規模が今我々が受けている規模と同規模であるので、「ハルゼー機動部隊が全部北方に移動している」と判断することはできない
8. 総じて小沢艦隊との連絡は栗田艦隊ばかりでなく他の部隊もでも不如意であり、軍令部にいた野村実の著述でも兎に角報告が乏しく、軍令部は28日に小沢艦隊が奄美大島に帰着するまで小沢艦隊の状況を把握できず、空母4隻は健在だと思っていたと証言している。

また都竹は栗田艦隊の反転を「逃げた」と断じる一部旧海軍関係者や軍事史家に対して、彼らが栗田の資質についてミッドウェー海戦での栗田の指揮ぶり等を例に出して批判するのに対して、栗田がガダルカナル島ヘンダーソン飛行場への夜間挺身砲撃で成功を収めた等の、戦果を挙げた武勲については全く無視していることを指摘し、評価としては均衡を失っしていると批判している。
今回の場合も「栗田は逃げた」というのなら、「北に向かえば安全だ」という認識を日本海軍全体が持っていなければ成り立たない推論だが、当時の日本海軍が知りえた情報等で描いていた敵の動きは栗田艦隊の北方に3群の空母部隊がいて南下している。というものであり、栗田艦隊の反転北上はこの幾重も立ちはだかる敵に単独で突入しようというものであり、寧ろ危険な行動であった。なのに栗田が反転したのを「命欲しさに逃げたのだ」と批判するのは、当時の状況を全く理解していない見当違いな推論であると述べている。
小島清文証言に対する疑念に関しては、上官である都竹が『「大和」艦橋から見たレイテ海戦』内で触れており、小島の著書の内容に脚色が多くあることを指摘している。
左近允尚敏も、小島の戦史叢書の内容についての疑惑に関して『なにわ会ニュース92号「栗田艦隊の反転」』にて、小島の証言（ヤキ1カ電の真偽など）の多くの間違いを指摘したうえで、批判の意味を込めて「（そんな）小島少尉によると戦史叢(そう)書がすべて間違っているそうである」と批判している。
他にもこういった説に対する反論を述べる人は多い。そもそも捏造であるというのなら、その捏造情報を基に栗田艦隊が基地航空隊に攻撃要請（1YB機密第251150番電）をするのはあり得ないし、基地航空隊側もそれに対して何の疑問ももっていない。そもそも捏造したのなら当然作戦後に問題視されるはずであり、それが作戦の成否を決める決断に関わったのなら尚更であるが、このことを当時問題になることはなかった。またヤキ1カ電の記録はないが、前述の通りノキ5ソやヤンメ55というヤキ1カの近くで、ほぼ同時刻に敵を発見したという情報は第二航空艦隊や第六艦隊、軍令部など他部隊に伝わっていることは多くの当事者の証言にあり、小島の説を信じるのなら、栗田艦隊だけでなく周辺部隊全てが捏造したことになり、全くあり得ないことである。佐藤和正はこうした捏造論について強い反論を行ない、後年左近允尚敏、都竹卓郎も目的としては同趣旨の反論を行なっている。佐藤は受信状況などについて考察し結論として自軍の偵察機が栗田艦隊を見て当該の電文を発信したという説を採っている。
なお、当事者である機動部隊本隊が作戦後に提出した「機動部隊戦闘詳報」では、重要通信の複数で不達があった事を認めており。、25日の瑞鶴被弾後は瑞鳳に通信中継を依頼していた事も記載しており、大岡の「瑞鶴の通信機が故障していたと述べた小柳冨次の証言は誤り」という推測は間違っている事も分かっている。通信不達の原因として詳報では
1. 旗艦瑞鶴の送信能力の不十分
2. 使用電波に味方の別通信の混信が相当発生した事
3. 通達確認の際の電信部と通信指揮官との間の錯誤があり、不達が司令部に報告されず対策を講じなかった事
4. 中継する通信隊の受信状況に差異が出て受信できない時が発生した

としていて捏造を示唆する様な文言は何処にも記載されていない。また25日の瑞鶴被害後は応急電信機により瑞鳳をして中継させていたが、瑞鳳側幹部の戦死によりその際の不達に関しては詳細は不明としている。

#### 当時の無電の送受信に関して
現代の人々の中には当時の海軍の無電の送受信に関して、当事者同士がダイレクトに送受信していると誤解している人も多い。そのため上記の小島の証言のような、批判論の矛盾に気づかない場合が多い。そこでまず海軍の通信について通信士として大和艦橋で通信関係を取り扱った都竹の説明を元に述べる。
通信には短波を主用するが、洋上に出た艦隊は敵の無線方位測定（受信した際に電波が飛んできた方向と電波の強さにより発信者の位置を探る方法）を避けるため、傍受能力は当然維持されているが、原則として電波を発射しない。
艦隊間の交信には、まず打ちたい電文をあらかじめ設けられている通信区にある中継局、今回ならフィリピン方面を担当するマニラの第31通信隊(南西方面艦隊司令部麾下の第3南遣艦隊第31特別根拠地隊所属の部隊)に向けて、遠達性の低い指向性の短波で発信する。通信隊は受信するとそれを丸ごと広域短波放送にして発信する。受信者は通信隊からの放送に聞き耳を立てていて、自分たち宛の電文があればそれを傍受解読するのである。
こういった形にしている理由は暗号化していようがいまいが、電波を発するという行為自体が敵に自隊の位置を晒す行為であるからで、そのため発信は極力傍受されにくい方法で自軍勢力圏内にある安全な中継基地に送り、そこから自軍の部隊へ届くような強力な電波で送るようにしていたのである。作戦中、通信所は大量の電報を取り扱い、時には輻輳（ふくそう「重複」と同意語）するが、放送の仕方は当該通信隊の戦務処理に委ねられており、特定の電報が優先されることもあるし、他の中継局を経由して出すこともある。また受信側が受電できていないことも考慮して、多少の時隔を置いて複数回流されたりもする。
このような放送系を介した通信の仕組みであるため、発信から相手が受信するまでそれなりの時間を要し、到達には1時間以上かかる場合もある。これはアメリカ軍側も同じで、25日朝の第7艦隊からハルゼー艦隊宛の幾つかの救援要請電は、平文であったにもかかわらず到達に1時間前後を要している。
なお、電報番号で表示される発信日時は、電波に乗る前の「起案」時刻であり、実際に電波が出された時刻ではない。また受信日時は電信員がその暗号電報を取り終わった、いわば「着電」時刻であり、そこから暗号解読などの作業を経て文章化されて司令部に届くまで更に時間を要するので、記載された時間と実際のとは相当のタイムラグがある。佐藤和正は、放送を介した通信の仕組みとは明言していないが、無電は一回だけ相手を呼び出すのではなく、呼び出しは無しで定められた周波数によって数回に亘り連続打電するものであり、呼び出しが一日半に及ぶこともあると述べた。
栗田当人は、昭和46年4月第一回フィリピン方面海上慰霊巡拝団に参加した際、「北方ニ大部隊アリ」は陸軍索敵機がサマール沖の栗田艦隊をアメリカ軍機動部隊と誤認し、陸軍司令部を通さず大和に直接送信してきたものだと語った。

#### 小沢司令部の認識
栗田司令部に小沢艦隊からの敵誘致成功の電文が届かなかったのが事実だとして、それ以前の問題として小沢艦隊が栗田艦隊の再反転の無電を受信していないのではないか、という疑念がある。つまり小沢司令部が栗田艦隊の突入再開を知らず、撤退していると考えていたがために、自艦隊の状況を積極的に打電しなかったのではないか、だから栗田艦隊で受信できなかったのではないか、ということである。これは佐藤和正の「艦長たちの太平洋戦争」内で第四航空戦隊司令官の松田千秋少将が「戦闘終了後小沢が『栗田の再反転を知らなかった』と言っていた」と証言しており、また「小沢艦隊は再反転を示唆する電報を受信していない」とも言っていることが根拠となっている。
栗田艦隊が反転したのが24日16時前、これを報じたのが同16時、この電文を小沢艦隊が受信したのが20時であった。それ以前に小沢は2の電文を打っており17時15分に大和に着電したことは確認されている。この1分前に栗田は再反転命令を出していたのだが、これはすぐに発信されなかった。既に連合艦隊司令部からは栗田艦隊宛に再反転命令の電文が打たれており、これは受信していた小沢も栗田艦隊の再反転に期待していたようだが21時を過ぎてもそれが着信しないため、単独の進撃は危険と考えた小沢は21時30分、先行して南下していた四航戦に対して反転、北上するよう命令した上で、22時30分部隊を一旦全艦北上させた。このとき四航戦はシャーマン隊の至近距離まで接近しており、これに両軍は全く気づかなかった（戦後になって両軍記録より判明）。もし、栗田艦隊の反転電文が達せず、四航戦が進撃を続けていればアメリカ軍機動部隊に対して砲撃戦を仕掛けることができたということになる。
栗田は19時39分になってミンドロ島サンホセ基地の水上機部隊に対して自隊への敵情報告命令を出し（連合艦隊司令部では受信せず）、これが初めて再反転を示唆する電文となったが、連合艦隊に宛てて直接再反転を報告したのは21時45分になってからだった（連合艦隊司令部では受信）。しかし、この2本とも小沢艦隊では受信していないのである。従って小沢は栗田の再反転を知らぬまま25日の敵空襲を受けることとなった。小沢は25日7時32分に4の電文を発し、同8時15分に5の電文を発しているが、いずれも短い電文であり二報しか打電していない。これは小沢が栗田艦隊が再反転したことを知らなかった証左であると、佐藤は述べている。もし小沢が、栗田が進撃していることを知っていれば「敵誘致成功」の電文は栗田が確実に受信できるようにもっと多く、長く伝えていたはずだとし、瑞鶴被弾後に四航戦や大淀に打電を代行委任せず、大淀に移乗するまで現況を打電しなかったこともこれで説明が付くとしている。「栗田司令部が再反転の電文をすぐに打たなかったこと」これが栗田司令部の"小沢艦隊の状況不明"の原因となったと佐藤は指摘している。

#### 電波伝播
当時日米両軍が多用した短波通信は、電離層の反射を利用して見通し距離外との通信を行うものである。しかし大戦中は太陽黒点活動が活発となり、電離層が不安定な時期が続き、しかも低緯度地方にその影響が集中したと述べた。周波数によってこの悪影響は程度が異なるが、日本海軍は2-4MHzの短波帯であれば影響が低いことを突き止め、同周波数帯の無線機の開発にかかったが、その前に戦争が始まったため電波予報を出して次善策としていた。また、大和のアンテナは地上に設置されたものに比べて設置上の制約が大きく、10m程度のものであり、しかも常に移動するという悪条件である。船舶通信についての教育テキストでは日本標準時プロジェクトのような「報時」について言及がなされるが、リンク先にも示されているように一つの周波数のみでは伝播しない区域があることを考慮し、短波では複数の周波数で発信を行っている。この他短波の受信状況は日中か夜かでも変化し、その傾向分析を行っている事例もある。また遠方で受信できた場合に近距離であれば必ず受信できるとも限らない（鈴木治『船舶通信の基礎知識』）。佐藤の記述には「電波の突き抜け現象」による記述もある（デリンジャー現象ないしスキップ・フェージングを指すと思われる）。
なおレイテで戦う陸軍でも通信不達が発生しており、例えばレイテ島を防衛する第十六師団と大本営とはアメリカ軍が砲撃を開始した19日より通信が断絶し、23日に一時的に回復したがそれも直ぐに断絶した。26日に牧野師団長より鈴木宗作第三十五軍司令官に電報が届いたのは8日後の11月3日になるほどであり、電報の遅延は陸軍でも発生していたことが判明している。

#### 送受信組織の状況
受信状況については、前項「ヤキ1カ電は捏造されたのか」での都竹の証言のように、大和が旗艦となったことで通信班が艦隊司令部付と第一戦隊司令部付に分けられたためオーバーワークとなり、戦闘時の損傷やその処理、周波数の近い別系統の無電との混信、増強された対空砲火の轟音で戦闘中は2つある通信室の1つが実質使用不可となってしまったなどもあって通信能力が低下し古参兵は疲労困憊の極に達していた。これら色々な要因により暗号数字の誤受信、ノイズ混入による欠字などが起こり年間受信量の30%が受信不能となっていたという。佐藤は欠字が多い電文は暗号士に回送されても翻訳不能として没にされたのではと推定している。
佐藤和正は瑞鶴が第一報を発信した午前7時32分頃は栗田艦隊は海戦中で、その指揮に追いまくられていたと述べ、瑞鶴のアンテナが第一次空襲で損傷し、補修したことを挙げた。また佐藤は「ヤキ1カ」を栗田艦隊を敵艦隊と誤認した味方航空機によるものと推定している。（実際、栗田艦隊は撤退時に、敵味方識別のために甲板に日の丸を掲げたにも関わらず味方機から爆撃を受けている）
神野正美の『空母瑞鶴』によれば、小沢艦隊は戦闘詳報でこの件について指摘し、問題があった電文として5件を挙げている。呉に帰還後調査も行なわれた。その原因分析としては次のような点が挙げられ、通信能力に優れた艦を旗艦とするべきことや台湾の高雄に展開していた通信隊の能力強化が戦訓として指摘されていた。
1. 瑞鶴の送信勢力不充分
2. 味方との混信
3. 電信部通信指揮官間の錯誤
4. 通信隊における受信状況の差異

また神野によれば、同艦隊の情報参謀であった山井實夫はこの問題について次のような点を指摘している。
1. 使用電波、周波数の種類による時刻別の伝播特性
2. 発信源のアンテナ効果（指向性、空母についてはアンテナマストの起倒状態、倒れていると見通しが非常に悪化する）
3. 戦闘中の艦内伝達の難易
4. 電波の伝播経路の空間状態

なお、佐藤和正は司令部が大淀に移乗した後には不達はなくなったと述べている。
これに関連して松井宗明によれば、艦艇は秘匿性が要求されたり遠距離の特定海域から本国に通信する場合などは八木アンテナなどの指向性アンテナを用いるが、通常は無指向性アンテナを使用する。マストや上部構造物を利用して展張する展張型アンテナは、ほぼ無指向性である。
原勝洋によれば、大和はシブヤン海海戦時に展張していたアンテナケーブルが断線し、被害が重大なものであったため予め積み込んでおいた修理部品も不足したと述べている。断線したケーブルは雑音を誘起し、通信の障害となった。また、自艦の対空砲火による震動が無線機に悪影響を及ぼし、2つある受信室のうち一つは業務が不可能となっていた。都竹は、増強された高角砲が発砲振動を強め、通信環境には悪影響であった可能性を指摘している。このことにより大和は10月24日は送受信に著しい障害があり、31通の電文に問題があったという（31通の内訳について、原は本海戦を扱った『決戦戦艦大和の全貌』で述べていない）。原は、戦闘時の通信対策で課題を残したと総括した。「軍艦大和に於ける捷一号作戦通信戦訓」では、通信線の対策が「絶対に必要」と強く指摘している。

### 批判的評価と肯定的評価
作戦目的の不徹底を反転の原因とし、批判的な立場を表明したのは半藤一利・外山三郎・谷光太郎・原勝洋・菊澤研宗・佐藤大輔・佐藤晃・江戸雄介などである。『失敗の本質』は物量格差、計画との差異に言及しつつ、目的解釈については中央と現場が分裂したという立場をとっている。佐藤晃は持論の政戦略面を基調とする海軍批判（および陸軍擁護）の一環として本海戦を採り上げ、作戦目的への無理解を批判し、栗田を命令違反のかどで軍法会議にかけるべきだったと述べた。これに近い強い批判は江戸雄介も行っている。
しかし連合艦隊側の作戦指導の徹底が及ばなかった面も大きいのは前述した通りであり、一方的に第二艦隊側の作戦の無理解だと決め付けるのには無理がある。佐藤和正は著書『レイテ沖海戦』で容認した参謀の神も第一次ソロモン海戦で船団を支援する敵艦隊との戦闘を経験している点を挙げ「敵艦隊と遭遇した時、これを回避して輸送船団を攻撃することの困難さを神参謀は熟知していた」と述べた。著書自体もマリアナ沖海戦の敗戦時点から説き起こし、シブヤン海に進出するまでに文庫本1冊の分量を充てて背景説明に重きをおき、日本軍全般の不利な情勢の他、マニラでの打ち合わせ後、栗田艦隊司令部が船団攻撃の研究を行い、艦隊の訓練内容も完全に船団攻撃向きに変えたことが描写された。佐藤和正は最後に「反転は“正解”だった」という節を設けており、それにとどまらず反転批判論者に対して当時の情報の不完全性などを指摘しつつ、「結果から導き出した栗田部隊への批判は、難詰であって、きわめて厚顔、無礼なもの」という旨の批判を行っている。ほぼ同様の立場としては『やっぱり勝てない?太平洋戦争』があり、同書は当該の章の副題にも「レイテ湾口で全滅」の表現を入れている。
半藤、谷は突入すれば日本艦隊は輸送船団を撃滅できたと主張し、オルデンドルフ艦隊は弾薬切れであることを有力な材料の一つに挙げている。但し実際はアメリカ艦隊にはあと1回は戦えるだけの燃料弾薬があり、しかも一部は補給を済ませていることは前述した通りであり、このことは1971年刊行の「戦史叢書 大本営海軍部・連合艦隊（6）第三段作戦後期」にも記載されている。この半藤・谷のようなちゃんとした考証もされずに行われた栗田への批判は、その後の関連著書でもそのまま取り上げられる場合があり、それが栗田批判が根強く行われる理由の一つにもなっている。
江戸は成功の可能性に言及しつつ、撃滅に失敗しても海軍の任務としてやるべきだったことを主張している。原は命令の絶対性を根拠とした。児島襄は弾薬の欠乏については認める記述をし「明確な目標と任務の認識を欠いた栗田艦隊が決戦、突入のいずれも果たせず終わったのは当然」と評した。なお、外山三郎は栗田艦隊だけではなく、連合艦隊司令部でも草鹿のように艦隊決戦への未練があった者がいた可能性を指摘している。
しかし前線指揮官が中央の指示を待たずに実質的な作戦中止の判断を下した事例はあるし（珊瑚海海戦での第四艦隊司令長官井上成美や、第一次ソロモン海戦での三川中将など）その後にそれら提督が処分を受けてはいない。また現場指揮官が現地の状況から判断した措置を、遠く遠方にいて把握できていない総司令部が、それについて意見するのは現実問題として不可能であり、そのため軍令部も連合艦隊も栗田の反転報告に対し突入を再度実施するよう督促していない。軍人が命令を守るというのはあくまでも原則論であり、現場指揮官が状況判断で作戦を変更したり、実質中止を決断するのは正しい権限であり、それを「作戦内容厳守」「命令は絶対であり、突入中止・反転の決断は命令違反だ」と言い立てるこれらの論調は、当時の実情を全く無視した暴論ともいえる。
またレイテ湾近辺に敵艦隊を見つけたらそれを攻撃するのを優先してよいことは神から承認を得ていることであり、行為自体は命令違反には当たらない。そのことは連合艦隊司令長官であった豊田副武も著書で述べている。
作戦目的関連の批判と絡めて、栗田の資質に関する議論も生まれた（詳細は栗田健男の項を参照）。半藤は、栗田艦隊司令部が反転のために嘘をついていると述べ、栗田には過去の戦闘でも逃げ癖があったと主張し、本海戦での行動についても疑念をあからさまに述べている。こうした栗田中将個人の資質に関わる批判は旧海軍軍人の小島秀雄もしている。高木惣吉は「レイテの敗将を兵学校の校長に据えた」と批判した。
これに対し森本忠男は『歴史と人物』の「誰が真の名提督か」での小島秀雄の栗田評を取り上げた際（小島が）「嘲笑を込め」ていたと表現し、同じ座談会に参加した黛を擁護派に数えて自身の栗田擁護論の根拠の一つに使っている。また、『失敗の本質』で栗田を「戦略不適応」「作戦全体の戦略的目的と自分に課せられた任務とを十分に理解していたとはいえなかった」という戸部良一の栗田評を取り上げ、「まったく的を得ていないと筆者は思う。栗田提督は作戦の目的や任務を理解していなかったのではなくて、作戦と任務そのものに反対していたのだ」と批判を行っている。
帝国海軍の将官クラスが未だ健在であった時期に多数の取材を行った亀井宏は、海軍関係者で栗田を表立って批判する者は皆無に近かったと述べ、そういった将官が亡くなって以後、元軍人達が「内心は反対だった」と発言するケースが増えだしたことを指して「あまり上等な人間のすることではない」と述べ、続けて簡単に反省されたのでは戦死者は浮かばれない、腹を切るか、弁解せずに黙っている方がより正しい姿勢である旨を書き栗田を擁護した。佐藤和正は『レイテ沖海戦』にて栗田中将の反転決断を正しいと述べ、好意的記述が多い。2000年代に入ってレイテ沖海戦について書いた元通信士官の左近允尚敏、都竹卓郎などもいずれも栗田に理解を示し、擁護している。
海大甲種では無かった栗田に海大甲種卒の人間が責任を押し付ける向きがあったことは奥宮正武の他、黛治夫などが指摘している。奥宮は上述の高木惣吉の批判に対して、当時は全員が敗将だったと批判を行っている（高木の戦後の証言に関しては現場経験者などから否定意見も多く、当人もそう証言している。また全員が敗将という指摘は児島襄も行っている）。佐藤清夫のように、研究を進める過程で批判一辺倒ではなく擁護的に変わった者もいる。児島は指揮官としての適性には否定的だが、海軍上層部の人選に問題があった可能性を指摘し、栗田中将の境遇には同情している。
栗田を擁護し評価する人々では他に上記の小柳冨次（但し小柳は「すぐれた軍事史家の公正な批判に待つ」とし、判断を世に問う形としている）や黛治夫（利根艦長）が居る。黛は、自分が栗田の立場だったら同じ判断をすると答え、「戦さの判断というものは難しい。栗田はさすがにえらかった」と述懐した。海戦に参加した栗田艦隊の尉官として、左近允尚敏が通信状況や自らの体験から栗田を擁護している。愛宕の主計中尉だった村井弘司は、レイテ沖海戦に参加した者だけが反転理由を知るものとした上で、反転の決断は「是」とし、栗田艦隊将兵は、多くが反転に肯定的であったと証言している。大和艦橋で栗田の判断を観察していた石田は、栗田の葬儀で「レイテ沖の反転は敵を求めての反転であり、長官の自信ある用兵、決断による作戦行動であったことは、かの激しい戦場にあった者のみ知るところでありましょう」と述べている。
栗田艦隊以外に目を向けると、連合艦隊司令長官の豊田副武は本海戦のような状況は現地指揮官が判断すべきものであり「栗田君から弁明は聞いてはおらない」旨を述べており、佐藤和正がこの言葉を擁護的文脈で自著に引用した。その他に福留繁、奥宮正武が擁護し、左近允と同じく尉官だった佐藤清夫などが若干の擁護をしている。佐藤清夫の場合は、当初は批判的立場のみであったが後に調べを重ねて考えを変えたことを述べている。なお、佐藤和正は『戦藻録』の解釈から宇垣纏も反転を是とする考えを前提にしていたと推量している。
古村啓蔵(当時は第一航空戦隊司令官で小沢艦隊所属だが作戦には未参加)は亀井宏のインタビューに対し、レイテ沖海戦は一種の特攻であり、「栗田さんほどの人を殺すためには、連合艦隊もそれ相応の挨拶があっていい。豊田副武長官が乗って突っ込めば良かった。豊田ぐらい(かわりは)いくらでもいる。」と怒気を含んで栗田を擁護している。

### 中間的評価
批判と肯定が混在し、一概にどちらよりと見なせない者もいる。大岡昇平はこのやりとりについて『レイテ戦記』でコメントを残していないが、栗田艦隊の戦意の不足、当事者達の弁明に懐疑的で「旧軍人の書いた戦史および回想は、作為を加えられたものである」と述べ、当事者の恐怖心への推論を行っている。また栗田中将の逡巡を「当時の大本営海軍部にとっては勿論、現在の日本人にとって感情的に受け入れることは出来ないであろう」と述べ艦隊の反転を「出先の戦闘単位に命令違反が現れた。大和以下の主力艦群は自爆を拒否したのである。」と述べた。一方で、作戦目的については日米両艦隊の指揮官が揚陸と「決戦」の狭間で引き裂かれたことを指摘、反転せず南下した場合の船団攻撃の勝算も悲観的な立場をとった。栗田については「司令官に逡巡が現れた原因は、性格、指揮の経験不足に求めるべきではなく、歴史の結果にもとめるべき」旨を述べ、「氏の逡巡を批判する者ではない」と述べた。対戦国である英国の首相であったチャーチルは回顧録の中で「救援は遙か遠方にあり栗田のレイテ湾突入を妨げる者は何もなかった」とした上で、栗田が心理的圧迫を受け混乱したのかもしれないと指摘した。その理由として栗田が攻撃を三日間受け続け多大な損害を被ったこと、栗田の旗艦が出航直後に撃沈されたことを挙げ「同じ試練を耐え抜いた者だけが、彼を審判することができるであろう(Those who have endured a similar ordeal may judge him.)」とした。
また、他者の批評に対する批評は佐藤和正以外の評者にも見られる。大岡昇平はスリガオ海峡の戦闘の評価に関連してだが、史料批判を行なう際にモリソンの『太平洋戦争アメリカ海軍作戦史』15巻を指して「米海軍公史の性格をもつものだが、それだけに迎合的筆致が見られ、聯合艦隊に対して嘲笑的」と述べジェームス・フィールドJrの著書を「好意がもてる」と評した。伊藤正徳『連合艦隊の最後』については「聯合艦隊への愛惜が感じられる好著」だが、戦略調査団に迎合的答弁をした旧軍人への反感を指摘し「やや偏っている」と述べた。

### そのほかの評価
これらのいずれとも異なる（或いは別の特徴的な観点からの）見方もある。大和で偵察員をしていた岩佐二郎は著書にて上官の批判は行なっておらず、むしろその心情を慮る記述をしているものの、主に心情的な理由から反転せず突入するべきだった旨を主張している。また、本海戦での物量格差は複数の者の指摘するところであり、戦時経済など戦争全体について扱った議論で提示された事実から、太平洋戦争について一定以上の知識を持つ者にとっては暗黙の前提ともなっているが、例えば森本忠夫は物質的な困窮が本海戦以降特攻戦術の拡大に繋がったという点に着目しており、作戦計画をその流れで解釈したことを挙げている。
一方、日本側には捷号作戦の意義自体を批判する者もいる。大井篤は連合艦隊艦船などの「目に見える損害よりも、かくれた損害の方がズッと重大である」と指摘、作戦に投じた兵力をフィリピンでの輸送作戦、護衛作戦に投じたら、護衛艦艇が倍増することにより輸送も遥かに活発になり、より多くの南方資源を日本に送り込み、南方資源船団とフィリピン軍事輸送船団を別個に編成して航路も変えることにより敵潜水艦の攻撃を分散できた旨を主張、作戦の「殴りこみ」の性格や海戦後海軍の作戦指導者達が「あれでもやらなかったよりましだ」と思い込んでいるかのように見えたことを批判した。
奥宮正武は栗田を反転論議におけるつくり話などの被害者であると評した。また「最近は旧海軍についての常識がないためそれを史実と信じるおそれがある」と主張、作戦については「航空のことを無視した大艦巨砲主義者たちによって計画され、強硬された」と評した。責任については連合艦隊司令部が最も大であり、本作戦に限らず戦争で栗田が参加した多くの戦いについても「不適切な作戦指揮の後始末をしたようなもの」とし、作戦中の評価については、突入命令より先に手探りで敵艦隊を求め、空母の掩護もなかった栗田艦隊に敵情を示すべきであった旨を述べた。宇垣については戦藻録で批判をしているが、意見具申をしていないと指摘し、理由を敵情不明に求めた。また、このような事態になった遠因をマリアナ沖海戦時の小沢の失策に求め、小沢は航空戦に無理解で印象と実態の落差が激しいと批判した。海戦自体については「敗戦処理」「消化試合」であり、最大の海戦と見ているアメリカ人や決戦と見ている一部の海軍軍人を批判した。
大和の防空指揮所でレイテ沖海戦に参加した小板橋は、栗田艦隊のレイテ突入が作戦の目的であるにも関わらず、航空機の援護計画がなかったことを批判している。さらに栗田艦隊がレイテ湾に突入したとしても、西村部隊と同じく全滅したであろうと推測し、「アメリカ軍を壊滅させて戦局逆転云々」は海戦に参加していない第三者の単純な見方であると評している。
反転については左近允尚敏もコメントしている。左近允尚敏は西村が繰上げ突入を独断したことについて、何の戦果もなく全滅したことを批判し、明るくなってから攻撃するべきだったと述べている。

## 総論
時代により入手可能な資料や価値観が異なる面もあるが、概ね上記のような種々の視点が提供されてきた。かつては栗田中将の反転の決断を批難する論調が多かったが、それに対する反証も数多くなされるようになり、栗田中将の反転の決断を肯定もしくは同情的に捉える意見も多くなっている。
日本側では総じて事前準備、組織間の情報伝達、連携の調整の失敗が多くの者に指摘され、外山三郎も兵力差の他の重要な要因として挙げている。最終段階の栗田艦隊の行動を中心に意見が分かれる部分もあるが、批判を行なう評者の中には一部の批判に対して反論する者もおり、日本軍批判であれば中身は何でも良いわけではない旨が指摘されることもある
昭和天皇は戦後、「海軍は無謀に艦隊を出し、非科学的に戦をして失敗した」と評している。
伊藤正徳は、本海戦を「無理の集大成であり、そして無理は通らないという道理の証明に終わった」と評価している。
公判戦史である戦史叢書での本海戦を扱っている第56巻「海軍捷号作戦(2)フィリピン沖海戦」では、最後に本海戦の趨勢を決した第一遊撃部隊の突入中止について
1. 第一遊撃部隊や基地航空部隊が護衛空母群を正規空母群と誤認した
  - サマール沖海戦では羽黒、利根、第十戦隊が最も近づいて攻撃しているが、相手を護衛空母だと認識していたのは羽黒だけであり、他は全て「エンタープライズ級」や「インディペンデンス級」と認識して報告している。このため第一遊撃部隊司令部は交戦したのは正規空母の一群だと考え、周辺海域に未だ有力な空母機動群が展開していると考えてしまった。
  - 誤認については、敵が砲煙や煙幕で姿を隠し、スコール等で巧妙に姿を隠しながら短時間だけ姿を見せて攻撃してくるなど、識別が非常に困難な状況だったとはいえ、日頃航空機識別に非常に努力を払っていた事と比較して、艦艇識別の努力が足りなかったといえる。
2. ハルゼー機動部隊が全軍を率いて機動部隊本隊へ向かった事を第一遊撃部隊や基地航空部隊、そしてとうの機動部隊本隊ですら正確に把握していなかった。
  - 機動部隊本隊は25日8時から始まった空襲を、実際は述べ200機以上の大編隊の襲来だったのに、何故か100機ほどの襲来であると1231時発「機動部隊本隊戦闘速報」で報告した。この機数から導き出される常識的な敵兵力判断は1個機動群であり、3個群からなるハルゼー機動部隊の全軍が攻撃してるとは判断できない。
  - 実際この電文を受電した第六基地航空部隊はそのように判断し、小沢艦隊による敵機動部隊の北方誘致は一部のみで、その多くは未だサマール島沖に展開していると判断している
  - 栗田には「機動部隊本隊戦闘速報」が同日夕刻に届くという不手際があったが、仮に着電（1430時）後すぐに届いていたとしても、第六基地航空部隊のように判断した可能性が高い。
3. 第一遊撃部隊はサマール沖海戦後進撃を再開して以降も、米軍の空襲に晒され一方的な攻撃を受け続けた。
  - これは周辺に展開していた護衛空母群からの波状攻撃だったのだが、第一遊撃部隊側にそれを知る術はなく、規模も先日以来のものと変わらなかった事もあり、ハルゼー機動部隊による攻撃と判断した。

といった点を判断の要因に挙げている。
そのうえで、仮に第一遊撃部隊が反転せず突入を継続していたとしても
1. 元々第一遊撃部隊の突入は基地航空部隊の掩護下で実施される作戦だったが、基地航空隊はこれに失敗しており、空襲に晒される状況だった。
2. サマール沖海戦後から第一遊撃部隊への空襲が再活発化した。
3. いまだ100浬の行程（レイテ湾口まで40浬、そこから目的地まで60浬）があるので、その間空襲に晒され更に進撃の遅延と損害を増やしてしまう事が予測される。
4. その間に西村部隊を殲滅して北上しているオルデンドルフ艦隊が第一遊撃部隊を捕捉攻撃するので、空襲と砲撃の両方に晒されてしまう。

といった問題があり、第一遊撃部隊が敵輸送船団までたどり着くのは困難と評し、突入を継続していたらレイテ湾に突入できたと言う栗田への批判に対して疑念を呈している。また、連合艦隊司令部が比島に進出して指揮を執ったとしても、通信能力自体が不足している状態である以上、適切な指揮がとれたかは疑わしいとも述べている。

## 戦闘序列（日本軍）
海上部隊については軍隊区分上での編成を以下に明記する。

### 連合艦隊
- 司令長官：豊田副武大将
  - 参謀長：草鹿龍之介中将
  - 参謀副長：小林謙五少将
  - 首席参謀：高田利種少将
  - 先任参謀：神重徳大佐
  - 航空甲参謀：淵田美津雄大佐

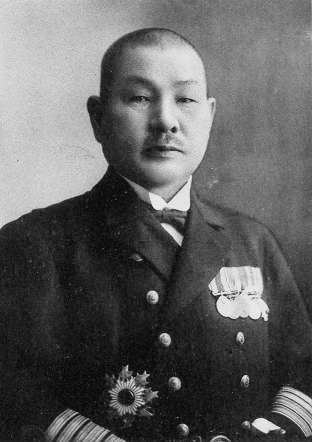
豊田副武
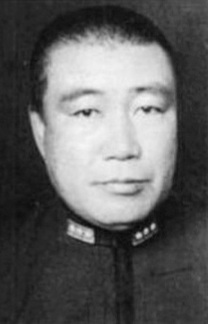
草鹿龍之介
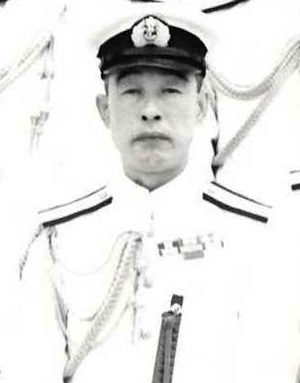
小林謙五
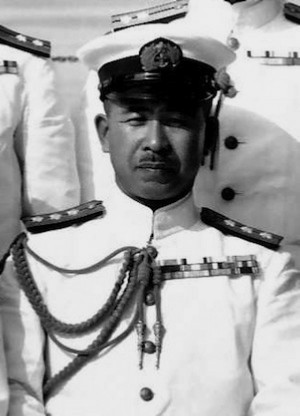
高田利種
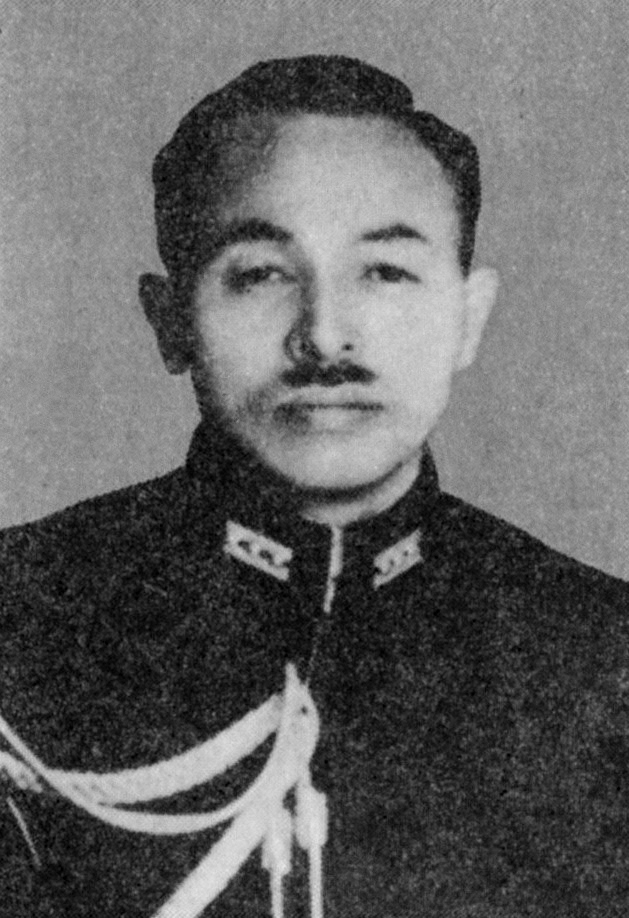
神重徳
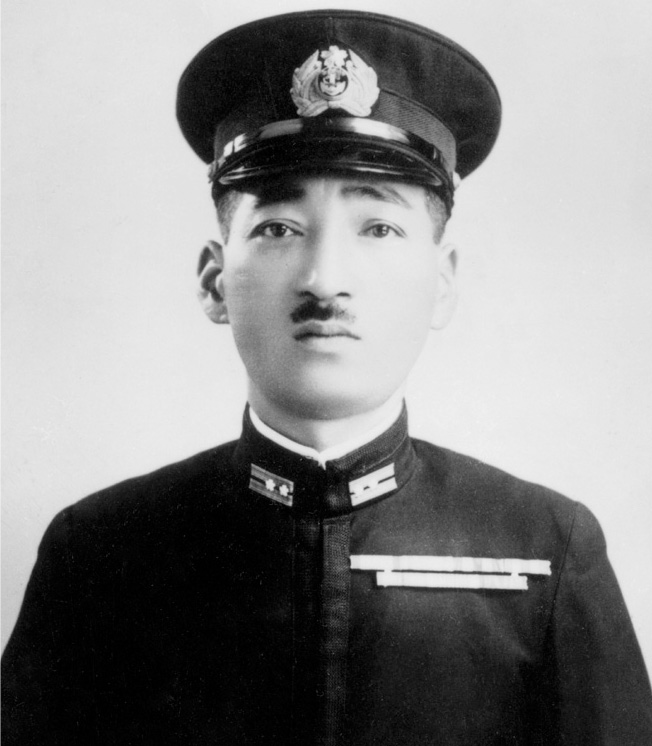
淵田美津雄

#### 第一遊撃部隊
第二艦隊を基幹に第三艦隊所属の第十戦隊を加えて編成
- 指揮官：栗田健男中将
  - 参謀長：小柳冨次少将
  - 先任参謀：山本祐二大佐
  - 航空参謀：添田啓次郎中佐
  - 作戦参謀：大谷藤之助少佐
  - 砲術参謀：宮本鷹雄少佐
  - 水雷参謀：森卓次少佐
  - 機関参謀：大迫隼夫中佐
  - 航海参謀兼副官：八塚清少佐

##### 第一部隊
- 指揮官：栗田健男中将(兼務)
  - 第四戦隊　重巡洋艦 愛宕、高雄、摩耶、鳥海
    - 第二艦隊司令部直率

  - 第一戦隊　戦艦 大和、武蔵、長門
    - 司令官：宇垣纏中将
      - 参謀：野口六郎大佐、矢口良雄中佐、末松虎雄少佐
      - 司令部附：伊藤敦夫少佐、神崎浩太郎中尉

  - 第五戦隊　重巡洋艦 妙高、羽黒
    - 司令官：橋本信太郎中将
      - 参謀：中尾熊太郎大佐、大橋欣三中佐、秋元延浩少佐
      - 司令部附：松島龍夫大尉、宮崎清文主計中尉、岩崎吉恵兵曹長

  - 第二水雷戦隊  軽巡洋艦 能代、駆逐艦島風
    - 司令官：早川幹夫少将
      - 参謀：松原瀧三郎大佐、結城祐雄中佐、本間広中佐、鈴木安照少佐

    - 第二駆逐隊　駆逐艦 早霜、秋霜
      - 司令：大島一太郎大佐

    - 第三十一駆逐隊　駆逐艦 岸波、沖波、朝霜、長波
      - 司令：福岡徳治郎大佐

    - 第三十二駆逐隊　駆逐艦 浜波、藤波
      - 司令：大島一太郎大佐

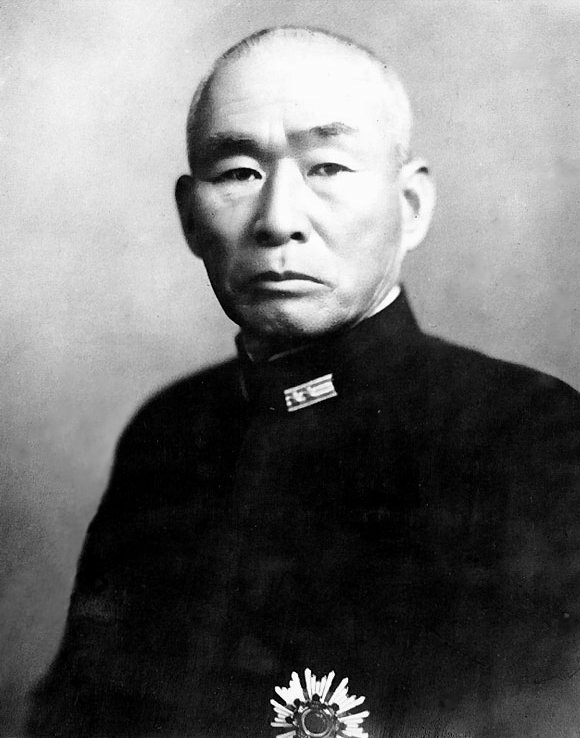
栗田健男
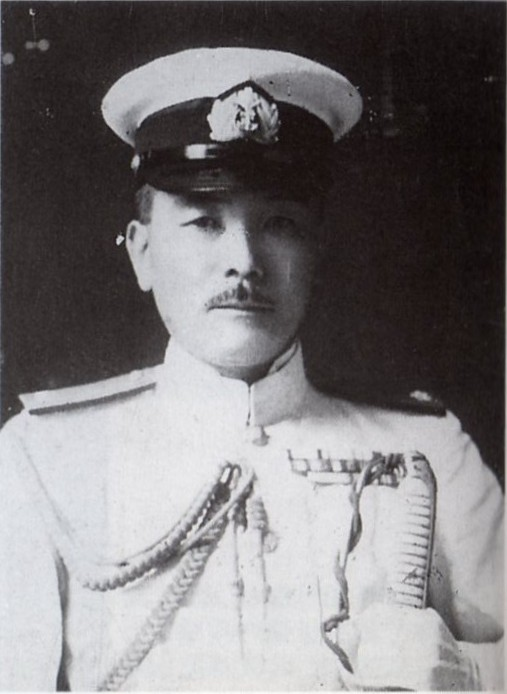
小柳富治
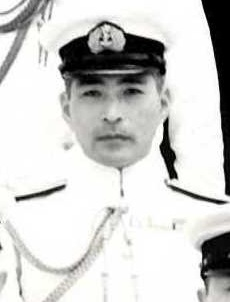
山本祐二
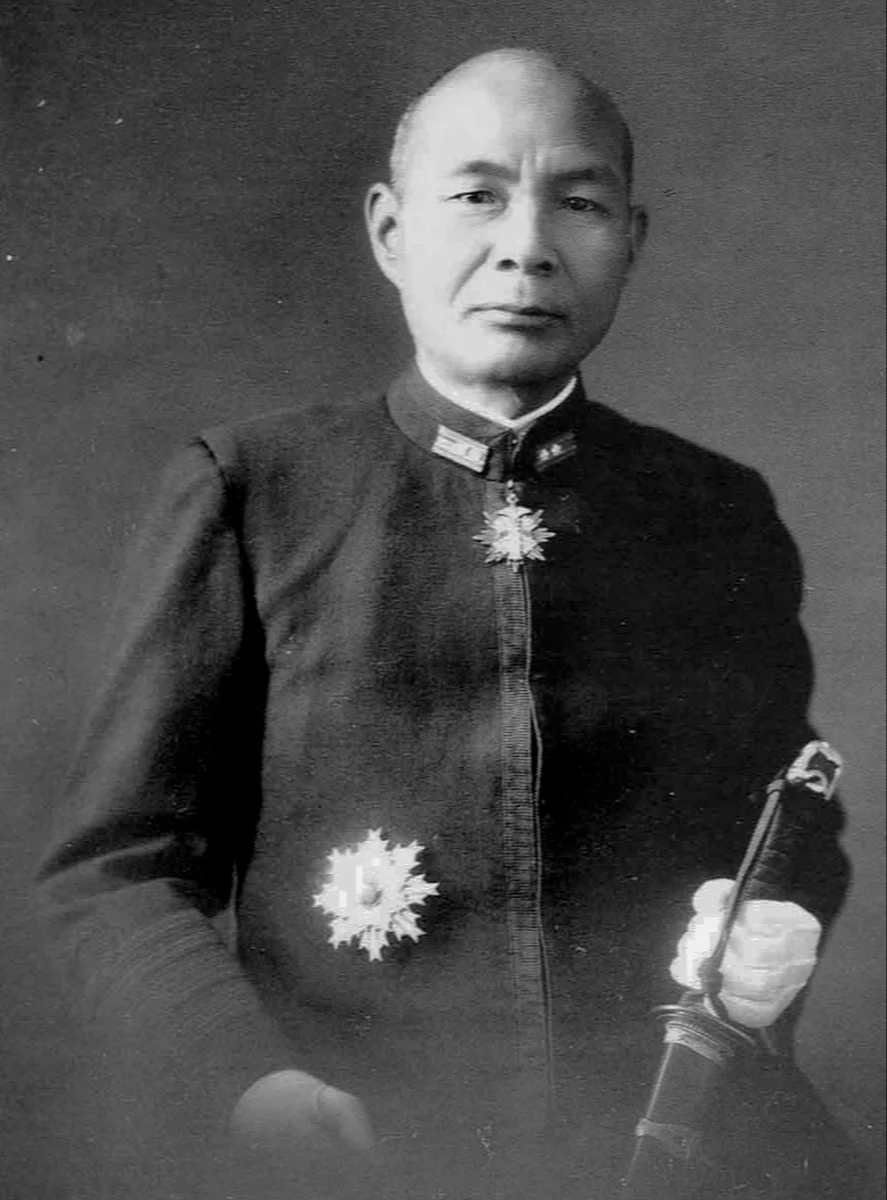
宇垣纏
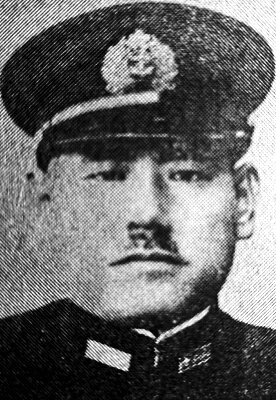
橋本信太郎

##### 第二部隊
- 指揮官：鈴木義尾第三戦隊司令官
  - 第三戦隊　戦艦 金剛、榛名
    - 司令官：鈴木義尾中将
      - 参謀：杉藤馬中佐、松本三郎少佐

  - 第七戦隊　重巡洋艦 鈴谷、熊野、利根、筑摩
    - 司令官：白石萬隆中将
      - 参謀：西川亨大佐、入谷清明少佐、貞閑勝見少佐、梅津修少佐
      - 司令部附：武田春雄少佐、新井二郎主計中尉、赤井幸夫兵曹長

  - 第十戦隊　軽巡洋艦 矢矧
    - 司令官：木村進少将
      - 参謀：南六右衛門大佐、朝田一利少佐、𠮷村一友少佐、岩井正二少佐
      - 司令部附：佐原亨主計中尉、庄司清七兵曹長

    - 第十七駆逐隊　駆逐艦 浦風、磯風、雪風、浜風
      - 司令：谷井保大佐

    - 第三隊※臨時編成　駆逐艦清霜、野分
      - 指揮官：梶本顗少佐[注釈 250]

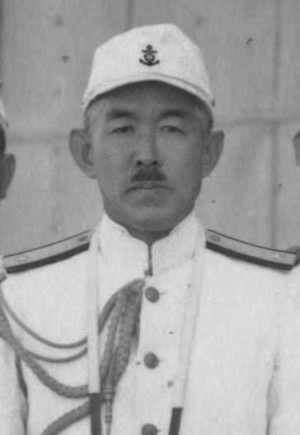
鈴木義尾
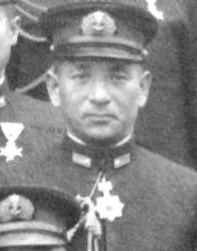
白石萬隆
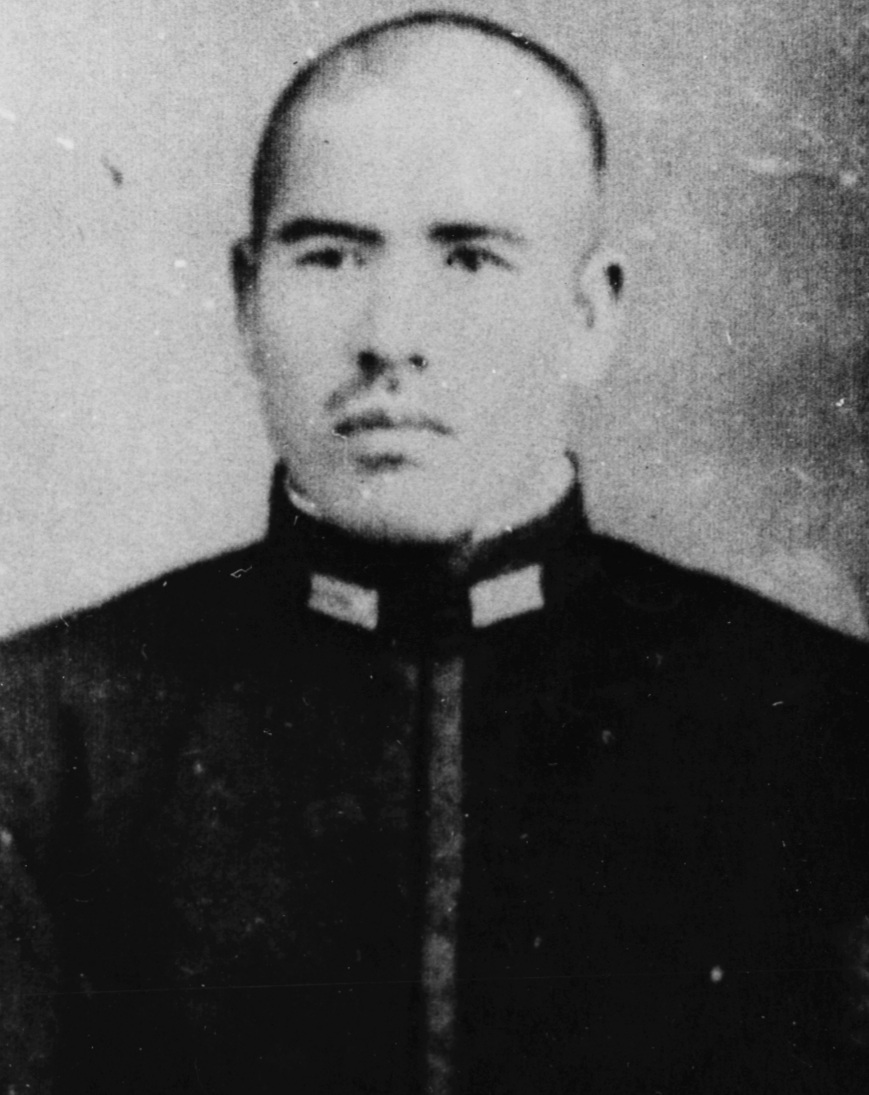
木村進

##### 第三部隊

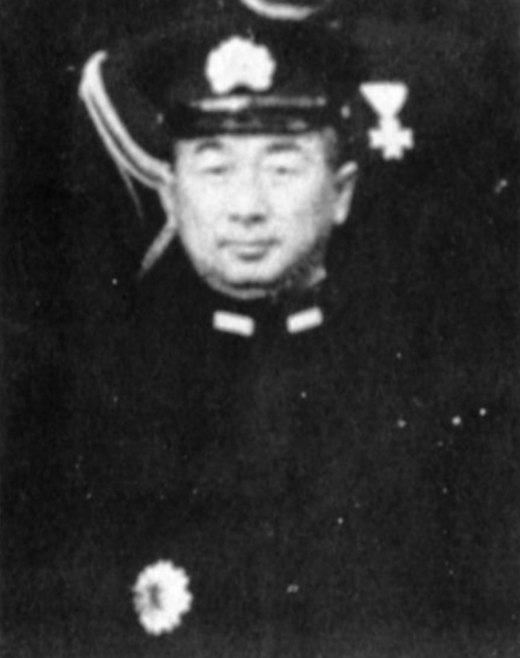
指揮官：西村祥治第二戦隊司令官
  - 第二戦隊　戦艦 山城、扶桑
    - 司令官：西村祥治中将
      - 参謀：安藤憲栄中佐、福山寅雄少佐

  - 重巡洋艦 最上[注釈 251]
  - 駆逐艦 時雨[注釈 252]
  - 第四駆逐隊　駆逐艦 山雲、満潮、朝雲
    - 司令：高橋亀四郎大佐

- 西村祥治

##### 補給部隊
※ブルネイにて第一遊撃部隊に補給を実施する油槽船
- 油槽船 厳島丸、御室山丸、雄鳳丸、萬栄丸、日栄丸、良栄丸、八紘丸
このうち出撃前の補給に間に合ったのは栗田長官の独断で21日に到着した雄鳳丸、八紘丸のみ。第一遊撃部隊帰着後の補給は萬栄丸と御室山丸も加わり4隻で実施[632]。

#### 機動部隊本隊
第三艦隊を基幹に連合艦隊直轄の第三十一戦隊を加えて編成
- 指揮官：小沢治三郎中将
  - 参謀長：大林末雄少将
  - 先任参謀：大前敏一大佐
  - 参謀：青木武中佐
  - 参謀：有馬高泰中佐
  - 参謀：辻本毅少佐

##### 主隊
- 第三航空戦隊　航空母艦  瑞鶴、瑞鳳、千歳、千代田
  - 第三艦隊司令部直率
  - 第六〇一海軍航空隊　(零戦28機、爆装零戦[注釈 253]16機、彗星7機、天山14機）[注釈 254]
    - 司令：鈴木正一中佐

  - 第六五三海軍航空隊　（零戦24機、爆装零戦12機、天山11機、九七式艦攻4機）[注釈 255]
    - 司令：木村軍治中佐
- 第四航空戦隊　航空戦艦 伊勢、日向
  - 司令官：松田千秋少将
    - 参謀：吉井道教大佐、吉住幸男少佐、
- 巡洋艦戦隊　軽巡洋艦 多摩、五十鈴
  - 指揮官：山本岩多大佐[注釈 256]
- 警戒隊
  - 第一駆逐連隊[注釈 257]軽巡洋艦 大淀、駆逐艦 槇、杉、桐、桑
    - 指揮官：江戸兵太郎少将[注釈 258]
      - 参謀：池田民生少佐[注釈 259]

  - 第二駆逐連隊[注釈 260]
    - 指揮官：第六十一駆逐隊司令(兼務)
    - 第六十一駆逐隊　駆逐艦　初月、若月、秋月
      - 司令：天野重隆大佐

    - 第四十一駆逐隊　駆逐艦　霜月
      - 司令：脇田喜一郎大佐

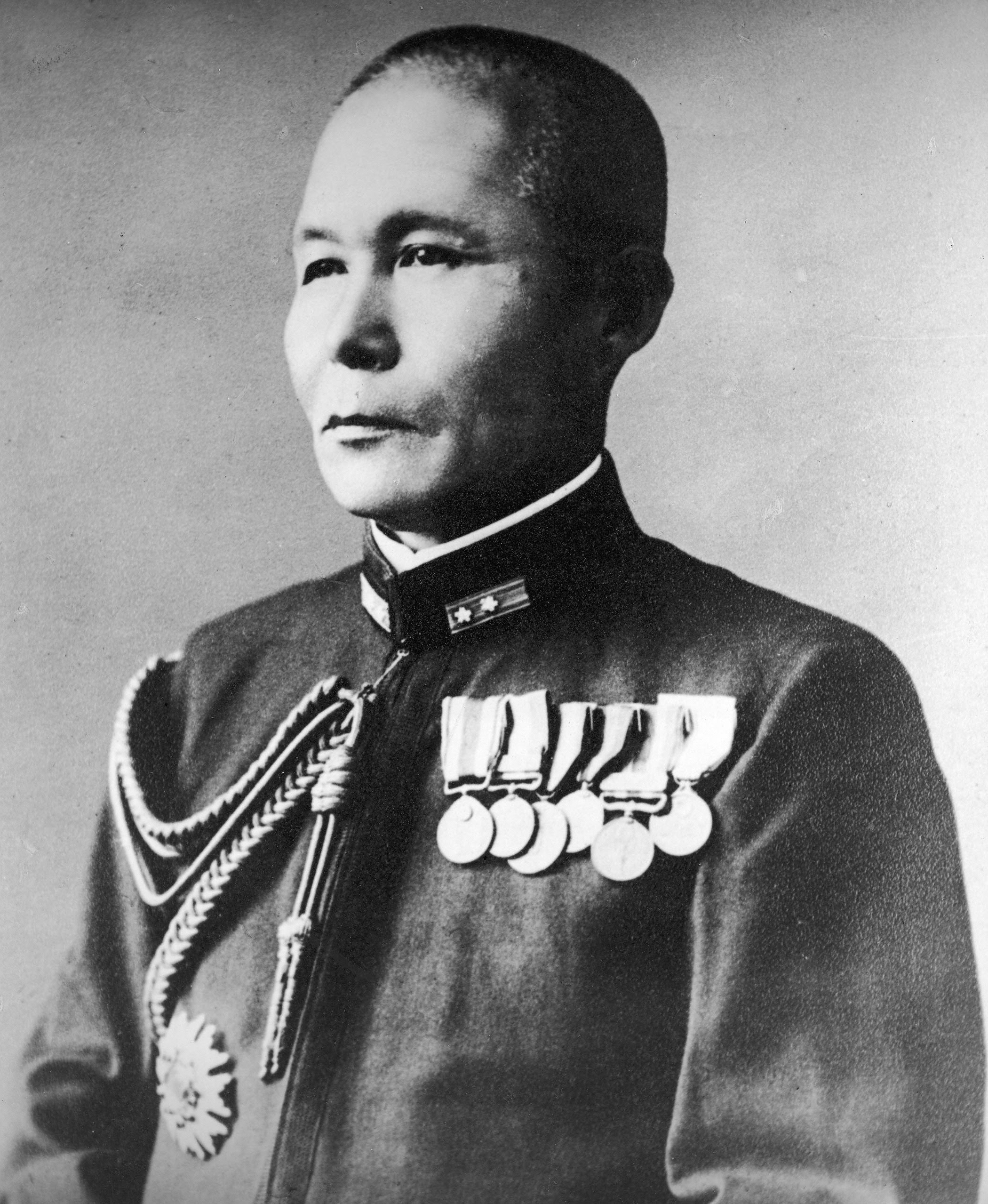
小澤治三郎
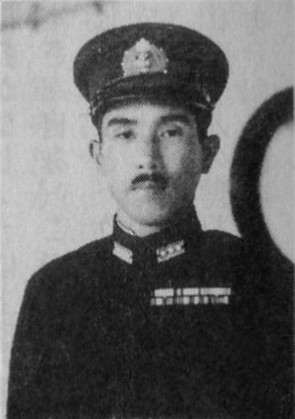
松田千秋

##### 補給部隊
- 指揮官：田村保郎大佐（海防艦第33号に座乗）
  - 第一補給部隊 油槽船 たかね丸、海防艦 第23号、第29号、第33号
    - 指揮官：田村大佐が兼務[633]

  - 第二補給部隊 油槽船 仁栄丸、駆逐艦 秋風、海防艦 第31号、第43号、第132号
    - 指揮官：山崎仁太郎少佐（秋風艦長）[634]

#### 先遣部隊(第六艦隊基幹)
- 指揮官：三輪茂義中将
  - 参謀長：仁科宏造少将
  - 参謀：井浦祥二郎大佐　
  - 甲潜水部隊（ミンダナオ島東方海域哨戒）、伊26、伊41、伊45、伊46、伊54、伊56
  - 乙潜水部隊（レイテ・サマール島東方海域哨戒）：伊38、伊53、呂41、呂43、呂46
  - 丙潜水部隊（ルソン島東方海域哨戒）、呂109[注釈 261]

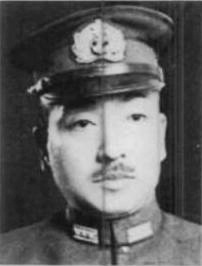
三輪茂義

#### 南西方面部隊(南西方面艦隊基幹)
- 指揮官：三川軍一中将
  - 参謀長：西尾秀彦少将
  - 参謀副長：北川政少将
  - 参謀：大谷稲穂大佐

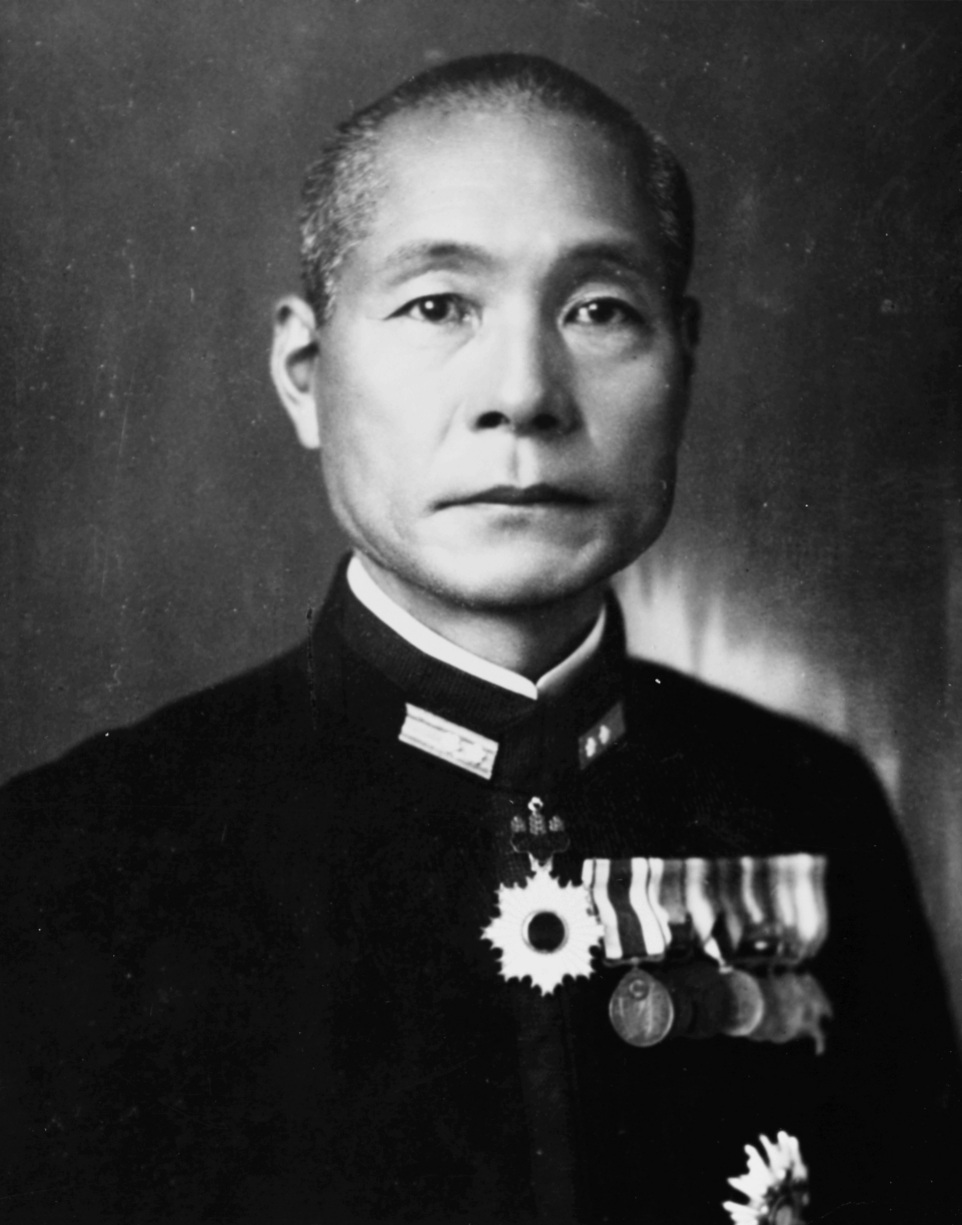
三川軍一

##### 第五基地航空部隊(第一航空艦隊基幹)
- 指揮官：大西瀧治郎中将
  - 参謀長：小田原俊彦大佐

- 第一五三航空隊 - 月光夜間戦闘機一一型×1機
- 第二〇一航空隊 - 零式艦上戦闘機二二型×16機
- 第七六一航空隊 - 銀河陸上爆撃機一一型×2機、天山艦上攻撃機一二型甲×7機、一式陸上攻撃機二四型×3機
- 第一〇二一航空隊 - 九六式陸上輸送機一一型×1機

大西滝治郎

##### 第二遊撃部隊
第五艦隊を基幹に南西方面艦隊直轄の第十六戦隊を加えて編成
- 指揮官：志摩清英中将
  - 参謀長：松本毅少将
  - 首席参謀：天野盛高大佐
  - 砲術参謀：松永力大佐、貞閑勝見少佐
  - 機関参謀：岩部六郎中佐、佐藤良明中佐(副官も兼務)
  - 水雷参謀：森幸吉中佐
  - 航空参謀：大野義高少佐
  - 通信参謀：津田威德少佐
  - 艦隊軍医長：赤木武夫中佐
  - 艦隊主計長：山本藤平主計中佐

- 第二十一戦隊　重巡洋艦 那智、足柄
  - 第五艦隊司令部直率
- 第一水雷戦隊　軽巡洋艦 阿武隈
  - 司令官：木村昌福少将
    - 参謀：広瀬弘大佐、板谷隆一少佐、関重美少佐、星野清三郎少佐
    - 司令部附：鈴木義雄兵曹長、長尾勝行技術中尉、周防安次中尉、小西喜代治少尉

  - 第七駆逐隊　駆逐艦 曙、潮
    - 司令：古閑孫太郎大佐

  - 第十八駆逐隊　駆逐艦 霞、不知火
    - 司令：井上良雄大佐

  - 第二十一駆逐隊[注釈 262]　駆逐艦 初春、若葉、初霜
    - 司令： 石井汞大佐
- 第十六戦隊[注釈 263]　重巡洋艦 青葉、軽巡洋艦 鬼怒、駆逐艦 浦波
  - 司令官：左近允尚正少将
    - 参謀：島内百千世中佐

- 志摩清英
- 木村昌福
- 左近允尚正

##### 第六基地航空部隊(第二航空艦隊基幹)
- 指揮官：福留繁中将
  - 参謀長：杉本丑衛大佐
  - 参謀：柴田文三大佐　山口盛義中佐
- 第一四一航空隊(月光12機、二式艦上偵察機6機：ルソン島ニコルス飛行場)
- 第二二一航空隊(零式艦上戦闘機70機：ルソン島クラーク、アンヘレス飛行場)
- 第三四一航空隊(紫電約40機：ルソン島マルコット飛行場)
- 第六三四航空隊(彗星12機、瑞雲31機：ルソン島キャビテ飛行場)[注釈 264]
- 第六五三航空隊(零式艦上戦闘機約40機、天山21機：ルソン島クラーク、マバラカット飛行場)[注釈 265]
- 第七〇一航空隊(彗星8機、九九式艦上爆撃機34機、一式陸上攻撃機24機：ルソン島マバラカット飛行場)
- 第七六二航空隊戦闘三〇三、戦闘三〇四飛行隊(零式艦上戦闘機約30機：ルソン島バムバム、マバラカット飛行場)[注釈 266]
- 第七六三航空隊（銀河10機：ルソン島クラーク飛行場）
- 第一〇二二航空隊（輸送機8機：本作戦には不参加）

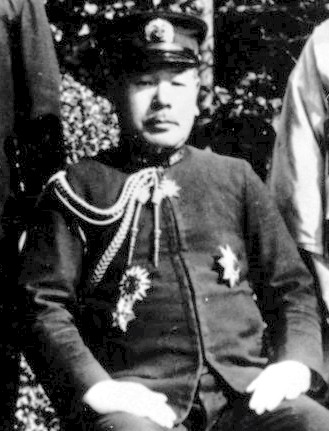
福留繁

### 南方軍

#### 第四航空軍
第四航空軍 司令官：富永恭次中将

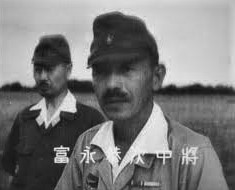
富永恭次

#### 第十四方面軍
第十四方面軍 司令官：山下奉文大将

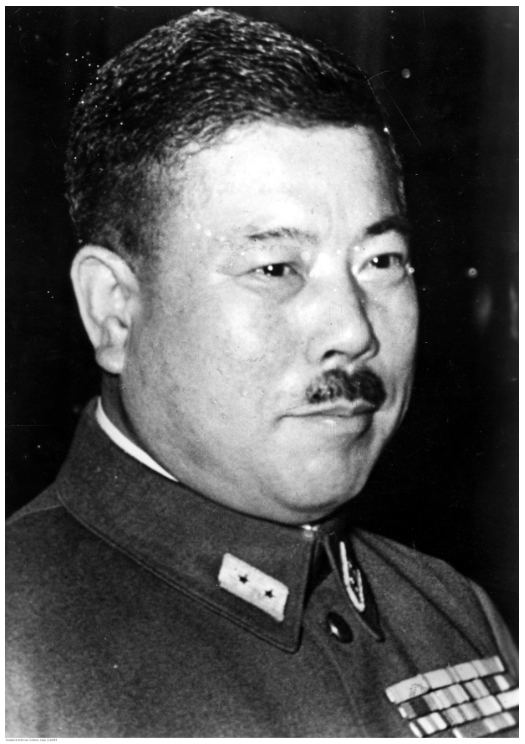
山下奉文

##### 第三十五軍
第三十五軍 司令官：鈴木宗作中将
- レイテ島
  - 第十六師団主力（司令官：牧野四郎中将）
- ミンダナオ島
  - ダバオ地区
    - 第三十師団（司令官：両角業作中将）

  - 中・北部
    - 第百師団（司令官：原田次郎中将）

  - ザンボアンガ地区
    - 独立混成第五十四旅団（司令官：北条藤吉中将）

  - パナイ、ネグロス、セブ、パラワン島
    - 第百二師団（司令官：福栄真平中将）

  - ホロ島
    - 独立混成第五十五旅団（司令官：鈴木鉄三少将）

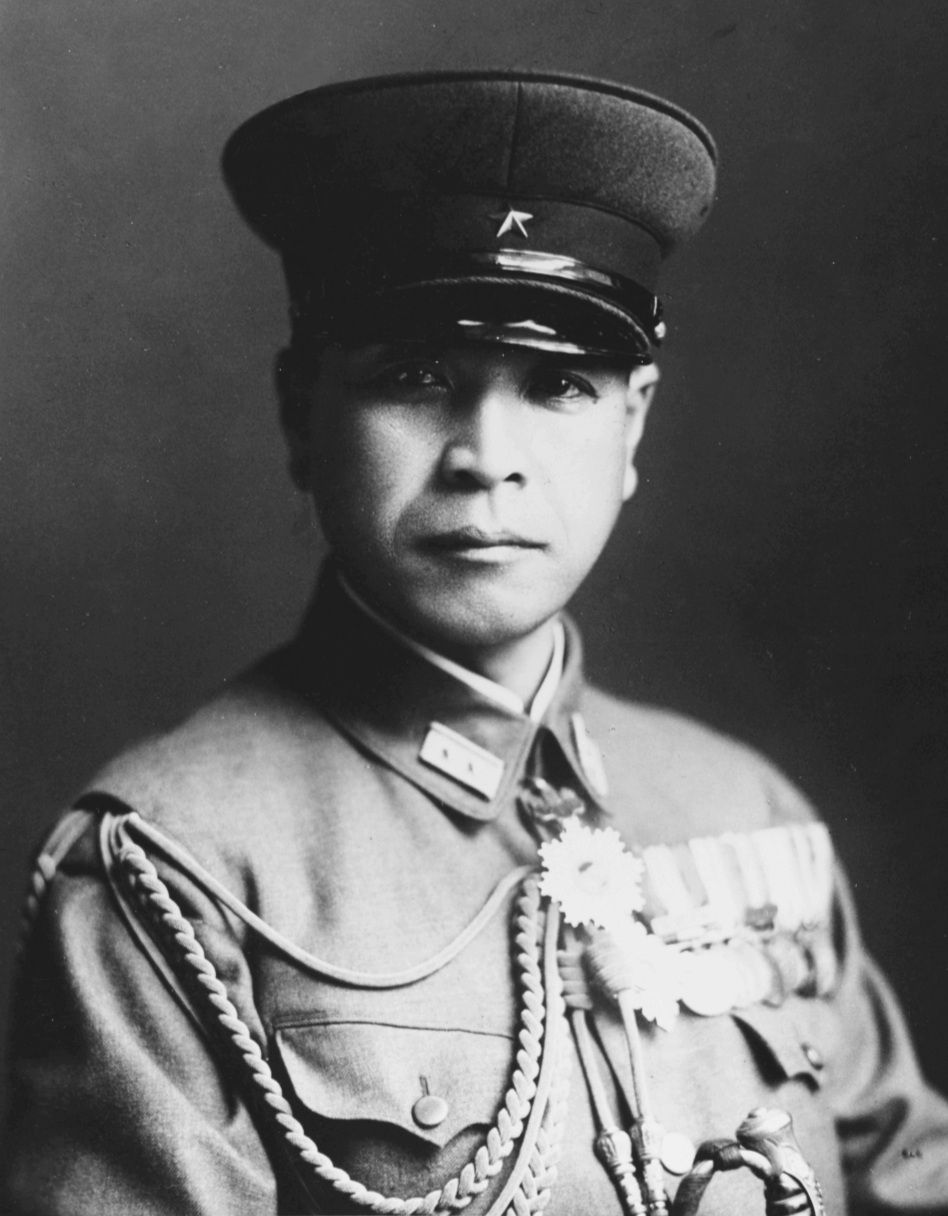
鈴木宗作
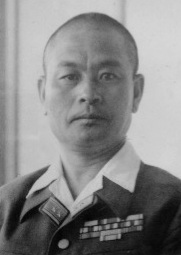
牧野四郎

## 戦闘序列（連合軍）
総計862隻（戦闘艦艇157隻、輸送船420隻、特務艦船157隻、その他128隻）。
第二次ケベック会談でレイテ攻略を最終決定した1944年9月、連合幕僚長会議の決定によりダグラス・マッカーサー大将指揮の第7艦隊が上陸作戦の指揮を執ることとなった。この際、ウィリアム・ハルゼー・ジュニア大将の上陸部隊移管の進言もあり太平洋艦隊からはウィルキンスン中将の両用戦部隊が移管されたが、第3艦隊を中心とする空母機動部隊とその補給部隊はチェスター・ニミッツ大将の指揮下の太平洋艦隊にとどめ置かれ、その任務は第7艦隊を支援し、日本艦隊が出現した場合にはその撃滅を優先するものとなっていた。従って第3艦隊と第7艦隊では指揮系統が大きく異なる。

### 第3艦隊
- 司令長官：ウィリアム・ハルゼー・ジュニア大将 旗艦：戦艦ニュージャージー　以下204隻
  - 参謀長：ロバート・カーニー少将 (Robert Carney)
  - 作戦主任参謀：ラルフ・ウィルソン大佐
  - 航空参謀：ホレスト・モルトン大佐
  - 通信参謀：レオナルド・ドウ大佐
  - 情報参謀：マリオン・チーク大佐
  - 作戦副参謀：ハーバート・ホーナー大佐
  - 戦務副参謀：ハロルド・スタッセン大佐

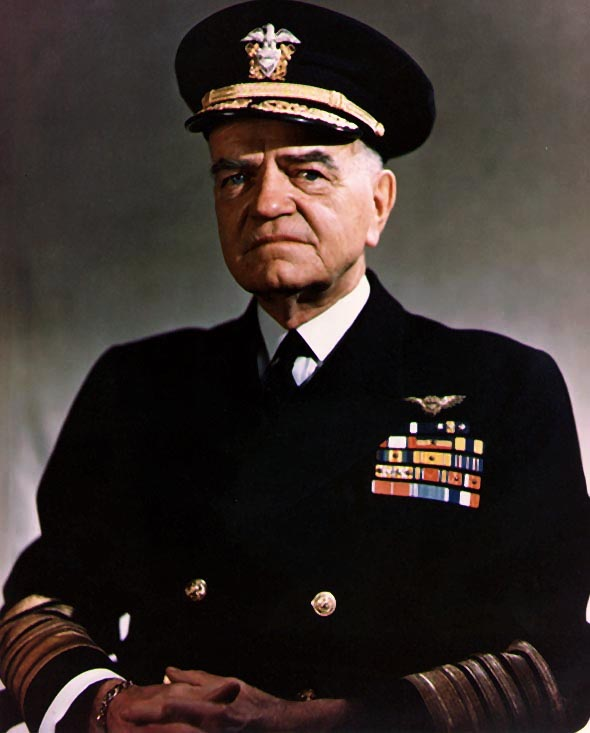
ウィリアム・F・ハルゼー
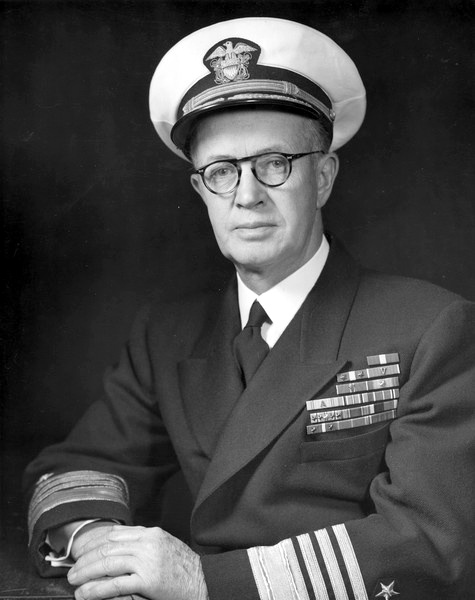
ロバート・カーニー

#### 第38任務部隊(TASK FORCE 38)
- 司令官：マーク・A・ミッチャー中将、
  - 参謀長：アーレイ・A・バーク代将、旗艦：空母レキシントン

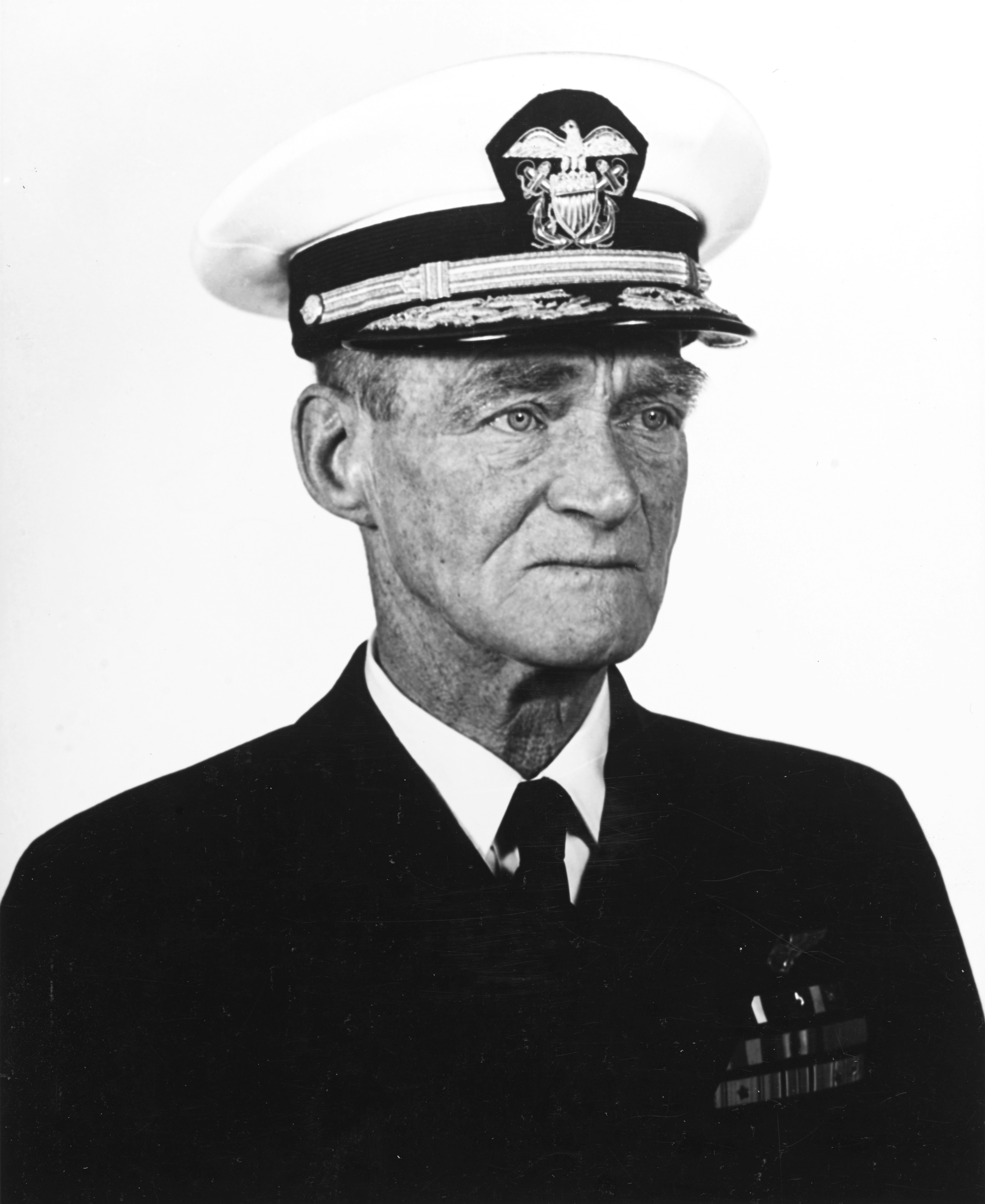
マーク・A・ミッチャー
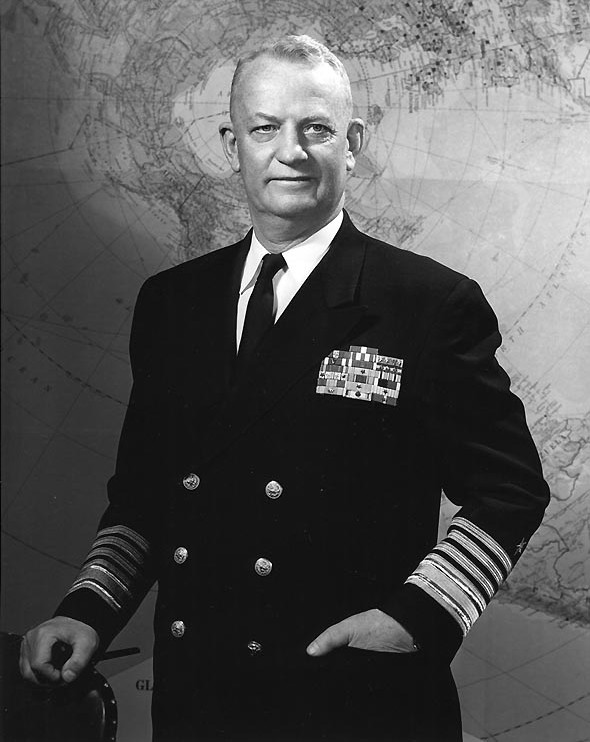
アーレイ・A・バーク

##### 第1群(TASK GROUP 38.1)

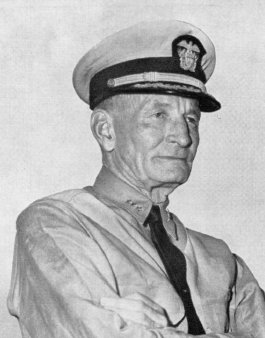
司令官：ジョン・S・マケイン中将、旗艦：空母ホーネット
  - 空母部隊
    - 空母 ホーネット、ワスプ、ハンコック
    - 軽空母 カウペンス、モンテレー

  - 第5巡洋隊(Cruiser Division 5)
    - 重巡洋艦 チェスター、ソルトレイクシティ、ペンサコラ

  - 第6巡洋隊(Cruiser Division 6)
    - 重巡洋艦 ウィチタ

  - 第10巡洋隊(Cruiser Division 10)
    - 重巡洋艦 ボストン
    - 軽巡洋艦 サンディエゴ、オークランド

  - 第46駆逐戦隊(Destroyer Squadron 46)
    - 駆逐艦 12隻

  - 第12駆逐戦隊(Destroyer Squadron 12)
    - 駆逐艦 3隻

  - 第4駆逐戦隊(Destroyer Squadron 4)、(第30任務部隊第2群、TASK GROUP 30.2)
    - 駆逐艦 6隻

（日本側文献では駆逐艦数は海戦当時14〜17隻）

- ジョン・S・マケイン

##### 第2群(TASK GROUP 38.2)

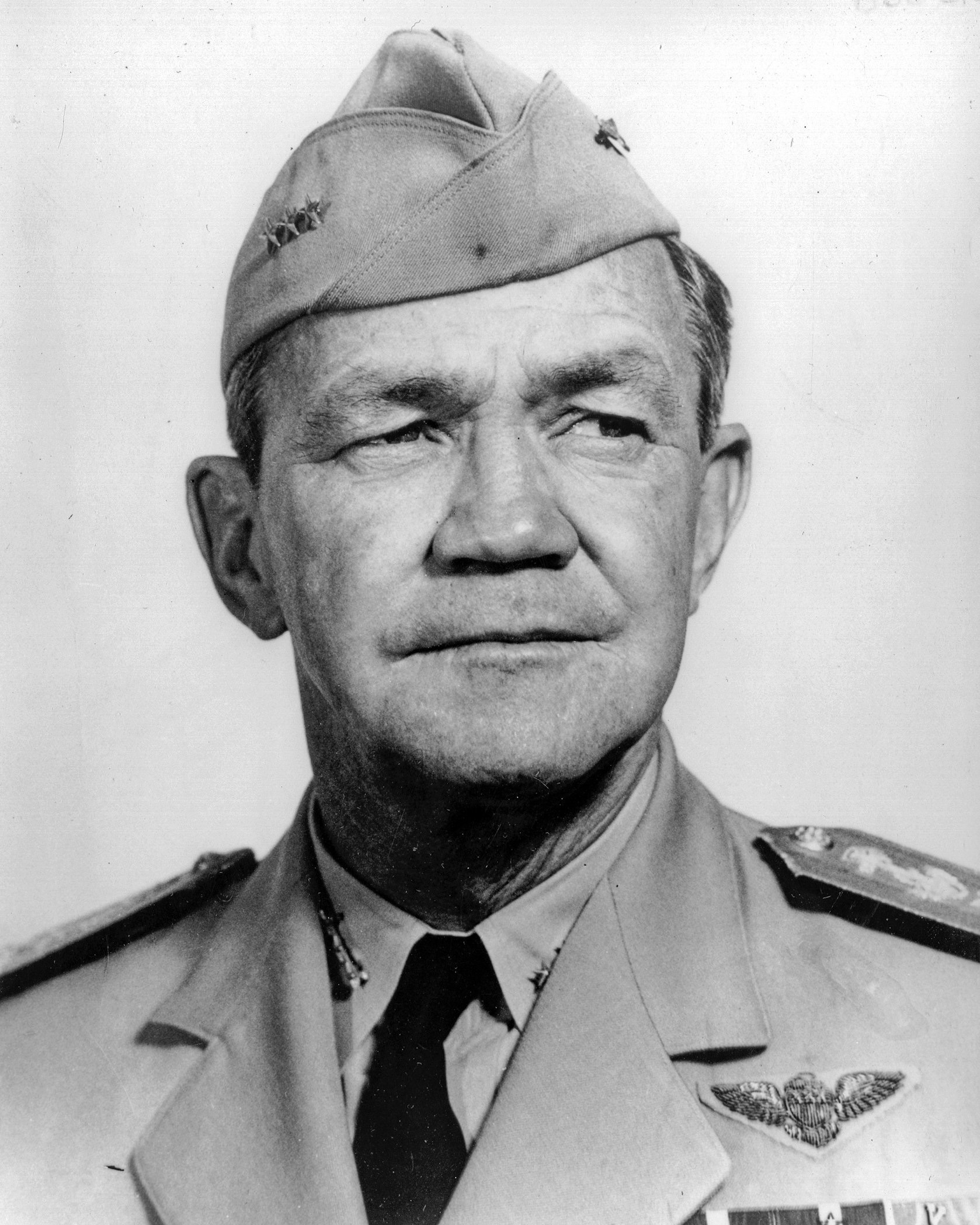
司令官：ジェラルド・F・ボーガン（英語版）少将、旗艦：空母イントレピッド
  - 空母部隊
    - 空母 イントレピッド、バンカー・ヒル
    - 軽空母 インディペンデンス、カボット

  - 第7戦隊(Battleship Division 7)
    - 戦艦 ニュージャージー（ハルゼー大将座乗）、アイオワ

  - 第14巡洋隊(Cruiser Division 14)
    - 軽巡洋艦 ヴィンセンス、マイアミ、ビロクシー

  - 第52駆逐戦隊(Destroyer Squadron 52)
    - 駆逐艦 4隻

  - 第50駆逐戦隊(Destroyer Squadron 50)
    - 駆逐艦 5隻

  - 第104駆逐隊(Destroyer Division 104)
    - 駆逐艦 5隻

  - 第106駆逐隊(Destroyer Division 106)
    - 駆逐艦 4隻

（日本側文献では駆逐艦数は海戦当時16〜17隻）

- ジェラルド・F・ボーガン

##### 第3群(TASK GROUP 38.3)

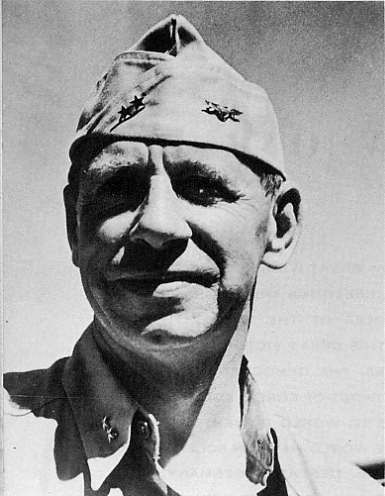
司令官：フレデリック・C・シャーマン少将、旗艦：空母エセックス
  - 空母部隊
    - 空母 レキシントン（ミッチャー中将座乗）、エセックス
    - 軽空母 プリンストン（10/24 没 基地航空機）、ラングレー

  - 第8戦隊(Battleship Division 8)
    - 戦艦 マサチューセッツ

  - 第9戦隊(Battleship Division 9)
    - 戦艦 サウスダコタ

  - 第13巡洋隊(Cruiser Division 13)、（L.T.デュポーズ少将指揮）
    - 軽巡洋艦 サンタフェ、モービル、リノ、バーミングハム

  - 第50駆逐戦隊(Destroyer Squadron 50)
    - 駆逐艦 5隻

  - 第55駆逐戦隊(Destroyer Squadron 55)
    - 駆逐艦 5隻

  - 第110駆逐隊(Destroyer Division 110)
    - 駆逐艦 4隻

（日本側文献では駆逐艦数は海戦当時12隻）

- フレデリック・C・シャーマン

##### 第4群(TASK GROUP 38.4)

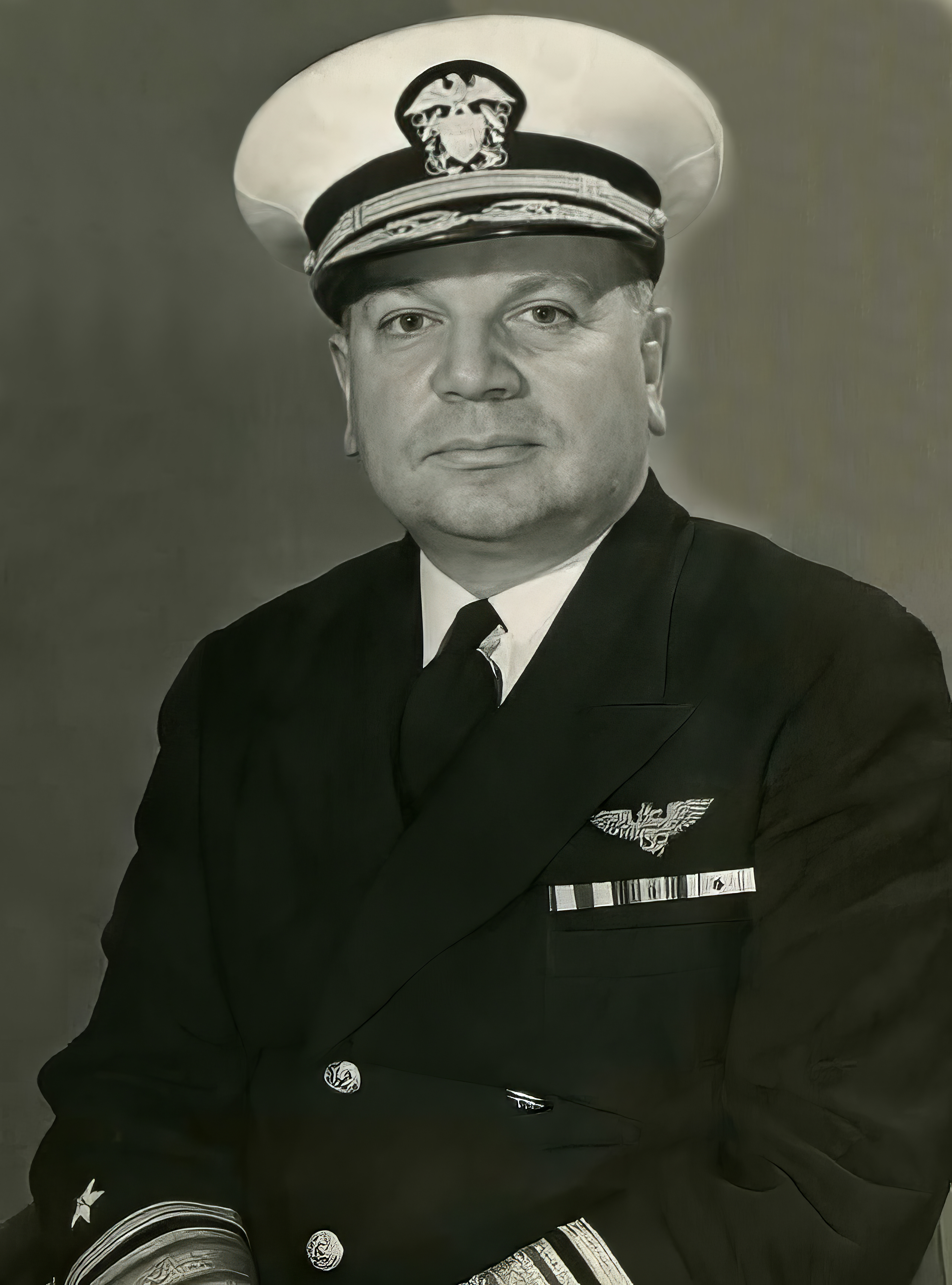
司令官：ラルフ・E・デヴィソン（英語版）少将、旗艦：空母フランクリン
  - 空母部隊
    - 空母 フランクリン、エンタープライズ
    - 軽空母 ベロー・ウッド、サン・ジャシント
    - 戦艦 ワシントン(司令官：ウィリス・A・リー中将)、アラバマ

  - 第6巡洋隊(Cruiser Division 6)
    - 重巡洋艦 ニューオーリンズ、軽巡洋艦 ビロクシ

  - 第6駆逐戦隊(Destroyer Squadron 6)
    - 駆逐艦 4隻

  - 第12駆逐隊(Destroyer Division 12)
    - 駆逐艦 4隻

  - 第24駆逐隊(Destroyer Division 24)
    - 駆逐艦 3隻

（日本側文献では駆逐艦数は海戦当時11〜15隻）

- ラルフ・E・デヴィソン

#### 役務部隊
- 護衛空母11隻、駆逐艦18隻、護衛駆逐艦27隻、曳船10隻、給油艦35隻

※12のグループに分割し日本軍哨戒圏外の指定海域〜ウルシー間にて移動・待機

#### 第34任務部隊(TASK FORCE 34)
水上打撃任務部隊
司令官：ウィリス・A・リー中将 (Willis A. Lee)　旗艦：ワシントン
10月24日15時30付けで第38任務部隊第2群、第3群、第4群から水上部隊（戦艦6、巡洋艦7、駆逐艦17）を抽出して編成。ただし編成を宣言したものの実施されなかったという。また、24日夕刻の時点では第3群の艦船は集結地点近海にいなかった。
- 第7戦隊(Battleship Division 7) 司令官：オスカー・ バッジャ（英語版）少将
  - 戦艦 ニュージャージー（ハルゼー大将座乗）、アイオワ
- 第8戦隊(Battleship Division 8)
  - 戦艦 マサチューセッツ、ワシントン
- 第9戦隊(Battleship Division 9)
  - 戦艦 アラバマ、サウスダコタ
- 第6巡洋隊(Cruiser Division 6)
  - 重巡洋艦 ニューオーリンズ、ウィチタ
- 第13巡洋隊(Cruiser Division 13)　司令官：ローレンス・T・デュボース少将
  - 軽巡洋艦 サンタフェ、モービル、バーミングハム
- 第14巡洋隊(Cruiser Division 14)
  - 軽巡洋艦 ヴィンセンス、マイアミ、ビロクシー
- 第52駆逐戦隊(Destroyer Squadron 52)
  - 駆逐艦 4隻
- 第104駆逐隊(Destroyer Division 104)
  - 駆逐艦 4隻
- 第100駆逐戦隊(Destroyer Squadron 100)、（第46駆逐戦隊、第12駆逐戦隊の一部の艦で編成）
  - 駆逐艦 6隻
- 第50駆逐戦隊(Destroyer Squadron 50)
  - 駆逐艦 4隻

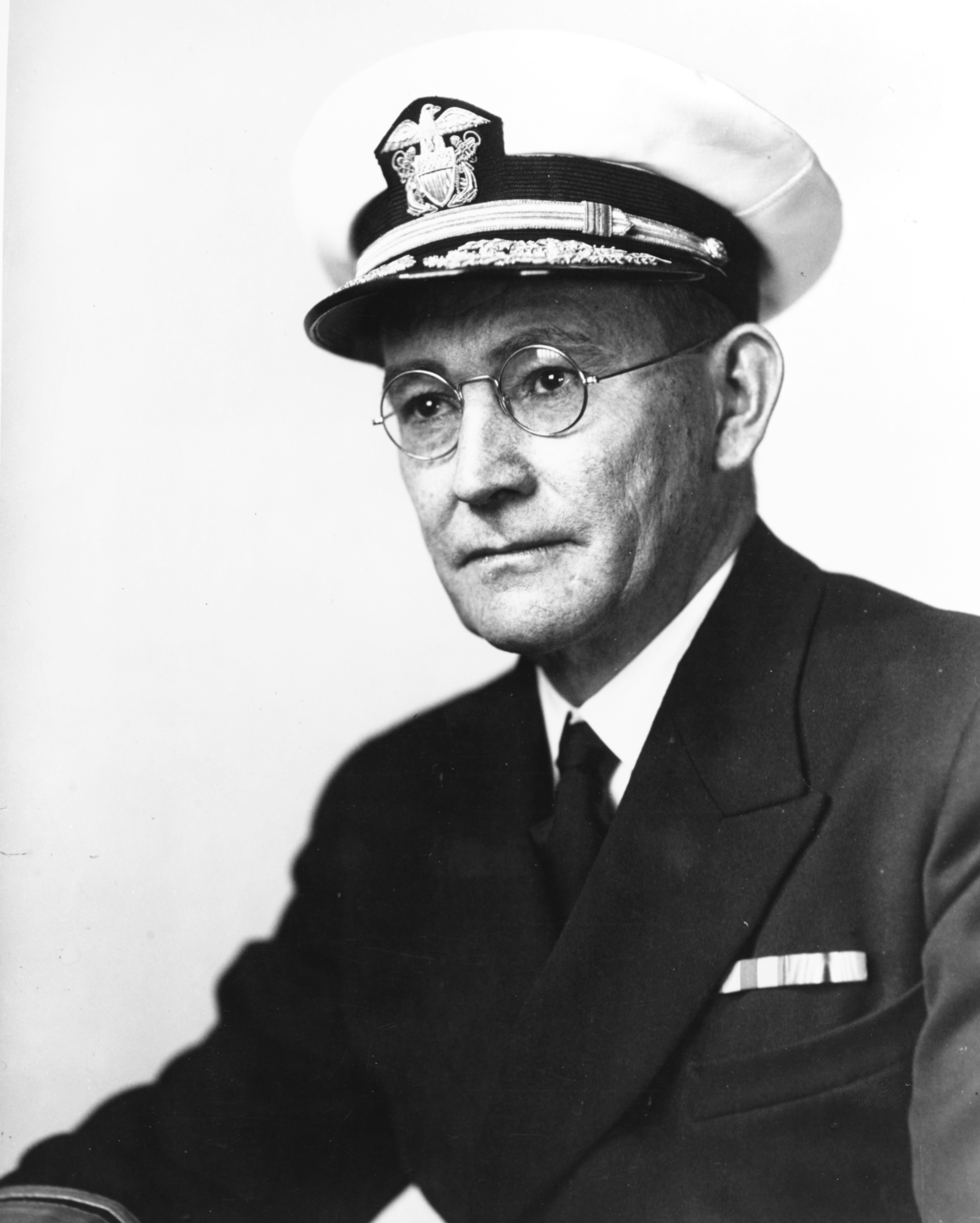
ウィリス・A・リー
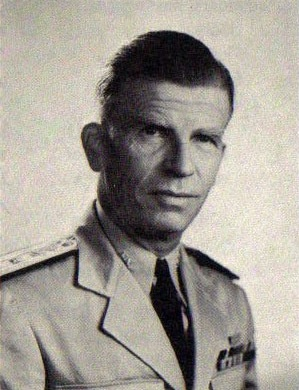
オスカー・ バッジャ
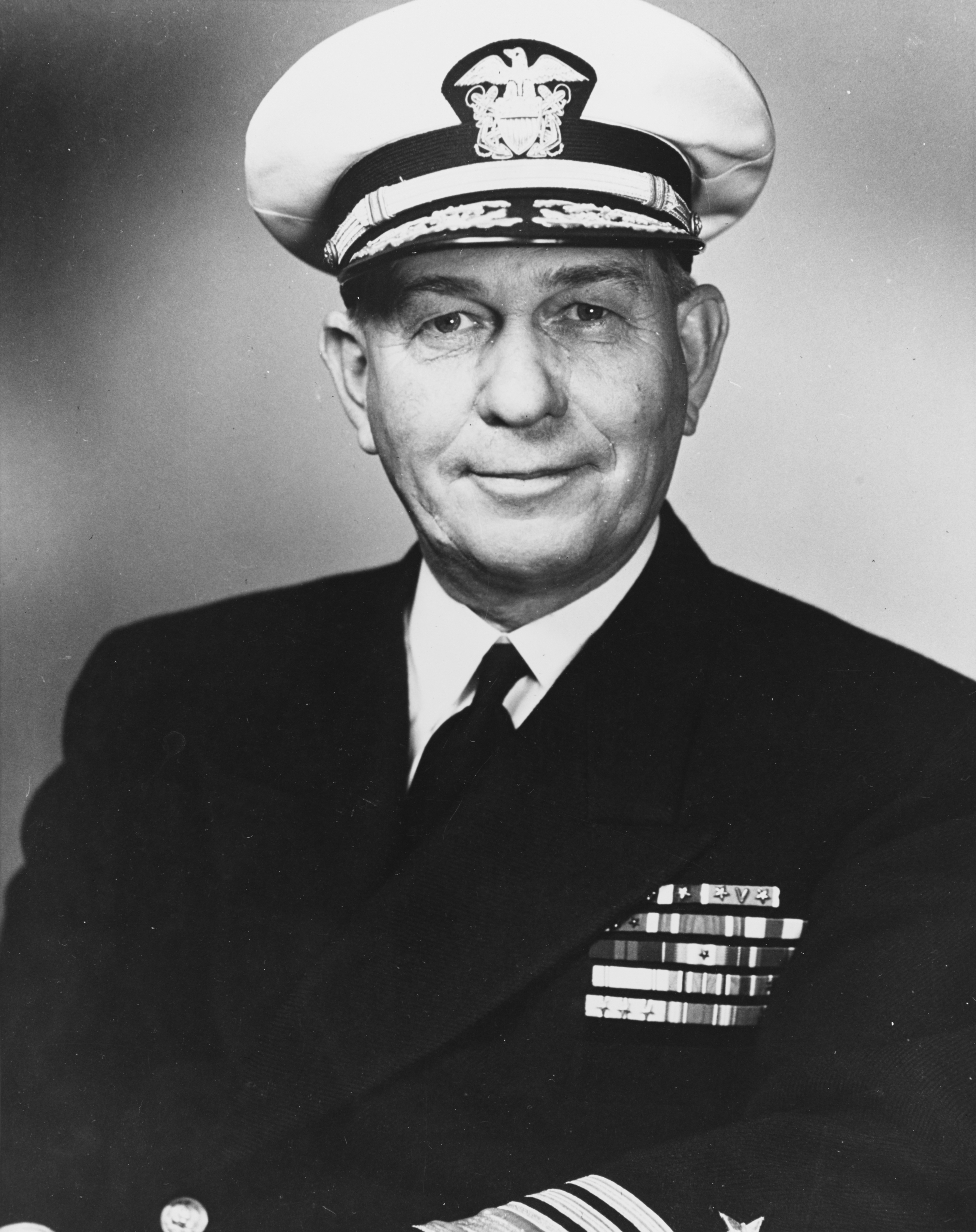
ローレンス・T・デュボース

### 第7艦隊
南西太平洋方面最高司令官指揮下（最高司令官：ダグラス・マッカーサー陸軍大将、旗艦：軽巡洋艦ナッシュビル）
兵員輸送船53隻、貨物輸送船54隻、その他含め攻略部隊艦船計658隻、戦闘艦艇計157隻
司令官：トーマス・C・キンケイド中将、旗艦ワサッチ（水陸両用作戦部隊旗艦）

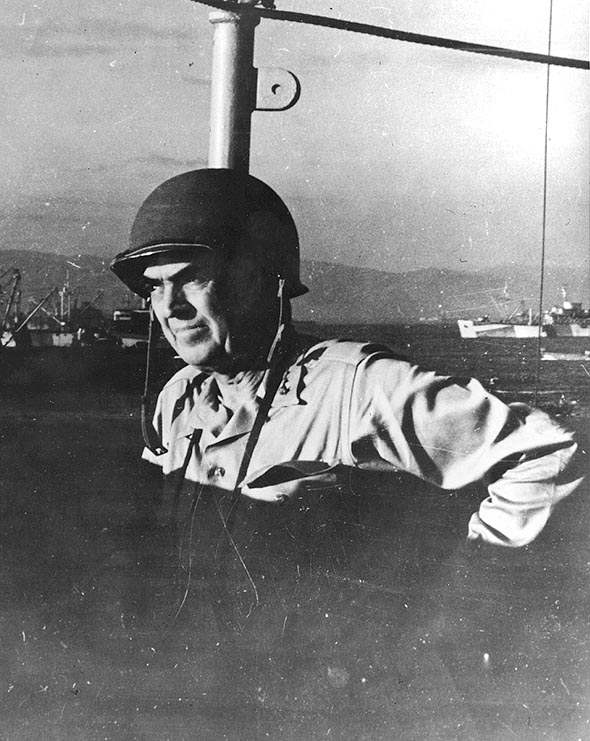
トーマス・C・キンケイド

#### 第70任務部隊(TASK FORCE 70)
- 揚陸指揮艦ワサッチ
- 軽巡洋艦ナッシュビル
- 駆逐艦4隻

##### 第1群(Task Group 70.1)
- 高速魚雷艇戦隊(MTB Squadrons)、（司令：レッスン少佐）
  - 魚雷艇 39隻（3隻・13個小隊）

#### 第77任務部隊(TASK FORCE 77)

##### 第1群(Task Group 77.1)
司令官：ラルフ・W・クリスティ少将
- ダーター、デイスなど7隻

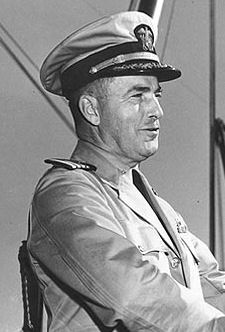
ラルフ・W・クリスティ

##### 第2群(Task Group 77.2)
支援射撃部隊（下記中央隊他はスリガオ海峡海戦時のもの）
司令官：ジェシー・B・オルデンドルフ少将、旗艦：重巡洋艦ルイビル
- 中央隊（司令官：ウェイラー少将 旗艦：戦艦ミシシッピ）
  - 戦艦 ミシシッピ、メリーランド、ウェストバージニア
  - 第2戦隊(Battleship Division 2)
    - 戦艦 ペンシルベニア、テネシー、カリフォルニア

  - エクスレイ（Xray）駆逐隊(Destroyer Division Xray)
    - 駆逐艦6隻 司令：フッバート中佐

- 左翼隊（オルデンドルフ少将直率）
  - 第4巡洋隊(Cruiser Division 4)
    - 重巡洋艦 ルイビル、ポートランド、ミネアポリス

  - 第12巡洋隊(Cruiser Division 12)
    - 軽巡洋艦 デンバー、コロンビア、ホノルル

-   - 第56駆逐戦隊(Destroyer Squadron 56)、（司令：スムート大佐）
    - 駆逐艦 3隻

  - 第112駆逐隊(Destroyer Division 112)

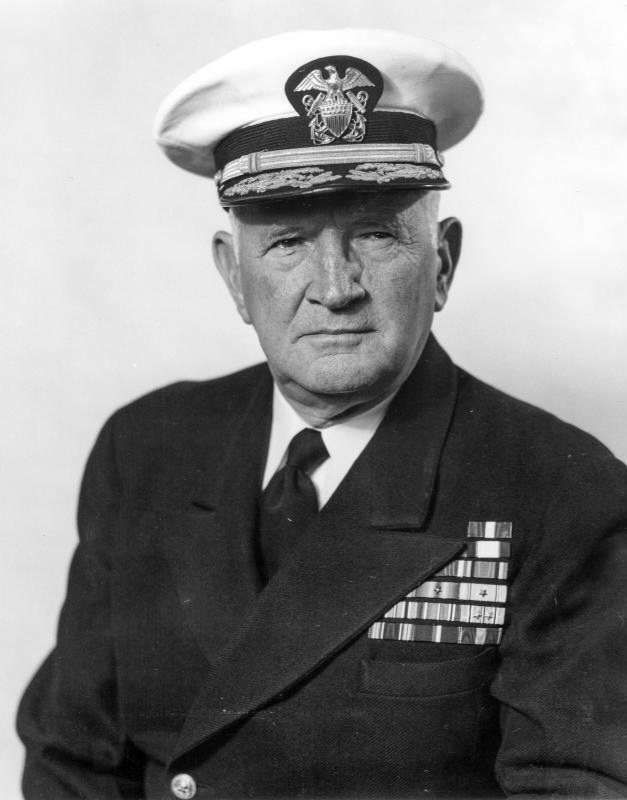
ジェシー・B・オルデンドルフ

    - 駆逐艦 3隻

  - 他（第3グループ）
    - 駆逐艦 3隻

- ジェシー・B・オルデンドルフ

##### 第3群(Task Group 77.3)
※スリガオ海峡海戦時は右翼隊として第2群と共闘
司令官：ラッセル・S・バーキー少将、旗艦：軽巡洋艦フェニックス
- 第5巡洋隊（司令：ジョン・A・コリンズ豪州海軍准将） 重巡洋艦 オーストラリア、シュロップシャー
- 第13巡洋隊 軽巡洋艦 ボイシ、フェニックス
- 第24駆逐戦隊(Destroyer Squadron 24)、（司令：マクメーン大佐）
  - 駆逐艦 6隻

- 第54駆逐戦隊(Destroyer Squadron 54)、（司令：カワード大佐、ピケット警戒の指揮を兼ねる）
  - 駆逐艦 8隻

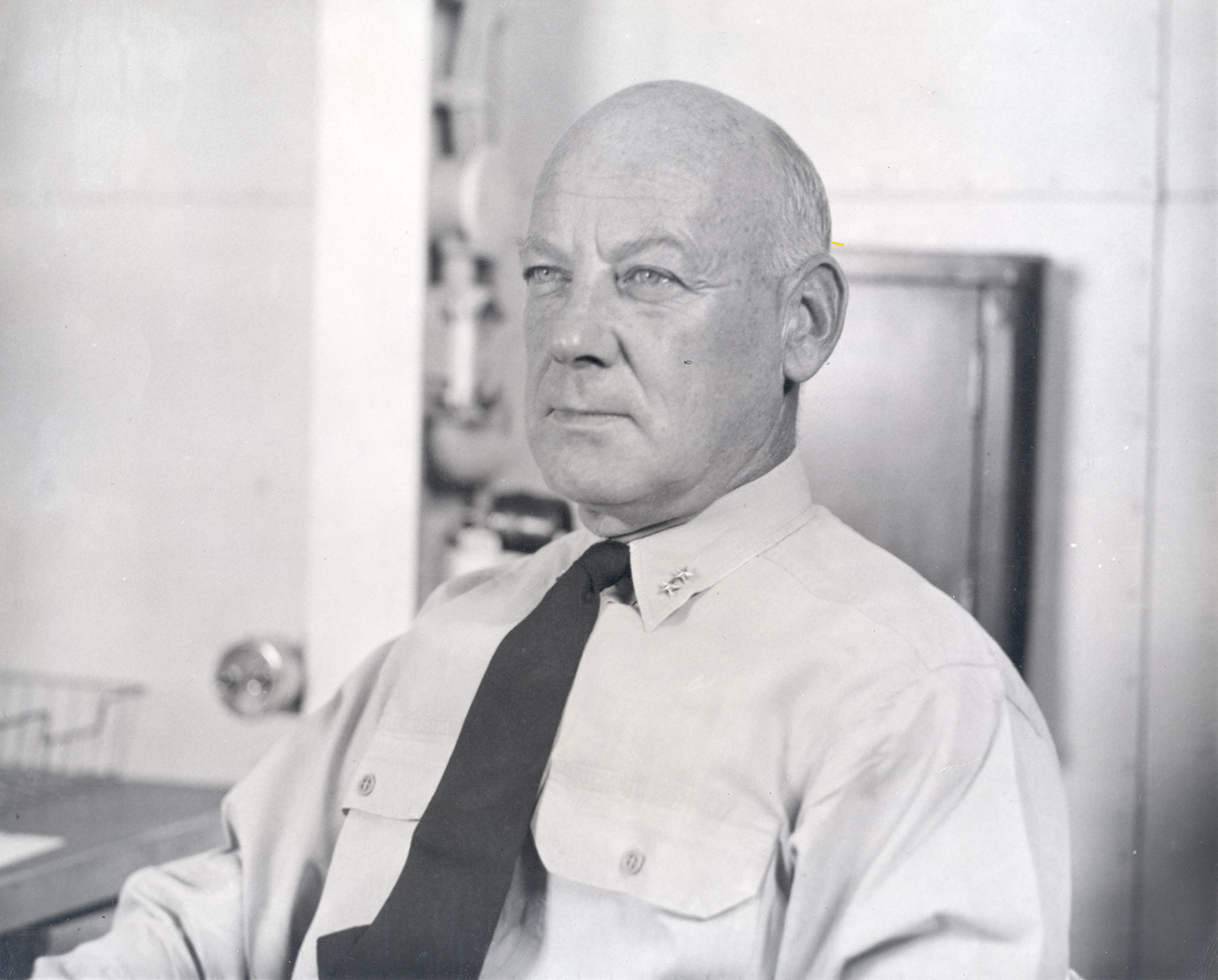
ラッセル・S・バーキー
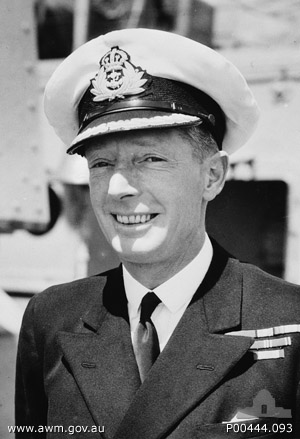
ジョン・A・コリンズ

##### 第4群(Task Group 77.4)
護衛空母部隊
司令官：トーマス・L・スプレイグ少将 (Thomas L. Sprague)、旗艦：護衛空母サンガモン
- 第1集団-タフィ1(TASK UNIT 77.4.1-TAFFY ONE)、（トーマス・L・スプレイグ少将直率）
  - 第22空母隊(Carrier Division 22)
    - 護衛空母 4隻 サンガモン、サンティー、スワニー、シェナンゴ （サマール沖海戦のとき、2隻（サギノー・ベイとシェナンゴ）はサマール沖を離れて行動中）

  - 第28空母隊(Carrier Division 28)
    - 護衛空母 2隻 ペトロフ・ベイ、サギノー・ベイ

  - 駆逐艦 3隻
  - 護衛駆逐艦 6隻

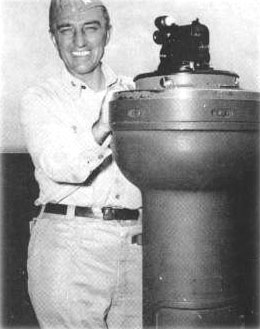
トーマス・L・スプレイグ

- 第2集団-タフィ2(TASK UNIT 77.4.2-TAFFY TWO)、（司令官：フェリックス・B・スタンプ少将）
  - 第24空母隊(Carrier Division 24)
    - 護衛空母 2隻 ナトマ・ベイ、マニラ・ベイ

  - 第27空母隊(Carrier Division 27)
    - 護衛空母 4隻 マーカス・アイランド、オマニー・ベイ、サボ・アイランド、カダシャン・ベイ

  - 駆逐艦 3隻
  - 第60護衛駆逐隊(Escort Division 60)
    - 護衛駆逐艦 6隻

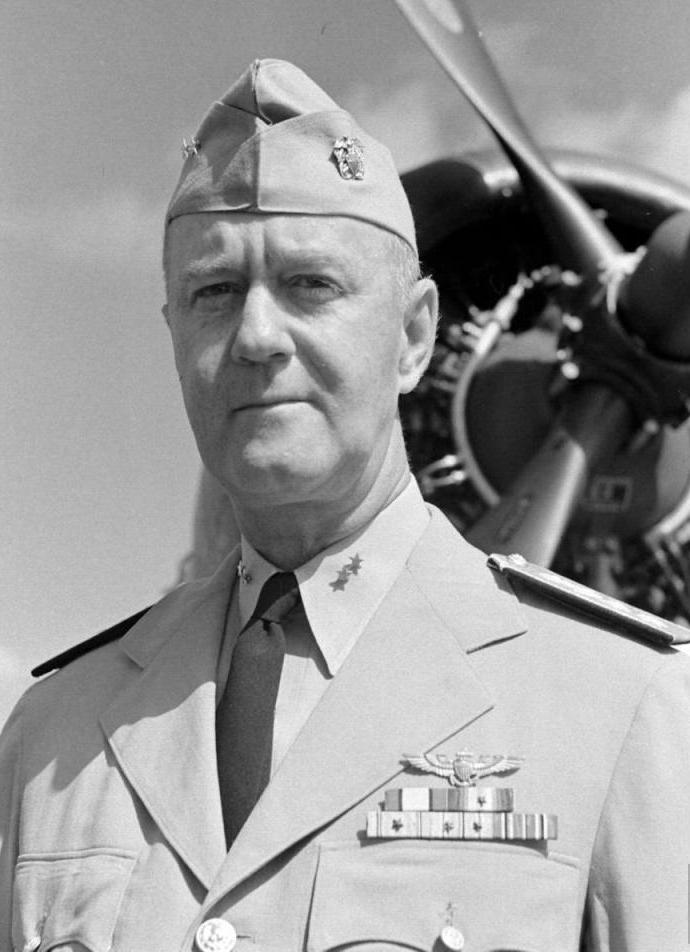
フェリックス・B・スタンプ

- 第3集団-タフィ3(TASK UNIT 77.4.3-TAFFY THREE)、（司令官：クリフトン・スプレイグ少将、旗艦：護衛空母 ファンショー・ベイ）
  - 第25空母隊(Carrier Division 25)
    - 護衛空母 4隻 ファンショー・ベイ、ホワイト・プレインズ、カリニン・ベイ、セント・ロー

  - 第26空母隊(Carrier Division 26)
    - 護衛空母 2隻 キトカン・ベイ、ガンビア・ベイ

  - 駆逐艦 3隻 ホーエル、ヒーアマン、ジョンストン
  - 護衛駆逐艦 4隻 デニス、ジョン・C・バトラー、レイモンド、サミュエル・B・ロバーツ（10/25 没 サマール沖 砲撃）

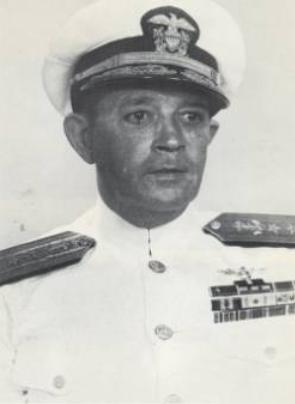
クリフトン・A・F・スプレイグ

##### 第5群(Task Group 77.5)
- フリゲート1隻、駆逐艦1隻、高速掃海艇7隻、機雷掃海艇12隻、機雷敷設艦2隻、補助掃海艇26隻、港湾防衛船1隻

##### 第6群(Task Group 77.6)
- 駆逐艦11隻

##### 第7群(Task Group 77.7)
- 主力艦隊：給油艦7隻、弾薬輸送艦5隻
- 護衛艦隊：護衛駆逐艦3隻
- レイテ湾艦隊：タンカー6隻、給油艦1隻、敷設網艦4隻、工作船2隻、サルベージ船1隻、移動式乾ドック1隻、弾薬輸送艦4隻、徴用貨物船9隻、病院船2隻

#### 第78任務部隊(TASK FORCE 78)
北部攻撃（司令官：バーベイ少将）
- 旗艦：揚陸指揮艦ブルー・リッジ

##### 第1群(Task Group 78.1)
- 第24輸送隊：攻撃輸送艦4隻、輸送艦1隻、攻撃貨物輸送艦1隻、ドック型揚陸艦1隻
- 第6輸送隊：攻撃輸送艦3隻、攻撃貨物輸送艦1隻、貨物船1隻、ドック型揚陸艦2隻
- 護衛駆逐隊：駆逐艦4隻
- 支援艦隊：鋼製駆潜艇3隻、木製駆潜艇1隻、歩兵揚陸艦9隻、ロケット搭載揚陸艦5隻、火力支援揚陸艦2隻、哨戒艇3隻、フリゲート艦1隻、中型揚陸艦3隻、タグボート2隻

##### 第2群(Task Group 78.2)
- 第32輸送隊：攻撃輸送艦4隻、輸送艦1隻、攻撃貨物輸送艦1隻、ドック型揚陸艦1隻
- 第20輸送隊：攻撃輸送艦3隻、輸送艦1隻、攻撃貨物輸送艦1隻、ドック型揚陸艦1隻、中型揚陸艦9隻
- 駆逐隊：駆逐艦4隻、タグボート1隻、ロケット搭載揚陸艦6隻、火力支援揚陸艦2隻、戦車揚陸艦14隻

##### 第3群(Task Group 78.3)
- 主力艦隊：駆逐艦5隻、歩兵揚陸艦3隻、機雷敷設艦1隻

##### 第4群(Task Group 78.4)
- 主力艦隊：駆逐艦7隻、タグボート1隻、フリゲート艦2隻

##### 第6群(Task Group 78.6)
- 主力艦隊：攻撃輸送艦6隻、輸送艦1隻、貨物船1隻、工作船1隻、商船4隻、戦車揚陸艦32隻、歩兵揚陸艦12隻
- 護衛艦隊：駆逐艦4隻、フリゲート艦2隻

##### 第7群(Task Group 78.7)
- 主力艦隊：戦車揚陸艦32隻、商船24隻
- 護衛艦隊：駆逐艦4隻、フリゲート艦2隻

##### 第9群(Task Group 78.9)
- 主力艦隊：戦車揚陸艦62隻、商船19隻
- 護衛艦隊：駆逐艦5隻、フリゲート艦4隻

#### 第79任務部隊(TASK FORCE 79)
南部攻撃（司令官：ウィルキンソン中将）
- 旗艦：揚陸戦指揮艦:マウント・オリンパス、アパラチアン

##### 第1群(Task Group 79.1)
- 第7歩兵師団
- 徴用船64隻

##### 第2群(Task Group 79.2)
- 第96歩兵師団
- 徴用船64隻

##### 第3群(Task Group 79.3)
- 第7輸送船団：攻撃輸送艦3隻、輸送艦1隻、攻撃貨物輸送艦1隻、ドック型揚陸艦1隻
- 第30輸送隊：攻撃輸送艦3隻、避難輸送艦1隻、攻撃貨物輸送艦1隻、ドック型揚陸艦1隻
- 第38輸送隊：攻撃輸送艦3隻、輸送艦2隻、攻撃貨物輸送艦1隻
- Xレイ輸送隊：攻撃輸送艦2隻、貨物船1隻
- 護衛駆逐隊：駆逐艦8隻

##### 第4群(Task Group 79.4)
- 第10輸送隊：攻撃輸送艦4隻、輸送艦1隻、攻撃貨物輸送艦1隻、車両揚陸艦1隻
- 第18輸送隊：攻撃輸送艦3隻、輸送艦1隻、攻撃貨物輸送艦1隻、ドック型揚陸艦2隻
- 第28輸送隊：攻撃輸送艦3隻、輸送艦1隻、攻撃貨物輸送艦1隻、ドック型揚陸艦1隻
- 護衛隊：駆逐艦9隻

### 第17任務部隊（太平洋艦隊司令部直轄）
太平洋艦隊潜水艦部隊司令官：チャールズ・A・ロックウッド中将
- ドラム、ハリバット、ブリーム他、計21隻

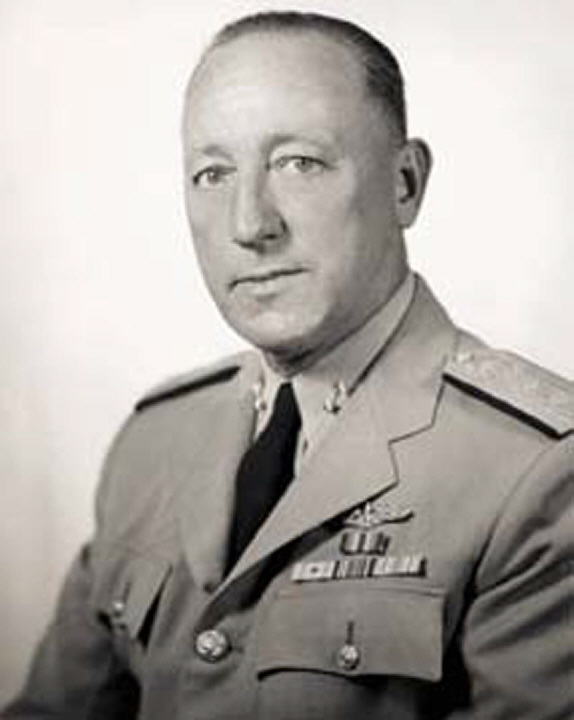
チャールズ・A・ロックウッド

#### 上陸部隊
アメリカ陸軍第6軍
総兵力20万2,500名（司令官：ウォルター・クルーガー中将）
- 第10軍団 53,000名（司令官：フランクリン・C・シバート中将）
  - 第1騎兵師団 サンホセ、ドラグ方面に上陸（司令官：B.マッジ少将）
  - 第24師団 タクロバン、パロ方面に上陸 1個連隊はパナオン水道方面に上陸（司令官：F.アービング少将）
- 第24軍団 51,500名（司令官：ジョン・リード・ホッジ中将）
  - 第7師団 サンホセ、ドラグ方面に上陸（司令官：A.アーノルド少将）
  - 第96師団 サンホセ、ドラグ方面に上陸（司令官：J.ブラッドリー少将）
- 軍直轄支援部隊
- 第6レンジャー歩兵大隊
- 軍予備部隊 28,500名
  - 第32師団（司令官：W.ギル少将）
  - 第77師団（司令官：A.ブルース少将）

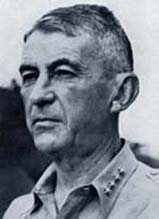
ウォルター・クルーガー
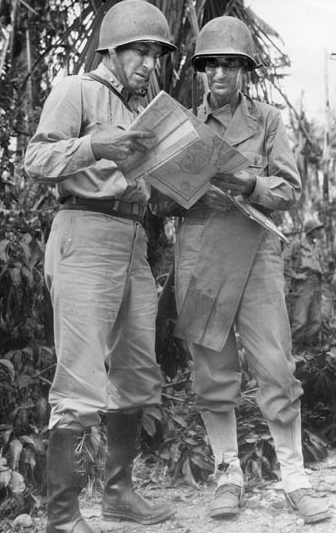
フランクリン・C・シバート(画面左側の人物)
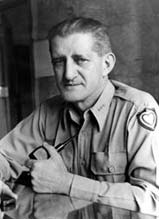
ジョン・リード・ホッジ

## 損害

### 日本軍
- 損失[注釈 269]
  - 戦艦：武蔵、扶桑、山城
  - 航空母艦：瑞鶴、瑞鳳、千歳、千代田
  - 重巡洋艦：愛宕、摩耶、鳥海、最上、鈴谷、筑摩
  - 軽巡洋艦：能代、多摩、阿武隈、鬼怒
  - 駆逐艦：野分、藤波、早霜、朝雲、山雲、満潮、初月、秋月、若葉、不知火、浦波
  - 潜水艦：伊26、伊45、伊54

- 損傷により後退した艦艇
  - 重巡洋艦：高雄、妙高、熊野、青葉、那智
  - 駆逐艦：初霜、浜風

※この他にも参加艦艇の多くに損傷有り。

### 連合軍
- 損失
  - 軽空母：プリンストン
  - 護衛空母：ガンビア・ベイ、セント・ロー
  - 駆逐艦：ホーエル、ジョンストン
  - 護衛駆逐艦：サミュエル・B・ロバーツ
  - 魚雷艇（PTボート）：PT-493
  - 艦隊曳航船：ソノマ
  - 歩兵揚陸艇：LCI-1065
  - 潜水艦：ダーター
- 損傷
  - 護衛空母：サンガモン、ファンショウ・ベイ、カリニン・ベイ、キトカン・ベイ、ホワイト・プレインズ、サンティー、スワニー
  - 重巡洋艦：オーストラリア
  - 軽巡洋艦：ホノルル、バーミングハム、
  - 駆逐艦：ロス、オーリック、ベニオン、アルバート・W・グラント、デニス
  - 魚雷艇（PTボート）：PT-490

## レイテ沖海戦に関する作品

### 映画
- 連合艦隊 監督：松林宗恵、特技監督：中野昭慶、東宝、1981年
  - 但しレイテ沖海戦の描写については演出のためか、あえて事実と異なる描写がなされている箇所もある。
- 男たちの大和/YAMATO 原作：辺見じゅん『決定版 男たちの大和』、監督：佐藤純彌、東映、2005年

### 文学作品（小説）

#### 小説
- 伊藤正徳『連合艦隊の最後』光人社、2000年。ISBN 4-7698-0979-4。
  - 実質は戦史評論的な内容。初出1956年。栗田への取材付。
- 大岡昇平『レイテ戦記 (上巻)』中公文庫、1974年、初出1971年。ISBN 4-1220-0132-3。
  - 小説と分類されているが、レイテ海戦を述べた部分は文中でその都度参考文献を明示しており、日米両軍への評価が見られる。
- 佐藤和正『レイテ沖の日米決戦　日本人的発想vs欧米人的発想』光人社、初出1988年。ISBN 4769803745
  - 関係者等の取材を基に小説の形で出版。1998年に光人社NF文庫より『レイテ沖海戦(上下巻)』と改題されて出版。

#### 空想戦記
- 佐藤大輔『目標、砲戦距離四万!』徳間文庫、1993年。ISBN 4-19-567506-5。
  - レイテ沖海戦を扱った部分の前半は史実に対する佐藤の評論であり、後半は小説である。佐藤は戦史評論も複数の実績がある。1991年の単行本の文庫化。
- 佐藤大輔『征途（愛蔵版）』中央公論新社、2017年、初出1993年。ISBN 978-4-1200-5006-0。
  - 佐藤の代表作である架空戦記であり、第1部「衰亡の国」においてレイテ沖海戦が扱われる[注釈 270]。

### ボードゲームおよび関連記事
- 『太平洋艦隊』ホビージャパン。
- 『パシフィック・ウォー』VG。
- 『日本機動部隊2』国際通信社、1999年。
- 上田暁「コンピューターゲームデザイナーズノート 連合艦隊の栄光」『シミュレイター No.5 1986 Early Summer』翔企画。
- 『コマンドマガジン 第10号』国際通信社、1996年。
  - 特集は「レイテ」である。